# Liste der Geotope in Sachsen
Die Liste der Geotope in Sachsen bindet folgende Listen der geschützten Geotope ein:
- Liste der Geotope im Landkreis Bautzen
- Liste der Geotope im Landkreis Görlitz
- Liste der Geotope im Landkreis Zwickau
- Liste der Geotope in Chemnitz
- Liste der Geotope in Dresden
- Liste der Geotope in Leipzig
- Liste der Geotope im Erzgebirgskreis
- Liste der Geotope im Landkreis Leipzig
- Liste der Geotope im Landkreis Meißen
- Liste der Geotope im Landkreis Mittelsachsen
- Liste der Geotope im Landkreis Nordsachsen
- Liste der Geotope im Landkreis Sächsische Schweiz-Osterzgebirge
- Liste der Geotope im Vogtlandkreis

| Name | Bild                                                                                      | Geotop ID | Gemeinde / Lage | Beschreibung | Schutzstatus |
| --- | ----------------------------------------------------------------------------------------- | --------- | --- | --- | ------------ |
| Engtal der Spree im Abgott |                                                                                           | 142       | Bautzen Am Nordrand der Stadt Bautzen | Oberlausitzer Gefilde, Lausitz-Riesengebirgsscholle Relief / Landschaft Enges Durchbruchstal (Charakter einer Skala) kurz von Öhna; zum Teil sehr schroffe Felshänge an der Spree (Abgottfels, Flinzfels); rechts aus Granodiorit, links aus hartem, grobkörnigem, porphyrischen Granodiorit; zu beiden Seiten Lamprophyrgänge in den Felswänden                                                            | FND          |
| Spreefelsen "Proitschenberg" (Protschenberg)                                                                                            | weitere Bilder                                                                            | 143       | Bautzen Am Westrand Bautzen, östlich von Schmole | Oberlausitzer Gefilde, Lausitz-Riesengebirgsscholle Aufschluss Felsgebilde aus mittelkörnigem Grandiorit; herausmodellierter Teil der westwärts streichenden granitischen Sockelfläche, hier pleistozäne Überdeckung stärker abgetragen; Felsränder stürzen nach der Spree 15 - 20 m ab | FND          |
| Tertiärer Sandsteinbruch am Windmühlenberg                                                                                              |                                                                                           | 149       | Bautzen 400 m östlich Oberförstchen | Oberlausitzer Gefilde, Lausitz-Riesengebirgsscholle Aufschluss, Steinbruch Steinbruch; dichter, spröder Sandstein der obermiozänen Braunkohlenformation; feine Kohlensande durch kieseliges Bindemittel zusammengekittet; schwach gelblich-bräunlich gefärbt durch Eisen; zahlreiche Risse, scharfkantiger Bruch                                                                                            | FND          |
| Steinbruch Ebendörfel (Steinbruch Jenichen & Pollacke (Bruch II))                                                                       |                                                                                           | 1116      | Bautzen, Ebendörfel Etwa 2,5 km südlich von Bautzen, zwischen den Orten Oberkaina und Boblitz, ca. 1 km östlich der Verbindungsstraße Bautzen - Sohland | Oberlausitzer Bergland, Lausitz-Riesengebirgsscholle Aufschluss, Steinbruch Das Gestein (grauweißer, gleichmäßig mittelkörniger Granodiorit) ist in flache, nicht besonders regelmäßige Bänke, mit nach der Tiefe zunehmender Dicke, von 0,5-2,5m, abgesondert; Lamprophyrgänge | unbekannt    |
| Steinbruch Oberkaina I (Steinbruch Jenichen & Pollacke (Bruch I))                                                                       |                                                                                           | 1124      | Bautzen, Oberkaina Etwa 2,5 km südlich von Bautzen, zwischen den Orten Oberkaina und Boblitz, ca. 1 km östlich der Verbindungsstraße Bautzen - Sohland | Oberlausitzer Gefilde, Lausitz-Riesengebirgsscholle Aufschluss, Steinbruch 2 Brüche mit anstehendem Biotitgranodiorit, gleichmäßg miittelkörnig und von grauweißer Farbe mit dunkelgrauen feinkörnigen Einschlüssen; Material kantig brechend, ansonsten gleiche Beschaffebheit wie Geotope 1115 und 1116                                                                                                   | unbekannt    |
| Steinbruch Oberkaina III (Steinbruch Jenichen & Pollacke (Bruch III))                                                                   |                                                                                           | 1115      | Bautzen, Oberkaina Etwa 2,5 km südlich von Bautzen, zwischen den Orten Oberkaina und Boblitz, ca. 700 m östlich der Verbindungsstraße Bautzen - Sohland | Oberlausitzer Bergland, Lausitz-Riesengebirgsscholle Aufschluss, Steinbruch Steinbruch mit anstehendem gleichmäßig mittelkörnigem Granodiorit; grauweiß mit dunkelgrauen, feinkörnigen Einschlüssen; Absoderung in flache, regelmäßige Bänke (0,5 - 2,5 m Dicke); quaderartige Teilbarkeit nur teilweise gegeben                                                                                            | unbekannt    |
| Steinbruch Quatitz (Steinbruch Strauch)                                                                                                 |                                                                                           | 1134      | Bautzen, Quatitz Etwa 8 km nordöstlich von Bautzen, an der Verbindungsstraße Quatitz - Neumalsitz, ca. 2 km südlich von Quatitz, 50 m westlich der Straße am nordwestlich Talsperrenrand; möglicherweise durch Talsperre geflutet                                 | Oberlausitzer Gefilde, Lausitz-Riesengebirgsscholle Aufschluss, Steinbruch Kleiner Steinbruch mit anstehendem gleichmäßig fein- bis mittelkörnigem Biotitgranodiorit; grauweiß, scharfkantiger Bruch; gute Bankung, Absonderung in bis 5 m langen Blöcken; Einfallen der Klüfte unter 10 °; sehr gute Teilbarkeit des Gesteins                                                                              | unbekannt    |
| Steinbruch Napoleon Stein |                                                                                           | 1154      | Bischofswerda 1,5 km östlich vom nördlichen Ortsausgang von Goldbach | Westlausitzer Hügel- und Bergland, Lausitz-Riesengebirgsscholle Aufschluss, Steinbruch Anstehender mittelkörniger Biotitgranodiorit, grauweiß mit schwarzen Einsprengungen; Absonderung in regelmäßige, flache Bänke von 0,5 - 3 m Dicke; gute quaderartige Teilbarkeit; viele steile Klüfte; mehrere Lamprophyrgänge                                                                                       | unbekannt    |
| Goldbacher Berg (Steinbruch Pufe & Großmann)                                                                                            |                                                                                           | 1092      | Bischofswerda Am Westrand der Stadt Bischofswerda, 2,5 km vom Bhf. Bischofswerda entfernt | Westlausitzer Hügel- und Bergland, Lausitz-Riesengebirgsscholle Aufschluss, Steinbruch Steinbruch mit mittelkörnigem, grauweißem Biotitgranodiorit (Westlausitzer); gleichmäßig in Korngröße und Farbe; drei Lamprophyrgänge und 1 aplitische Schliere (1,5 m breit, 10 m lang); Absonderung in flachen Bänken, steil einfallende Klüfte                                                                    | unbekannt    |
| Bischofswerdaer Stadtwald |                                                                                           | 848       | Bischofswerda 1 km nordöstlich Bischofswerda, 500 m südlich der Bahnlinie Dresden-Bautzen-Görlitz | Oberlausitzer Bergland, Lausitz-Riesengebirgsscholle Aufschluss, Gletscherschliff Gletscherschliff auf Zweiglimmergronodiorit (?) | unbekannt    |
| Weickersdorf |                                                                                           | 847       | Bischofswerda, Weickersdorf 2 km südwestlich Fischermühle (OT Niederputzkau) | Westlausitzer Hügel- und Bergland, Lausitz-Riesengebirgsscholle Aufschluss Schmelwassersande | unbekannt    |
| Steinbruch Horka |                                                                                           | 877       | Crostwitz, Horka bei Kamenz westlich von Horka; westlich der Straße Horka - Crostwitz | Oberlausitzer Heide- und Teichgebiet, Lausitz-Riesengebirgsscholle Aufschluss, Steinbruch Steinbruch, Kontakt zweier Granodiorite: 1. Biotit-Monzogranit, feinkörnig und muskovitführend, porphyrisch und 2. Biotit-Granodiorit, mittel bis grobkörnig, porphyrisch (Typ Kamenz) | unbekannt    |
| Kiesgrube mit Gebüsch |                                                                                           | 182       | Cunewalde 900 m südwestlich Haltepunkt Mittelcunewalde | Oberlausitzer Bergland, Lausitz-Riesengebirgsscholle Aufschluss, Kiesgrube Östlichster Teil d. Cunewalder-Wilthener Wanne; zusammenhängende Decke; mächtige Bänke von reinem grobem Kies und Geröllschutt ( bis30 m); reichlich nordisches Material (bis 0,5 m große Feuersteinknollen). | ND           |
| Weinberg |                                                                                           | 868       | Cunewalde Zwischen OL Cunewalde und Buschmühle | Oberlausitzer Bergland, Lausitz-Riesengebirgsscholle Aufschluss Fortsetzung des unter Geotop 181 beschriebenen Quarzganges | unbekannt    |
| Gehölzgruppe auf Quarzitrücken am Kirchberg (Cunewalde, Quarzitsporn Weinberg mit Gipfelplateau)                                        |                                                                                           | 181       | Cunewalde Innerhalb der Ortslage Cunewalde, südlich des Frühlingsberges | Lausitz-Riesengebirgsscholle Relief / Landschaft Cunewalder Quarzriff genannt; 1 km langer Quarzgang und durchschnittliche Mächtigkeit; 40 m massiger, feinkörniger bis dichter, weißlichgrauer Quarzfels; daneben auch zellig-porös, wie zerfressen aussehend, zuweilen auch stenglig abgesondert | ND           |
| Granitklippen auf dem Hochstein |                                                                                           | 183       | Cunewalde genaue Lage unbekannt | Lausitz-Riesengebirgsscholle Aufschluss Östlicher Eckpfeiler d. Czornebohzuges; auf d. Gipfel eine Reihe von Felstürmen mit eckigen Kanten; plattig abgesonderter Granodiorit und matratzenartige Schichtung; zahlr. Einschlüsse kontaktmetam. Grauwacke; nach S Blockmeer. | FND          |
| Steinbruch Domschke |                                                                                           | 1113      | Cunewalde, Schönberg bei Löbau Am Südwesthang des Czorneboh, 500 m östlich der Verbindungsstraße Cunewalde - Schönberg - Pielitz, etwa 500 m vor dem nördlichen Ortseingang von Schönberg                                                                         | Oberlausitzer Bergland, Lausitz-Riesengebirgsscholle Aufschluss, Steinbruch Steinbruch mit anstehendem Lausitzer Granodiorit, gleichmäßig mittelkörnig; grauweiß mit schwarzen Einsprengungen; Absonderung in unregelmäßigen, flachen Blöcken von 0,5 - 3 m Dicke; gute quaderartige Teilbarkeit in horizontale Richtung; mehrere Lamprophyrgänge                                                           | unbekannt    |
| Steinbruch Thumitz |                                                                                           | 1152      | Demitz-Thumitz Südlich von Demitz-Thumitz, am Nordhang des Klosterberges, 200 m südlich der Bahnlinie Dresden-Bautzen-Görlitz | Oberlausitzer Gefilde, Lausitz-Riesengebirgsscholle Aufschluss, Steinbruch Steinbruch mit Westlausitzer oder Demitzer Granodiorit, mittelkörnig, grauweiß; dunkle Kugelschlieren und dunkle Einschaltungen selten; flache Blöcke (0,3 - 3 m); besonders gute Teilbarkeit, noch in Betrieb | unbekannt    |
| Steinbruch Kloster (Steinbruch Sparmann)                                                                                                |                                                                                           | 1149      | Demitz-Thumitz Am Westhang des Klosterberges, etwa 2 km südlich des Ortes Demitz - Thumitz, unweit der Eisenbahnlinie Dresden - Bautzen - Görlitz | Oberlausitzer Bergland, Lausitz-Riesengebirgsscholle Aufschluss, Steinbruch Das im Bruch anstehende Granitgestein ist typisch für die Gegend um den Klosterberg; Schmelzen im Anschluß an die assyntische Faltung; mittelkörnig, bläulichweißgrau; gute Teilbarkeit durch Klüfte, bankige Absonderung | unbekannt    |
| Steinbruch Thumitz Berg I |                                                                                           | 1141      | Demitz-Thumitz Südlich Demitz-Thumitz, am Nordhang des Klosterberges | Oberlausitzer Gefilde, Lausitz-Riesengebirgsscholle Aufschluss, Steinbruch Aufstieg granitoider Magmen im Anschluß an die assyntische Faltung, Aufschmelzen der unteren Bereiche der Lausitzer Grauwacken; Steinbruch 130 x 90 m, Tiefe max. 65 m; Abbau des Granites in Blöcken | unbekannt    |
| Gletscherschliffe am Bahnhof |                                                                                           | 849       | Demitz-Thumitz Am nordwestlich Ortsausgang Demitz-Thumitz, 100 m südlich der Bahnlinie Dresden-Bautzen-Görlitz | Oberlausitzer Gefilde, Lausitz-Riesengebirgsscholle Aufschluss, Gletscherschliffe Schöne Gletscherschliffe auf Granit mit zahlreichen, geringmächtigen und spiegelglatten Aplitgängen; gut geglättete und gerundete Flächen und wohlerhaltene, parallel laufende Kritzen, Schrammen, Furchen und feine Ritzlinien                                                                                           | unbekannt    |
| Steinbruch Thumitz Berg II |                                                                                           | 1142      | Demitz-Thumitz Südlich Demitz-Thumitz, am Nordhang des Klosterberges | Oberlausitzer Bergland, Lausitz-Riesengebirgsscholle Aufschluss, Steinbruch Mittelkörniger Biotitgranodiorit; grauweiß mit schwarzen Einsprenglingen; genaueres siehe Geotop 1141 | unbekannt    |
| Steinbruch Stein |                                                                                           | 1153      | Demitz-Thumitz Östlich des Klosterberges, etwa 700 m südlich der Eisenbahnlinie Dresden - Bautzen - Görlitz | Oberlausitzer Gefilde, Lausitz-Riesengebirgsscholle Aufschluss, Steinbruch Steinbruch mit Westlausitzer oder Demitzer Granodiorit; mittelkörnig, hellgrau; Absonderung in ca. 3,5 m mächtigen Bänken; Stillegung 1945/46 | unbekannt    |
| Kanzel |                                                                                           | 1155      | Demitz-Thumitz Östlich des Klosterberges, etwa 1 km südöstlich der Eisenbahnlinie Dresden - Bautzen - Görlitz | Oberlausitzer Gefilde, Lausitz-Riesengebirgsscholle Aufschluss, Steinbruch Steinbruch mit mittelkörnigem Granodiorit; hellgraue Farbe;Lamprophyrgänge und ein Aplitgang (etwa 2 -3 m mächtig, aber nicht geradlinig streichend); im oberen Bereichen Absonderung in bis zu 4 m mächtigen Bänken; Material technisch einwandfrei                                                                             | unbekannt    |
| Jungfernstein I und II |                                                                                           | 1156      | Demitz-Thumitz 800 m südwestlich Cossern, 1 km südlich der Bahnlinie Dresden-Bautzen-Görlitz | Oberlausitzer Gefilde, Lausitz-Riesengebirgsscholle Aufschluss, Steinbruch Zwei Steinbrüche, durch Störung getrennt; mittelkörniger, bläulichgrauer Granodiorit (Westlausitzer) in Bänken abgesondert; Schmelzen im Anschluß an die assyntische Faltung; eine gute quaderartige Teilbarkeit durch Klüfte; vier Lamprophyrgänge                                                                              | unbekannt    |
| Steinbruch Bolbritz |                                                                                           | 1147      | Demitz-Thumitz Am Westhang des Klosterberges, 1 km südlich Demitz-Thumitz | Oberlausitzer Bergland, Lausitz-Riesengebirgsscholle Aufschluss, Steinbruch Steinbruch, Westlausitzer Biotitgranodiorit, Schmelzen im Anschluß an die assyntische Faltung; weißgraues, mittelkörniges Gesteint; häufig dunkle Kugelschlieren und Einschlüsse | unbekannt    |
| Steinbruch Vincentius |                                                                                           | 1150      | Demitz-Thumitz Am Westhang des Klosterberges, etwa 2 km südlich des Ortes Demitz - Thumitz, unweit der Bahnlinie Dresden - Bautzen - Görlitz | Oberlausitzer Gefilde, Lausitz-Riesengebirgsscholle Aufschluss, Steinbruch Steinbruch mit Westlausitzer oder Demitzer Granodiorit; gleichmäßiger, hellgrauer mittelkörniger Biotitgranodiorit bestehend aus Quarz, Feldspat und schwarzem Biotit; Schmelzen im Anschluß an die assyntische Faltung; bankige Absonderung                                                                                     | unbekannt    |
| Sandgrube Medewitz |                                                                                           | 187       | Demitz-Thumitz, Medewitz | Oberlausitzer Gefilde, Lausitz-Riesengebirgsscholle Aufschluss | FND          |
| Gipfelklippen des Ohorner Steinberges                                                                                                   |                                                                                           | 641       | Elstra 1,5 km westlich Kindisch | Westlausitzer Hügel- und Bergland, Lausitz-Riesengebirgsscholle Aufschluss, Felsenklippen und Blockmeer Gehört zum Hochstein - Steinberg - Rücken; Felsenklippen wie Hochstein (siehe Geotop 640); fein- bis mittelkörniger Biotitgranodiorit in plattig übereinandergetürmten Felspartien; an den Hängen Blockmeer; verstärkter Abbau des Granodiorites                                                    | ND           |
| Steinbruch am Hochstein (Steinbruch Buschbauer, Granitwerk am Hochstein, Steinbruch Kindisch)                                           |                                                                                           | 1093      | Elstra, Kindisch Am Osthang des Hochsteins, 500 m südwestlich von Kindisch | Westlausitzer Hügel- und Bergland, Lausitz-Riesengebirgsscholle Aufschluss, Steinbruch Biotitgranodiorit (Westlausitzer Granodiorit) ist mittelkörnig und von grauweißer Farbe; Randbereich zur Grauwacke an der Nordwand der 3. Sohle aufgeschlossen (Grauwackenhornfels, steil gestellt und gefaltet); Absonderung in unregelmäßige flache Bänke                                                          | unbekannt    |
| Steinbruch am Ohorner Steinberg (Steinbruch Kindisch, Steinbruch Rietscher)                                                             |                                                                                           | 1094      | Elstra, Kindisch Nordwestlich Kindisch, 500 m von der Verbindungsstraße Rauschwitz - Rehnsdorf entfernt, am Nordosthang des Ohorner Steinberges | Westlausitzer Hügel- und Bergland, Lausitz-Riesengebirgsscholle Aufschluss, Steinbruch Anstehender mittelkörniger Biotitgranodiorit von grauweißer Farbe und schwarzen Einsprengungen; Absonderung in regelmäßigen flachen Bänken von 0,5 - 4 m großen Blöcken; große Blöcke häufig; gute quaderartige Teilbarkeit, annähernd horizontal; 2 Lamprophyrgänge                                                 | unbekannt    |
| Steinbruch Hoffnung |                                                                                           | 1074      | Elstra, Kindisch Nordwestlich Kindisch, unweit der Landstraße Kamenz - Bischofswerda | Westlausitzer Hügel- und Bergland, Lausitz-Riesengebirgsscholle Aufschluss, Steinbruch Mittelkörniger Biotitgranodiorit, grauweiß mit schwarzen Einsprengungen und kleinkörnigen Kugelschlieren; Absonderung in regelmäßigen, flachen Bänken von 0,5 - 2 m Dicke; mehrere Lamprophyrgänge; Südwest-Teil des Bruches Aplitgang, etwa 7 cm mächtig                                                            | unbekannt    |
| Quelle bei Rauschwitz (Elsterquelle am Sauloch)                                                                                         | weitere Bilder                                                                            | 645       | Elstra, Rauschwitz südlich Kindisch, oberhalb d. A4 | Lausitz-Riesengebirgsscholle Quelle, Quelle Elsterquelle am Sauloch; eingetragene Quelle der Weißen Elster am südöstlichen Hang des Höhenzuges "Ohorner Steinberg-Hochstein-Tanneberg"; das Gestein ist der mittelkörnige Demitzer Granodiorit | ND           |
| Gipfelklippen des Hochsteins (Sybillenstein)                                                                                            | weitere Bilder                                                                            | 640       | Elstra, Rauschwitz 1 km südwestlich vom Ortsausgang Kindisch, am Nördlichen Kammweg | Westlausitzer Hügel- und Bergland, Lausitz-Riesengebirgsscholle Aufschluss, Felsenklippen Fein- bis mittelkörnig; 6 - 8 m hohe Klippen mit matratzenähnlichen Gesteinsformen, durch Verwitterungsvorgänge besonders an Klüftsystemen Klippen herausmodelliert; am Fuß Blockschuttmeer; auf obersten Platten Vertiefungen; Lamprophyrgang                                                                    | ND           |
| Seitschener Skala und Burgwall |                                                                                           | 175       | Göda, Bautzen Südwestlich Großseitschen | Oberlausitzer Gefilde, Lausitz-Riesengebirgsscholle Aufschluss Das "Lange Wasser" durchbricht südlich von Seitschen einen Granodioritriegel, an dessen Oberkante sich südöstlich des dortigen Gutes ein kleiner sichelförmiger Wall von etwa 50 m Durchmesser erhebt; Wallhöhen ca. 10 m | FND          |
| Steinbruch Göda (Steinbruch Rodewald)                                                                                                   |                                                                                           | 1126      | Göda Ca. 400 m westlich der Verbindungsstraße Göda - Buscheritz, bzw. 500 m nördlich von Göda | Oberlausitzer Gefilde, Lausitz-Riesengebirgsscholle Aufschluss, Steinbruch Steinbruch mit Westlausitzer Granodiorit, mittelkörnig und graue Farbe; gleichmäßiges Gefüge und gute Härte des Gesteins; dünnbankige Absonderung; vier, ca. Nordwest-südost-streichende Lamprophyrgänge | unbekannt    |
| Steinbruch Moschner |                                                                                           | 1112      | Göda, Muschelwitz Ca. 800 m nordöstlich der Ortschaft Prischwitz, etwa 250 m südöstlich des Ortsteiles Muschelwitz, (Verbindungsstraße Kamenz - Bautzen) | Oberlausitzer Gefilde, Lausitz-Riesengebirgsscholle Aufschluss, Steinbruch Der Granodioritt ist in flache Bänke, von 2 - 4 m Dicke, abgesondert; ein südöstlich streichender, dunkler, 0,5 m mächtiger, stark zerstückelter Gesteinsgang (Lamprophyr) wurde beobachtet | unbekannt    |
| Nedaschützer Skala (Engtal der Nedaschützer Skala)                                                                                      | weitere Bilder                                                                            | 144       | Göda, Nedaschütz Unmittelbar nördlich Spittwitz | Oberlausitzer Gefilde, Lausitz-Riesengebirgsscholle Relief / Landschaft, Durchbruchtal Durchbruchstal des Schwarzwasser-Flusses; 30 m tief und 350 m langer Taleinschnitt in den Lausitzer Granodiorit; im Quartär suchten sich die Schmelzwässer des pleistozänen Inlandeises nach der Verschüttung der alten Hohlformen durch die Moränen neue Abflußbahnen                                               | FND          |
| Großer Stein Sollschwitz |                                                                                           | 871       | Göda, Sollschwitz bei Bautzen 400 m östlich Sollschwitz | Oberlausitzer Gefilde, Lausitz-Riesengebirgsscholle Aufschluss Granodiorit | FND          |
| Sandberg Adolfshütte |                                                                                           | 146       | Großdubrau, Crosta südwestlich Adolfshütte; südöstlich Wuschiksteich - nordöstlich Wuckranteich | Oberlausitzer Gefilde, Lausitz-Riesengebirgsscholle Aufschluss Kaolingrube mit anstehendem kaolinisch verwittertem, mittel- bis grobkörnigen porphyrischen Granodiorit (Kaolinton); Verwitterung infolge Durchwässerung; 20 bis 40 m tiefer Kaolinton (Kaolinwerk südlich von Crosta); bis zu 5 m Tiefe gelb gefleckt                                                                                       | FND          |
| Karschberg |                                                                                           | 875       | Großnaundorf 1,2 km nördlich Großnaundorf | Westlausitzer Hügel- und Bergland, Lausitz-Riesengebirgsscholle Aufschluss Westlausitzer Granodiorit | unbekannt    |
| Gipfelklippen des Kleinen Keulenberges (Keulenberg)                                                                                     |                                                                                           | 639       | Großnaundorf 2,3 km nordwestlich Oberlichtenau; ev. identisch mit Geotop 638 | Westlausitzer Hügel- und Bergland, Lausitz-Riesengebirgsscholle Aufschluss, Felsenklippen, Gipfelklippe Gipfelklippen, Lausitzer Zweiglimmergranodiorit | ND           |
| Steinbruch Albert |                                                                                           | 1114      | Großpostwitz, Cosul Etwa 2,5 km nordöstlich von Großpostwitz, an der Verbindungsstraße Großpostwitz - Cosul - Großkunitz, ca. 500 m östlich von Cosul | Oberlausitzer Bergland, Lausitz-Riesengebirgsscholle Aufschluss, Steinbruch Steinbruch mit anstehendem gleichmäßig mittelkörnigem Granodiorit; graue Farbe mit dunkelgrauen, feinkörn. Einschlüssen; Absonderung in 0,5 - 3 m mächtigen Bänken; Diagonalklüfte verursachen unregelmäßige Spaltung des Gesteins                                                                                              | unbekannt    |
| Granodiorit von Hauswalde |                                                                                           | 899       | Großröhrsdorf, Hauswalde 500 m vom westlich vom nördl. Ortsausgang Hauswalde, östlich des Hauffensberg | Westlausitzer Hügel- und Bergland, Lausitz-Riesengebirgsscholle Aufschluss, aufgelassener Steinbruch Kleiner Steinbruch am Hauffensberg; laut Geologicher Karte Zweiglimmer-Granodiorit (Anatexit); Gefüge fein- bis mittelkörnig und regellos (streifig-flasrig gneisartig), unregelmäßig-polyedrische Absonderung                                                                                         | unbekannt    |
| Steinbruch Großer Berg |                                                                                           | 1080      | Haselbachtal, Bischheim-Häslich Im Nordteil des Ortes Häslich, 400 m von der Straße Bischheim - Reichenbach entfernt | Westlausitzer Hügel- und Bergland, Lausitz-Riesengebirgsscholle Aufschluss, Steinbruch Der Granodiorit ist gleichmäßig in Korngröße, nicht selten enthält er kleinkörnige, dunkle Kugelschlieren und dunkle Einschlüsse; im mittleren Teil ein nach Süden streichender 1,5 m mächtiger Lamprophyrgang | unbekannt    |
| Gipfelklippen des Wüsteberges |                                                                                           | 636       | Haselbachtal, Bischheim-Häslich 1 km westlich vom Ortsausgang Gelenau | Westlausitzer Hügel- und Bergland, Lausitz-Riesengebirgsscholle Aufschluss, Felsenklippen, Gipfelklippen Kleine Klippen aus Grauwacken der Wüsteberg-Serie; känozoische Heraushebung mit steilen, jungen Reliefformen | ND           |
| Gipfelklippen des Hofberges (Hofeberg)                                                                                                  |                                                                                           | 637       | Haselbachtal, Bischheim-Häslich 700 m südwestlich Ortsausgang Gelenau | Westerzgebirge, Lausitz-Riesengebirgsscholle Aufschluss, Felsenklippen Grauwacken | ND           |
| Steinbruch am Mühlberg (Steinbruch Rietscher)                                                                                           |                                                                                           | 1068      | Haselbachtal, Bischheim-Häslich Etwa 8 km südwestlich von Kamenz, unmittelbar an der Landstraße Häslich-Reichenbach In Höhe des Ortes Häslich | Westlausitzer Hügel- und Bergland, Lausitz-Riesengebirgsscholle Aufschluss, Steinbruch Biotitgranodiorit; zwischen beiden Brüchen ist eine faule Wand, einige Meter breit, stehengeblieben; durch diese streicht ein Aplitgang hindurch; in seiner Umgebung ist der Granodiorit stark durchbewegt und zersetzt                                                                                              | ND           |
| Steinbruch Rietschel (Steinbruch Bischheim-Häslich)                                                                                     |                                                                                           | 1062      | Haselbachtal, Bischheim-Häslich 700 m südwestlich von Bischheim | Westlausitzer Hügel- und Bergland, Lausitz-Riesengebirgsscholle Aufschluss, Steinbruch Im Steinbruch steht ein mittelkörniger Biotitgranodiorit an; der Abraum besteht aus Grus und verwitterten Blöcken und ist 3 bis 8m mächtig | ND           |
| Steinbruch am Mühlweg (Steinbruch Häslich)                                                                                              |                                                                                           | 1070      | Haselbachtal, Bischheim-Häslich Nordwestlich Häslich, ca. 350 m nördlich der Hauptstraße Bischheim - Königsbrück, direkt am Mühlweg gelegen | Westlausitzer Hügel- und Bergland, Lausitz-Riesengebirgsscholle Aufschluss, Steinbruch Mittelkörniger Biotitgranodiorit | ND           |
| Steinbruch am Mühlberg (Steinbruch Schäfer)                                                                                             |                                                                                           | 1069      | Haselbachtal, Bischheim-Häslich Südlich von Häslich, 150 m nördlich vom Mühlberg | Westlausitzer Hügel- und Bergland, Lausitz-Riesengebirgsscholle Aufschluss, Steinbruch Der Steinbruchbetrieb besteht aus zwei Steinbrüchen; das aufgeschlossene Gestein ist ein mittelkörniger Biotitgranodiorit | ND           |
| Steinbruch Prelle und Quaige (Steinbruch Bischheim-Häslich)                                                                             |                                                                                           | 1064      | Haselbachtal, Bischheim-Häslich 3 m nördlich von Häslich, am Mühlweg | Westlausitzer Hügel- und Bergland, Lausitz-Riesengebirgsscholle Aufschluss, Steinbruch Das aufgeschlossene Gestein ist ein mittelkörniger Biotitgranodiorit; der Abraum ist unterschiedlich von 1 bis 8m mächtig, durchschnittlich 3m; er besteht aus Granodioritgrus und rundlichen Granodioritblöcken | ND           |
| Steinbruch Galgsberg (Steinbruch Rietscher)                                                                                             |                                                                                           | 1071      | Haselbachtal, Bischheim-Häslich Südwestlich von Bischheim, 1,5 km westlich vom Bhf. Bischheim - Gersdorf | Westlausitzer Hügel- und Bergland, Lausitz-Riesengebirgsscholle Aufschluss, Steinbruch Im Steinbruch ist ein mittelkörniger Biotitgranodiorit, von grauweißer Farbe mit schwarzen Einsprengungen, aufgeschlossen; das Gestein enthält dunkle Kugelschlieren und dunkle kalksilikatische Einschlüsse | ND           |
| Granitsteinbruch Häslich (Häslich Berg)                                                                                                 |                                                                                           | 1057      | Haselbachtal, Bischheim-Häslich Im Nordteil von Häslich, an der Straße Königsbrück - Schwosdorf (Mühlweg) | Westlausitzer Hügel- und Bergland, Lausitz-Riesengebirgsscholle Aufschluss, Steinbruch Der aufgeschlossene mittelkörnige Biotitgranodiorit ist gleichmäßig in Korngröße, Farbe und Mineralbestand | ND           |
| Burgstall (Steinbruch Gierisch) |                                                                                           | 1090      | Haselbachtal, Möhrsdorf südöstlich von Möhrsdorf, etwa 1 km östlich von Obersteina | Westlausitzer Hügel- und Bergland, Lausitz-Riesengebirgsscholle Aufschluss, Steinbruch Der Granodiorit ist gleichmäßig in seiner Korngröße; seine Farbe ist grauweiß mit schwarzen Einsprengungen; dunkle, kleinkörnige Kugelschlieren und dunkle Einschlüsse, einige Zentimeter groß, sind vorhanden | unbekannt    |
| Steinbruch Reichenau (Steinbruch Kühne)                                                                                                 |                                                                                           | 1059      | Haselbachtal, Reichenau an der Pulsnitz Östlicher Ortsausgang von Reichenau, etwa 500 m südlich der Landstraße Reichenau - Reichenbach | Westlausitzer Hügel- und Bergland, Lausitz-Riesengebirgsscholle Aufschluss, Steinbruch Mittelkörniger Biotitgranodiorit | ND           |
| Steinbruch Rietscher |                                                                                           | 768       | Haselbachtal, Reichenbach bei Reichenau westlich von Reichenbach | Westlausitzer Hügel- und Bergland, Lausitz-Riesengebirgsscholle Aufschluss, Steinbruch Im Steinbruch ist ein grauweißer Biotitgranodiorit mit schwarzen Einsprengungen aufgeschlossen | unbekannt    |
| Gehölz mit Bauernsteinbruch bei Breitendorf                                                                                             |                                                                                           | 180       | Hochkirch, Breitendorf Ortslage Breitendorf | Oberlausitzer Gefilde, Lausitz-Riesengebirgsscholle Relief / Landschaft | ND           |
| Feldgehölz mit Steinrücken südlich Klunker                                                                                              |                                                                                           | 179       | Hochkirch, Breitendorf Ortslage Breitendorf | Oberlausitzer Gefilde, Lausitz-Riesengebirgsscholle Relief / Landschaft | ND           |
| Granitklippen an der Krujatzmühle (Krujatzmühle)                                                                                        |                                                                                           | 163       | Hochkirch Ortsmitte von Hochkirch | Oberlausitzer Gefilde, Lausitz-Riesengebirgsscholle Aufschluss | FND          |
| Steinberg |                                                                                           | 884       | Hoyerswerda 1,5 km östlich Schwarzkollm | Königsbrück-Ruhlander Heide, Lausitz-Riesengebirgsscholle Aufschluss, Steinbruch Steinbruch Kontakt Grauwacke / Granit, PR/C | FND          |
| Quelle im Büschchen am Vogelberg (Brauna-Liebenau)                                                                                      |                                                                                           | 647       | Kamenz, Brauna 1,5 km westlich Brauna, nordwestlich vom Vogelberg | Westlausitzer Hügel- und Bergland, Lausitz-Riesengebirgsscholle Quelle, Quelle Quelle im Büschchen | ND           |
| Windmühlenberg (Endmoräne) |                                                                                           | 625       | Kamenz, Cunnersdorf bei Kamenz 200 m nordöstlich Cunnersdorf | Königsbrück-Ruhlander Heide, Lausitz-Riesengebirgsscholle Relief / Landschaft, Kiesmoräne mit Blockpackung | ND           |
| Gefaltete Grauwacke am Vogelberg |                                                                                           | 456       | Kamenz, Großnaundorf Schönteichen, OT Brauna u. Liebenau; westlich von Kamenz, südöstlich von Liebenau; am Nordwesthang des Vogelberges | Westlausitzer Hügel- und Bergland, Lausitz-Riesengebirgsscholle Aufschluss, Steinbruch Gut aufgeschlossene Grauwacken und Pelite der Kamenzer Serie (dunkelblaugrau); cadomisch verfaltet (Nord-vergenter, isoklinaler Fatenbau - Ost-West-streichende Achsen); später mehrmalige tektonische Beanspruchung (Zerklüftungen); Eindringen von Lamprophyren                                                    | ND           |
| Dachsberg im Spittelforst |                                                                                           | 616       | Kamenz genaue Lage unbekannt | Westerzgebirge, Lausitz-Riesengebirgsscholle Relief / Landschaft, Rundhöcker | ND           |
| Forststeinbruch |                                                                                           | 1085      | Kamenz Östlich von Kamenz, 2 km östlich von der Straße Kamenz - Bautzen | Westlausitzer Hügel- und Bergland, Lausitz-Riesengebirgsscholle Aufschluss, Steinbruch Der Granodiorit führt Körnchen vom Pyrit | unbekannt    |
| Vogelberg (Steinbruch Medack) |                                                                                           | 1084      | Kamenz Südöstlicher Ortsausgang von Kamenz, etwa 200 m nördlich der Verbindungsstraße Kamenz - Bautzen | Westlausitzer Hügel- und Bergland, Lausitz-Riesengebirgsscholle Aufschluss, Steinbruch Biotitgranodiorit; an der westlichen Bruchwand ist in höheren Teilen stark klüftiges und unfrisches Gestein aufgeschlossen; ein Aplitgang, 2 - 10 cm mächtig, nach Südosten streichend, wurde beobachtet | unbekannt    |
| Rundhöcker der Steinberge (Steinberge, Spittelforst)                                                                                    |                                                                                           | 614       | Kamenz 1,8 km südöstlich der Ortsmitte Kamenz, 700 m nördlich der Verbindungsstraße Kamenz-Nebelschütz | Westlausitzer Hügel- und Bergland, Lausitz-Riesengebirgsscholle Relief / Landschaft, Rundhöcker Grundgebirge als grobkörnig-porphyrische Granodiorite in der Elstereiszeit zweimal von nordischem Inlandeis überfahren; erst Inlandeis der Saale-Eiszeit formte Rundhöcker; hauptsächlich länglich geformt in der Richtung des nordost-südwest-gerichteten Eisschubs                                        | ND           |
| Sandberg (Granitbruch Sparmann) |                                                                                           | 1086      | Kamenz Am östlichen Kamenzer Stadtrand | Westlausitzer Hügel- und Bergland, Lausitz-Riesengebirgsscholle Aufschluss, Steinbruch Im Steinbruch ist ein grobkörniger, porphyrartiger Biotitgranodiorit aufgeschlossen; der Steinbruch wird von zwei dunklen, bis zu 1m mächtigen, Lamprophyrgängen durchsetzt. sie streichen von Ostnordost nach Westsüdwest                                                                                           | unbekannt    |
| Felsen an der Kukucksburg (Kuckucksburg)                                                                                                |                                                                                           | 458       | Kamenz Südlicher Ortsrand von Kamenz | Westlausitzer Hügel- und Bergland, Lausitz-Riesengebirgsscholle Aufschluss, Felsen Grauwacke | ND           |
| Sandberg (Granitbruch Gierisch) |                                                                                           | 1087      | Kamenz Im Nordosten von Kamenz, 100 m östlich der Hauptstraße Pulsnitz - Hoyerswerda, am Sandberg gelegen | Westlausitzer Hügel- und Bergland, Lausitz-Riesengebirgsscholle Aufschluss, Steinbruch Der anstehende Granodiorit ist hellgrau, grobkörnig und porphyrartig; durch den nordwestlichen Teil des Bruches streicht ein Lamprophyrgang; seine Mächtigkeit beträgt 1 - 1,8 m | unbekannt    |
| Anglerloch im Spittelforst |                                                                                           | 615       | Kamenz genaue Lage unbekannt | Westlausitzer Hügel- und Bergland, Lausitz-Riesengebirgsscholle Relief / Landschaft, Rundhöcker | ND           |
| Mühlberg von Schönbach |                                                                                           | 626       | Kamenz, Schönbach bei Kamenz Nach Koordinaten 300 m östlich Schönbach, nördl. der Verbindungsstraße Schönbach-Cunnersdorf | Königsbrück-Ruhlander Heide, Lausitz-Riesengebirgsscholle Relief / Landschaft, Moräne Rückenartige Moräne mit Queraufschluß | ND           |
| Schulberg |                                                                                           | 624       | Kamenz, Schönbach bei Kamenz 250 m westlich Schönbach, 600 m Nnordwestlich der Buschhäuser | Königsbrück-Ruhlander Heide, Lausitz-Riesengebirgsscholle Relief / Landschaft, rückenartige Moräne Rückenartige Moräne | ND           |
| Grauwackenklippen Schwosdorf |                                                                                           | 880       | Kamenz, Schwosdorf 100 m nordöstlich vom Ortsausgang Schwosdorf an der Verbindungsstraße Schwosdorf-Lückersdorf | Westlausitzer Hügel- und Bergland, Lausitz-Riesengebirgsscholle Aufschluss Grauwackenklippen mit Faltung | unbekannt    |
| Steinbruch Schwosdorf (Steinbruch Richter & Steglich)                                                                                   |                                                                                           | 1058      | Kamenz, Schwosdorf Westnördlich von Schwosdorf | Westlausitzer Hügel- und Bergland, Lausitz-Riesengebirgsscholle Aufschluss, Steinbruch Im Steinbruch steht ein mittelkörniger Biotitgranodiorit an | unbekannt    |
| Biwacksteine (Biwacksteine, Spittelforst)                                                                                               |                                                                                           | 617       | Kamenz genaue Lage unbekannt | Westerzgebirge, Lausitz-Riesengebirgsscholle Relief / Landschaft, Rundhöcker | ND           |
| Hasenberg |                                                                                           | 879       | Kamenz, Wiesa 1,3 km westlich Nebelschütz, 140 m südlich der Verbindungsstraße Nebelschütz Kamenz | Westlausitzer Hügel- und Bergland, Lausitz-Riesengebirgsscholle Aufschluss, Tongrube Tongrube (Tonmächtigkeit 10 - 17 m); Umlagerungsprodukt des darunterliegenden Kaolins; sehr viele tertiäre Pflanzenreste in den Schlufflinsen geben Hinweis auf Vegetation und Klima des Untermiozäns (Waldvegetation); im Hangenden gelegentlich Stubben                                                              | unbekannt    |
| Steinbruch Müller (Steinbruch Wiesa) |                                                                                           | 1083      | Kamenz, Wiesa Mordöstlich Wiesa, direkt am Ortseingang, unmittelbar an der Verbindungsstraße Kamenz - Bautzen | Westlausitzer Hügel- und Bergland, Lausitz-Riesengebirgsscholle Aufschluss, Steinbruch Hellgrauer, grobkörniger, porphyrhaltiger Biotitgranodiorit; im Westen und Südwesten stehen zwei Grauwackeneinschlüsse an, deren Material stark zerklüftet ist; in der Nordost-Wand des Bruches zieht sich ein etwa 2 m breiter Lamprophyrgang hin                                                                   | unbekannt    |
| Steinbruch Pufe & Co. Wiesa (Steinbruch Wiesa)                                                                                          |                                                                                           | 1082      | Kamenz, Wiesa 800 m westlich Gelenau | Westlausitzer Hügel- und Bergland, Lausitz-Riesengebirgsscholle Aufschluss, Steinbruch Biotitgranodiorit; ein etwa 1,5m mächtiger dunkler Lamprophyrgang durchzieht die westliche Bruchwand | unbekannt    |
| Steinbruch Wiesa (Steinbruch Kühne) |                                                                                           | 1072      | Kamenz, Wiesa 600 m östlich Wiesa | Westlausitzer Hügel- und Bergland, Lausitz-Riesengebirgsscholle Aufschluss, Steinbruch Im Steinbruch ist ein heller, grauweißer (mit kleinen schwarzen Einsprengungen) Granodiorit aufgeschlossen; der Korngröße nach ist er als grobkörnig und porphyrartig zu bezeichnen | unbekannt    |
| Teufelsstein |                                                                                           | 507       | Kamenz, Zschornau 1 km südöstlich Biehla | Oberlausitzer Heide- und Teichgebiet, Lausitz-Riesengebirgsscholle Aufschluss Granodioriteinsprengung in die Lausitzer Grauwacke von ca. 10 m Durchmesser | ND           |
| Steinbruch am Viehweg (Steinbruch Bergmann)                                                                                             |                                                                                           | 671       | Königsbrück, Gräfenhain Am nördlichen Ortsausgang von Gräfenhain, ca. 150 m westlich der Verbindungsstraße Gräfenhain-Königsbrück, am Viehweg (Südseite) | Königsbrück-Ruhlander Heide, Lausitz-Riesengebirgsscholle Aufschluss, Steinbruch Das Gestein ist grauweiß mit schwarzen Einsprengungen, gleichmäßig, frisch und fest; dunkle Kugelschlieren und Einschlüsse sind selten | unbekannt    |
| An der Scheibe (Scheibe (Eisold)) |                                                                                           | 505       | Königsbrück, Gräfenhain Etwa 300 m nordwestlich des Ortes Gräfenhain, ca. 250 m westlich der Verbindungsstraße Gräfenhain - Königsbrück, 400 m südöstlich Scheibischer Berg                                                                                       | Königsbrück-Ruhlander Heide, Lausitz-Riesengebirgsscholle Aufschluss Westlausitzer (Demitzer) mittelkörniger Granodiorit mit schwarz-braunen Biotiten, grauen Quarzen und grau bis milchigweißen Feldspäten; durchzogen von basischen, dunklen bis bläulichgrauen Ganggesteinen | ND           |
| Granitsteinbruch Gräfenhain (Steinbruch Richter)                                                                                        |                                                                                           | 1060      | Königsbrück, Gräfenhain Am nördlichen Ortsausgang von Gräfenhain, ca. 200 m westlich der Verbindungsstraße Gräfenhain - Königsbrück, am Vieweg (Nordseite) | Königsbrück-Ruhlander Heide, Lausitz-Riesengebirgsscholle Aufschluss, Steinbruch Vorhanden sind zwei Brüche, alt und neu, die in geringer Entfernung zueinander liegen; der alte Bruch wurde 1941 stillgelegt, da keine Abraumschütt- und Erweiterungsmöglichkeiten vorhanden waren, der neue Bruch wurde 1947 eröffnet                                                                                     | ND           |
| Steinbruch Pufe & Co. |                                                                                           | 1061      | Königsbrück, Laußnitz 2 km östlich von Laußnitz, zwischen Laußnitz und Gräfenhain | Königsbrück-Ruhlander Heide, Lausitz-Riesengebirgsscholle Aufschluss, Steinbruch Der anstehende Granodiorit ist gleichmäßig in seiner Korngröße und hat eine weißlichgraue, grau und schwarz gesprenkelte Farbgebung | ND           |
| Granitbruch Zeidler |                                                                                           | 1063      | Königsbrück, Laußnitz 1 km östlich von Laußnitz | Königsbrück-Ruhlander Heide, Lausitz-Riesengebirgsscholle Aufschluss, Steinbruch Granodiorit mit weißlich-grauer, grauer und schwarz gesprenkelter Farbe; porphyrischer Charakter; Findlinge im oberen Teil des Bruches (wollsackförmige Blöcke mit Grusmantel); Fehlen fremder Einschlüsse, häufige Vorkommen von Schlieren (erinnert an Stockgranite)                                                     | ND           |
| Steinbruch Schmelzberg (Bruch I und II) (Steinbruch Laußnitz)                                                                           |                                                                                           | 1073      | Königsbrück, Laußnitz 1 km östlich von Laußnitz | Königsbrück-Ruhlander Heide, Lausitz-Riesengebirgsscholle Aufschluss, Steinbruch Der Granit ist weißlichgrau, grau und schwarz gesprenkelt | ND           |
| Steinbruch Hohendahl & Müller |                                                                                           | 1055      | Königsbrück, Laußnitz Nordöstlich von Laußnitz, 1 km südlich von Königsbrück, südwestlich Scheibischer Berg | Königsbrück-Ruhlander Heide, Lausitz-Riesengebirgsscholle Aufschluss, Steinbruch Das aufgeschlossene Gestein ist ein mittelkörniger grauweißer Granodiorit mit dunklen Kugelschlieren; im Steinbruch wurden zwei dunkle Lamprophyrgänge, von etwa 5cm Dicke, und ein Aplitgang, von 5 - 15 cm Mächtigkeit, beobachtet                                                                                       | ND           |
| Quarzitsteinbruch Caminaberg |                                                                                           | 145       | Königswartha, Commerau bei Klix Caminaberg, ca. 200 m südwestlich vom Koordinatenpunkt STUFA/AKA. 400 m südlich Piskoschkowatzschteich | Oberlausitzer Heide- und Teichgebiet, Lausitz-Riesengebirgsscholle Aufschluss, Steinbruch 2 Steinbrüche; grauweißer fester und feinkörniger Quarz; keine Schichtung und Schieferung; durch parallele Spaltrisse und viele regellos verlaufende Sprünge Gestein zerstückelt; sehr scharfkantige Bruchstücke                                                                                                  | FND          |
| Blösaer Tal |                                                                                           | 155       | Kubschütz, Blösa An der Ortslage Blösa | Oberlausitzer Gefilde, Lausitz-Riesengebirgsscholle Relief / Landschaft Skalenartig enges Tal zwischen Blösa (steil abfallender Südrand des Granodioritplateaus von Kubschütz) und dem Weißiger Berg; Bach Wuischer Wasser eingechnitten | FND          |
| Mittelberg der Kreckwitzer Höhen |                                                                                           | 165       | Kubschütz, Kreckwitz 1 km nordwestlich von Kreckwitz | Oberlausitzer Gefilde, Lausitz-Riesengebirgsscholle Aufschluss Gleichmäßiger fein- bis mittelkörniger Biotitgranodiorit; im Gestein aplitische Gänge (als Lesesteine schneeweißer Farbe dokumentiert) | FND          |
| Bruch Neukubschütz |                                                                                           | 890       | Kubschütz Südlich von Neukubschütz, ca. 200 m südlich der B6 | Oberlausitzer Gefilde, Lausitz-Riesengebirgsscholle Aufschluss, aufgelassener Steinbruch Bruch Neukubschütz, gleichmäßig mittelkörniges Gestein, weiß bis bläulich und massig; seit 1939/40 stillgelegt, seit 1959 auflässig und mit Wasser gefüllt | unbekannt    |
| Gipfelklippen des Hromadnik |                                                                                           | 158       | Kubschütz, Pielitz 2 km südöstlich Rachlau | Oberlausitzer Bergland, Lausitz-Riesengebirgsscholle Aufschluss, Gipfelklippen Gleichmäßig mittelkörniger, massiger Lausitzer Grandodiorit, weißlich-bläulich; auf dem Döhlener Berg mächtige, ruinenhafte Felstürme als dicke Bänke mit Wollsackverwitterung, durch die Klüftung bedingt | FND          |
| Steinbruch am Hromadnik |                                                                                           | 888       | Kubschütz, Pielitz 2 km südöstlich Rachlau | Oberlausitzer Bergland, Lausitz-Riesengebirgsscholle Aufschluss, Steinbruch Steinbruch mit anstehendem Granodiorit, helle Farbe und gleichmäßig mittelkörnige Struktur; Absonderung in dicke Bänke; auf dem Döhlener Berg Felstürme mit Wollsackverwitterung; Steinbruch seit 1959 stillgelegt | unbekannt    |
| Steinbruch auf dem Bauerberg |                                                                                           | 160       | Kubschütz, Pließkowitz 700 m nordwestlich v. Kleinbautzen, östlich des Bauerberges | Oberlausitzer Gefilde, Lausitz-Riesengebirgsscholle Aufschluss, Steinbruch Steinbruch mit anstehendem mittel- bis kleinkörnigem Biotitgranodiorit; dunkle Kugelschlieren und Einschlüsse; Absonderung in flachen Bänken 0,5 - 3 m Dicke; Gestein gleichmäßig frisch und fest | FND          |
| Czorneboh-Gipfel |                                                                                           | 510       | Kubschütz, Rachlau bei Bautzen 1,5 km nordöstlich Gunewalde, 2 km südöstlich Rachlau am Nördlichen Kammweg im Schimmelbusch | Oberlausitzer Bergland, Lausitz-Riesengebirgsscholle Relief / Landschaft, Wollsackverwitterungsausbildung Identisch mit Geotop 157 | unbekannt    |
| Gipfelklippen des Czorneboh |                                                                                           | 157       | Kubschütz, Rachlau bei Bautzen 1,5 km nordöstlich Gunewalde, 2 km südöstlich Rachlau am Nördlichen Kammweg im Schimmelbusch | Oberlausitzer Bergland, Lausitz-Riesengebirgsscholle Aufschluss, Gipfelklippen Höchste Erhebung des oberlausitzischen Berglandes; Gipfelklippen 10 m Höhe, Breite und Längen 150 m; dünnplattige Absonderung; Klimabedingungen in Elster-Eiszeit (Härtlinge bei Verwitterung stehengeblieben) schuf heutige Klippen mit zum Teil Matratzenform                                                              | FND          |
| Steinrücken Siebers Horka |                                                                                           | 156       | Kubschütz, Rachlau bei Bautzen In der Ortslage Rachlau | Oberlausitzer Gefilde, Lausitz-Riesengebirgsscholle Aufschluss | FND          |
| Quelle in der Laußnitzer Heide |                                                                                           | 881       | Laußnitz Laußnitzer Heide, Sparren=Kuhweg | Königsbrück-Ruhlander Heide, Lausitz-Riesengebirgsscholle Quelle | unbekannt    |
| Windschliff am Vierhufenweg (Vierhufenweg Laußnitz, Windschliff am Demitzer Granodiorit)                                                |                                                                                           | 623       | Laußnitz Am südöstlichen Ortsausgang von Laußnitz | Königsbrück-Ruhlander Heide, Lausitz-Riesengebirgsscholle Aufschluss Windschliff am Demitzer Granodiorit | ND           |
| Kiestagebau Ottendorf (Kiesgrube) |                                                                                           | 878       | Laußnitz, Ottendorf-Okrilla 3 km östlich Großdittmannsdorf in der Radeburger Heide | Königsbrück-Ruhlander Heide, Lausitz-Riesengebirgsscholle Aufschluss, Kiesgrube Kiestagebau Ottendorf | unbekannt    |
| Kleindittmannsdorf |                                                                                           | 874       | Lichtenberg, Kleindittmannsdorf 1 km nordöstlich Kleindittmannsdorf am Ostufer der Kleinen Röder | Westlausitzer Hügel- und Bergland, Lausitz-Riesengebirgsscholle Aufschluss Aufschluß parallelgeschichteter Sande; Flußtalablagerung aus dem Holozän; feine Sande im Gebiet von Geschiebesandkuppen und Flugsanden mehr sandig als lehmig, im Rödertalbett teilweise geröllreich | unbekannt    |
| Geologischer Lehrpfad Silbersee (Silbersee)                                                                                             |                                                                                           | 14        | Lohsa, Litschen 300 m südlich Speicherbecken Lohsa im Bereich Womiatke, 700 m westlich Litschen | Oberlausitzer Heide- und Teichgebiet, Lausitz-Riesengebirgsscholle Aufschluss, Elsterkaltzeitliche Findlinge Insgesamt 82 pleistozäne Findlinge, als Lehrpfad angeordnet; quartäre Geschiebe | ND           |
| Eichberg in Weißig (Eichberg) |                                                                                           | 13        | Lohsa, Weißig 500–600 m südwestlich Weißig, 400 m nördl. der Verbindungsstraße Königswartha-Hermsdorf | Oberlausitzer Heide- und Teichgebiet, Lausitz-Riesengebirgsscholle Aufschluss Durchragung von Grapholithenschiefer als geologische Besonderheit; verschiedenfarbig gebänderte Schichten mit Quarzadern; in den Alaunschiefern Phosphoritknollen (Faustgröße) mit organischen Resten; Übergang zu obersilurischen Kalken und Tonschiefern                                                                    | ND           |
| Steinhügel |                                                                                           | 901       | Malschwitz, Baruth 500 m östlich Baruth | Oberlausitzer Gefilde, Lausitz-Riesengebirgsscholle Relief / Landschaft, Rundhöcker Rundhöcker aus Biotitgranodiorit, fein- bis mittelkörnig | unbekannt    |
| Schafberg |                                                                                           | 893       | Malschwitz, Baruth 1 km nordwestlich Baruth, 300 m westlich der Verbindungsstraße Baruth-Dubrauke | Oberlausitzer Gefilde, Lausitz-Riesengebirgsscholle Aufschluss Basaltbruch; größeres Basaltvorkommen mit Nephelinbasanit; Form einer Nord-Süd-streichenden Decke mit mehreren unregelmäßig welligen Kuppen; meist Absonderung in plumpen Säulen von 1 m Durchmesser; Ausbau eines mehrphasigen Schlackenkegels                                                                                              | unbekannt    |
| Zschemelschka (Lausitzer Pfahl, Quarzriff)                                                                                              |                                                                                           | 162       | Malschwitz, Doberschütz bei Niedergurig 300 m südlich Doberschütz, 100 m nördlich der B 156 | Oberlausitzer Gefilde, Lausitz-Riesengebirgsscholle Aufschluss Gangquarzzug, wie ein Riff in der Landschaft, in Nordwest-Südost-Richtung 12 - 15 m lang, 2 -25 m breit und bis 3 m hoch; milchigweißer, derber Quarz, stark zerklüftet; entstanden als Spaltenausfüllung auf einer Kluft (30 km) zwei aneinander verschobener Granitschollen                                                                | FND          |
| Auenwald-Eisenberg |                                                                                           | 886       | Malschwitz, Guttau 600 m südöstlich Guttau | Oberlausitzer Gefilde, Lausitz-Riesengebirgsscholle Aufschluss, Steinbruch Auf dem Eisenberg Basalthügel mit mehreren Küppchen (siehe Geotop 723); auf der Westseite großer Steinbruch mit anstehndem Basalt; meist säulenförmige Ausbildung, im Steinbruch plattenförmig | NSG          |
| Eisenberg |                                                                                           | 723       | Malschwitz, Guttau 800 m südwestlich Guttau | Oberlausitzer Gefilde, Lausitz-Riesengebirgsscholle Aufschluss Eisenberg: Basalthügel (500 x 600 m) von unregelmäßiger, elliptischer Gestalt; Erosionsrest eines ehemaligen Schlackenkegels mit Lavasee; besteht aus mehreren kleinen Küppchen; meist säulenförmige Ausbildung, im Steinbruch plattenförmig                                                                                                 | unbekannt    |
| Insel Radisch im Olbasee |                                                                                           | 151       | Malschwitz, Kleinsaubernitz Inselmitte 1 km nordwestlich Kleinsaubernitz im Olbasee | Oberlausitzer Gefilde, Lausitz-Riesengebirgsscholle Aufschluss Tertiäre fosssile Maarstruktur explosiver Vulkanismus; der Olbasee ist ein ehemaliger Maarsee; durch Bohrung KLS 1/70 bestätigt; im Untergrund Granodioritbrekzien; Insel Radisch Mitte 19. Jahrhunderts Braunkohleabbau, Grube geflutet, heute großer See                                                                                   | FND          |
| Teufelsstein | weitere Bilder                                                                            | 159       | Malschwitz, Pließkowitz 1 km nordwestlich Kleinbautzen an der Verbindungsstraße Kleinbautzen-Pließkowitz, an der Nußallee | Oberlausitzer Gefilde, Lausitz-Riesengebirgsscholle Aufschluss, Felsenklippen Felsenklippen aus Biotitgranodiorit; mittel- bis grobkörniges Gestein porphyrisch, Granitblöcke mit künstlch erweiterten Vertiefungen auf der Oberfläche | FND          |
| Miltitzer Frosch (Rundhöcker Froschstein)                                                                                               | weitere Bilder                                                                            | 620       | Nebelschütz, Miltitz bei Kamenz 300 m nordwestlich Miltitz; eventuell mit Geotop 621 identisch | Oberlausitzer Gefilde, Lausitz-Riesengebirgsscholle Relief / Landschaft, Rundhöcker Rundhöcker im Wald bei Mititz, etwa 4 m hoch und 7 m lang; Granodiorit wurde während der Elster-Kaltzeit durch das Inlandeis überformt; vom Eis abgescheuerter und geglätteter Felskopf; einer der besterhaltenen Rundhöcker der Oberlausitz                                                                            | ND           |
| Steinbruch Miltitz - Nord |                                                                                           | 1144      | Nebelschütz, Miltitz bei Kamenz Ca. 300 m südlich der Verbindungsstraße Kamenz - Panschwitz - Bautzen, etwa 1,5 km südwestlich des Ortes Miltitz | Oberlausitzer Gefilde, Lausitz-Riesengebirgsscholle Aufschluss, Steinbruch Im Steinbruch steht ein grobkörniger, porphyrartiger Biotitgranodiorit an; beobachtet wurden drei Lamprophyrgänge und ein Aplitgang, der aus Feldspat und Quarz besteht | unbekannt    |
| Steinbruch Velag |                                                                                           | 1145      | Nebelschütz, Miltitz bei Kamenz Etwa 2 km westlich von Panschwitz, 300 m südlich der Straße Kamenz - Bautzen | Oberlausitzer Gefilde, Lausitz-Riesengebirgsscholle Aufschluss, Steinbruch Im Steinbruch steht ein grobkörniger, porphyrartiger Biotitgranodiorit an; im Südteil, an der Ostwand, tritt ein 0,4 m mächtiger Lamprophyrgang auf, der nach Norden ausklingt | unbekannt    |
| Galgenberg |                                                                                           | 869       | Nebelschütz, Piskowitz bei Kamenz 700 m südwestlich Piskowitz | Oberlausitzer Heide- und Teichgebiet, Lausitz-Riesengebirgsscholle Aufschluss, Findlinge Findlinge (Quarzit) | unbekannt    |
| Rundhöckerlandschaft der Steinberge (Steinberge)                                                                                        |                                                                                           | 618       | Nebelschütz, Räckelwitz 1,3 km westl. v. Neudorfel | Oberlausitzer Heide- und Teichgebiet, Lausitz-Riesengebirgsscholle Relief / Landschaft, Rundhöcker Granodioritkuppen mit gewölbten, glattgeschliffenen Gipfelflächen; Entstehung von Rundhöckern durch die Wirkung des nordischen Inlandeises; Glazialschrammen nicht erhalten geblieben; narbige Oberfläche infolge verschiedengradiger Widerstandsfähigkeit                                               | ND           |
| Rundhöcker bei Wendischbaselitz (Steinberge)                                                                                            |                                                                                           | 622       | Nebelschütz, Wendischbaselitz Nordöstlich Wendischbaselitz | Oberlausitzer Gefilde, Lausitz-Riesengebirgsscholle Relief / Landschaft, Rundhöcker Nach Koordinaten aus d. Feldern Hoch- und Rechtwert: auf TK keine Rundhöcker erkennbar - Geotopname bzw. Lage bei Befahrung festlegen ! | ND           |
| Steinbruch Liebsch |                                                                                           | 1151      | Nebelschütz, Wendischbaselitz Südwestlich der Ortschaft Wendisch - Baselitz, ca. 500 m von der Verbindungsstraße Kamenz -Crostwitz - Bautzen entfernt | Lausitz-Riesengebirgsscholle Aufschluss, Steinbruch Im Bruch steht ein mittel- bis grobkörniger, porphyrartiger Biotitgranodiorit an; ein Lamprophyrgang, mit einer Mächtigkeit bis zu 1,5 m, wurde beobachtet | unbekannt    |
| Steinbruch Bernhard Frömmig (Steinbruch)                                                                                                |                                                                                           | 1164      | Nebelschütz, Wendischbaselitz Etwa 1 km südlich des Ortes Wendisch - Baselitz, am Westhang des Steinberges, ca. 500 m westlich der Verbindungsstraße Wendisch-Baselitz -Miltitz                                                                                   | Oberlausitzer Gefilde, Lausitz-Riesengebirgsscholle Aufschluss, Steinbruch Im Steinbruch steht ein hellgauer, mittel- bis grobkörniger Biotitgranodiorit an; ein Lamprophyrgang wurde an der westlichen Bruchwand beobachtet, er ist stark zerstückelt, unfrisch und technisch unbrauchbar | unbekannt    |
| Geschiebelehrpfad Neschwitz |                                                                                           | 896       | Neschwitz 600 m östlich Neschwitz zwischen den Verbindungsstraßen Neschwitz-Lomske und Neschwitz-Calau | Oberlausitzer Heide- und Teichgebiet, Lausitz-Riesengebirgsscholle Geohist. Objekt, Geschiebelehrpfad, | unbekannt    |
| Binnendünenfeld bei Weißbach |                                                                                           | 633       | Neukirch, Weißbach bei Königsbrück 1,5 km westlich Weißbach | Königsbrück-Ruhlander Heide, Lausitz-Riesengebirgsscholle Relief / Landschaft, Binnendünen Kette langgestreckter, bis 10 m hoher Bodenwellen; helle, fast weiße Farbe; bei Nichtbepflanzung Weiterbewegung der Dünen; mehrere Vegetationsdecken übereinander, hier am besten ausgebildet | ND           |
| Grauwacke der Kamenzer Serie "Im Grund" (Weißbach im Grund)                                                                             |                                                                                           | 455       | Neukirch, Weißbach bei Königsbrück 500 m südöstlich Weißbach | Königsbrück-Ruhlander Heide, Lausitz-Riesengebirgsscholle Aufschluss Grauwacke | ND           |
| Rotes Floß unterhalb vom Valtentalsee                                                                                                   |                                                                                           | 189       | Neukirch/Lausitz 1 km südlich Neukirch, 800 m nordöstlich Bahnhof Neukirch-W | Oberlausitzer Bergland, Lausitz-Riesengebirgsscholle Geohist. Objekt "Rotes Floß" ist ein Bach, der sich windungsreich in den Granodiorit eingeschnitten hat | FND          |
| Valtenberg |                                                                                           | 846       | Neukirch/Lausitz 2 km südlich Neukirch im Hohwald | Oberlausitzer Bergland, Lausitz-Riesengebirgsscholle Aufschluss, Geröllhalde Glaziale Ablagerungen am Valtenberg (Feuersteinlinie); Gerölle des Pleistozäns | unbekannt    |
| Findling Obergurig |                                                                                           | 889       | Obergurig Ortsmitte | Oberlausitzer Bergland, Lausitz-Riesengebirgsscholle Aufschluss, Findling | unbekannt    |
| Tellerweg am Hirschberg |                                                                                           | 872       | Ohorn Am Tellerweg, 500 m nordöstlich Ortsausgang Ohorn | Westlausitzer Hügel- und Bergland, Lausitz-Riesengebirgsscholle Aufschluss Metamorphe Grauwacke des Tellerweges am Hirschberg ; geologische Beschreiung wie Geotop 451 | ND           |
| Grauwacke am Hirschberg (Hirschberg, Gipfel)                                                                                            |                                                                                           | 451       | Ohorn 700 m nordöstlich Ortsausgang Ohorn | Westlausitzer Hügel- und Bergland, Lausitz-Riesengebirgsscholle Aufschluss Isolierte Scholle von Biotitschiefer oder -felsen innerhalb des Lausitzer Granodiorites; in Nähe 2 aufgelassene Steinbrüche, in der Grauwacke ein Doleritgang und ein Erzgang mit Eisenspat, Pyrit, Kupferkeis und Magnetkies (pneumatol.-hydroth. Erzbildung)                                                                   | ND           |
| Langer Jesor (Langer Gieser) |                                                                                           | 667       | Oßling, Lieske bei Bernsdorf Zwischen Otterschütz und ehem. Tagebau Zeißholz | Königsbrück-Ruhlander Heide, Lausitz-Riesengebirgsscholle Relief / Landschaft, langgestreckte Bodensenke Gieser (= Jesor von wendisch Jesero: Sumpf, See) sind langgestreckte grabenarige Vertiefungen in geradlinigem oder gewundenem Verlauf über steilstehenden Braunkohleflözen (Stauchendmoräne) durch rascheren Zerfall der Braunkohle gegenüber dem Begleitsediment                                  | ND           |
| Schwarzer Jesor (Schwarzer Gieser) |                                                                                           | 668       | Oßling, Lieske bei Bernsdorf Zwischen Otterschütz und ehem. Tagebau Zeißholz, westlich der Verbindungsstraße Lieske Zeißholz | Königsbrück-Ruhlander Heide, Lausitz-Riesengebirgsscholle Relief / Landschaft, Gieser (längliche Bodensenke) Gieser (= Jesor von wendisch Jesero: Sumpf, See) sind langgestreckte grabenarige Vertiefungen in geradlinigem oder gewundenem Verlauf über steilstehenden Braunkohleflözen (Stauchendmoräne) durch rascheren Zerfall der Braunkohle gegenüber dem Begleitsediment                              | ND           |
| Steinbruch Oßling |                                                                                           | 882       | Oßling Im Nordosten von Oßling | Königsbrück-Ruhlander Heide, Lausitz-Riesengebirgsscholle Aufschluss, Steinbruch Grauwacke der Kamenzer Serie; feinkörniges bis dichtes, graues, meist schwach violettgraues Gestein mit knotenführenden Lagen; Absonderung in unregelmäßigen polyedrischen Blöcken mittlerer Größe; 0,80 m mä. Lamprophyrgang, ebenfalls mit abgebaut                                                                      | ND           |
| Steinbruch Mennicke |                                                                                           | 1146      | Panschwitz-Kuckau, Cannewitz bei Kamenz Etwa 0,5 km südöstlich des Ortes Cannewitz bei Panschwitz; an der Straße Kamenz - Bautzen | Oberlausitzer Gefilde, Lausitz-Riesengebirgsscholle Aufschluss, Steinbruch Der mittel- bis grobkörnige, porphyrartige Biotitgranodiorit hat eine weißlichgraue, grau und schwarz gesprenkelte Farbgebung; an der östlichen Bruchwand wurde ein Lamprophyrgang (0,5 m mächtig) beobachtet | unbekannt    |
| Lehndorf |                                                                                           | 885       | Panschwitz-Kuckau, Lehndorf 1 km südöstlich Lehndorf | Lausitz-Riesengebirgsscholle Aufschluss Löß | unbekannt    |
| Durchbruchstal an der Neustädter Skala                                                                                                  |                                                                                           | 669       | Panschwitz-Kuckau, Ostro 800–900 m südwestlich Ostro | Oberlausitzer Gefilde, Lausitz-Riesengebirgsscholle Relief / Landschaft, fluviatiler Anschnitt Durchbruchstal in Grauwacke und Granodiorit | ND           |
| Kuckauer Skala |                                                                                           | 670       | Panschwitz-Kuckau genaue Lage unbekannt | Oberlausitzer Gefilde, Lausitz-Riesengebirgsscholle Relief / Landschaft, Durchbruchstal Durchbruchstal in Granodiorit | ND           |
| Nördlich Eierberg |                                                                                           | 873       | Pulsnitz, Lichtenberg bei Bischofswerda Nördlich Eierberg, 1,3 km nordöstlich Lichtenberg, südl. der Verbindungsstraße Lichtenberg-Pulsnitz | Westlausitzer Hügel- und Bergland, Lausitz-Riesengebirgsscholle Aufschluss Lichtenberger Ziegelgrube (300 m NN) mit Abbau eines sandigen, ungeschichteten grauen Lehmes; zahlreiche, vergruste Geschiebe, wie einheimeimische Grauwacken, Granite (scharfkantig) und gerundete nord. Granite, Gneise, Flinte, Quarzite u. a.                                                                                | FND          |
| Gipfelklippen des Keulenberges | weitere Bilder                                                                            | 638       | Pulsnitz, Oberlichtenau 2,3 km nordwestlich Oberlichtenau | Westlausitzer Hügel- und Bergland, Lausitz-Riesengebirgsscholle Aufschluss, Felsenklippen Kleinkörniges Gestein (sehr alt), Aufschmelzungsprodukt der Grauwacke (Anatexit); enthält Plagioglas, Quarz, Biotit und Kalifelsspat; mit schiefrigen Texturen; im mittleren Teil des Aufschlusses steil stehender Lamprophyrgang (basisch) mit scharfen Kanten                                                   | ND           |
| Lausitzer Hybridgranodiorit mit Mikrodioritgang                                                                                         |                                                                                           | 506       | Pulsnitz, Oberlichtenau An der Oberschule Oberlichtenau | Westlausitzer Hügel- und Bergland, Lausitz-Riesengebirgsscholle Aufschluss Kersanit-Gang | ND           |
| Wetro |                                                                                           | 895       | Puschwitz, Wetro 700 m östlich Guhra, 700 m südöstlich Puschwitz | Oberlausitzer Gefilde, Lausitz-Riesengebirgsscholle Aufschluss, Tagebaurestloch Tagebaurestloch | unbekannt    |
| Alte Kohlengrube Piskowitz |                                                                                           | 898       | Räckelwitz, Piskowitz bei Kamenz 500 m nordöstlich Wendischbaselitz an der Verbindungsstraße Wendischbaselitz-Piskowitz im Lugewald | Oberlausitzer Heide- und Teichgebiet, Lausitz-Riesengebirgsscholle Geohist. Objekt Alte Kohlengrube, abgesoffen (Badegewässer) | unbekannt    |
| Steinbruch Luttowitz (Steinbruch Claußen)                                                                                               |                                                                                           | 1125      | Radibor, Luttowitz Ca. 1 km nördlich von Luttowitz, etwa 100 m westlich der Verbindungsstraße Luttowitz-Lomske-Milkel | Oberlausitzer Gefilde, Lausitz-Riesengebirgsscholle Aufschluss, Steinbruch Steinbruch mit anstehendem mittel- bis grobkörnigem Biotitgranodiorit, blau bis bläulichgrau; relativ frei von fremden Einschlüssen; porphyrartiges Gefüge durch große Feldspäte; Absonderung in flachen, ca. 2 m dicken Bänken                                                                                                  | unbekannt    |
| Ehemaliger Dioritbruch Brohna (Neu-Brohna)                                                                                              |                                                                                           | 166       | Radibor, Neu-Brohna 800 m östlich Luppa, 600 m nordöstlich Neu-Brohna | Oberlausitzer Gefilde, Lausitz-Riesengebirgsscholle Aufschluss, Steinbruch Steinbruch mit mittelkörnigem graugrünem Diorit; Dioritgang Streichen ca. 20 ° NW ; olivinhaltig mit zahlreichen erbsen- bis kopfgroßen rundlichen Konkretionen | FND          |
| Tongrube Merka-Quatitz |                                                                                           | 894       | Radibor, Quatitz Radibor, OT Merka, Großdubrau, OT Quatitz; unmittelbar östlich Merka | Oberlausitzer Gefilde, Lausitz-Riesengebirgsscholle Aufschluss, Tongrube Tertiäre Ton/Kaolingrube östlich von Merka; bis 5 m mächtige Tonlage über Braunkohlenflöz; weiß, bläulichgrau oder bläulichweiß und von reiner, plastischer Beschaffenheit; Kaolin, sandig, schluffig; im Kaolin Lamprophyrgang (verwittert)                                                                                       | unbekannt    |
| Flugsanddünen "Hunnenhügel" Wessel |                                                                                           | 161       | Radibor, Wessel Nach Koordinaten nördlicher Ortsrand von Wessel; Flugsanddünen jedoch 1 km nördlich Wessel | Oberlausitzer Heide- und Teichgebiet, Lausitz-Riesengebirgsscholle Relief / Landschaft | FND          |
| Ziegeleiberg bei Neuschmerlitz |                                                                                           | 516       | Ralbitz-Rosenthal, Neuschmerlitz 1 km nordwestlich Schmerlitz, östlich der Verbindungsstraße Schmerlitz-Döbra | Oberlausitzer Heide- und Teichgebiet, Lausitz-Riesengebirgsscholle Aufschluss Granodiorit (grobkörnig porphyrische Variität von Kamenz-Wiesa) mit Hornblende-Porphyritgängen | ND           |
| Steinberge Neuschmerlitz (Rundhöckerlandschaft der Steinberge)                                                                          |                                                                                           | 619       | Ralbitz-Rosenthal, Neuschmerlitz Koordinaten fraglich; Rundhöcker wahrscheinlich 200-400 m weiter südlich | Oberlausitzer Heide- und Teichgebiet, Lausitz-Riesengebirgsscholle Relief / Landschaft, Rundhöcker | ND           |
| FND Gipfelklippen Kälbersteine | weitere Bilder                                                                            | 148       | Schirgiswalde-Kirschau, Crostau 1,7 km östlich Schirgiswalde, 900 m nordöstlich Ellersdorf | Oberlausitzer Bergland, Lausitz-Riesengebirgsscholle Aufschluss, Felsenklippen, Gipfelklippen Gipfelklippen 205 m über der Talsohle; Lausitzer Granodiorit, bläulich-grau mit kleinkörnigem Gefüge; Klippen ca. 8 m hoch, mit herausgewitterten Resten periglazialer Abtragung der letzten Eiszeit | FND          |
| FND Halbendorfer Horken |                                                                                           | 147       | Schirgiswalde-Kirschau, Halbendorf im Gebirge 800 m westlich Weigsdorf-Koblitz, 500 m nordwestlich Carlsberg | Oberlausitzer Bergland, Lausitz-Riesengebirgsscholle Aufschluss Basaltkuppe, schwarzes Gestein mit groß- und flachmusch. Bruch; kuppelförmige, der Oberflächenkontur konforme Anordnung; auf dem Gipfel horizontal, an d. Rändern nach außen geneigt; schlanke, sechsseitige Säulen, Durchmesser 10 - 20 cm (Steinbruch)                                                                                    | FND          |
| FND Burgberg Kirschau (Burgberg mit Trockenrasengesellschaft)                                                                           |                                                                                           | 150       | Schirgiswalde-Kirschau, Kirschau Burg Körse 700 m westlich Kirschau bzw. im nordöstlich von Schirgiswalde | Oberlausitzer Bergland, Lausitz-Riesengebirgsscholle Aufschluss, Felsen Steilhängiger Umlaufberg an der Spree; kleinkörniger, zweiglimmeriger Lausitzer Granodiorit; zahlreiche Fremdeinschlüsse verleihen dem Gestein streifig-flasrige Struktur (Schlieren, Schmitzen) | FND          |
| Putzkauer Berg (Steinbruch Putzkau, Steinbruch Kutschke)                                                                                |                                                                                           | 1091      | Schmölln-Putzkau, Putzkau Zwischen Schmölln und Putzkau, 600 m südlich der Unterführung nahe des Bahnhofes Schmölln, 1,5 km von Schmölln entfernt | Oberlausitzer Bergland, Lausitz-Riesengebirgsscholle Aufschluss, Steinbruch Steinbruch mit mittelkörnigem, hellgrauem Granodiorit (Westlausitzer); Gestein mit vielen kleinen Störungen, daher gute quadratische Teilbarkeit und gleichmäßig technisch einwandfreies Material | unbekannt    |
| Steinbruch Grund |                                                                                           | 1162      | Schmölln-Putzkau, Schmölln Am Südhang des Klosterberges, östlich des Nordausgangs von Schmölln | Oberlausitzer Bergland, Lausitz-Riesengebirgsscholle Aufschluss, Steinbruch Steinbruch mit anstehendem Westlausitzer Granodiorit (oder Demitzer Granodiorit); mittelkörnig, bläulichgrau; Schmelzen im Anschluß an die assyntische Faltung; durch die Klüftung Teilbarkeit in 3 Richtungen; wirtschaftliche Bedeutung                                                                                       | unbekannt    |
| Hraschken |                                                                                           | 1148      | Schmölln-Putzkau, Schmölln Westlich des Klosterberges, 500 m vom nördlichen Ortsausgangs Schmölln | Oberlausitzer Bergland, Lausitz-Riesengebirgsscholle Aufschluss, Steinbruch Gleichmäßiger, fein- bis mittelkörniger, hellbläulichgrauer Biotitgranodiorit (Westlausitzer oder Demitzer Biotitgranodiorit); Schmelzen im Anschluß an die assyntische Faltung; ausgezeichnete Teilbarkeit; polierfähig; Steinbruch 1945 stillgelegt                                                                           | unbekannt    |
| Steinbruch Tröbigau (Steinbruch Opitz & Co.)                                                                                            |                                                                                           | 1157      | Schmölln-Putzkau, Tröbigau Im südöstlich von Tröbigau | Oberlausitzer Bergland, Lausitz-Riesengebirgsscholle Aufschluss, Steinbruch Steinbruch mit grauweißem Biotitgranodiorit (Westlausitzer) und schwarzen Einsprengungen; faustgroße Kugelschlieren; Absonderung in unregelmäßigen Flachen Bänken (0,5 - 5 m); steil einfallende Klüfte und gute quaderartige Teilbarkeit, drei Lamprophyrgänge                                                                 | unbekannt    |
| Grauwacke am Spitzberg (Spitzberg) |                                                                                           | 457       | Schwepnitz, Bulleritz 600 m östlich Bulleritz | Königsbrück-Ruhlander Heide, Lausitz-Riesengebirgsscholle Aufschluss Grauwacke | ND           |
| Brackengrube (Kaolin mit fossilführendem Horizont)                                                                                      |                                                                                           | 606       | Schwepnitz 300 m östlich Schwepnitz | Senftenberg-Finsterwalder Becken und Platten, Lausitz-Riesengebirgsscholle Aufschluss Kaolin mit fossilführendem Horizont, Braunkohle mit Stubbenhorizont, Kaolin | ND           |
| FND Wolfssteine Sohland-Neusorge |                                                                                           | 168       | Sohland a. d. Spree, Neusorge 500 m nördlich Neusorge, 500 m östlich vom Frühlingsberg | Oberlausitzer Bergland, Lausitz-Riesengebirgsscholle Aufschluss Gleichmäßig-mittelkörniger Lausitzer Granodiorit, grau; bankig bis plattige und horizontale Absonderung; Verwitteungserscheinungen an den Klüften und Spalten (brauner, lockerer Grus); erleichtert den Abbau | FND          |
| FND Katzenhübel Sohland-Neusorge |                                                                                           | 167       | Sohland a. d. Spree, Neusorge Am nordwestlich-Hang des Frühlingsberges | Lausitz-Riesengebirgsscholle Aufschluss Abbau eines Lamprophyrganges seit 1966; im Lausitzer Granodiorit | FND          |
| Steinbruch Grünhut |                                                                                           | 1130      | Sohland an der Spree 400 m südlich von Taubenheim, am Nordhang des Taubenberges | Oberlausitzer Bergland, Lausitz-Riesengebirgsscholle Aufschluss, Steinbruch Steinbruch mit anstehendem mittelkörnigem Biotitgranodiorit (Westlausitzer oder Demitzer Granodiorit); dunkle Einschlüsse; unregelmäßige Absonderung in 1 - 3 m Bänken; zwei Lamprophyrgänge im Bruch (0,2 und 0,9 m) | unbekannt    |
| Krötenbruch |                                                                                           | 1133      | Sohland an der Spree Am Westhang des Taubenberges, ca. 1 km südlich der Bahnlinie Neustadt - Ebersbach, 1,1 km südlich Taubenheim | Oberlausitzer Bergland, Lausitz-Riesengebirgsscholle Aufschluss, Steinbruch Steinbruch mit anstehendem Lamprophyr, mittelkörnig; von gleichmäßiger Beschaffenheit, dunkelgrünlich-schwarz und grauweiß gesprenkelt; frisch und fest; 2 bis 3 m mächtige Bänke, an Oberfläche wollsackähnliche Blöcke (Findlinge)                                                                                            | unbekannt    |
| Funkenburg (Funkenberg) |                                                                                           | 1137      | Sohland an der Spree 800 m nördlich von Wehrsdorf | Oberlausitzer Bergland, Lausitz-Riesengebirgsscholle Aufschluss, Steinbruch Kleiner Steinbruch mit anstehendem mittelkörnigem Granodiorit; Gestein graue Farbe; Absonderung in 1 - 2 m³ großen Blöcken | unbekannt    |
| FND Halde am Hauptmannsschacht am Hohberg (Sohland)                                                                                     |                                                                                           | 169       | Sohland an der Spree auf dem Hohberg, südöstl. Von Sohland | Oberlausitzer Bergland, Lausitz-Riesengebirgsscholle Geohist. Objekt, Halde Halde; sulfidische Eisen-Nickel-Minerale als magmatische Ausscheidungsprodukte basischer Intrusivgänge (Lamprophyre) im Lausitzer Massiv; in diesem Vorkommen starke Mineralanreicherungen, gab Anlass zur Gewinnung | FND          |
| Steinbruch Zimmerbeil |                                                                                           | 1129      | Sohland an der Spree 600 m südlich von Taubenheim, am Nordosthang des Taubenberges | Oberlausitzer Bergland, Lausitz-Riesengebirgsscholle Aufschluss, Steinbruch Steinbruch mit anstehendem Granodiorit; mittelkörnig mit schwarzen Einschlüssen; Absonderung in 0,5 - 4 m dicken Bänken; beste Teilbarkeit horizontal; Südwand 0,2 m mächtiger Lamprophyrgang | unbekannt    |
| Schalenbruch |                                                                                           | 1131      | Sohland an der Spree Am Südhang des Taubenberges, ca. 1,3 km südlich der Bahnlinie Neustadt - Ebersbach, 1,5 km südlich Taubenheim | Oberlausitzer Bergland, Lausitz-Riesengebirgsscholle Aufschluss, Steinbruch Steinbruch mit hohen, glatten Wänden aus Granodiorit; Absonderung in regelmäßige, flach nach Westen einfallende Bänke, die nach der Tiefe an Dicke zunehmen (2 m); ein Lamprophyrgang, Dicke 0,2 bis 0,3 m | unbekannt    |
| Steinbruch Opitz & Co. |                                                                                           | 1128      | Sohland an der Spree 200 m nördlich Sohland, 700 m östlich vom südl. Ortsausgang Tännicht | Oberlausitzer Bergland, Lausitz-Riesengebirgsscholle Aufschluss, Steinbruch Steinbruch mit mittelkörnigem Biotitgranodiorit; gleichmäßig in Korngröße, Farbe und Mineralbestand; grauweiße Farbe; Absonderung und Gewinnung in unregelmäßigen Blöcken (0,5 - 2 m) mit guter quaderartiger Teilbarkeit | unbekannt    |
| FND Wachtbergkuppe (Wachtberg, Wacheberg)                                                                                               | weitere Bilder                                                                            | 171       | Sohland a. d. Spree, Taubenheim Nördlich von Niedertaubenheim und südlich der B 98 (zwischen Ellersdorf u. Lindenberg) | Oberlausitzer Bergland, Lausitz-Riesengebirgsscholle Aufschluss, Felsen, Steinbruch Kleiner Steinbruch; blauschwarzer Nephelinbasanit; Kontakt zum Laus; Granodiorit (Rosenhainer Granit); als unsymmetrische Quell- oder Staukuppe; fünf- bis sechsseitige Basaltsäulen senkrecht zum steil einfallenden Granodiorit                                                                                       | FND          |
| Steinbruch Obersteina (Steinbruch Schäfer)                                                                                              |                                                                                           | 1088      | Steina Östlich Obersteina, östlich der Straße Möhrsdorf - Obersteina, südlich Gänseberg | Westlausitzer Hügel- und Bergland, Lausitz-Riesengebirgsscholle Aufschluss, Steinbruch Im Steinbruch ist ein grauweißer Biotitgranodiorit mit schwarzen Einsprengungen aufgeschlossen; an der NO-Wand sind wollsackähnliche Blöcke häufig | unbekannt    |
| Steinbruch am Haustein |                                                                                           | 1165      | Steina Nordwestlich von Obersteina, am Haustein | Westlausitzer Hügel- und Bergland, Lausitz-Riesengebirgsscholle Aufschluss, Steinbruch Im Steinbruch steht ein mittelkörniger Biotitgranodiorit an; im Steinbruch wurden zwei ca. 0,5 m mächtige Lamprophyrgänge beobachtet; in ihrer Nähe rostet der Granodiorit | unbekannt    |
| Birkenberg |                                                                                           | 1167      | Steina Südlich von Obersteina (Widerspruch zum Koordinatenpunkt) | Westlausitzer Hügel- und Bergland, Lausitz-Riesengebirgsscholle Aufschluss, Steinbruch Anstehender mittelkörniger Biotitgranodiorit, grauweiß mit Kugelschlieren und Einschlüssen; Absonderung in regelmäßigen, flachen Bänken von 0,5 - 2 m Dicke; häufig 1-m³-Bänke; Bruch war 1960 auflässig | unbekannt    |
| Schwedenstein (Schwendenstein) |                                                                                           | 504       | Steina 1,5 km nördlich Ohorn | Westlausitzer Hügel- und Bergland, Lausitz-Riesengebirgsscholle Aufschluss Isolierte Glimmerfels-Scholle als markante Erhebung des Lausitzer Berglandes; im Westlausitzer Granodiorit (Osthang) und Zweiglimmergranodiorit (Westseite); unterhalb des Gipfels kleiner, stillgelegter Steinbruch; im Glimmerfels mehrere granitoide Gänge                                                                    | ND           |
| Steinberg | weitere Bilder                                                                            | 1143      | Steinigtwolmsdorf 700 m östlich Steinigtwolmsdorf, zwischen Steinigtwolmsdorf und Wehrsdorf am Nordhang des Höllenhübels | Oberlausitzer Bergland, Lausitz-Riesengebirgsscholle Aufschluss, Steinbruch Etwa 32 m mächtiger Lamprophyrgang Gang im mittelkörnigen Lausitzer Granodiorit; Abnahme der Mächtigkeit nach Südosten; dunkel bis grünlichschwarz, dunkelgrau gesprenkelt; Absonderung in flachen Bänken (2 - 6 m); steile Klüfte; zum Teil Wollsackverwitterung                                                               | unbekannt    |
| Schanzberg (Kirschberg) |                                                                                           | 891       | Weißenberg, Belgern bei Bautzen 300 m westlich Belgern | Oberlausitzer Gefilde, Lausitz-Riesengebirgsscholle Aufschluss Ca. 100 m mä. Quarzgang; Spaltenausfüllung einer Granitkluft; Hauptkluftrichtung Nord-Süd; Entstehung wie Geotop 162; mit Gipfelkuppen und vereinzelten Felsen; weiß, zum Teil gelb oder rötlich gefärbt; weniger riffartig als Zschemelschka; stark zerklüftet                                                                              | unbekannt    |
| Gröditzer Skala am Löbauer Wasser | weitere Bilder                                                                            | 722       | Weißenberg, Gröditz bei Bautzen Zwischen Gröditz u. Weißenberg, 500–1000 m östlich Gröditz | Oberlausitzer Gefilde, Lausitz-Riesengebirgsscholle Relief / Landschaft 30 bis 40 m tief eingeschnittenes und ca. 2 km langes schluchtartiges Felsental (Engtal), in oberproterozoischer Laus. Grauwacke; steilgestellt durch spätere Faltungsvorgänge, in der Eiszeit (Elster- bis Saale) Taleinschnitt des Löbauer Wassers                                                                                | NSG          |
| Südgipfel des Strohmberges mit Steinbruch (Stromberg, Südgipfel)                                                                        |                                                                                           | 153       | Weißenberg, Särka 1 km südöstlich Särka | Oberlausitzer Gefilde, Lausitz-Riesengebirgsscholle Aufschluss, Felsen, Steinbruch NW-SE-streichend (Quell- und Staukuppe); säulenförmiger Basalt am Süd- und Nordgipfel durch Steinbrüche gut aufgeschlossen; Gestein dunkelgrünblau; häufige Granodioriteinschl.; z.T. steil einfallende, plattige Klüftung; siehe auch Geotop 154 !                                                                      | FND          |
| Steinbruch Thomas |                                                                                           | 1159      | Wilthen, Tautewalde 1,8 km südwestlich Tautewalde am Westhang des Dahrner Berges, 1,3 km nordöstlich Ringenhain | Oberlausitzer Bergland, Lausitz-Riesengebirgsscholle Aufschluss, Steinbruch Steinbruch mit mittelkörnigem Granodiotit;hellgraue Farbe; rundliche, mehrere Zentimeter große Einschlüsse; gute Bankung und quaderförmige Teilbarkeit; Gewinnung in Blöcken bis zu 0,5 m³ | unbekannt    |
| Steinbruch Katzer |                                                                                           | 1158      | Wilthen, Tautewalde Südlich Tautewalde, 700 m bis zur Verbindungsstraße Neukirch - Wilthen, am Nordwesthang des Dahrnerberges; 1,9 km nordwestlich Ringenhain, südwestlich Tautewalde                                                                             | Oberlausitzer Bergland, Lausitz-Riesengebirgsscholle Aufschluss, Steinbruch Steinbruch mit anstehendem fein- bis mittelkörnigem Lamprophyr; Gang streicht Nordwest-Südost; Farbe: dunkelgrün bis bläulichgrau; Absonderung in mehrere m³- Blöcken, die in verwittertem Material eingebettet sind | unbekannt    |
| FND Eiszeitliche Sandgrube (Wilthen) |                                                                                           | 172       | Wilthen 1,2 km östlich Wilthen, zwischen Wilthen und Kirschau | Oberlausitzer Bergland, Lausitz-Riesengebirgsscholle Aufschluss, Sandgrube Guter Aufschluß pleistozäner Schotter in der Cunewalde-Wilthener Wanne; Mächtigkeit der glazialen Sedimente bis 30 m | FND          |
| Steinbruch Dahrner Berg |                                                                                           | 174       | Wilthen 1,2 km nördlich Weifa, 800 m südlich Tautewalde | Oberlausitzer Bergland, Lausitz-Riesengebirgsscholle Aufschluss Dahrner Berg teils aus Granodiorit, teils aus Zweiglimmergranodiorit, mit zum Teil steilen Hängen; Steinbruch mit anstehedem mittelkörnigem Lamprophyr; kugelige Absonderung in Blöcken; gleichmäßiges Gefüge; tiefgreifende Verwitterung an der Spaltfläche                                                                                | FND          |
| Dubringer Loch |                                                                                           | 883       | Wittichenau, Dubring Der gesamte Dubringer Berg östlich der Ortslage Dubring stellt die Lagerstätte dar und enthält die Werksanlagen | Oberlausitzer Heide- und Teichgebiet, Lausitz-Riesengebirgsscholle Aufschluss, Steinbruch Steinbruch Grauwackenschiefer mit Chiastolith | FND          |
| Ehemaliger Steinbruch Bernstadt |                                                                                           | 511       | Bernstadt a. d. Eigen Westliches Stadtgebiet von Bernstadt, unterhalb der Friedrichsteins, am Nordhang des Pließnitz-Tals | Östliche Oberlausitz, Lausitz-Riesengebirgsscholle Aufschluss, aufgelassener Steinbruch Steinbruch mit anstehendem Ostlausitzer Biotitgranodiorit Typ Bernstadt (Biotit, Quarz, Plagioklas, Kalifeldspat); mittel- bis grobkörnig, Farbe blaugrau, zum Teil rotbraun; zahlreiche Klüfte; Intrusivkontakt mit Lausitzer Grauwacke                                                                            | unbekannt    |
| Knorrberg (Knotenberg o. Bitterlingsberg)                                                                                               |                                                                                           | 924       | Bernstadt a. d. Eigen, Dittersbach a.d.Eigen 1 km östlich Dittersbach an der Eigen | Östliche Oberlausitz, Lausitz-Riesengebirgsscholle Aufschluss, Steinbruch Lagert 80 m über den Granodiorit; Basaltdecke als Oberflächenerguß mit fünf- bis sechsseitigen, sehr regelmäßig angeordneten Säulen, die nach oben spitz zusammenlaufen; steiles Einfallen der Säulen nach Süd bis Südwest; schräge Lagerung; an Hängen Hangschuttdecke                                                           | FND          |
| Koitsche | weitere Bilder                                                                            | 16        | Bertsdorf-Hörnitz 700 m östlich von Hörnitz, 300 m südlich der Verbindungsstraße Hörnitz – Großschönau | Östliche Oberlausitz, Lausitz-Riesengebirgsscholle Aufschluss, Phonolithsteinbruch Phonolithsteinbruch an der Koitsche; Phonilith als selbständige Kuppe; graue bis grünlichgraue Gesteine porphyrischer Struktur; plattige Ausbildung (2 cm bis 1 m) mit 30 – 50 ° Einfallen; Fremdeinschlüsse selten | FND          |
| Steinberg | weitere Bilder                                                                            | 15        | Bertsdorf-Hörnitz 600 m nordwestlich Ortsausgang Bertsdorf (Richtung Saalendorf), 300 m nördlich der Verbindungsstraße Bertsdorf – Saalendorf | Östliche Oberlausitz, Lausitz-Riesengebirgsscholle Aufschluss 25 m hohe Kuppe auf Basalt; säulenförmige Ausbildung der Phonolithes (0,5-0,75 m starke und 45 ° nach SE gerichtete, quergeklüfte Säulen); nach Nordwest und West Übergang in 10 m mächtige Decke; Farbe der Grundmasse grau, grünlichgrau, gelblich-bräunlich                                                                                | FND          |
| Kux |                                                                                           | 853       | Ebersbach-Neugersdorf Nördlich Ebersbach | Oberlausitzer Bergland, Lausitz-Riesengebirgsscholle Aufschluss Im mittelkörnigen Lausitzer Granodiorit nördlich von Ebersbach Quarzporphyrgang; Streichen Südwest-Nordost | FND          |
| Gipfelklippen der Klunst (Klunst) |                                                                                           | 17        | Ebersbach-Neugersdorf 600 m nördlich Ebersbach, 300 m südlich der Bahnlinie | Oberlausitzer Bergland, Lausitz-Riesengebirgsscholle Aufschluss Grünilch bis bräunlichgrün gefärbte Gesteine; Berg (Diabaskuppe) „Klunst“ als langgestreckter Rücken mit schroffen Klippen; überragt Umgebung um 80 m; stark zerklüftetes Gestein; intensiver Steinbruchbetrieb gefährdet die schönen Gipfelklippen                                                                                         | ND           |
| Felsen im Stadtpark am Goldfischteich                                                                                                   |                                                                                           | 110       | Görlitz Qam NE Stadtrand von Görlitz | Östliche Oberlausitz, Lausitz-Riesengebirgsscholle Aufschluss, freistehende Felsen |              |
| Steinbruch im Loen'schen Grund |                                                                                           | 111       | Görlitz Am südwestlichen Stadtrand von Görlitz | Östliche Oberlausitz, Lausitz-Riesengebirgsscholle Aufschluss, Steinbruch | ---          |
| Basaltblöcke im Stadtpark |                                                                                           | 114       | Görlitz Zwei Basaltblöckei m Stadtpark, westlich des Lenneweges | Östliche Oberlausitz, Lausitz-Riesengebirgsscholle Aufschluss, behauene Basaltblöcke | ND           |
| Steinbruch am Nordrand Klingewalde |                                                                                           | 115       | Görlitz Unmittelbar nördlich Klingewalde | Östliche Oberlausitz, Lausitz-Riesengebirgsscholle Aufschluss, Steinbruch | ---          |
| Neißehang zwischen Obermühle und Brauerei (Neißehänge)                                                                                  |                                                                                           | 116       | Görlitz 600 m südlich vom Stadtpark, 400 m westlich der Obermühle | Östliche Oberlausitz, Lausitz-Riesengebirgsscholle Relief / Landschaft Block- und Geröllhalden | ---          |
| Felsrücken am Eschengrund |                                                                                           | 117       | Görlitz 300 m westlich Weinhübel, am südwestlichen Rand von Görlitz | Östliche Oberlausitz, Lausitz-Riesengebirgsscholle Aufschluss, Felsrücken | ---          |
| Steinbruch am Steinberg |                                                                                           | 112       | Görlitz Südwestlicher Stadtrand von Görlitz (Oberhof), 1,5 km östlich der Landeskrone | Östliche Oberlausitz, Lausitz-Riesengebirgsscholle Aufschluss, Steinbruch | ---          |
| Basaltsäulen an der Landeskrone (Landeskrone)                                                                                           |                                                                                           | 113       | Görlitz Südwestlich der Siedlung Landeskrone, von der Verbindungsstraße südlich Landeskrone-Schlauroth führt ein Weg links ab direkt auf den Gipfel | Östliche Oberlausitz, Lausitz-Riesengebirgsscholle Aufschluss, Basaltsäulen Zweigipfelige, in Nord-Süd-Richtung gestreckte Quellkuppe, die sich etwa 170 m über dem Lausitzer Granodiorit erhebt; fünf- bis sechsseitige Säulen von mehreren 10 m Durchmesser; Grundmasse besteht aus Augit, Nephelin und Magnetit mit großen Olivin-Einschlüssen                                                           | NSG          |
| Granodiorit an der Uferstraße (Uferstraße, Ochsenbastei)                                                                                |                                                                                           | 513       | Görlitz 300 m vom Nordrand des Stadtparks | Östliche Oberlausitz, Lausitz-Riesengebirgsscholle Aufschluss | unbekannt    |
| Ludwigsdorf, Bruch 4, (Schieferbruch) (Bruch 4, (Schieferbruch))                                                                        |                                                                                           | 719       | Görlitz, Ludwigsdorf 1,8 km westlich Ober-Neundorf zwischen Eisenbahnlinien | Oberlausitzer Heide- und Teichgebiet, Lausitz-Riesengebirgsscholle Aufschluss Westnordwest-Ostsüdost-steichender Horst kambrischer Gesteine; Mächtigkeit der Kalke und Tonschichten bis 400 m als ehemaige Riff- und Schwellenbildungen; unterer Kalkstein als Dolomit mit Verkarstungserscheinungen; oberer Kalkstein plattig und tonig, flasrig; im Hang. Fossilfunde; Tonschiefer; tektonische Störungen | unbekannt    |
| Ludwigsdorf; Bruch 1 |                                                                                           | 720       | Görlitz, Ludwigsdorf 600 m westlich Nieder-Ludwigsdorf, 600 m östlich Bahnlinie | Oberlausitzer Heide- und Teichgebiet, Lausitz-Riesengebirgsscholle Aufschluss Kalksteinbruch mit unterkambrischen Schichten: Kalksteinbänken und fossilführende Tonschiefer | unbekannt    |
| Steinbruch am Jahnsberg (Jahnsberg) |                                                                                           | 18        | Großschönau 500 m südwestlich Großschönau, westlich der Bahnlinie Varnsdorf-Großschönau | Östliche Oberlausitz, Lausitz-Riesengebirgsscholle Aufschluss, Steinbruch Phonolith, grünlich bis bräunlichgraue Farbe; hier plumpe, säulenförmige Absonderung (seltener als plattige Absonderung); 8 – 10 m lange und 0,3 – 1 m dicke Säulen; lassen sich jedoch durch Querklüftung leicht in Platten spalten                                                                                              | FND          |
| Ottoberg von Waltersdorf |                                                                                           | 599       | Großschönau, Waltersdorf b. Zittau 500 m südwestlich von Waltersdorf, auf dem Ottoberg | Zittauer Gebirge, Lausitz-Riesengebirgsscholle Aufschluss Älteste Basalteruption in der Lausitz; überdeckt den Granit und Sandstein sowie die Lausitzer Hauptverwerfung | unbekannt    |
| Lausche, ehem. Steinbruch Sonneberg (Steinbruch Sonnenberg?)                                                                            |                                                                                           | 725       | Großschönau, Waltersdorf b. Zittau Identisch mit 726 | Zittauer Gebirge, Elbezone Aufschluss Phonolith über basaltischen Deckenerguß und Tuffen; darunter oberturoner Kreidesandstein | ND           |
| Weberbergschuttstrom im Pfarrflösseltal (Weberschuttstrom)                                                                              |                                                                                           | 915       | Großschönau, Waltersdorf b. Zittau Pfarrföseltal nicht gefunden; Koordinatenpunkt 1,8 km westlich Waltersdorf, 250 m nördlich der Eisgassen | Zittauer Gebirge, Lausitz-Riesengebirgsscholle Aufschluss, Blockschuttstrom Blockschuttstrom | unbekannt    |
| Wändebrüche und Mittelsteinbruch (Mittel- und Wändesteinbrüche)                                                                         |                                                                                           | 918       | Großschönau, Waltersdorf b. Zittau 500 westlich vom südlichen Ortsausgang Waltersdorf | Zittauer Gebirge, Elbezone Aufschluss | unbekannt    |
| Alter Steinbruch |                                                                                           | 930       | Großschönau, Waltersdorf b. Zittau 1,3 km westlich vom südlichen Ortsasgang Waltersdorf, östlich vom Weberweg | Zittauer Gebirge, Lausitz-Riesengebirgsscholle Aufschluss, Steinbruch Sandsteinbruch; weißgrauer, etwas poröser Sandstein, fein- bis mittelkörnig; Harnische mit Gleitflächen, deuten auf die Lausitzer Überschiebung hin | unbekannt    |
| Höllebergbruch |                                                                                           | 931       | Großschönau, Waltersdorf b. Zittau 1 k westlich vom südlichen Ortsausgang Waltersdorf | Zittauer Gebirge, Elbezone Aufschluss Sandsteinbruch | unbekannt    |
| Leichensteinbruch (Leichensteinbrüche)                                                                                                  |                                                                                           | 932       | Großschönau, Waltersdorf b. Zittau 400 m westlich vom südlichen Ortsausgang Waltersdorf | Zittauer Gebirge, Elbezone Geohist. Objekt Sandsteinbruch | ---          |
| Sängerhöhe (Unglücksstein) |                                                                                           | 935       | Großschönau, Waltersdorf b. Zittau 400 m westlich Waltersdorf | Zittauer Gebirge, Lausitz-Riesengebirgsscholle Aufschluss 100 m langer, 30 m breiter Gang im tertiären Lapillituff; 20 m hohe, schroffe und mehr oder weniger horizontal liegende Säulen; Bergbauversuche entlang der Lausitzer Störungszone in den vergangenen Jahrhunderten; die Wismut bohrte erfolglos nach Uran                                                                                        | unbekannt    |
| Sandsteinsäulchen an den Lauschewiesen                                                                                                  |                                                                                           | 59        | Großschönau, Waltersdorf b. Zittau Am Nordosthang der Lausche 500 m südwestlich von Waltersdorf | Zittauer Gebirge, Elbezone Aufschluss, Sandsteinsäulen | ND           |
| Gletscherschliff |                                                                                           | 19        | Großschweidnitz Am nordöstlichen Ortsrand, am Bachufer hinter der Schule | Östliche Oberlausitz, Lausitz-Riesengebirgsscholle Aufschluss Quartäre Gletscherschrammen (sehr schmal bis bandbreit) verlaufen in einer Länge von 2,5 – 3 m vollkommen parallel zueinande; auf Granodiorit; spiegelglatte Flächen; deutlich zu erkennen ein Schliff, gekritzt in Richtung N 35 ° | ND           |
| Grenzmühle von Kleinschweidnitz (Gränzmühle)                                                                                            |                                                                                           | 512       | Großschweidnitz Kleinschweidnitz, Grenzmühle am Steinweg, am Löbauer Wasser | Östliche Oberlausitz, Lausitz-Riesengebirgsscholle Aufschluss, vermutlich Felsgebilde Felsen mit rekristallisiertem Seidenberger Granodiorit; Beanspruchung durch die Intrusion des jüngeren Westlausitzer (Demitzer) Granodiorit; flächenhaft gneisähnliche Textur; Gestein von mehreren basischen Gängen (Lamprophyre) durchzogen                                                                         | unbekannt    |
| Hutberg |                                                                                           | 20        | Hainewalde Nordöstlich Hainewalde (200 m nordöstlich Charlottenruh) und 500 m nordwestlich des Lauschehübels | Östliche Oberlausitz, Lausitz-Riesengebirgsscholle Aufschluss, Steinbruch Kleiner Steinbruch am Hutberg; Phonolithkuppe; bläulichgraue, selten hellgraue Farbe; Gestein mit porphyrischer Struktur und muscheligem Bruch; Absonderung in unregelmäßigen, vieleckigen Säulen (circa 0,75 m dick) | FND          |
| Phonolithgang im Basalt bei Neuhörnitz                                                                                                  |                                                                                           | 597       | Hainewalde, Hörnitz An der Großschönau-Zittauer Straße; 700 m südöstlich Bahnhof Hainewalde | Östliche Oberlausitz, Lausitz-Riesengebirgsscholle Aufschluss Tephritischer Phonolith als Gang in einem Basalt (Nephelinbasanit oder Nephelin-Feldspatbasalt); dunkelgrau, enthält undatierte, spärliche Einprenglinge basaltischen Augits | FND          |
| Kleiner Nonnenwald |                                                                                           | 840       | Herrnhut, Bernstadt a. d. Eigen Im Kleinen Nonnenwald (?) | Östliche Oberlausitz, Lausitz-Riesengebirgsscholle Aufschluss Kleiner Steinbruch am Westrand isoliert inmitten pleistozäner Deckschichten vorkommenden Grauwackenschiefers (Nonnenwaldscholle); Kontakthof eines Tiefengeteins (Seidenb. Granodiorit); Gestein sehr einheitlich, hellgrüngrau; ungleichmäßig splitternder Bruch                                                                             | unbekannt    |
| Großer Berg |                                                                                           | 908       | Herrnhut, Großhennersdorf 600 m östlich vom südlichen Bereich Großhennersdorf | Östliche Oberlausitz, Lausitz-Riesengebirgsscholle Aufschluss, Blockmeer Blockmeer aus säulenförmigen Basalt; Basaltdecke; durch intensive mechanische Verwitterung (Frostverwitterung) Entstehung der Blockhalde an Südwest- und Nordseite des Großen Berges, 40 x 100 m große baum- und strauchfreie Geröllfläche (steinernes Meer)                                                                       | unbekannt    |
| Ziegeleibruch Friedensthal |                                                                                           | 58        | Herrnhut, Strahwalde 300 m nordöstlich Friedensthal, zwischen Obercunnersdorf und Strahwalde | Östliche Oberlausitz, Lausitz-Riesengebirgsscholle Aufschluss, Sandsteinsäulen Pleistozäne Sande, Lehme und Tone; seit der Gutsherrschaft in Neufriedersdorf Ziegelei; pleistozäne Ablagerungen der Spreeaue: Geschiebelehme und Bändertone | FND          |
| Westlicher Steinbruch Weinberg |                                                                                           | 833       | Horka 1,1 km östlich Ober-Horka am Osthang des Weinberges, 500 m östlich der Bahnlinie | Oberlausitzer Heide- und Teichgebiet, Lausitz-Riesengebirgsscholle Aufschluss, Steinbruch Steinbruch, Effusiver Porphyrit (Vulkanit), dicht bis sehr feinkörnig, rotbraun, braunviolett oder grauviolett; massig bis fluidale Textur | unbekannt    |
| Östlicher Steinbruch Weinberg (Ehemaliger Steinbruch Weinberg)                                                                          |                                                                                           | 526       | Horka 1,4 km östlich Ober Horka, 700 m östlich der Eisenbahn | Oberlausitzer Heide- und Teichgebiet, Lausitz-Riesengebirgsscholle Aufschluss, aufgelassener Steinbruch Effusiver Porphyrit (Vulkanit), dicht bis sehr feinkörnig, rotbraun, braunviolett oder grauviolett; massige bis fluidale Textur | unbekannt    |
| Heideberg |                                                                                           | 841       | Kodersdorf 1,5 km östlich Wiesa, 900 m westlich Rengersdorf | Östliche Oberlausitz, Lausitz-Riesengebirgsscholle Geohist. Objekt, Halde Kieselschiefer-Hornstein-Konglomerat des Unterkarbon, durch den Königshainer Stockgranit kontaktmetamorph beeinflußt: Konglomerat steil aufgerichtet und 0,7 m mächtig, flach nach Osten einfallender Quarzgang mit Kobalt-Mn-Erz als Differenziationsprodukte der Granits                                                        | unbekannt    |
| Faltung am Autobahneinschnitt |                                                                                           | 489       | Kodersdorf Kodersdorf, OT Rengersdorf zwischen Nieder-Rengersdorf und Ober-Rengersdorf, 1,2 km ostsüdöstlich Feldhäuser | Östliche Oberlausitz, Lausitz-Riesengebirgsscholle Aufschluss Auf circa 80 m Länge abwechselnd Kieselschiefer-Hornstein-Konglomerat, Grauwacken und dunkelgrüne Tonschiefer, die stark verschuppt sind; in der Mitte spitzwinklige Falte; in Nähe kontaktmetamorphe Überprägung durch Königshainer Stockgranit; Lausitzer Hauptverwerfung                                                                   | unbekannt    |
| Quirlberg |                                                                                           | 835       | Kodersdorf, Wiesa 600 m nördlich Wiesa | Oberlausitzer Heide- und Teichgebiet, Lausitz-Riesengebirgsscholle Aufschluss Klein- bis mittelkörniger Granodiorit; durch tektonische Einflüsse bedingt, erhielt der Hornblendegranodiorit seine heutige Lage zwischen den Schiefern der Görlitzer Synklinoriums und dem Königshainer Stockgranit, von dem er kontaktmetamorph beeinflußt wurde                                                            | unbekannt    |
| Rabenstein |                                                                                           | 850       | Kodersdorf, Wiesa 1,3 km südlich Wiesa im Wiesaer Forst 800 m nordwestlich vom Ortsausgang Thiemendorf | Östliche Oberlausitz, Lausitz-Riesengebirgsscholle Aufschluss Biotit-Monzogranit (Typ Wiesa), hornblendeführend, gleichmäßig mittelkörnig und zum Teil porphyrisch; kontaktmetamorph beeinflußt durch der Königshainer Stockgranit | LSG          |
| Steinbruch Königshain II (Fürstenstein)                                                                                                 |                                                                                           | 1136      | Königshain 1,3 km nördlich Königshain, östlich vom ehemaligen Fürsten- oder Scheffelstein | Östliche Oberlausitz, Lausitz-Riesengebirgsscholle Aufschluss, Steinbruch Steinbruch mit anstehendem Königsnainer Granit; vorwiegend feinkörnig; gleichförmiges, grauweißes bis dunkelbläulichgraues Gestein; Absonderung in regelmäßigen, flachen Bänken; gut entwickete Lagerklüfte ermöglichen gute Teilbarkeit; Quarzgänge                                                                              | unbekannt    |
| Totenstein (Todtenstein (nach TK 25))                                                                                                   | weitere Bilder                                                                            | 859       | Königshain 800 m nördlich vom nordwestlichen Ortsausgang Königshain | Östliche Oberlausitz, Lausitz-Riesengebirgsscholle Aufschluss Isoliert stehende Felsengruppe der Königshainer Berge (Königshainer Granit alsTeil des Lausitzer Granitmassivs); porphyrische Struktur, mittelkörnig, helle Farbe; kulturhistorische Felsen, Zeugnisse in Museum der Städtischen Kunstsammlungen Görlitz                                                                                      | NSG          |
| Felsenklippen des Hochsteins (Hochstein)                                                                                                |                                                                                           | 514       | Königshain 700 m nordwestlich vom nordwestlichen Ortausgang Königshain | Östliche Oberlausitz, Lausitz-Riesengebirgsscholle Aufschluss, Felsenklippen Felsgruppe im Gipfelbereich der Hochsteins (60 m², 10 m hoch); Wollsackverwitterung; Schlieren und Drusen (Quarz, Feldspat); Kontaktmetamorphose mit Laus; Granodiorit; früher am Hang der Berges Abbau der Granites in Steinbrüchen für historische Bauwerke                                                                  | NSG          |
| Steinbruch Königshain I (Jenichen) |                                                                                           | 1135      | Königshain 500 m nordwestlich von Königshain | Östliche Oberlausitz, Lausitz-Riesengebirgsscholle Aufschluss, Steinbruch Steinbruch mit anstehendem Königshainer Granit; hellgrau und fein- bis mittelkörnig; gute quaderartige Teilbarkeit ermöglicht Gewinnung von kubikmetergroßen Blöcken; an der Westseite der Bruches Lamprophyrgang | unbekannt    |
| Kottmar (Kupper) |                                                                                           | 852       | Kottmar, Eibau 1,5 km nordöstlich Walddorf | Oberlausitzer Bergland, Lausitz-Riesengebirgsscholle Aufschluss Langgestreckte Bergkuppe; nördlichstes, großflächiges Phonolithvorkommen der Oberlausitz; auf Granitplateau 40 – 50 m mächtige Phonolithdecke; fünf- bis sechsseitige Säulen, klobig ausgebildet; Farbe graugrün, sehr feinkörnig; teilweise plattig und gute Spaltbarkeit                                                                  | unbekannt    |
| Steinbruch Lehder |                                                                                           | 1139      | Kottmar, Niedercunnersdorf Südwestlich von Niedercunnersdorf, am Nordhang des Galgenberges | Lausitz-Riesengebirgsscholle Aufschluss, Steinbruch Circa 500 m langer und circa 60 m breiter Lamprophyrgang im Lausitzer Granodiorit; Steinbruchbetrieb bis 1961; Gestein grobkörnig und dunkelgrünlichgrau | unbekannt    |
| Brummerfels (Brummerfelsen (nahe Albertfelsen))                                                                                         |                                                                                           | 600       | Kurort Jonsdorf Südlich Kurort Jonsdorf, westlich Kellerberg, nahe Albertfelsen | Zittauer Gebirge, Elbezone Aufschluss, Sandsteinsäulen Felsengruppe im NSG Jonsdorfer Felsenstadt; gehört zu den skurrilen Felsen wie auch der Bernhardiner, der Dackel und der Löwe, alle leicht zu erwandern | ND           |
| Basaltgang am Nonnenfelsen | weitere Bilder                                                                            | 28        | Kurort Jonsdorf 500 m südwestlich Kurort Jonsdorf, nordwestlich der Mühlsteinbrüche | Zittauer Gebirge, Elbezone Aufschluss, Felsen mit Basaltgang Felsgruppe im Naturschutzgebiet Jonsdorfer Felsenstadt; ragen circa 100 m über das Pochebach-Tal; durch Denutation und Tiefenerosion entstandene morphologische Formen, vielgestaltige und stark geklüftete Felsen; Sandstein von Basaltgängen durchsetzt                                                                                      | ND           |
| Große und Kleine Orgel (Kleine und Große Orgel, Große und Kleine Orgeln)                                                                | weitere Bilder                                                                            | 45        | Kurort Jonsdorf Südwestlich Jonsdorf, im NSG Jonsdorfer Feldsenstadt, am Orgelsteig | Zittauer Gebirge, Elbezone Aufschluss, Felsen „Orgelpfeifen“, senkrecht stehende Säulen; stengelige Sandsteinausbildung sonst untypisch; „Große Orgel“ 5 x 9 m, "Kleine Orgel "Durchmesser 2 m, Höhen 2 m; Säulen circa 15 cm stark, hier Säulen schöner; in Nähe Steinbruchbetrieb seit 1560 | ND           |
| Schwarzes Loch (Mühlsteinbruch „Schwarzes Loch“)                                                                                        | weitere Bilder                                                                            | 27        | Kurort Jonsdorf 500 m südlich Kurort Jonsdorf | Zittauer Gebirge, Elbezone Aufschluss, Steinbruch Im Naturschutzgebiet Jonsdorfer Felsenstadt; großer Sandsteinbruch (westlichster Mühlsteinbruch); Sandsteinsäulen und Umwandlung in Mühlensteinquader durch die Glutwirkung der vulanischen Magmas auf der Südseite der Ganges | FND          |
| Zeisigsteine |                                                                                           | 22        | Kurort Jonsdorf Nordwestlich Kurort Jonsdorf, 100 m westlich der Straße Jonsdorf-Großschönau | Zittauer Gebirge, Elbezone Aufschluss Eruptivgänge unweit der Lausitzer Überschiebung; verkieselter Sandstein mit großer Härte und Widerstandsfähigkeit | ND           |
| Humboldtfelsen |                                                                                           | 23        | Kurort Jonsdorf Im Steinbruch Schwarzes Loch (Geotop 27), 700 m südlich Kurort Jonsdorf | Zittauer Gebirge, Lausitz-Riesengebirgsscholle Aufschluss, Felsenklippe Im Schwarzen Bruch („Schwarzes Loch“), Basaltsäule (6 – 8 m), beim Abbau stehengeblieben; Säulen horizontal, Basaltstiel freistehend (Höhe 5 m); reich an zerspratzten Sandsteinfragmenten; kreisrunde Form; im Laufe der Zeit Teile abgestürzt                                                                                     | ND           |
| Kellerbergbruch (Kühlsteinbruch „Kellerberg“)                                                                                           |                                                                                           | 24        | Kurort Jonsdorf Auf der Kellerberg, südwestlich Kurort Jonsdorf | Zittauer Gebirge, Elbezone Aufschluss, aufgelassener Steinbruch Liegt im NSG Jonsdorfer Felsenstadt; Steinbruch auf dem Kellerberg; mächtiger stockförmiger Nephelinbasalt, welcher den Sandstein gehärtet, zum Teil säulenförmig zerklüftet und zum Teil in festen Mühlsteinquader umgewandelt hat, besonders an der West- und Südwestflanke                                                               | FND          |
| Mühlsteinbrüche | weitere Bilder                                                                            | 579       | Kurort Jonsdorf 500 m südlich Kurort Jonsdorf | Zittauer Gebirge, Elbezone Aufschluss, aufgelassene Steinbrüche Landschaftlich reizvolles Felsengebiet mit tiefen Steinbrüchen; tertiäre Vulkanitgänge und- schlote; Sandstein: säulenförmig, lichtgrau, mittelkörnig bis grobkonglomeratisch, quarzreich; Kontaktwirkung mit heißer Lava | ND           |
| Weißer Felsen (Steinbruch Weißer Felsen)                                                                                                |                                                                                           | 912       | Kurort Jonsdorf | Zittauer Gebirge, Elbezone Aufschluss, Steinbruch Sandstein und Basaltgang, Bruch | unbekannt    |
| Lange-Holz-Steinbruch (Holzsteinbruch)                                                                                                  |                                                                                           | 929       | Kurort Jonsdorf 1,5 km westlich Kurort Jonsdorf, 100 nördlich vom Hohlsteinweg | Zittauer Gebirge, Elbezone Aufschluss | unbekannt    |
| Lindnersteine |                                                                                           | 904       | Kurort Jonsdorf Südöstlich Kurort Jonsdorf (?) | Zittauer Gebirge, Elbezone Aufschluss | unbekannt    |
| Zigeunerstuben |                                                                                           | 914       | Kurort Jonsdorf Südwestlich Kurort Jonsdorf, tiefe Kluft auf dem Weg zum Nonnenfelsen | Zittauer Gebirge, Elbezone Aufschluss Liegt im NSG Jonsdorfer Felsenstadt; etwa 100 m lange, 3 – 4 m breite und 20 – 30 m tiefe Felsenkluft (Kluft ehemals gefüllt mit vulkanischem Material, später herausgewittert); an der Wänden der Sandsteins dicke Eisenoxidkrusten | unbekannt    |
| Hieronymusstein |                                                                                           | 916       | Kurort Jonsdorf Nordwestlich Neu-Jonsdorf, westlich der Pochebaches | Zittauer Gebirge, Elbezone Relief / Landschaft Liegt im reizvollen LSG; Sandsteinfelsen (Einzelfelsen); Imprägnation und Härtung durch Kieselsäure der magmatischen wässrigen Lösungen; Felsen der kantigen Typs; Schichtneigung 5 ° Südwest | unbekannt    |
| Roter Steinbruch |                                                                                           | 919       | Kurort Jonsdorf 100 m östlich vom südlichen Ortsausgang Waltersdorf | Zittauer Gebirge, Elbezone Aufschluss Sandsteinbruch | unbekannt    |
| Haselsteinbruch |                                                                                           | 928       | Kurort Jonsdorf 600 m östlich vom südlichen Ortsausgang Waltersdorf | Zittauer Gebirge, Elbezone Aufschluss Sandsteinbruch | unbekannt    |
| Die drei Tische (Drei Tische) |                                                                                           | 25        | Kurort Jonsdorf Südlich Kurort Jonsdorf, nahe der Mühlsteinbrüche, aus ausgebauten Stufen ins Felsgebiet | Zittauer Gebirge, Elbezone Aufschluss, Sandsteinfelsen Felsengruppe im NSG Jonsdorfer Felsenstadt; Gipfel einer Felsgruppe, die von tischähnlichen Sandsteinplatten abgedeckt sind; durch Eisenerzanreicherung von Verwitterung verschont geblieben | ND           |
| Bruch am Weißen Felsen |                                                                                           | 26        | Kurort Jonsdorf | Elbezone Aufschluss, aufgelassener Steinbruch Sandstein mit Phonolith- und Nephelinbasaltgängen; gehört zu den großen Mühlsteinbrüchen (Naturschutzgebiet); Durchbruch einer größeren und einer kleinen Basaltgruppe, denen die Sandsteinsäulen zugewendet sind; in der Nähe Orgelpfeifen | FND          |
| Sonnenbergsteinbruch (Steinbruch Sonnenberg)                                                                                            |                                                                                           | 917       | Kurort Jonsdorf, Waltersdorf b. Zittau 500 m östlich vom südlichen Ortsausgang Waltersdorf | Zittauer Gebirge, Elbezone Geohist. Objekt, Steinbruch Sandsteinbruch; bedeutendes Steinbruchrevier vermutich seit dem 16. Jahrhundert ; in den untersten Sandsteinbänken viele Fossilien, hauptsächlich Muscheln, Inoceramen | unbekannt    |
| Blockhalde auf dem Hochstein |                                                                                           | 188       | Lawalde, Cunewalde 1,3 km nordwestlich Kleindehsa, 100 m nördlich vom Kriegsweg im Stadtwald | Oberlausitzer Bergland, Lausitz-Riesengebirgsscholle Relief / Landschaft Hochstein östlich Eckpfeiler des Czornebohzuges mit matratzenförmig ausgebildeten Felstürmen auf dem Gipfel; besonders am Südhang Blockmeere; im Zweiglimmergranodiorit zahlreiche Einschlüsse kontaktmetamorpher Grauwacke; Blöcke durch Verwitterung besonders in Kaltzeiten entstanden                                          | FND          |
| Hochstein |                                                                                           | 508       | Lawalde, Kleindehsa 1,5 km nordwestlich Kleindehsa, 200 m nördlich Kriegsweg im Stadtwald | Oberlausitzer Bergland, Lausitz-Riesengebirgsscholle Aufschluss Hochstein als östlicher Eckpfeiler des Czornebohzuges mit matratzenförmig ausgebildeten Felstürmen auf dem Gipfel; waagerechte Bankungsfugen als Entlastungsklüfte, daneben viele senkechte Klüfte; zahlreiche Einschlüsse kontaktmetamorpher Grauwacke                                                                                     | ND           |
| Sandgrube an der Grundmoräne bei Streitfeld                                                                                             |                                                                                           | 631       | Lawalde 500 m westlich Streitfeld, 1,5 km östlich Obercunewalde | Oberlausitzer Bergland, Lausitz-Riesengebirgsscholle Aufschluss, Sandgrube Pleistozäne Sand- und Kiesablagerungen als Decke (bis 40 m mächtig); mit Geschiebelehm über dem Lausitzer Granodiorit; Sande und Kiese in einer Grube gewonnen; Ortsteil Sand bbesteht aus pleistozänen Kiesen, teilweise von Sandwasser ausgeräumt                                                                              | unbekannt    |
| Steinbruch Israel |                                                                                           | 1119      | Schönbach 1 km nördlich der Ortsmitte von Schönbach, direkt an der Ostseite der Landstraße Schönbach – Neudorf | Oberlausitzer Bergland, Lausitz-Riesengebirgsscholle Aufschluss, Steinbruch Sehr kleiner (12 x 18 m) Steinbruch in einem Lamprophyrgang im Lausitzer Granodiorit; Gestein von grünlichgrauer Farbe, nach der Tiefe dunkler werdend; Absonderung in Form von Findlingen, unregelmäßig gestaltete Blöcke, vvon Gesteinsgrus umgeben                                                                           | unbekannt    |
| Richterberg-Steinbruch | weitere Bilder                                                                            | 29        | Leutersdorf 300 m nördlich Neuspitzkunnersdorf, westlich der Sraße Neuspitzkunnersdorf – Neumittelleutersdorf | Östliche Oberlausitz, Lausitz-Riesengebirgsscholle Aufschluss, Steinbruch Phonolith-Steinbruch mit säulenförmiger Ausbildung (schwach geneigt nach Südosten); graue bis grünlichgraue Farbe und porphyrische Struktur | FND          |
| Großer Stein (Goethekopf) | weitere Bilder                                                                            | 56        | Leutersdorf, Spitzkunnersdorf 1 km südlich Josephsdorf | Östliche Oberlausitz, Lausitz-Riesengebirgsscholle Relief / Landschaft, Felskuppe Gratartiger Berg mit sogenanntem Goethekopfprofil; Basalt (Nephelinbasanit), darüber Phonolith (stockförmig) als jüngste Aktivität der Vulkanismus; in halbmeterdicken, geklüfteten Platten; Rettung der Berges vom Großabbau durch Naturschutz                                                                           | FND          |
| Weißer Stein (Karaseckhöhle) |                                                                                           | 57        | Leutersdorf, Spitzkunnersdorf 600 m südlich Spitzkunnersdorf | Östliche Oberlausitz, Lausitz-Riesengebirgsscholle Aufschluss, Felsenklippen Circa 6 m hoher Quarzitfelsen, Teil des Rumburg-Hainewalder Quarzganges (30 km lang); Nordwest/Südost-Streichen, parallel zur Lausitzer Störung; feinkörnig dichtes Gestein, witterungsbeständig; weiße, gelbliche und rötliche bis bräunliche Farbe; ungleiche Härte                                                          | ND           |
| Georgewitzer Skala | weitere Bilder                                                                            | 857       | Löbau, Georgewitz Skala beginnt unmittelbar nördlich Georgewitz-Bellwitz | Oberlausitzer Gefilde, Lausitz-Riesengebirgsscholle Aufschluss Engtal der Löbauer Wassers circa 30 m tief ins Lausitzer Granitmassiv eingeschnitten; steile Hänge; zahlreiche Klüfte gliedern die Felsen in quaderförmige Blöcke; unterhalb Georgewitz im Gestein mehrere Gänge (Lamprophyre, Glimmerporphyrit)                                                                                             | NSG          |
| Sandgrube an der Löbauer Grundmoräne |                                                                                           | 630       | Löbau, Georgewitz 400 m östlich Georgewitz-Billwitz | Oberlausitzer Gefilde, Lausitz-Riesengebirgsscholle Aufschluss, Sandgrube Sandgrube, Löbauer Grundmoräne mit Schmelzwassersedimenten einheimischen und nordischen Ursprungs; Auflagerung auf Granodiorit und Grauwacke | unbekannt    |
| Kleine Landeskrone |                                                                                           | 31        | Löbau, Großdehsa Wenige Kilometer westlich von Löbau, 600 m südlich Großdehsa | Oberlausitzer Gefilde, Lausitz-Riesengebirgsscholle Relief / Landschaft, Felsenklippe Natusrchutzgebiet; Basaltkegel (langgestreckte, zweigipfelige Quellkuppe) im nordöstlichsten Teil der Oberlausitzer Hügellandes; senkrechte mehrseitige plumpe Säulen; am Gipfel Basaltschuttdecken (Verwitterung) – früher Landeskrone höher                                                                         | FND          |
| Bubenik und Löwenköpfchen | weitere Bilder                                                                            | 724       | Löbau, Großdehsa 1 km südwestlich Großdehsa, südlich Landeskrone | Oberlausitzer Gefilde, Lausitz-Riesengebirgsscholle Relief / Landschaft Naturschutzgebiet; 50 m Erhöhung über granodioritischen Umgebung; Basalt: fünf- bis sechsseitige, schräg geneigte Säulen, mehrere 10 m Durchmesser; zwei Ergüsse erkennbar: deckenförmig, danach Quellkuppenbildung; an Ostseite der Bruches Restwand                                                                               | ND           |
| Slontschen (Slontschenberg) |                                                                                           | 152       | Löbau, Lauske b. Weißenberg 400 m östlich Nußberg-Lauske | Oberlausitzer Gefilde, Lausitz-Riesengebirgsscholle Aufschluss, Steinbruch Isolierte kegelförmige Basaltkuppe; Hänge laufen allmählich nach Norden und Westen aus; im säulenförmigen Basalt (Nephelinbasanit) granitische Fremdgesteinseinschlüsse und längliche Poren mit strahligen Zeolithen | FND          |
| Löbauer Berg, Steinbrüche am Südwesthang                                                                                                |                                                                                           | 907       | Löbau 600 m östlich Löbau, nordöstlich der Herwigsdorfer Straße | Östliche Oberlausitz, Lausitz-Riesengebirgsscholle Aufschluss, Steinbrüche Größtes quellkuppenartiges Basaltvorkommen der Oberlausitz; mittel- grobkörnige Grundmasse mit Nephelin als Feldspatvertreter; blaugrau bis rotbraune Farbe; drei Basaltsteinbrüche, säulenförmige und darüber plattenförmige Ausbildung                                                                                         | LSG          |
| Löbauer Berg, Großes Steinmeer, Gipfelbereich                                                                                           |                                                                                           | 855       | Löbau 1 km östlich Löbau | Östliche Oberlausitz, Lausitz-Riesengebirgsscholle Aufschluss, Blockmeer und Gipfelklippen Im gesamten Gipfelbereich mächtige weichseleiszeitliche Schuttdecken mit mächtigem Blockwerk als steinerne Meere; mittel- bis grobkörnige Struktur der Basaltes; Sonderstellung unter den basaltischen Gesteinen der Oberlausitz                                                                                 | FND          |
| Löbauer Berg, Basaltklippen-Geldkeller                                                                                                  | weitere Bilder                                                                            | 30        | Löbau Hauptsächlich im Bereich des Schafberges; Löbauer Berg und Schafberg östlich von Löbau | Östliche Oberlausitz, Lausitz-Riesengebirgsscholle Aufschluss, Blockmeer und Gipfelklippen Basaltvorkommen mit Gang, über der Granodiorit; im Gipfelbereich Struktur grobkörniger (Dolerit); plattige Absonderung; abgestürzte Blöcke, die eine Felsgrotte bilden; Schuttdecken mit mächtigem Blockwerk von Doleriten                                                                                       | FND          |
| Spitzberg |                                                                                           | 867       | Markersdorf, Deutsch Paulsdorf 800 m westlich Deutsch Paulsdorf | Östliche Oberlausitz, Lausitz-Riesengebirgsscholle Aufschluss Am Spitzberg tertiärer Nephelinbasanit; erhebt sich deutlich über seine Umgebung; Westlausitzer Granodiorit wird hier vom Rest einer ursprünglich ausgedehnten Basaltdecke überzogen; Einschlüsse von Granodiorit | unbekannt    |
| Friedersdorfer Berg |                                                                                           | 866       | Markersdorf, Deutsch Paulsdorf 1,5 km westlich Friedersdorf | Östliche Oberlausitz, Lausitz-Riesengebirgsscholle Aufschluss Klunsen, Biotitgranodiorit; mittelkörniges, biotitreiches Tiefengestein mit tektonischen Beanspruchungen (zum Teil Mylonitzonen) | unbekannt    |
| Schwarzer Berg |                                                                                           | 865       | Markersdorf, Jauernick-Buschbach 1 km südöstlich Jauernick-Buschbach | Östliche Oberlausitz, Lausitz-Riesengebirgsscholle Aufschluss Basaltgang im Seidenberger Granodiorit auf dem Gipfel der Schwarzen Berges; bildet nach Süden kleine Kuppe und ist gangförmig aufgeschlossen | unbekannt    |
| Zyklopenfelsen |                                                                                           | 864       | Markersdorf, Jauernick-Buschbach westlich von Jauernick-Buschbach | Östliche Oberlausitz, Lausitz-Riesengebirgsscholle Aufschluss Felsgebilde aus Seidenberger Granodiorit in der Nähe der Ortschaft Jauernick | unbekannt    |
| Tagebau Berzdorf |                                                                                           | 863       | Markersdorf, Jauernick-Buschbach Unmittelbar südöstlich Jauernick-Buschbach | Östliche Oberlausitz, Lausitz-Riesengebirgsscholle Aufschluss, Tagebaurestloch Braunkohlebecken im Zusammenhang mit der alpid. Gebirgsbildung; horizontal und lateral stark wechselnde Schichtenfolge limnisch-fluviatiler Sedimente mit mächtigen Kohleflözen; asche- und xylitreiche Kohle (10 – 40 m Bänke) mit tonigen Lagen                                                                            | unbekannt    |
| Schleekretscham |                                                                                           | 913       | Mittelherwigsdorf, Eckartsberg Bei Höhe 310 im Nordteil von Eckartsberg, östlich der B 178 | Östliche Oberlausitz, Lausitz-Riesengebirgsscholle Aufschluss Basaltsteinbruch (Nephelinbasanit); Rest einer Basaltdecke; Gestein schwärzliche Farbe; porphyrische Struktur, vertikale Säulen 25 – 50 cm stark und mit Querklüftungen, dadurch kugelige Absonderung mit Verwitterungsbelägen, nach oben hin stärker werdend                                                                                 | unbekannt    |
| Basaltdurchbruch am Mandauknie |                                                                                           | 933       | Mittelherwigsdorf 600 m südlich Viehbig (Mittelherwigsdorf) und 500 m nördlich Hörnitz am Mandauknie im Schülertal | Östliche Oberlausitz, Lausitz-Riesengebirgsscholle Aufschluss Landschaftsschutzgebiet Roschertal; Basalt an der Prallstelle der Mandau (Nephelinbasanit) in Form einer Kuppe; Gestein porphyrische Struktur; hier mit stellenweise verzweigten Phonilithgängen, teils senkrecht, teils circa 50 ° nach Nordwesten geneigt                                                                                   | ND           |
| Basaltschlot Mittelherwigsdorf |                                                                                           | 910       | Mittelherwigsdorf 700 m südlich Niederoderwitz, 700 m nördlich der Felsenmühle, 100 m östlich der Bahnlinie | Östliche Oberlausitz, Lausitz-Riesengebirgsscholle Aufschluss Basaltschlot nahe der Bahnlinie; kleines Nephelinbasanit-Vorkommen | unbekannt    |
| Hohe Dubrau auf der Kreuzschenker Höhe (Hohe Dubrau, Kreuzschenker Hohe Dubrau)                                                         |                                                                                           | 476       | Mücka, Groß-Radisch 1 km nördlich von Groß-Radisch, im Bereich der Kreuzschenker Höhe | Oberlausitzer Heide- und Teichgebiet, Lausitz-Riesengebirgsscholle Aufschluss Quarzitkomplex (feinkörnig, hellgrau) in Klippenzügen; kann bis zu 200 m mächtig werden; Sturmsandfazies hier aufgeschlossen; tekonisch Beanspruchung bewirkte Faltenbildung; starkes Einfallen nach Norden; plattig verwitternder Quarzit (Blockschutthalden)                                                                | NSG          |
| Steinbruch Beiersdorf |                                                                                           | 1166      | Neusalza-Spremberg, Beiersdorf b. Löbau Etwa 1 km nördlich von Neusalza-Spremberg, nordwestlich des Hahnenberges | Oberlausitzer Bergland, Lausitz-Riesengebirgsscholle Aufschluss, Steinbruch Lamprophyrgang im Lausitzer Granodiorit; dunkelgrünlichgraue bis schwarzgrünlichgraue Farbe; Absonderung in wollsackförmigen Blöcken (Findlinge); Rohblöcke circa 0,75 m³; neben dem Gang im Bruch andere Gänge dunkleren Gesteins                                                                                              | unbekannt    |
| Wacheberg (Wachtberg?) |                                                                                           | 854       | Neusalza-Spremberg, Friedersdorf b. Löbau Wacheberg (?) | Oberlausitzer Bergland, Lausitz-Riesengebirgsscholle Aufschluss Gangkreuz (?); kleines tertiäres, olivinführendes Nephelinbasanit-Vorkommen (Decken- und Ganggbsalt); in einem Steinbruch abgebaut; häufig kleine Granodioriteinschlüsse | unbekannt    |
| Steinbruch Hantusch |                                                                                           | 1168      | Neusalza-Spremberg, Friedersdorf b. Löbau Südlich des Ortsausganges von Niederfriedersdorf, 250 m südwestlich der Verbindungsstraße Neusalza – Spremberg – Ebersbach, etwa 100 m südlich der Bahnlinie Dresden – Zittau                                           | Oberlausitzer Bergland, Lausitz-Riesengebirgsscholle Aufschluss, Steinbruch Steinbruch mit Lamprophyrgang im Lausitzer Granodiorit; Farbe: grünlichschwarz bis schwarzgrünich; Absonderung in 1 – 2,5 m-Bänken; in Längs- und Querrichtung dunkle, dichte, stark geklüftete Ganggesteine; Grenze zum Granodiorit aufgeschlossen                                                                             | unbekannt    |
| Hutzelberg |                                                                                           | 1138      | Neusalza-Spremberg Unmittelbar südlich Neusalza-Spremberg, am Südosthang des Hutzelberges | Oberlausitzer Bergland, Lausitz-Riesengebirgsscholle Aufschluss, Steinbruch Steinbruch mit anstehendem Lamprophyr im Lausitzer Granodiorit; streicht Südost; Gestein gleichmäßig mittelkörnig, schwarz und dunkelgrau gesprenkelt; Gewinnung von großen Rohblöcken (0,25 – max. 1,5 m³) | unbekannt    |
| Steinbruch Wagner |                                                                                           | 1127      | Neusalza-Spremberg Südwestlich von Neusalza-Spremberg, 500 m westlich der Landstraße nach Sonneberg, circa 800 m nordwestlich des Ortes Sonneberg, über Feldweg zu erreichen                                                                                      | Oberlausitzer Bergland, Lausitz-Riesengebirgsscholle Aufschluss, Steinbruch Steinbruch mit anstehendem mittelkörnigen Granodiorit, grauweiße Farbe, schwarze Einsprengungen; Abbau von großen Blöcken; Gewinnung von Werksteinen; seit 1962 stillgelegt, verwachsen | unbekannt    |
| Steinbruch Otto & Thiele |                                                                                           | 1171      | Neusalza-Spremberg 500 m östlich der Sraße Oppach – Neusalza – Spremberg, am Südhang des Freundsberges, 500 m östlich Neooppach | Oberlausitzer Bergland, Lausitz-Riesengebirgsscholle Aufschluss, Steinbruch Steinbruch mit anstehendem mittelkörnigen Biotitgranodiorit; grauweiße Farbe mit schwarzen Einsprengungen; unregelmäßig-polyedrische Absonderung; gute quaderartige Teilbarkeit | unbekannt    |
| Quelle Tanneberg |                                                                                           | 892       | Oderwitz, Ohorn oberhalb A 4 (?) | Westlausitzer Hügel- und Bergland, Lausitz-Riesengebirgsscholle Quelle Laut Literatur entspringt am Osthang des Tanneberges das Klosterwasser und mündet in die Schwarze Elster; Qualität des Wassers durch Einleitung von Abwässern verschlechtert; 2 km westlich Tanneberg befindet sich die Röderquelle                                                                                                  | unbekannt    |
| Geiersberg |                                                                                           | 33        | Oderwitz, Niederoderwitz 700 m östlich Niederoderwitz | Östliche Oberlausitz, Lausitz-Riesengebirgsscholle Aufschluss, aufgelassener Steinbruch Steinbruch mit grünlichgrauem Phonolith; als selbständige Kuppe; Deckenerguß und Ostrand des Oderwitzer Tertiärbeckens; Gestein mit porphyrischer Struktur; plattige Ausbildung, horizontal bis schräg (30 – 50 ° Neigung) mit heller Verwitterungsrinde                                                            | FND          |
| Gipfelklippen am Spitzberg |                                                                                           | 34        | Oderwitz, Oberoderwitz 1,8 km nordwestlich Neuspitzkunnersdorf, 1,1 km südlich Viehbig (Oberoderwitz) | Östliche Oberlausitz, Lausitz-Riesengebirgsscholle Aufschluss, Felsklippe Phonolithgipfelklippen als selbständige Kuppe über Basalt; plattig an Nordseite und Südostseite Säulenbildung; porphyrische Struktur (feinkörnig bis dicht); Einsprenglinge vorwiegend Sanidin oder Anorthoklas; grau bis grünlichgraue Gesteinsfarbe                                                                             | ND           |
| Weißer Stein |                                                                                           | 934       | Olbersdorf 800 m südöstlich Haltepunkt Jonsdorf (?) | Östliche Oberlausitz, Elbezone Aufschluss Verkieselter Sandstein (nahe der Lausitzer Überschiebung); Ausscheidung von Kieselsäure aus den wässrigen Lösungen der vulkanischen Magmen; Schichtneigung der Sandsteins 10 ° Südwest | unbekannt    |
| Ochsenstein |                                                                                           | 920       | Olbersdorf 500 m südöstlich vom Haltepunkt Kurort Jonsdorf, 200 m südlich vom Mühlweg | Östliche Oberlausitz, Elbezone Aufschluss Sandstein | unbekannt    |
| Harnischfläche an der Wilden Wand |                                                                                           | 909       | Olbersdorf Nordwestlich Kurort Oybin, im Bereich Ameisenberg/Bastei | Östliche Oberlausitz, Lausitz-Riesengebirgsscholle Aufschluss An einigen Stellen im Zittauer Gebirge (z. B. in den Wäldern zwischen Eichgraben und Kurort Jonsdorf) elsterkaltzeitliche Spiegel- und Harnischflächen auf dem Sandstein | unbekannt    |
| Hofeberg |                                                                                           | 922       | Ostritz, Leuba Ascheabsatzbecken, Aufschluß verfüllt; 500 m nordwestlich von Leuba, am Hofeberg | Östliche Oberlausitz, Lausitz-Riesengebirgsscholle Aufschluss, Steinbruch, verfüllt Steinbruch mit anstehendem Nephelinbasanit; Teil der Leubaer Basaltdecke; im Bruch mehrere Basaltdecken (25 m mächtig), durch Tuffschichten gertrennt; mehr oder weniger säulige Absonderungen, oben unregelmäßig plattig; viele kleine Haarrisse im Gestein                                                            | unbekannt    |
| Stadtwaldbruch |                                                                                           | 37        | Ostritz Am Nordende der Stadtwaldes, am Steinberg, 2 km westlich von Ostritz | Östliche Oberlausitz, Lausitz-Riesengebirgsscholle Aufschluss, Steinbruch Basaltdecke mit dunkelgsrauschwarzem Gestein; regelmäßige, deutliche sechseckige Säulen (10 – 15 m hoch) ; deutliche Quergliederung der Säulen, daher gute quaderartige Teilbarkeit; unter dem Basalt Tuff und Granodiorit; im Bruch Basaltrosen                                                                                  | FND          |
| Neuer Hutbergsteinbruch |                                                                                           | 36        | Ostritz 500 m westlich Ostritz, südlich vom Hutberg, 600 m westlich der B 99 | Östliche Oberlausitz, Lausitz-Riesengebirgsscholle Aufschluss Basaltischer Deckenerguß auf dem Granodiorit; mit 5 – 6 seitigen, 0,3 m dicken Säulen, zurT. unregelmäßige Anordnung der Säulen | FND          |
| Quarzgang im Neißetal |                                                                                           | 35        | Ostritz Neißetal westlich Kloster St. Marienthal, östlich (?) der Neiße | Östliche Oberlausitz, Lausitz-Riesengebirgsscholle Aufschluss Quarzreicher Rumburger Granit; durchadert von jüngeren, schwachen Quarztrümern; an nördlicher Seite des Ganges keine tektonische Beeinflussung der Granites, südlich jedoch Zermalmungserscheinungen (flasrig-schiefrig); technische Nutzung nicht gegeben                                                                                    | ND           |
| Opferbecken |                                                                                           | 38        | Oybin Felsgebilde an der Kammstraße, 700 m südlich Kurort Oybin | Zittauer Gebirge, Elbezone Relief / Landschaft, Felsgebilde | ND           |
| Schildkröte |                                                                                           | 39        | Oybin 1 km südöstlich vom südlichen Ortausgang Olbersdorf | Zittauer Gebirge, Elbezone Relief / Landschaft, Felsgebilde Felsgebilde im Zittauer Sandsteingebirge; Form einer Schildkröte | ND           |
| Muschelsaal (Muschelsaal an der Großen Felsengasse südwestlich Oybin)                                                                   |                                                                                           | 48        | Oybin 600 m südöstlich Kurprt Oybin, an der Mönchskanzel, bei der Großen Felsengasse (Geotop 936); identisch mit Geotop 46 | Zittauer Gebirge, Elbezone Aufschluss, Sandsteinfelsen Sandstein mit Brauneisen-Vererzungen (Schwarten, Ringe, Bänder, Kugelschalen) auf den Kluftwänden; Südwest-Nordost-streichende Zerrüttungszone; Aufstieg basalt. und phonol. Schmelzen mit eisenhaltigen Thermen, Gasen und Dämpfen im Tertiär | ND           |
| Wackelstein |                                                                                           | 43        | Oybin Von der Kleinen Felsengasse direkt zum Plateau der Felsgebildes Töpfer | Zittauer Gebirge, Elbezone Relief / Landschaft, Felsgebilde Sandsteinfelsengruppe auf dem Töpfer (Berg) im Zittauer Gebirge (herausgewitterte Formen); durch die Lausitzer Störung sekundär verkieselt; bienenwabenartige Oberfläche | ND           |
| Felsentor |                                                                                           | 42        | Oybin In der Nähe der Töpferbaude unweit der Töpferberges | Zittauer Gebirge, Elbezone Relief / Landschaft, Felsgebilde Herausgewitterte, kantige Sandsteinfelsen, über eine Treppe besteigbar; durch die Lausitzer Störung sekundär verkieselter Sandstein, widerstandsfähiger gegen Verwitterung; Formen sind eckig und scharfkantig mit geraden Flächen (bizarre Felsfiguren)                                                                                        | ND           |
| Brütende Henne |                                                                                           | 41        | Oybin Von der Kleinen Felsengasse direkt zum Plateau der Felsgebildes Töpfer | Östliche Oberlausitz, Elbezone Relief / Landschaft, Felsgebilde Nach Norden, Westen und Südosten steil abfallender zerklüfteter Sandsteinberg; herausgewitterte Sandsteinfelsen mit vielgestaltigen Formen; durch die Lausitzer Störung sekundär verkieselt, widerstandsfähiger gegen Verwitterung | ND           |
| Auerhahn |                                                                                           | 40        | Oybin Von der Kleinen Felsengasse direkt zum Plateau der Felsgebildes Töpfer | Elbezone Relief / Landschaft, Felsgebilde Nach Norden, Westen und Südosten steil abfallender zerklüfteter Sandsteinberg; herausgewitterte Sandsteinfelsen mit vielgestaltigen Formen; durch die Lausitzer Störung sekundär verkieselt, widerstandsfähiger gegen Verwitterung | ND           |
| Rosensteine |                                                                                           | 903       | Oybin Südöstlich von Oybin | Zittauer Gebirge, Elbezone Aufschluss Neben dem Kelchstein großes Felsgebilde südlich von Kurort Oybin (Rosenstein-Felsen); hier lagert grauer Sandstein rotem auf | unbekannt    |
| Blockfeld Oybin |                                                                                           | 906       | Oybin 500 m nördlich Kurort Oybin | Östliche Oberlausitz, Elbezone Aufschluss, Blockfeld | unbekannt    |
| Kelchstein (Kelchstein südlich Oybin)                                                                                                   |                                                                                           | 44        | Oybin | Zittauer Gebirge, Elbezone Relief / Landschaft, Felsgebilde Bekanntester Sandstein-Einzelfelsen des Zittauer Gebirges; eigenwillige Form mit Hohlkehlen, entstanden im Jungpleistozän durch Winderosion und Wassertätigkeit; Eisenoxide verursachten Rotfärbung (durch intensive vulkanische Tätigk; Im Tertiär)                                                                                            | ND           |
| Große Felsengasse |                                                                                           | 936       | Oybin 800 m südöstl; Kurort Oybin, in Nähe Muschelsaal (Geotop 48) | Zittauer Gebirge, Elbezone Aufschluss Zwei hohe Felsmauern; Zerrüttungszone im Kreide-Sandstein; mit Brauneisenvererzungen (Nadeleisenerz) und Verkieselungen als postvulkanische Erscheinungen; am Westeingang der Großen Felsengasse befindet sich der Muschelsaal (Geotop 48) | unbekannt    |
| Denkmal „Feuersteinlinie“ („Feuersteinlinien“-Denkmal)                                                                                  |                                                                                           | 728       | Oybin Kurpark-Anlage | Zittauer Gebirge, Elbezone Geohist. Objekt | ND           |
| Johannisstein (Basaltgang am Johannisberg)                                                                                              |                                                                                           | 47        | Oybin 1 km südwestlich Kurort Oybin, 400 m nordwestlich von Hain | Zittauer Gebirge, Elbezone Aufschluss, Gang Sehr auffallender Basaltgang (Ost-West-streichend) im Kreidesandstein; 700 m lang, 10 – 15 m hoch und bis 5 m breit; als Mauer horizontal gelagerter Säulen über der Sandsteinfläche, da der Sandstein eher verwitterte | ND           |
| Quarzit von Horscha |                                                                                           | 482       | Quitzdorf am See, Horscha 1 km östlich Horscha, südlich der Verbindungsstraße Horscha-Moholz | Oberlausitzer Heide- und Teichgebiet, Lausitz-Riesengebirgsscholle Aufschluss Steinbruch, Quarzit mit aufliegendem Miozän; 70 m mächtiger, ost-west-streichender und 15 bis 20 ° nach Norden einfallender Quarzit; im liegenden Rotschiefer und Hornsteine | unbekannt    |
| Pansberg |                                                                                           | 845       | Quitzdorf am See, Horscha 1 km nordöstlich Horscha | Oberlausitzer Heide- und Teichgebiet, Lausitz-Riesengebirgsscholle Aufschluss, Steinbruch Graptolithen- und Kieselschiefer | unbekannt    |
| Kollmer Dubrau |                                                                                           | 844       | Quitzdorf am See, Kollm nördlich Groß Radisch, 750 m östlich Hohe Dubrau | Oberlausitzer Heide- und Teichgebiet, Lausitz-Riesengebirgsscholle Aufschluss Dubrauquarzit; Quarzitplatte (Einfallen Ost-Nordost), feinkörniges und hellgraues Gestein in Klippenzügen; kann bis zu 200 m mächtig werden; Sturmsandfazies hier aufgeschlossen; spätere tektonische Beanspruchungen bewirkten Faltenbildung                                                                                 | NSG          |
| Steinbruch Dittmannsdorf | weitere Bilder                                                                            | 1172      | Reichenbach/O.L., Dittmannsdorf b. Görlitz 800 m nordöstlich von Dittmannsdorf, 400 m nordwestlich vom Hochstein | Östliche Oberlausitz, Lausitz-Riesengebirgsscholle Aufschluss, Steinbruch Steinbruch im Königshainer Stockgranit zwischen Biesig und Arnsdorf; grauweiß und mittelkörnig mit dunklen Schlieren; Querklüfte (Nord-Süd) bedingen sehr gute Bankung und somit Gewinnung der Blöcke, Hauptspaltbarkeitsrichtung Ost-West                                                                                        | unbekannt    |
| Kiesgrube Krobnitz |                                                                                           | 887       | Reichenbach/O.L., Krobnitz 1,8 km westlich Arnsdorf-Hilbersdorf, 1,8 km nordwestlich Krobnitz | Östliche Oberlausitz, Lausitz-Riesengebirgsscholle Aufschluss, Kiesgrube Kiesgrube, Schmelzwassersedimente | unbekannt    |
| Eichberg |                                                                                           | 842       | Reichenbach/O.L., Mengelsdorf 1,3 km nördlich Mengelsdorf im Mengelsdorfer Forst | Östliche Oberlausitz, Lausitz-Riesengebirgsscholle Aufschluss, Gipfelklippen Gipfelklippen; mittelkörniger Königshainer Stockgranit, grau und milchigweiß gesprenkelt; Klüfte steil bis vertikal, orthogon; Kluftsystemen, matratzenähnliche Bänke bzw. Abtragungsreste; am West- und Nordwest-Hang Abbauwände und Halden ehemaliger Steingewinnung                                                         | unbekannt    |
| Zigeunerhöhle |                                                                                           | 836       | Reichenbach/O.L., Meuselwitz b. Görlitz 500 m westlich Arnsdorf-Hilbersdorf | Östliche Oberlausitz, Lausitz-Riesengebirgsscholle Aufschluss, Steinbruch Zigeunerhöhle; südlich kleiner Steinbruch im Königshainer Stockgranit; helles, mittelkörniges Gestein; in der Nähe zerschlagene Blöcke eines Quarzganges (reich an Drusenräumen) | unbekannt    |
| Rotstein |                                                                                           | 596       | Reichenbach/O.L., Sohland a. Rotstein Rosenbach-Bischdorf, 1,5 km östlich Sohland am Rotstein | Östliche Oberlausitz, Lausitz-Riesengebirgsscholle Aufschluss Teil eines größeren Bergmassivs; im zweitgrößten NSG Sachsens; 30 m mächtige Basaltdecke, die den Granodiorit hufeisenförmig überzieht; Südabfall, die Klunsen, bedeckt ein Blockmeer von Tephritblöcken (Verwitterung) | NSG          |
| Gemeindebruch Herwigsdorf |                                                                                           | 1140      | Rosenbach, Herwigsdorf Etwa 4 km südöstlich von Löbau, circa 500 m vor dem Südausgang von Herwigsdorf, 250 m östlich der Ortsstraße, am Hölzelsteg | Östliche Oberlausitz, Lausitz-Riesengebirgsscholle Aufschluss, Steinbruch Steinbruch mit mittelkörnigem Granodiorit; bläulich, schwarz und h.grau gesprenkelt; Absonderung in flachen 0,5 – 2,5 m mä; Bänken; quaderartige Teilbarkeit selten; im Bruch ein Lamprophyrgang (circa 1 m mächtig) und ein weiterer mit 0,5 m                                                                                   | unbekannt    |
| Hirschberg (Jelena Gora) |                                                                                           | 49        | Rosenbach, Herwigsdorf 1,2 km vom südwestlich Ortsausgang Herwigsdorf | Östliche Oberlausitz, Lausitz-Riesengebirgsscholle Aufschluss, Quellkuppe/Gang Quellkuppe oder Teil eines von Südwest nach Nordost geneigten Ganges; Nephelinbasanit in säuliger Absonderung mit Schalen- und Kugelbildung (beginnende Verwitterung); Säulen flach nach Südosten geneigt; porphyrische Struktur mit Einsprenglingen (Olivinknollen, Granodiorit und Quarz)                                  | FND          |
| Schönauer Hutberg |                                                                                           | 50        | Schönau-Berzdorf a. d. Eigen 700 m südöstlich Schönau, 500 m nördlich des Kleinen Hutberges | Östliche Oberlausitz, Lausitz-Riesengebirgsscholle Aufschluss, Steinbruch Steinbruch mit anstehendem Nephelinbasalt auf Granodiorit an der Nordsseite des Berges; dunkelgrau; sehr feinkörnig bis dicht mit einzelnen Einsprenglingen; Basaltdecke | FND          |
| Steinbruch Schönbach (Steinbruch Rätze & Voigt)                                                                                         |                                                                                           | 1163      | Schönbach, Neusalza-Spremberg Etwa 2 km nordöstlich von Neusalza-Spremberg, circa 700 m westlich der Verbindungsstraße Neusalza – Spremberg – Schönbach – Löbau, im Wald                                                                                          | Oberlausitzer Bergland, Lausitz-Riesengebirgsscholle Aufschluss, Steinbruch Steinbruch mit anstehendem feinkörnigen Lamprophyr im Lausitzer Granodiorit; dunkelgrüne bis schwarze Farbe; Absonderung in unregelmäßig-polyedrischen Blöcken; in den oberen partien wollsackförmige Ausbildung (Findlinge) | unbekannt    |
| Steinbruch Hensel (Steinbruch Schönbach)                                                                                                |                                                                                           | 1117      | Schönbach Westausgang von Schönbach, 1 km südöstlich Beiersdorf | Oberlausitzer Bergland, Lausitz-Riesengebirgsscholle Aufschluss, Steinbruch Steinbruch mit anstehendem mittelkörnigem Biotitgranodiorit; grauweiße Farbe mit schwarzen Einsprengungen; unregelmäßig-polyedrische Absonderung; steile Klüfte, häufig mittelgroße Blöcke mit guter quaderartigen Teilbarkeit; ein Lamprophyrgang                                                                              | unbekannt    |
| Steinbruch Kumpf & Co. |                                                                                           | 1118      | Schönbach 2 km westsüdwestlich vom Bahnhof Schönbach, 1,1 km südlich Schmiedethal | Oberlausitzer Bergland, Lausitz-Riesengebirgsscholle Aufschluss, Steinbruch Steinbruch mit anstehendem mittelkörnigen Biotitgranodiorit; Gestein gleichmäßig iIn Farbe (grauweiß), Korngröße und Mineralbestand; Absonderung unregelmäßig-polyedrisch; große stichfreie Blöcke mit guter quaderartiger Teilbarkeit                                                                                          | unbekannt    |
| Ehemaliger Steinbruch in Kunnersdorf (Geiersberg, ehemaliger Steinbruch am Geiersberg bei Kunnersdorf)                                  |                                                                                           | 485       | Schöpstal, Kunnersdorf b. Görlitz nördlicher Bereich von Kunnersdorf | Östliche Oberlausitz, Lausitz-Riesengebirgsscholle Aufschluss, aufgelassener Steinbruch Kieselschiefer-Hornstein-Konglomerat (etwa 200 m mächtig), durch tektonische Störung getrennt vom oberen devon. Kalkstein und Tonschiefern; Gerölle wenig gerundet aus dem Altpaläozoikum und zumgroßen Teil aus dem Lausitzer Granodiorit-Massiv; klassischer Lausitzer Aufschluss                                 | unbekannt    |
| Kalkbruch Kunnersdorf (Bruch 5, (Kalkbruch Kunnersdorf))                                                                                |                                                                                           | 862       | Schöpstal, Kunnersdorf b. Görlitz 1,7 km vom nördlichen Ortsausgang Kodersdorf | Oberlausitzer Heide- und Teichgebiet, Lausitz-Riesengebirgsscholle Aufschluss Steinbruch mit unterem (massig, gelblich weiß) Kalkstein, oberem Kalkstein (blaugrau, plattig, flasrig), darüber Tonschiefer (rötlichgrau, sandig) mit Trilobiten; typische Ausbildgung; Schwellen- und Beckenfazies; komplexe tektonische Verhältnisse; Überschiebung und Verfaltung                                         | unbekannt    |
| Siebenhufen |                                                                                           | 861       | Schöpstal, Kunnersdorf b. Görlitz Am südlichen Ortsausgang Kunnersdorf an der Scheibe | Östliche Oberlausitz, Lausitz-Riesengebirgsscholle Aufschluss, Straßenböschung Straßenböschung mit Anschnitt der Lausitzer Grauwacke; langgestreckter Aufschluß gilt als Typuslokalität der Görlitzer Schichten im unteren Bereich der Lausitzer Grauwacken; feinkörnige Grauwacke und fast gleichförmige und feinklastische Schiefer                                                                       | unbekannt    |
| Frenzelsberg (Frenzelsberg, Typuslokalität für „Nephelin-Tephrit“)                                                                      |                                                                                           | 54        | Seifhennersdorf 1 km südlich Rumburk, 1,5 km westlich Seifhennersdorf | Oberlausitzer Bergland, Lausitz-Riesengebirgsscholle Aufschluss, Steinbruch Steinbruch, internationaler Normaltypus der Nephelin-Tephritgruppe der Basaltes, olivinfrei bzw.- arm; kegelbildender Basaltstiel mit säulig abgesondertes Gestein (unregelmäßig begrenzte Säulen) | FND          |
| Polierschieferhalden am Richterberg (4 Polierschieferhalden am Richterberg; AKA: 4 Halden der ehem. Polierschiefergrube am Richterberg) |                                                                                           | 55        | Seifhennersdorf 4 Polierschieferhalden 800 m südwestlich vom Richterberg, 500 m östlich von Lauterbau | Östliche Oberlausitz, Lausitz-Riesengebirgsscholle Geohist. Objekt, Halden 40 bis 50 Meter mächtige Schichtenfolge aus sedimentären und vulkanischen Gesteinen: Polierschifer, vulkanische Asche (Tuffe, Tuffite), in Hangenden 0,35 – 0,50 m mä; Kohleflöz; Verfaltungen durch Rutschungen tektonischen Ursprungs                                                                                          | FND          |
| Stolleberg |                                                                                           | 52        | Seifhennersdorf Stolleberg (?) | Östliche Oberlausitz, Lausitz-Riesengebirgsscholle Aufschluss Rest einer Basaltdecke; ehemaliger Steinbruch mit anstehendem Nephelinbasanit; porphyrische Struktur;hier sind Basaltsäulen in konzenrtrisch-schalige Kugeln aufgelöst | FND          |
| Der neue Steinbruch am Windmühlenberg                                                                                                   |                                                                                           | 51        | Seifhennersdorf 300 m nördlich Seifhennersdorf, östlich des Windmühlenberges | Oberlausitzer Bergland, Lausitz-Riesengebirgsscholle Aufschluss, aufgelassener Steinbruch Phonolith (westöstlich verlaufender, 2 km langer Höhenzug); Deckenerguß; Gestein grau bis grünlichgraue Farbe; grobe Säulenbildung (Dicke: 0,3 – 1,5 m), Säulen steilstehend oder etwas geneigt | FND          |
| Der alte Steinbruch am Windmühlenberg (Windmühlenberg)                                                                                  |                                                                                           | 53        | Seifhennersdorf 150 m nördlich Seifhennersdorf | Oberlausitzer Bergland, Lausitz-Riesengebirgsscholle Aufschluss, Steinbruch 400 m hoher und 2 km langer, westöstlich verlaufender Höhenzug; Deckenerguß mit groben Säulen; Phonolith von grauer bis olivgrüne Farbe (Sanidin, Alkalifeldspat, Nephelin) | FND          |
| Cacusfelsen |                                                                                           | 837       | Vierkirchen, Arnsdorf 900 m östlich Arnsdorf | Oberlausitzer Heide- und Teichgebiet, Lausitz-Riesengebirgsscholle Aufschluss Mittelkörniger Biotitgranodiorit; Anatexis präkambrischer Metagrauwacken unter „high T – low p“- Bedingungen innerhalb der Kruste | unbekannt    |
| Pollers Loch (Steinbruch Heideberg) |                                                                                           | 860       | Vierkirchen, Arnsdorf 1 km westlich Arnsdorf-Hilbersdorf; Vierkirchen, OT Arnsdorf-Hilbersdorf, nordöstlich Döbschütz; zZwischen der Siedlung Heideberg und der Gemeinde Arnsdorf („Tiefer Bruch“, „Neuer Bruch“, „Alter Bruch“)                                  | Östliche Oberlausitz, Lausitz-Riesengebirgsscholle Aufschluss, Steinbruch Steinbruch im Königshainer Königshainer Stockgranit; mittelkörnig und grauweiß mit schwarzen Einsprengungen; Absonderung in regelmäßigen flachen Bänken von 0,5 – 5,0 m Dicke; sehr große stichfreie Blöcke; begehrter Natur- und Werkstein                                                                                       | FND          |
| Steinbruch Arnsdorf | weitere Bilder                                                                            | 1170      | Vierkirchen, Arnsdorf 1,2 km östlich von Döbschütz, etwa 1 km östlich der Verbindungsstraße Reichenbach – Niesky | Östliche Oberlausitz, Lausitz-Riesengebirgsscholle Aufschluss, Steinbruch Steinbruch am Nordosthang des Granithöhenrückens (Heideberg – Mengelsdorf); mittel- bis grobkörnig und gelblichgraues Gestein hoher Festigkeit; Stillegung nach dem 2. Weltkrieg | unbekannt    |
| Steinbruch Hilbersdorf |                                                                                           | 1169      | Reichenbach, Hilbersdorf b. Königshain 500 m südwestlich von Hilbersdorf, unmittelbar südlich der Zigeunerhöhle; am Nordosthang des sich vom Ortsteil Heideberg bis in die Gegend von Mengelsdorf hinziehenden Granithöhenrückens                                 | Östliche Oberlausitz, Lausitz-Riesengebirgsscholle Aufschluss, Steinbruch Steinbruch im Höhenrücken dea Königshainer Stockgranites; gleichmäßig mittelkörnig; vereinzelt Nebengesteinseinschlüsse; gut ausgebildete Lagertklüfte ermöglichen bankige Absonderung; 1 – 2 m³ große Blöcke | unbekannt    |
| Kiesgrube Jänkendorf |                                                                                           | 843       | Waldhufen, Jänkendorf südöstlich Heinrichshof, 1 km südlich Wilhelminenthal | Oberlausitzer Heide- und Teichgebiet, Lausitz-Riesengebirgsscholle Aufschluss, Kiesgrube Kiesgrube mit 3 – 4 m mächtigen elsterglazialen Flußschottern des Weißen Schöps; tektonisch gestört; gelbbraune bis braune, zum Teil dunkelbraune bis schwarze Kiese; bogig schräggeschichtet, Schüttung erfolgte nach Westsüdwest                                                                                 | unbekannt    |
| Quarzgang Thiemendorf |                                                                                           | 839       | Waldhufen, Thiemendorf b. Niesky Westlicher Ortsrand Thiemendorf | Oberlausitzer Heide- und Teichgebiet, Lausitz-Riesengebirgsscholle Aufschluss Bedeutendster Quarzgang im Königshainer Stockgranit; Westnordwest-Ostsüdost-Erstreckung von 2,5 km und durchschnittliche Mächtigkeit 15 m; nur wenig aufgeschlossen, meist als verstreute Quarzblöcke; dichter, massiger Quarz, milchig weiß, meist jedoch rosarot                                                            | unbekannt    |
| Muskauer Faltenbogen |                                                                                           | 900       | Weißwasser/O.L., Bad Muskau 1,4 km südwestlich der westlich von Krauschwitz befindlichen Kreuzung B 156 / B 115 | Muskauer Heide, Lausitz-Riesengebirgsscholle Relief / Landschaft Muskauer Faltenbogen | unbekannt    |
| Friedrichs Steinbruch |                                                                                           | 923       | Zittau, Dittelsdorf Auf der Steinberg nordwestlich Dittelsdorf, 500 m nördlich (Viehbig) | Östliche Oberlausitz, Lausitz-Riesengebirgsscholle Aufschluss, Steinbruch Kleiner Steinbruch mit anstehendem Nephelinbasanit; hornblendefreie Basalte dunkelgrünlicher Farbe | unbekannt    |
| Steinberg (Queißers Steinbruch; Pradel)                                                                                                 |                                                                                           | 927       | Zittau, Dittelsdorf 500 m nordöstlich Wittgendorf, 200 m östlich der Straße Wittgendorf-Burkersdorf | Östliche Oberlausitz, Lausitz-Riesengebirgsscholle Aufschluss, Steinbruch Basaltsteinbruch (Nephelinbasanit) Pradel; hornblendefreie Basalte dunkelgrünlicher Farbe | FND          |
| Tongrube Hartau |                                                                                           | 605       | Zittau, Hartau 500 m südlich Zittau, 800 m nordwestlich Hartau, unterhalb der Gabelung zweier Straßen an drei Linden | Östliche Oberlausitz, Lausitz-Riesengebirgsscholle Aufschluss, aufgelassene Tongrube Ablagerungen der Zittauer Braunkohlenbeckens; Zittauer Folge C; reiche Makroflora und Stubbenhorizont (Stubben v. Hartau) in Tongrube, Tone weiß, hell-dunkelbraun; zäh und plastisch, teilweise sandig; Tone bis 7,5 m mächtig                                                                                        | unbekannt    |
| Adamstein |                                                                                           | 937       | Zittau, Hirschfelde 150 m nördlich Rosenthal, 200 m westlich des Neißeufers, im Neißetal | Östliche Oberlausitz, Lausitz-Riesengebirgsscholle Aufschluss Variszischer Magmatit; Druckzone im Rumburger Granit mit Gangquarz; gleichmäßig grobkörniger Granit, geflasert und mit Quarzgängen durchsetzt; am Adamstein größeres Vorkommen von Gangquarz | unbekannt    |
| Granitsteinbruch Rosenthal |                                                                                           | 21        | Zittau, Hirschfelde 900 m nördlich Hirschfelde, westlich der Straße Hirschfelde-Schlegel (B 99) | Östliche Oberlausitz, Lausitz-Riesengebirgsscholle Aufschluss, aufgelassener Steinbruch Im Gebiet Rosenthal ist der Rumburger Granit in gleichmäßig grobkörnig-porphyrischer Varietät; Granit stark tektonisch beansprucht; starke Zunahme der Quarzanteile gegenüber Feldspäten; im Gegensatz zum Lausitzer Granit keine Sedimentgesteine; Einschlüsse                                                     | FND          |
| Kemmlitzbachtal |                                                                                           | 902       | Zittau, Hirschfelde Zwischen Schlegel und Dittelsdorf, westlich deren Verbindungsstraße und des Kemmlitzbaches | Östliche Oberlausitz, Lausitz-Riesengebirgsscholle Aufschluss Gleichmäßig-grobkörniger Granit mit tektonisch beanspruchten Rutschklüften und Mylonitzonen; ohne Einschlüsse von Sedimentgesteinen | unbekannt    |
| Schülerbusch (Schülerberg; Phonolith von Zittau-Pethau)                                                                                 |                                                                                           | 598       | Zittau, Pethau 700 m südlich Mittelherwigsdorf, 500 m westlich der B 96 | Östliche Oberlausitz, Lausitz-Riesengebirgsscholle Aufschluss, Steinbruch? Zusammenhängende Phonolithdecke mit Einfallen 5 – 10 ° nach Osten; mächtige, senkrechtstehende Säulen; 10 bis 35 m lang; indrei3 Steinbrüchen aufgeschlossen; Gesteinsfarbe grau bis grünlichgrau; trachytoider Phonolith (sanidinreich); porphyrische Struktur                                                                  | ND           |
| (Oberer) Buchberg |                                                                                           | 926       | Zittau, Wittgendorf b. Zittau Auf dem Buchberg, 1,5 km nördlich Wittgendorf und 600 m westl. der Verbindungsstraße Wittgendorf-Burkersdorf | Östliche Oberlausitz, Lausitz-Riesengebirgsscholle Aufschluss, Steinbruch Kleiner Steinbruch mit glasführendem Feldspatbasalt als nördlichster Ausläufer der Zittauer Eruptivgebietes | FND          |
| Stubben eines tertiären Mammutbaumes |                                                                                           | 60, 727   | Zittau Aufgestellt am Zittauer Johanneum | Östliche Oberlausitz, Lausitz-Riesengebirgsscholle Aufschluss Inkohlter Baumstubben aus Hangendschichten der Zittauer Folge C der Hartauer Tongrube, aufgestellt am Zittauer Johanneum; Mammutbaum; 4 m hoch , 5 Tonnen schwer und Durchmeser 2 m | ND           |
| Zigeunerberg |                                                                                           | 905       | Oybin, Zittau 1,5 km nordöstlich Luftkurort Lückendorf | Zittauer Gebirge, Elbezone Aufschluss, einzelner Felsen Sehr harter (verkieselter?) Kreidesandstein als Folge der knapp 500 m im Norden vorbeistreichenden Lausitzer Störung: glatte Flächen (Harnische) beweisen tektonische Bewegungen | unbekannt    |
| Basaltbruch Heideberg |                                                                                           | 911       | Zittau am Nord-Abhang der Heideberges, südwestlich der Militärschießstände, Luftlinie zwischen Luftkurort Lückendorf und Eichgraben | Östliche Oberlausitz, Lausitz-Riesengebirgsscholle Aufschluss Kleiner Basaltbruch mit anstehendem Nephelinbasalt; kleine stockförmige Ausbldung mit zum Teil konvergierenden Basaltsäulen; in Grundmasse reichlich Nephelin | unbekannt    |
| Teufelshöhle Gosel |                                                                                           | 282       | Crimmitschau Östlich der Wilhelm-Stolle-Siedlung am Kiefernberg, 500 m nördlich Waldsachsen | Altenburg-Zeitzer Lößhügelland, Mittelsächsische Senke Höhle, Höhle Buntsandsteinkonglomerate | FND          |
| Aufschluß Friedenshain / Zeitzer Straße                                                                                                 |                                                                                           | 700       | Crimmitschau Ca. 200 m ostsüdöstlich Friedhof Crimmitschau | Altenburg-Zeitzer Lößhügelland, Mittelsächsische Senke Aufschluss | ND           |
| Findlingsgruppe Mannichswalde (Findlingsgruppe der Elstereiszeit)                                                                       |                                                                                           | 283       | Crimmitschau Gebiet Oberer Eichberg, zwischen Mannichswalde und Blankenhain, 700 m südwestlich Mannichswalde | Erzgebirgsbecken, Mittelsächsische Senke Aufschluss, Findlinge Eiszeitliche Findlinge (?) | ND           |
| Ehemaliger Diabasbruch Gospersgrün |                                                                                           | 285       | Fraureuth Ehemaliger Steinbruch am Neumarker Bach, südlich von Gospersgrün | Erzgebirgsbecken, Mittelsächsische Senke Aufschluss, aufgelassener Steinbruch Diabas / Oberdevon | FND          |
| Steinerne Kuh im Rümpfforst (Rümpfwald, Steinerne Kuh)                                                                                  |                                                                                           | 446       | Glauchau 1,8 km westlich Lichtenstein, 400 m südlich der Verbindungsstraße Lichtenstein-Voigtlaide | Erzgebirgsbecken, Nordwestsächsische Scholle Relief / Landschaft, Verwitterungsform Konglomerat, grob, sandig-quazitisch gebunden;. zwei ca. 0,5 - 1 m³ große Felsbrocken, von denen der größere einer im Gras liegenden Kuh auffallend ähnelt |              |
| Steinbruch "Seltmann" (Lehmgrube) |                                                                                           | 707       | Hartenstein Ehemaliger Steinbruch ca. 200 m nordwestlich der Tongrube, 200 m westlich von Thierfeld | Mittelerzgebirge, Mittelsächsische Senke Aufschluss, Steinbruch Kugeliger Melaphyr mit Jaspis |              |
| Steinbruch "Hochstein" |                                                                                           | 708       | Hartenstein Ca. 2 km nordnorstöstlich Bahnhof Schlema, 500 m östlich der Zwickauer Mulde | Westerzgebirge, Erzgebirge Aufschluss, Steinbruch Amphibolitisierter Diabasgang mit Kontaktsaum zu umgebenden Phylliten |              |
| Hirschfeld, Block im Pfarrwald |                                                                                           | 706       | Hirschfeld Cirka 1 km südlich von Hirschfeld, genaue Koordinaten unbekannt | Westerzgebirge, Erzgebirge Relief / Landschaft Verwitterungsformen des Granits |              |
| Hirschfeld, Horizontales Kreuz |                                                                                           | 705       | Hirschfeld Cirka 1 km südlich von Hirschfeld, genaue Koordinaten unbekannt | Westerzgebirge, Erzgebirge Relief / Landschaft Verwitterungsformen des Granits |              |
| Hirschfeld, Mittleres Steinkreuz |                                                                                           | 704       | Hirschfeld Cirka 1 km südlich von Hirschfeld, genaue Koordinaten unbekannt | Westerzgebirge, Erzgebirge Relief / Landschaft Verwitterungsformen des Granits |              |
| Quarksteine | weitere Bilder                                                                            | 297       | Hirschfeld Felsgruppe am Nordhang des Voigtsbachtals, 600 m westlich der Straße Niedercrinitz-Wolfersgrün, 400 m südwestlich von Niedercrinitz | Westerzgebirge, Erzgebirge Relief / Landschaft, Felsgruppe Geklüfteter grobporphyrischer Randgranit (Kirchberger Granit) | ND           |
| Hirschfeld, Block mit muldenförmiger Auswitterung                                                                                       |                                                                                           | 703       | Hirschfeld Cirka 1 km südlich von Hirschfeld, genaue Koordinaten unbekannt | Westerzgebirge, Erzgebirge Relief / Landschaft Verwitterungsformen des Granits |              |
| Hirschfeld, Großer Taufstein |                                                                                           | 702       | Hirschfeld Cirka 1 km südlich von Hirschfeld, genaue Koordinaten unbekannt | Westerzgebirge, Erzgebirge Relief / Landschaft Verwitterungsformen des Granits | unbekannt    |
| Serpentinitbruch Oberwald |                                                                                           | 740       | Hohenstein-Ernstthal, Kuhschnappel Steinbruch im Oberwald, Kiefernberg, 2 km nordwestlichen Hohenstein-Ernstthal, am rechten, steil nach Südwesten geneigten Hang des Pechgrabentales                                                                             | Mulde-Lößhügelland, Granulitgebirge Aufschluss Schwarzbraun bis grünlichschwarz, Grundmasse dicht bis feinkörnig, Bruch uneben bis flachmuschelig, lichtgrüne bräunlichgelbe doer rötlichbraune messingglänzende Bronzite als Einsprenglinge; grobgefüge grobwulstig-linsenförmig, zum Teil plattige Absonderungen                                                                                          | FND          |
| Granitbruch Kirchberg (Steinbruch Gündel)                                                                                               |                                                                                           | 1107      | Kirchberg Etwa 300 m südsüdöstlich von Feldschlößchen, an der Verbindungsstraße Kirchberg-Hirschfeld; 600 m südöstlich von Kirchberg | Westerzgebirge, Erzgebirge Aufschluss, Steinbruch Das anstehende Gestein ist ein mittelkörniger, rötlicher, grau bis bläulicher Biotitgranit mit zum Teil porphyrischer Struktur |              |
| Granitbruch Wolf in Wolfersgrün (Steinbruch Wolf)                                                                                       |                                                                                           | 1108      | Kirchberg Etwa 700 m östlich von Wolfersgrün, ca. 150 m südlich der Landstraße Kirchberg-Hirschfeld | Westerzgebirge, Erzgebirge Aufschluss, Steinbruch Der Biotitgranit bildet den Kern des Kirchberger Granitstockes; der deutlich porphyrische Granit ist in hangenden Partien grusig zersetzt; die Klüfte fallen fast senkrecht ein und teilen das Material nahezu quadratisch |              |
| Steinbruch am Krähenberg (Steinbruch Heilmann)                                                                                          |                                                                                           | 1173      | Kirchberg Südöstlich von Kirchberg, etwa 600 m von der Landstraße Kirchberg-Rothenkirchen entfernt, am unteren Bahnhof von Saupersdorf, am Krähenberg. 300 m nordöstlich von Saupersdorf                                                                          | Westerzgebirge, Erzgebirge Aufschluss, Steinbruch Im Westteil des Bruches fein-bis mittelkörniger roter Biotitgranit, im Mittelteil eine hellere Varietät; an Westwand bis zu 2 cm große Quarzkristalle, an der Ostwand erreichen Feldspäte bis zu 15 cm |              |
| Steinbruch Hölig |                                                                                           | 1110      | Kirchberg 500 m westlich vom nördlichen Ortsausgang von Saupersdorf auf dem Kreuzhübel | Westerzgebirge, Erzgebirge Aufschluss, Steinbruch Der Steinbruch liegt im nordöstlichen Sektor des Kirchberger Granitmassivs: im Steinbruch ist ein feinkörniger Biotitgranit von rötlicher Farbe aufgeschlossen |              |
| Steinbruch Windisch (Steinbruch Kirchberg)                                                                                              |                                                                                           | 1109      | Kirchberg An der Wiesenerstraße, zwischen Hundsberg und Schützenhöhe, nördlich von Kirchberg | Westerzgebirge, Erzgebirge Aufschluss, Steinbruch Der Granit ist überwiegend gleichmäßig in der Korngröße; er enthält kirchgroße Quarzanhäufungen und bis zu 12 cm lange Kristalle von Feldspat; besonders an der südlichen Bruchwand sind diese häufig |              |
| Zugang am Steinbruch "Wiegand" |                                                                                           | 296       | Kirchberg Am Südwesthang des Geiersbergs, an der Leutersbacher Straße, 150 m südlich von Kirchberg | Westerzgebirge, Erzgebirge Aufschluss, aufgelassener Steinbruch Lagerklüftung im Kirchberger Granit |              |
| Marmorbruch Grünau (Schwarzer Bruch) |                                                                                           | 1177      | Wildenfels, Langenweißbach 700 m südlich von Wildenfels, am nördlichen Rand des Ortes Grünau | Erzgebirgsbecken, Mittelsächsische Senke Aufschluss, Steinbruch Der Schwarze Bruch liegt in allseits tektonisch begrenztem Block aus Kohlenkalk; das Kalkvorkommen besitzt über 200 m Streichen und Mächtigkeiten von über 20m; die Kalke sind in Kulmtonschiefer, Grauwacke und Konglomeraten eingelagert                                                                                                  |              |
| Ehemaliger Kalkbruch "Häslich" (Badebruch)                                                                                              |                                                                                           | 290       | Langenweißbach Östlich der Straße Wildenfels - Grünau; 500 m nordöstlich von Grünau | Erzgebirgsbecken, Mittelsächsische Senke Aufschluss, aufgelassener Steinbruch Oberdevonische Kalksteine mit Bruchtektonik, Falten- und Schuppenbau | ND           |
| Ehemaliger Kalkbruch "Pflanzenbruch" |                                                                                           | 293       | Langenweißbach Ehemaliger Kalkbruch ca. 100 m westlich der Straße Grünau-Wildenfels, westlich des Badebruches, 200 m nordöstlich von Grünau | Erzgebirgsbecken, Mittelsächsische Senke Aufschluss, aufgelassener Steinbruch Oberdevon. Brachiopodenkalk mit tektoninischem Falten- und Schuppenbau, Fundpunkt devonischer Landpflanzen | ND           |
| Ehemaliger Kalkbruch "Winter" |                                                                                           | 291       | Langenweißbach Oberer Bruch ca. 200 m westlich der Straße Wildenfels-Grünau, 200 m nördlich Grünau | Erzgebirgsbecken, Mittelsächsische Senke Aufschluss, aufgelassener Steinbruch Oberdevonische und unterkarbonische Kalksteine mit komplizierter Schuppentektonik | ND           |
| Ehemaliger Kalkbruch "Dörrer" |                                                                                           | 295       | Wildenfels Östlich vom Aschberg gelegener Bruch, nördlich der Straße Grünau-Schönau | Erzgebirgsbecken, Mittelsächsische Senke Aufschluss, aufgelassener Steinbruch Kalksteine des Oberdevon überschoben von Silur |              |
| Ehemaliger Kalkbruch "Roth" |                                                                                           | 294       | Wildenfels Kleiner Kalkbruch am Nordosthang des Aschbergs, 250 m nordwestlich des Marmorbruchs | Erzgebirgsbecken, Mittelsächsische Senke Aufschluss, aufgelassener Steinbruch Kalksteine - höheres Oberdevon / Wocklumeria-Stufe |              |
| Felsenkeller in Limbach |                                                                                           | 984       | Limbach-Oberfrohna Unverschalter Felsenkeller im Wirtshaus am Limbacher Marktplatz | Mulde-Lößhügelland, Granulitgebirge Aufschluss, Felsenkeller im Anstehenden Kellerwand aus anstehendem Glimmerschiefer des Schiefermantels, mit Quarzgang | unbekannt    |
| Steinbruch Kaufungen und Turmalinpegmatit                                                                                               |                                                                                           | 735       | Limbach-Oberfrohna, Wolkenburg/Mulde Südöstlich Wolkenburg, 400 m südlich vom Hauboldstein, östlich der Zwickauer Mulde über Fußgängerbrücke von Wolkenburg am Bahneinschnitt erreichbar; durch frische Bruchstücke am Hangfuß neben den Gleisen sofort zu finden | Mulde-Lößhügelland, Granulitgebirge Aufschluss, Steinbruch Pegrmatit in mehreren 0,5 - 1m mächtigen, süd-parallelen Gängen: Grobkristalliner Quarz-Feldspat-Turmalin-Pegmatit. Rubellit (=roter Turmalin) selten; Steinbruch hat bis 1970 produziert, wegen geringer Restvorkommen sowie abnehmender Qualität eingestellt                                                                                   | FND          |
| Ehemaliger Kalkbruch Langenreinsdorf |                                                                                           | 280       | Crimmitschau 700 m südlich Rudelswald, am nordöstlichen Ortsausgang von Langenreinsdorf | Erzgebirgsbecken, Mittelsächsische Senke Aufschluss, aufgelassener Steinbruch Plattendolomit / Zechstein | ND           |
| Bronzitserpentinit bei Kuhschnappel (Zwergstrauchheide und Serpentinitbrüche am Eisenberg)                                              |                                                                                           | 416       | St. Egidien, Kuhschnappel Steinbrüche am Eisenberg. östlich Kuhschnappel bzw. Tirschheim | Erzgebirgsbecken, Erzgebirge Aufschluss Bronzitserpentinit, zum Teil massig, zum Teil streifig-schlierig. lokal von Störungen durchzogen, die dann mineralisiert sind; im nördlichen Bruch ist der Serpentinit lokal bankig ausgebildet und auch grob gefaltet | ND           |
| Lobsdorfer Schieferbrüche |                                                                                           | 738       | St. Egidien, Lobsdorf Steinbrüche 400 m südöstlich Lobsdorf | Mulde-Lößhügelland, Granulitgebirge Aufschluss, Steinbruch, Schiefergrube Talkschiefer nur an wenigen kleinen Wandabschnitten noch aufgeschlossen, sonst zugewachsen; Silicophite in den benachbarten Brüchen sind lokal (Zentralbruch) an Steilwänden noch gut zugänglich | unbekannt    |
| Lobsdorfer Silicophitbrüche |                                                                                           | 739       | St. Egidien, Lobsdorf Steinbrüche 100 m südöstlich Lobsdorf | Mulde-Lößhügelland, Granulitgebirge Aufschluss, aufl. Steinbrüche Auflässige Brüche verkieselter Serpentinite, lokal zu Talkschiefer umgewandelt; Aufschlussverhältnisse relativ gut durch mehrere Meter hohe Wandanschnitte. weitläufiges Haldengelände | unbekannt    |
| Rotliegendaufschluß Zentrum Werdau |                                                                                           | 281       | Werdau Stadtzentrum, westlich der Uferstraße, Böschung hinter einem Haus | Erzgebirgsbecken, Mittelsächsische Senke Aufschluss, geologischer Aufschluß Schichtfolge Rotliegendes |              |
| Ehemaliger Kalkbruch "Königlich. Marmorbruch"                                                                                           |                                                                                           | 292       | Langenweißbach Bruch nördlich des ehemaligen Gasthofes "Winter", nördlich der Straße Grünau-Schönau, 150 m nordöstlich von Grünau | Erzgebirgsbecken, Mittelsächsische Senke Aufschluss, aufgelassener Steinbruch Kalksteine - Unterer Kohlenkalk / Unterkarbon mit Erosionserscheinungen |              |
| Steinbruch "Herrschaftlicher Bruch" bzw. "Heidelbruch"                                                                                  |                                                                                           | 701       | Langenweißbach, Wildenfels Ca. 0,5 km nordöstlich von Grünau (Wildenfels/Langenweißbach) | Erzgebirgsbecken, Mittelsächsische Senke Aufschluss Kalksteine |              |
| Kieselschieferbruch |                                                                                           | 288       | Wildenfels Ca. 150 m von der Hauptstraße östlich vom Ortszentrum Schönau | Erzgebirgsbecken, Mittelsächsische Senke Aufschluss, aufgelassener Steinbruch Graptolithenführende Kieselschiefer / Silur, Sonderentwicklung |              |
| Kalkbruch "Brunner" |                                                                                           | 287       | Wildenfels Bruch ca. 200 m östlich der Straße Schönau-Wildenfels | Erzgebirgsbecken, Mittelsächsische Senke Aufschluss, aufgelassener Steinbruch Aufschiebung unterkarbonischer Kulmfazies mit Kalkgrauwacken auf Kalken des Oberdevon |              |
| Ehemaliger Kalkbruch Junghänel |                                                                                           | 289       | Wildenfels Ca. 100 m westlich der Hauptstraße im Ortszentrum Schönau | Erzgebirgsbecken, Mittelsächsische Senke Aufschluss, aufgelassener Steinbruch Kalksteine, Gerölltonschiefer und Konglomerate des Oberdevon |              |
| Hanganschnitt am Betonturm im Lohbachtal                                                                                                |                                                                                           | 699       | Wildenfels Im Lohbachtal westlich von Wildenfels. 2 km westlich Wildenfels, 1 km östlich vom Kiefernberg | Erzgebirgsbecken, Mittelsächsische Senke Aufschluss Kristalline Scholle auf Paläozoikum überschoben / proterozoische Amphibolite, Gneise etc. überschoben auf Paläozoikum |              |
| Culitzscher Höhe |                                                                                           | 284       | Wilkau-Haßlau Höhe südlich der Ortslage | Erzgebirgsbecken, Mittelsächsische Senke Relief / Landschaft, Härtling Härtling, Amphibolitfelsen - Ordovizium | ND           |
| Altpaläozoikum und kohleführendes Oberkarbon (Zwickau, Cainsdorfer Brücke/Wehr)                                                         |                                                                                           | 298       | Zwickau, Cainsdorf Muldeufer zwischen Wehr Cainsdorf und Cainsdorfer Brücke | Erzgebirgsbecken, Mittelsächsische Senke Aufschluss, Bereich des Muldeufers Schichtausstreichen des Altpaläozoikums (Kieselschiefer, Ockerkalk, Tentakulitenschiefer) mit den kohleführenden Oberkarbonschichten | FND          |
| Melaphyrmandelstein Oberhohndorf |                                                                                           | 697       | Zwickau, Oberhohndorf Unmittelbar nordöstlich der Gartenanlagen "Sonnenstein" und "Am Felsen", am Südwestrand von Oberhohndorf. | Erzgebirgsbecken, Mittelsächsische Senke Aufschluss Melaphyr in verschiedenen Varietäten, lokal Jaspis | unbekannt    |
| Oberplanitzer Brüche - Diabasbruch am Kreuzberg                                                                                         |                                                                                           | 300       | Zwickau, Oberplatnitz Steinbrüche zwischen Kreuzberg und Geleitsteich. 500 m nördlich von Hüttelsgrün | Erzgebirgsbecken, Mittelsächsische Senke Aufschluss, mehrere aufgel. Steinbrüche Pillowlaven am Brucheingang sowie am Südwest-Stoß; Mandelsteine | LSG          |
| Eiszeit-Markierungsstein Zwickau-Schedewitz                                                                                             |                                                                                           | 716       | Zwickau, Schedewitz Im östlichen Teil von Schedewitz | Erzgebirgsbecken, Mittelsächsische Senke Geohist. Objekt Eiszeit-Markierungsstein | ND           |
| Sedimente Zwickau / Schedewitz |                                                                                           | 299       | Zwickau, Schedewitz 1 km südlich vom Zwickauer Schwanenteich | Erzgebirgsbecken, Mittelsächsische Senke Aufschluss, Muldedamm mit Sedimenten | ND           |
| Oberplanitzer Brüche - Kalkbruch am Kreuzberg                                                                                           |                                                                                           | 698       | Zwickau Planitz, Steinbrüche zwischen Kreuzberg und Geleitsteich in Oberplanitz | Erzgebirgsbecken, Mittelsächsische Senke Aufschluss Diverse Knotenkalke; vermutlich silurische Schwarzschiefer | LSG          |
| Steinbruch Adelsberg |                                                                                           | 1190      | Chemnitz, Adelsberg 300 m östlich von Adelsberg, 1,2 km südöstlich von Gablenz | Erzgebirgsbecken, Mittelsächsische Senke Aufschluss Feinschichtige Quarzite, stark geklüftet, Kluftbelege rostrot; Phyllite und Quarzphyllite mehrfach isoklinal gefaltet, polyphas geschiefert; Bildung von Quarzseggregaten mit mindestens zweifacher Faltung | LB           |
| Eiszeit-Markierungsstein |                                                                                           | 750       | Chemnitz, Altchemnitz Stadtpark Chemnitz, Südrand Stadparkteich | Erzgebirgsbecken, Mittelsächsische Senke Geohist. Objekt Eiszeitstein besteht aus Lausitzer Granodiorit mit Tafel und Beschriftung | unbekannt    |
| Alte Lehmgrube Altendorf |                                                                                           | 208       | Chemnitz, Altendorf Gemarkungen Alttendorf und Schönau, südlich Limbacher Straße am alten Ziegeleigelände bzw. Sportplatz | Erzgebirgsbecken, Mittelsächsische Senke Aufschluss, Grube Stark zugewachsen; anstehende Lehmwände sind nur noch in der benachbarten, aktiven Grube zugänglich | FND          |
| Teilvorkommen Altendorfer Achat |                                                                                           | 743       | Chemnitz, Altendorf 300 m nördlich von Rottluff, Westfortsetzung der Straße "Berganger" auf das angrenzende Feld | Erzgebirgsbecken, Erzgebirge Aufschluss Untergrund nicht erkennbar; Achatsammlung nur in vegetationsfreier Periode möglich, wenn überhaupt | LB           |
| Ehemalige Lehmgrube Borna |                                                                                           | 203       | Chemnitz, Borna-Heinersdorf 500 m östlich der Kleinsiedlung Bornaer Höhe | Erzgebirgsbecken, Mittelsächsische Senke Aufschluss, Grube Quartärschotter mit diskordant unterlagernden, fossilführenden Tonschiefern, Kohlelagen | FND          |
| Eiszeithang am Falkenplatz-Festplatz (Hartmannsplatz)                                                                                   |                                                                                           | 200       | Chemnitz 400 m südlich des Schlossteichs an der Chemnitz | Erzgebirgsbecken, Mittelsächsische Senke Relief / Landschaft |              |
| Gebiet um den Eibsee | weitere Bilder                                                                            | 199       | Chemnitz Zwischen Chemnitz und Euba | Mittelsächsische Senke Aufschluss | FND          |
| Semmlerscher Steinbruch |                                                                                           | 206       | Chemnitz Unsicher, möglicherweise Chemnitz-Hilbersdorf, Dresdner Straße 230 | Erzgebirgsbecken, Mittelsächsische Senke Aufschluss, Steinbruch Zeisigwalder Rhyolithsteinbrüche |              |
| Stadtparkhang |                                                                                           | 207       | Chemnitz | Erzgebirgsbecken, Mittelsächsische Senke Aufschluss | FND          |
| Versteinerte Baumstämme im Naturkundemuseum                                                                                             |                                                                                           | 960       | Chemnitz Naturkundemuseum Chemnitz, im "Das Tietz" in Chemnitz, Bahnhofstraße | Erzgebirgsbecken, Mittelsächsische Senke Geohist. Objekt, Naturkundl. Schauobjekte Gruppe verkieselter Baumstämme aus Hilbersdorf, ehemals vor dem Theater(-platz); seit wenigen Jahren in den Innenhof des Tietz (neues Naturkundemuseum) verlegt | unbekannt    |
| Amphibolitlinse Draisdorf |                                                                                           | 210       | Chemnitz 200 m nördlich von Draisdorf, rechts der B 107 | Mulde-Lößhügelland, Granulitgebirge Aufschluss, Aufgelassener Steinbruch Ehemaliger Steinbruch nördlich von Draisdorf | FND          |
| Dostsche Halde (Fuchsberg) im Zeisigwald                                                                                                |                                                                                           | 205       | Chemnitz Fuchsberg im Zeisigwald, 400 m östlich von Chemnitz, Ortsausgang Richtung Freiberg | Erzgebirgsbecken, Mittelsächsische Senke Aufschluss Am Ortsausgang etliche auflässige Steinbrüche; Zeisigwald-Porphyrtuff (Rhyolith) | FND          |
| Ratssteinbruch (heute Märchenwald) | weitere Bilder                                                                            | 204       | Chemnitz, Hilbersdorf Zeisigwald, Ratssteinbruch. 500 m östlich von Chemnitz im Fuchsberggebiet | Erzgebirgsbecken, Mittelsächsische Senke Aufschluss, Aufgelassener Steinbruch Im Nordost-Abschnitt des Erzgebirgischen Beckens erreicht Zeisigwalder Rhyolithtuff von Chemnitz größte Mächtigkeit; im Rotliegenden mächtige Lavaausbrüche mit Tuffablagerungen; Gesteine mit unterschiedlicher Färbung (hellgrün gelb, hellviolett), porös                                                                  | FND          |
| Felsendome Rabenstein | weitere Bilder                                                                            | 211       | Chemnitz, Rabenstein Schaubergwerk "Felsendome Rabenstein", nach dem Kalkwerk 4 | Mulde-Lößhügelland, Granulitgebirge Aufschluss, Steinbruch und Grube Mächtigkeit 30 - 35 m; Ausbildung von zwei Lagern mit 10 - 15 m mächtigen Zwischenlager: Dunkelgebänderte Calcitmarmore, darüber Wechsel von Amphibolschiefern, Phylliten und Marmoren, darüber dunkle, feinkristalline Calcitmarmore                                                                                                  | FND          |
| Burg Rabenstein | weitere Bilder                                                                            | 985       | Chemnitz, Rabenstein Felsen der Burg Rabenstein südöstlich von Oberrabenstein | Mulde-Lößhügelland, Granulitgebirge Aufschluss, Felsen Glimmerschiefer des Schiefermantels, Scherzonen | unbekannt    |
| Crimmitschauer Wald - Rottluffer Feldflur                                                                                               |                                                                                           | 202       | Chemnitz, Rabenstein 1,2 km nordöstlich Rottluff | Mulde-Lößhügelland, Granulitgebirge Relief / Landschaft |              |
| Alter Steinbruch in Röhrsdorf (Granulitsteinbruch Röhrsdorf)                                                                            |                                                                                           | 406       | Chemnitz, Röhrsdorf Unmittelbar nördlich von Chemnitz-Röhrsdorf: 300 m östlich der Verbindungsstraße zur B 95 | Mulde-Lößhügelland, Granulitgebirge Aufschluss, Aufgelassener Steinbruch Das Gestein im alten Steinbruch von Röhrsdorf ist der typische sächsische Granulit; bekannt und oft abgebildet ist eine Falte mit hellen quarzitischen und dunklen biotitischen Lagen |              |
| Steinbrüche Rottluff |                                                                                           | 1191      | Chemnitz, Rottluff 450 m nordöstlich der Felsendome Rabenstein. Nordrand von Rottluff, östlich der A 72; Rottlufer Steinbrüche und Umgebung, sogenannter Kupferscher Bruch                                                                                        | Erzgebirgsbecken, Mittelsächsische Senke Aufschluss Mittelkörnige, schiefrige Grauwacken, lokal grobkörnig, Einschaltungen von Kieselschiefern und Metavulkaniten | unbekannt    |
| Eiszeithang am Schloßteich |                                                                                           | 201       | Chemnitz, Schloßchemnitz Südlich vom Schlossteich | Erzgebirgsbecken, Mittelsächsische Senke Relief / Landschaft |              |
| Ehemaliger Steinbruch Borsberg |                                                                                           | 509       | Dresden, Borsberg 500 m südlich Borsberg, 400 m östlich vom Rysselkopf | Dresdner Elbtalweitung, Lausitz-Riesengebirgsscholle Aufschluss, Aufgelassener Steinbruch Steinbruch mit anstehendem fein- bis mittelkörnigem Zweiglimmergranodiorit (Anatexit); blaßgrau bis rötlichgrau; stark tektonisch gestört, mit Rutschflächen: Streichen 330 - 340 ° Nordost, Einfallen ca. 60 ° Nord; Material wenig geeignet                                                                     | unbekannt    |
| Elbhang Briesnitz |                                                                                           | 763       | Dresden, Briesnitz | Dresdner Elbtalweitung, Elbezone Aufschluss |              |
| Quadersandsteinbruch Heidenschanze (Ehemaliger Steinbruch Heidenschanze)                                                                |                                                                                           | 562       | Dresden, Coschütz 400 m nordwestlich Coschütz | Mulde-Lößhügelland, Elbezone Aufschluss, Aufgelassener Steinbruch Typisches Transgressionsprofil des Oberen Cenomans; auskeilende Wechsellagerung von Sandsteinen und Konglomeraten (Monzonit); an der Basis 4 Sandsteinbänke mit Kongolomeratverzahnung (Oberhäslicher Schichten) im Hang; Monzonitkonglomerate und -sande, Kalksteine und Pläner (Dölzschener Schichten)                                  | ND           |
| Felshänge Heidenschanze |                                                                                           | 762       | Dresden, Coschütz Ostseite Plauenscher Grund, südwestlich der Heidenschanze, Oberkante rechter Talhang | Mulde-Lößhügelland, Elbezone Aufschluss, Felsen | FND          |
| Cenomaner Muschelfels von Dresden-Coschütz (Muschelfelsen)                                                                              |                                                                                           | 563       | Dresden, Coschütz Nördlich der Straße Heidenschanze, S-Bahn-Damm; westlich der "Felshänge Heidenschanze", in Nähe des Hangweges, an einer Kleingartenkolonie | Elbezone Aufschluss, Felsen Im Steilhang des Plauenschen Grundes; 7 Muschelfelsen (Cenoman) mit 5 kalkhaltigen Sandsteinblöcken und Einschlüssen von Tempestiten (Sturmflutsedimente, entstanden durch Aufwirbelung vorhand. Sedimente und Vermengung der Faunenelemente) | ND           |
| Ehemaliger Ratssteinbruch |                                                                                           | 568       | Dresden, Dölzschen Östlich Dölzschen, unmittelbar an der Straße Dresden-Freital | Dresdner Elbtalweitung, Elbezone Aufschluss, Aufgelassener Steinbruch Steilwand (unterhhalb der Begerburg im Plauenschen Grund); Überlagerung des Meißner Granit-Monzonit-Massivs durch Oberkreide-Sedimente mit zahlreichen Fossilien; im Übergang Konglomerate; typische Schwellenfazies des Kreidemeeres; Schrägstellung der Schichten                                                                   | ND           |
| Wasserfall der Prießnitz | weitere Bilder                                                                            | 643       | Dresden Im LSG "Dresdener Heide", unterhalb der Heidemühle, 0,5 km östlich des Waldbades Dresden-Klotzsche | Westlausitzer Hügel- und Bergland, Elbezone Relief / Landschaft Im LSG "Dresdener Heide"; stromabwärts Zunahme der Hangneigung und Taltiefe des Prießnitzlaufes; im Bereich des Wasserfalls ist das Prießnitztal als pleistozänes epigenetisches Durchbruchstal im Lausitzer Granodiorit entstanden | unbekannt    |
| Pläner von Dresden-Torna (Plänermergelaufschluss Ziegeleigrube Torna)                                                                   |                                                                                           | 575       | Dresden Westlich Dohnaer Straße | Elbezone Aufschluss Ca. 0,3 ha großer Aufschluß des oberkreidezeitlichen Plänermergels der Räcknitzer Schichten; überdeckt von pleistozänen Schottern und Lößlehm; in unmittelbarer Nähe der "Tornaer Lehmgruben" | FND          |
| Ziegeleigrube Torna (Tornaer Lehmgruben)                                                                                                | weitere Bilder                                                                            | 764       | Dresden Westlich Dohnaer Sttraße (Aufschlussverhältnisse unklar) | Elbezone Aufschluss "Tornaer Lehmgruben" | FND          |
| Steinbruch an der Mordgrundbrücke (Steinbruch im Zweiglimmergranodiorit)                                                                | weitere Bilder                                                                            | 1039      | Dresden, Dresden, Stadt Am Rande der Dresdener Heide, oberhalb der Mordgrundbrücke | Dresdner Elbtalweitung, Elbezone Aufschluss, Steinbruch Granitähnliches Gestein mit zahlreichen Einschlüssen von Fettquarz und hochmetamorphen Gesteinen der nordsächsischen Grauwackenzone (Stolpener Folge); entstanden durch Granitisierung (jedoch nicht vollständiges Aufschmelzen) | FND          |
| Klippe Gamighübel | weitere Bilder                                                                            | 570       | Dresden, Kauscha Goppeln-Kauscha, 700 m südlich Pfaffenberg | Dresdner Elbtalweitung, Elbezone Aufschluss, Felsenklippen | unbekannt    |
| Plänerschleppung im Tännichtgrund |                                                                                           | 586       | Dresden, Niederwartha Am Eingang in den Tännichtgrund, unterhalb des Burgberges, unterhalb der ehemaligen Obermühle Niederwartha. 1 ikm nördöstlich der Ortsmitte Weistropp                                                                                       | Dresdner Elbtalweitung, Elbezone Aufschluss Plänerschleppung (Niederwarthaer Störung ) und Augengneis | ND           |
| Hoher Stein | weitere Bilder                                                                            | 569       | Dresden, Plauen Westlich Coschützer Straße, unterhalb Aussichtsturm zwischen Dresden-Coschütz und Dresden-Plauen | Dresdner Elbtalweitung, Elbezone Aufschluss, Felsenklippe Berühmtester Aufschluss in der Klippenfazies der Elbtalkreide (oberste Dölzschener Schichten) mit Aussichtsturm; im Monzonit ausgekolkte Kessel, mit mergeligem, fossilreichem Kalk ausgefüllt; im Liegenden gut gerundete Monzonitgerölle | ND           |
| Ehemaliger Steinbruch Hutberg | weitere Bilder                                                                            | 528       | Dresden, Weißig 500 m nördlich Weißig am Südwest-Hang des Hutberges | Westlausitzer Hügel- und Bergland, Lausitz-Riesengebirgsscholle Aufschluss, Aufgelassener Steinbruch Steinbruch mit anstehendem Porphyrit, hellbläulich- oder grünlichgraues, dichtes, deckenförmig auftretendes Eruptivgestein auf Sandstein- und Tuffschichten; scharfkantig unebener Bruch; plattige Absonderung parallel zur Oberfläche; zahllose Klüfte                                                | ND           |
| Findling "Oltersteine" | weitere Bilder                                                                            | 610       | Dresden, Wilschdorf Wilschdorf, westlich Radeburger Straße, unweit des Olterteiches im LSG Dresdner Heide | Dresdner Elbtalweitung, Elbezone Aufschluss, Tertiärquarzit In den Kiefernbeständen zwei markante Tertiärquarzit-Blöcke (ca. 2 m hohe Findlinge); sie entstammen dem Niederlausitzer Tertiärgebiet, während der Elsterkaltzeit als Geschiebe nach Wilschdorf; in Weichselkaltzeit durch Windschliff glattpoliert                                                                                            | ND           |
| Findling in der Mascovstraße | weitere Bilder                                                                            | 362       | Leipzig, Anger Crottendorf Mascovstraße | Leipziger Land, Nordwestsächsische Scholle Aufschluss, Findling | ND           |
| Bienitz von Burghausen (Bienitzwesthang)                                                                                                |                                                                                           | 357       | Leipzig, Burghausen-Rückmarsdorf Endmoränenhügel südwestlich vom Ort | Leipziger Land, Nordwestsächsische Scholle Relief / Landschaft, Endmoränenhügel | FND          |
| Findling am Bienitz in Burghausen | weitere Bilder                                                                            | 353       | Leipzig, Burghausen-Rückmarsdorf Am Bienitz, südlich der Rodelbahn | Leipziger Land, Nordwestsächsische Scholle Aufschluss, Findling | ND           |
| Findling "Riesenstein" in der Probstheidaer Straße                                                                                      |                                                                                           | 363       | Leipzig, Connewitz In Leipzig-Connewitz bzw. Leipzig-Lößnig, Probstheidaer Straße, Ecke Connewitzer Straße | Leipziger Land, Nordwestsächsische Scholle Aufschluss, Findling Pleistozäne Geschiebe (Findlinge) aus der Saal-Eiszeit; der Granitfindling in der Probstheidaer Straße zählt landschaftsmäßig zur Liebertwolkwitzer Grundmoränenplatte; er wird als "Riesenstein" bezeichnet (> 3 Kubikmeter) | ND           |
| Findling Bezirkskrankenhaus |                                                                                           | 819       | Leipzig, Dölitz-Dösen Am Bezirkskrankenhaus | Leipziger Land, Nordwestsächsische Scholle Aufschluss, Findling |              |
| Findling auf dem Dorfanger |                                                                                           | 352       | Leipzig, Dölzig Auf dem Dorfanger | Leipziger Land, Nordwestsächsische Scholle Aufschluss, Findling | ND           |
| Findling am Arnoldplatz in Sommerfeld                                                                                                   | weitere Bilder                                                                            | 354       | Leipzig, Engelsdorf Arnoldplatz | Leipziger Land, Nordwestsächsische Scholle Aufschluss, Findling | ND           |
| Steinbruch am Lausener Weg |                                                                                           | 359       | Leipzig, Holzhausen Am Lausener Weg in Leipzig-Kleinzschocher, südlich der Eisenbahnlinie nach Pörsten | Leipziger Land, Nordwestsächsische Scholle Aufschluss, aufgelassener Steinbruch 50 x 20 m großer, 5 m tiefer Steinbruch; noch einziger Aufschluß in der oberprot. Leipziger Serie; 20 m mächtige, graue, dichte bis feinkörnige, hornfelsartige Feldspat-Grauwacken; thermometamorph überprägt (vermutlich Varisz. Tektogenese)                                                                             | FND          |
| Findling Prager Straße |                                                                                           | 805       | Leipzig Prager Straße, Ecke Dauthestraße | Leipziger Land, Nordwestsächsische Scholle Aufschluss, Findling |              |
| Granitfindlinge Portitz (Hügelweg) | weitere Bilder                                                                            | 825       | Leipzig Hügelweg | Leipziger Land, Nordwestsächsische Scholle Aufschluss, Findlinge | unbekannt    |
| Findling in der Fritz-Siemon-Straße 1–3                                                                                                 | weitere Bilder                                                                            | 365       | Leipzig Fritz-Siemon-Straße 1–3 | Leipziger Land, Nordwestsächsische Scholle Aufschluss, Findling Pleistozäne Geschiebe (Findlinge) aus der Saal-Eiszeit; er zählt landschaftsmäßig zur Liebertwolkwitzer Grundmoränenplatte | ND           |
| Findling in der Bautzener Straße | weitere Bilder                                                                            | 364       | Leipzig Bautzener Straße 67 | Leipziger Land, Nordwestsächsische Scholle Aufschluss, Findling Pleistozäne Geschiebe (Findlinge) aus der Saal-Eiszeit; dieser Granit zeichnet sich durch herausgewitterte Aplitgänge aus; er zählt landschaftsmäßig zur Liebertwolkwitzer Grundmoränenplatte | ND           |
| Findling Kohlweg |                                                                                           | 811       | Leipzig Kohlweg, Ecke Schulzeweg | Leipziger Land, Nordwestsächsische Scholle Aufschluss, Findling |              |
| Findling südlich Shukowstraße |                                                                                           | 810       | Leipzig Südlich Shukowstraße | Leipziger Land, Nordwestsächsische Scholle Aufschluss, Findling |              |
| Findling Losinskiweg |                                                                                           | 809       | Leipzig Losinskiweg | Leipziger Land, Nordwestsächsische Scholle Aufschluss, Findling |              |
| Knollenstein am Goerdelerring | weitere Bilder                                                                            | 360       | Leipzig Goerdelerring | Leipziger Land, Nordwestsächsische Scholle Aufschluss, Knollenstein | ND           |
| Findling an der Straße des 18. Oktober                                                                                                  |                                                                                           | 361       | Leipzig Straße des 18. Oktober | Leipziger Land, Nordwestsächsische Scholle Aufschluss, Findling | ND           |
| Findling in der SW-Ecke des Birkenholzes                                                                                                | weitere Bilder                                                                            | 355       | Leipzig, Lindenthal Südwestecke des Birkenholzes | Leipziger Land, Nordwestsächsische Scholle Aufschluss, Findling | ND           |
| Findling Paunsdorfer Straße |                                                                                           | 812       | Leipzig, Mölkau Paunsdorfer Straße | Leipziger Land, Nordwestsächsische Scholle Aufschluss, Findling |              |
| Findling Schulstraße |                                                                                           | 813       | Leipzig, Mölkau Schulstraße | Leipziger Land, Nordwestsächsische Scholle Aufschluss, Findling |              |
| Findling am Brunnenweg | weitere Bilder                                                                            | 367       | Leipzig, Plaußig-Portitz Brunnenweg | Leipziger Land, Nordwestsächsische Scholle Aufschluss, Findling | ND           |
| Findling in der Tauchaer Straße am Langen Teich                                                                                         |                                                                                           | 366       | Leipzig, Plaußig-Portitz Tauchaer Straße / Am Langen Teich | Leipziger Land, Nordwestsächsische Scholle Aufschluss, Findling | ND           |
| Findling am Narpoleonstein | weitere Bilder                                                                            | 807       | Leipzig, Probstheida Grünanlage am Narpoleonstein | Leipziger Land, Nordwestsächsische Scholle Aufschluss, Findling |              |
| Findling Sportplatz Prager Straße |                                                                                           | 808       | Leipzig, Probstheida Sportplatz Prager Straße | Leipziger Land, Nordwestsächsische Scholle Aufschluss, Findling |              |
| Findlingsgruppe westlich der Neuen Messe                                                                                                |                                                                                           | 798       | Leipzig, Seehausen Westlich der Neuen Messe Leipzig | Leipziger Land, Nordwestsächsische Scholle Aufschluss, Findling |              |
| Gletschersteinpyramide |                                                                                           | 803       | Leipzig, Stötteritz Gustav-Schwabe-Platz | Leipziger Land, Nordwestsächsische Scholle Geohist. Objekt, Findlinge Die Gletschersteinpyramide ist ein 1903 zum Gedenken an die Eiszeit errichtetes Denkmal, in dessen vier Seiten ca. 700 Glazialgeschiebe nordischen Ursprungs vermauert sind |              |
| Findling Gregoryplatz |                                                                                           | 804       | Leipzig, Stötteritz Grünanlage Gregoryplatz | Leipziger Land, Nordwestsächsische Scholle Aufschluss, Findling |              |
| Findling Kölpinghaus |                                                                                           | 797       | Leipzig, Wiederitzsch Nördlich Seehausener Straße, Kölpinghaus | Leipziger Land, Nordwestsächsische Scholle Aufschluss, Findling |              |
| Findlingsgruppe im Bergziegengehege |                                                                                           | 800       | Leipzig, Zentrum Bergziegengehege des Zoos | Leipziger Land, Nordwestsächsische Scholle Aufschluss, Findling |              |
| Granat-Glimmer-Gneis der Saidenbachtalsperre                                                                                            | weitere Bilder                                                                            |           | Dresden, Wilschdorf Am östlichen Nordufer der Seidenbachtalsperre bei Forchheim | Aufschluss Diamantführende Granat-Kyanit-Glimmer-Gneise, die als Saidenbachite bekannt sind | ND           |
| Basaltsteinbruch am Pöhlberg |                                                                                           | 89        | Annaberg-Buchholz 1 km östlich Annaberg, am Westhang des Pöhlberges; unterhalb des Hotels; Orgelpfeifen | Mittelerzgebirge, Erzgebirge Aufschluss, Steinbruch Säuliger Basaltaufschluß; basaltische Lava ergoß sich über tertiäre Flußsedimente (15 - 20 m mächtig); in der näheren Umgebung Gneise, welche einer schnelleren Verwitterung und Abtragung unterlagen als der harte Basalt | ND           |
| Teufelskanzel |                                                                                           | 83        | Annaberg-Buchholz Teufeskanzel westl. der Bebauung Stadtgebiet Annaberg-Buchholz | Mittelerzgebirge, Erzgebirge Relief / Landschaft, Felsenriffe Isoklinal verfaltete Gneise, flasrig, teilweise glimmerschieferartiges Gefüge; klein- bis mittelkörnig; Faltenumbiegungen lokal ausgewittert; Faltenbiegungen zum Teil gut, zum Teil nur schwer zu erkennen | ND           |
| Butterfässer des Pöhlberges | weitere Bilder                                                                            | 84        | Annaberg-Buchholz Östlich Annaberg-Buchholz; Pöhlberg, Butterfässer, Auslauf alte Sprungschanze, 300 m südöstlich der Pöhlbergsiedlung | Mittelerzgebirge, Erzgebirge Aufschluss, auflässiger Steinbruch Basaltdecke mit säulenförmiger Absonderung auf thermisch beeinflußten (gefritteten?) Kiesen und Sanden des Tertiärs | ND           |
| Dorotheastollen & Himmlisch Heer | Datei:Dorothea Stolln (8349636327).jpgweitere Bilder                                      | 947       | Annaberg-Buchholz, Cunersdorf | Mittelerzgebirge, Erzgebirge Geohistorisches Objekt, Silberstolln | unbekannt    |
| Besucherbergwerk "Markus-Röhling Stolln"                                                                                                | weitere Bilder                                                                            | 948       | Annaberg-Buchholz, Frohnau Sehmatalstraße 15, Schönfeld | Mittelerzgebirge, Erzgebirge Geohistorisches Objekt | unbekannt    |
| Felsenklippe Niederschlema |                                                                                           | 234       | Aue-Bad Schlema Im Betriebsgelände der GISAG Niederschlema, südlich des unteren Bahnhofes | Westerzgebirge, Erzgebirge Aufschluss, Felsenklippe Paläozoische Gesteine des Schlemaer / Alberodaer Bergreviers | ND           |
| Steinbruch Aue (Steinbruch Krebs) |                                                                                           | 1176      | Aue-Bad Schlema Im Stadtgebiet Schneeberg | Westerzgebirge, Erzgebirge Aufschluss, Steinbruch Der Bruch gehört zum Randgebiet des Oberschlemaer Granites; der Granit taucht flachwellig mit ca.40° nach Südsüdost unter die Schieferzunge des inneren Kontakthofes, die den Gleesberg und seinen Nordwesthang bildet; im Oberbruch Hornfels | unbekannt    |
| Besucherbergwerk Schlema (Schacht 15 IIb, Markus Semmler)                                                                               | weitere Bilder                                                                            | 945       | Aue-Bad Schlema Friedensstraße 2, Schlema | Westerzgebirge, Erzgebirge Geohistorisches Objekt | unbekannt    |
| Roter Kamm (Roter Kamm Schneeberg) |                                                                                           | 228       | Aue-Bad Schlema Schlema, Schneeberg; nördöstlich Zechenplatz, Ecke Grimmerweg/Schneeberger Weg | Westerzgebirge, Erzgebirge Aufschluss, geologischer Aufschluß Hauptverwerfung des Schneeberger Bergreviers; Mineralisierung während Reaktivierung älterer Brüche vermutlich im Tertiär | ND           |
| Basaltsäulen am Bärenstein |                                                                                           | 87        | Bärenstein 1 km nordwestlich Bärenstein, am Nordwest-Hang des Bärensteins | Mittelerzgebirge, Erzgebirge Aufschluss, aufgelassener Steinbruch Felswand mit Augit-Nephelin-Basalt als säulige Absonderung von Lavaströmen, die sich im Tertiär in breiten, flachen Flußtälern ergossen; Sande und Kiese mit Schwermineralanreicherungen unter dem Basalt gut erhalten | ND           |
| Felsglocke Antonsthal (Felsenglocke Antonsthal)                                                                                         |                                                                                           | 244       | Breitenbrunn/Erzgeb., Antonshöhe Ca. 900 m südöstlich Magnetenberg, unmittelbar neben Straße Pöhla - Rittersgrün | Westerzgebirge, Erzgebirge Relief / Landschaft, Steilhang |              |
| Nonnenfelsen bei Erlabrunn |                                                                                           | 242       | Breitenbrunn/Erzgeb. An der Ostseite des Schwarzwassertals, gegenüber dem Haltepunkt Erlabrunn am Heuschuppenweg | Westerzgebirge, Erzgebirge Relief / Landschaft, einzelner Felsen Wollsackverwitterung am grob- bis riesenkörnigem Eibenstocker Granit (Oberkarbon); gut sichtbare rechtwinklige Kluftsysteme | ND           |
| Technisches Museum "Silberwäsche" Anthonsthal                                                                                           | weitere Bilder                                                                            | 944       | Breitenbrunn/Erzgeb. Jägerhäuser Straße 17, Antonsthal | Erzgebirge Geohistorisches Objekt | NP           |
| Hefekloßfelsen bei Erlabrunn (Hefeklöße bei Erlabrunn/Breitenbrunn, Talstraße, Hefeklöße)                                               | weitere Bilder                                                                            | 231       | Breitenbrunn/Erzgeb., Erlabrunn An der Straße Schwarzenberg-Johanngeorgenstadt (B 272) zwischen Breitenbrunn und Erlabrunn, etwa 300 m nordöstlich Ortsausgang Erlabrunn                                                                                          | Westerzgebirge, Erzgebirge Relief / Landschaft, Wollsackverwitterung/Felsen 12 m hoher Felsen, bankig abgesonderter Granit (Eibenstocker Granit) mit horizontalen und vertikalen Klüften, Wollsackverwitterung ("Hefeklöße"); grobkörniger Turmalingranit | ND           |
| Basaltsteinbruch Kaffenberg |                                                                                           | 1229      | Breitenbrunn/Erzgeb., Rittersgrün Ca. 150 m nordöstlich des Gipfels des Kaffenbergs | Mittelerzgebirge, Erzgebirge Aufschluss Ca. 10 x 30 m kleiner auflässiger Steinbruch mit (vermutlich) ost-west-streichendem (Tertiär-)Basaltgang | NP           |
| Basaltsteinbruch Hirschsprung |                                                                                           | 1228      | Breitenbrunn/Erzgeb., Rittersgrün ca. 200 m nordwestlich des Gipfels vom "Hirschsprung" westlich Rittersgrün | Westerzgebirge, Erzgebirge Aufschluss Ca. 10 m breiter und mindestens 50 m langer (Tertiär-)Basaltgang innerhalb kambrischer Glimmerschiefer bzw. Gneise | NP           |
| Geröllgneis Rittersgrün (Sonnenberg Rittersgrün, Konglomerate von Rittersgrün)                                                          |                                                                                           | 469       | Breitenbrunn/Erzgeb., Rittersgrün Nordwest-Hang Sonnenberg, zwischen Rittersgrün und Globenstein, 800 m östlich von Arnoldshammer | Mittelerzgebirge, Erzgebirge Aufschluss Einschaltungen von Geröllgneisen im dichten Gneis | NP           |
| Schieferbrüche Meinersdorf |                                                                                           | 747       | Burkhardtsdorf 1,5 km nördlich Meinersdorf, südlich des Rollholzes | Mittelerzgebirge, Erzgebirge Aufschluss, auflässiger Steinbruch Plattig-wellige Phyllite, zahlreiche Quarzgänge, meist parallel sf., mehrfach gefaltet; gesamte Phyllite in zahlreiche Scherkörper aufgelöst | unbekannt    |
| Burgsteinfelsen bei Kemtau |                                                                                           | 407       | Amtsberg, Dittersdorf b. Chemnitz Oberhalb B 180 in scharfer Kurve bei Kemtau-Kamerun, 500 m nordöstlich Kemtau | Mittelerzgebirge, Erzgebirge Aufschluss, einzelner Felsen Bankige Phyllite, massige Felsen; Phyllite, deutlich geschiefert und lokal gefältelt, von zahlreichen Quarzbändern durchzogen, mehrfach geschiefert |              |
| Kleiner Zachenstein (Kalkwerk Flohrer)                                                                                                  |                                                                                           | 77        | Crottendorf 500 m nordwestlich Crottendorf, 500 m nördlich Straße Crottendorf - Scheibenberg, am Heidelbach | Mittelerzgebirge, Erzgebirge Aufschluss, Untertage-Kalkbruch Hellgrauer, leicht grünlicher kristalliner Kalkstein, am Rand durch Einschaltungen von Glimmerschiefer in Glimmerschiefer übergehend. Das stark verfaltete Lager streicht südsüdöstlich und besitzt eine Mächtigkeit von etwa 100 m. | ND           |
| Fuchsleithe Walthersdorf |                                                                                           | 81        | Crottendorf Nördlich Waltersdorf, gegenüber dem Sportplatz, westl. der Zschopau, Felsgruppe unterhalb der Gaststätte Fuchsleite, von hier Wanderweg um die Gruppe herum                                                                                           | Mittelerzgebirge, Erzgebirge Relief / Landschaft, Steilhang Steilhang an der Zschopau; gut aufgeschlossen sind hier die innerhalb der Zweiglimmerparagneise auftretenden phyllitischen Gneise vom Typ Fuchsleithe; petrogenetische Interpretation kontrovers | ND           |
| Großer Zachenstein |                                                                                           | 78        | Crottendorf 500 m nordwestlich Crottendorf, 650 m nördlich Straße Crottendorf - Scheibenberg, am Heidelbach. | Mittelerzgebirge, Erzgebirge Aufschluss, Felswand Typischer plattiger Granatglimmerschiefer, steilstehende Foliation | ND           |
| Steinbruch Crottendorf |                                                                                           | 1189      | Crottendorf 1500 m südlich des südlichen. Ortsausganges Crottendorf, an der Kalkstraße | Mittelerzgebirge, Erzgebirge Aufschluss, abgesoffener Steinbruch Der Crottendorfer Marmor enthält Imprägnationen von Pyrit und Kalk, Glimmer und Chlorite; das Gestein ist in Muskovitgneis eingefaltet; das stark verfaltete Lager streicht südsüdöstlich und besitzt eine Mächtigkeit von etwa 100 m | unbekannt    |
| Felsen am Unteren Natzschungweg |                                                                                           | 921       | Marienberg, Rübenau Felssäule am östlichen Ortsausgang Rübenaus (Ortsteil Grund) an der Einmündung des Unteren Natzschungsweges in die Straße nach Olbernhau | Mittelerzgebirge, Erzgebirge Relief / Landschaft, markante Felssäule Augengneis-Säule, von Kluftflächen begrenzt |              |
| Steinbruch Venusberg |                                                                                           | 753       | Drebach, Venusberg 500 m westlich Venusberg | Mittelerzgebirge, Erzgebirge Aufschluss, Steinbruch Grüngrauer, zum Teil plattiger, meist massig-schiefriger Hornblendeschiefer, Amphibolit, Glimmerschieferzwischenlagen, mittelsteil nach Westen einfallend | unbekannt    |
| Besucherbergwerk Ehrenfriedersdorf | weitere Bilder                                                                            | 949       | Ehrenfriedersdorf Am Sauberg 1 | Mittelerzgebirge, Erzgebirge Geohistorisches Objekt Gneise, offenliegender Altbergbau | unbekannt    |
| Skarnausbiß am Kreyer-Berg (Skarnausbiß am Kreyersberg)                                                                                 |                                                                                           | 1192      | Ehrenfriedersdorf Ca. 300 m südöstlich vom Kreyersberg zwischen B 95 und Straße nach Drebach, 200 m nördlich Ehrenfriedersdorf | Mittelerzgebirge, Erzgebirge Aufschluss, offener Felsen Ausstrich eines Skarnlagers (zinkblendeführend); geomorphologisch interessant; gut gebankter Glimmerschiefer mit s-parallelen Skarnlagen; Lager mit Biotit und Hornblende | ND           |
| Greifensteine | weitere Bilder                                                                            | 90        | Ehrenfriedersdorf Felsmassiv 2,5 km westlich Ehrenfriedersdorf, 500 m südlich Greifensteiner Straße | Mittelerzgebirge, Erzgebirge Relief / Landschaft, Felsengruppe Die Greifensteine mit ihren plattigen bis matratzenartigen Verwitterungsformen gehen auf die Wollsackverwitterung des Granits zurück; heute sind sieben Felsgruppen bis 30 m Höhe erhalten | FND          |
| Steinbruch Blauenthal | weitere Bilder                                                                            | 1174      | Eibenstock, Blauenthal An der Straße Aue-Blauenthal, ca. 0,5 km nordöstlich Bahnhof Blauenthal, im Tal der Zwickauer Mulde | Westerzgebirge, Erzgebirge Aufschluss, Steinbruch Steinbruch mit gleichmäßigem mittelkörnigem Biotitgranit; als Nebengemengteile treten Apatit, Zirkon, Muskovit, Turmalin und Topas auf; der Topas bildet ziemlich große Kristalle | NP           |
| Köppelstein am Alten Wiesenhaus |                                                                                           | 1215      | Eibenstock Ca. 300 m nordöstlich Altes Wiesenhaus; östlich der Zwickauer Mulde | Westerzgebirge, Erzgebirge Aufschluss Liegendes: lagerartiger, feinkörniger Granit mit subhorizontaler Differentiation; Hängendes: grobkörniger Granit | NP           |
| Jaspis-Granit-Brekzie am Nordwest-Rand von Eibenstock                                                                                   |                                                                                           | 1227      | Eibenstock Am Nordwest-Rand von Eibenstock im Rähmerbach-Tal östlich des Wegs zur Rähmerbach-Vorsperre | Westerzgebirge, Erzgebirge Aufschluss Ca. 2 - 3 m breite Störungszone ca. 70° nach Ostsüdost fallend; liegende Hälfte: zerruschelter Granit; hangende Hälfte: brekziierte Granitvarietäten (mittel- und grobkörnig) in Matrix aus rotbraunem Jaspis u. a. | NP           |
| Schwarze Pinge (Schwarze Binge) |                                                                                           | 237       | Eibenstock 1 km nördlich Eibenstock, 500 m östlich Talsperre Eibenstock | Westerzgebirge, Erzgebirge Geohistorisches Objekt, Pinge |              |
| Basaltkegel am Bärenweg |                                                                                           | 226       | Eibenstock Ca. 700 m nordöstlich der Waldschänke, am Osthang des Tales der Großen Bockau; 1,7 km südöstlich Eibenstock (vom südlichen Ortsausgang) | Westerzgebirge, Erzgebirge Aufschluss, aufgelassener Steinbruch Tertiärer Nephelinbasalt | ND           |
| Pinge "Rote Grube" |                                                                                           | 235       | Eibenstock, Sosa 1 km westlich Erlabrunn | Westerzgebirge, Erzgebirge Geohistorisches Objekt, Pinge | GLB          |
| Pinge "Lochhäuser" |                                                                                           | 236       | Eibenstock, Sosa 600 m nordnordöstlich Sosa | Westerzgebirge, Erzgebirge Geohistorisches Objekt, Pinge | LSG          |
| Schatzenstein |                                                                                           | 72        | Elterlein 2 km nordwestlich Elterlein, am Schatzenstein, 300 m westlich des Pflanzgartenweges | Mittelerzgebirge, Erzgebirge Aufschluss, offene Felsbildung Offene Felsengruppe am Schatzenstein; in den Schiefern ausgeprägte Quarzlagen 1 - 3 mm, die in vielfach dickere Sekretiondquarzlagen übergehen |              |
| Singersteine |                                                                                           | 82        | Elterlein 800 m nördlich Herrmannsdorf, nördlich des Kärrnerweges | Mittelerzgebirge, Erzgebirge Relief / Landschaft, Felsengebilde Zweiglimmerparagneise bis zu 100 m mächtig mit eingeschalteten Biotit-Orthogneisen und Plagioklas-Kalifeldspat-Augenbildung in den Paragneisen (Vendium bis mittl. Kambrium) | ND           |
| Kemtauer Felsen |                                                                                           | 748       | Gelenau/Erzgeb. 1 km südlich Kemtau, 1,3 km nördlich Gelenau im östlichen Abtwald | Mittelerzgebirge, Erzgebirge Aufschluss Quarzitbänke (ca. 0,5 m mächtig, lokal mächtiger) im Wechsel mit geringermächtigen, bis 0,5 m mächtigen Bänken aus Quarzphylliten und Glimmerphylliten. SS-Parallel (sf1) verlaufen isoklinal verfaltete Quarzbänder, vielfach zerschert und erneut geschichtet | unbekannt    |
| Pinge bei Geyer (Geyersche Binge, Binge von Geyer)                                                                                      |                                                                                           | 73        | Geyer Im Süden von Geyer | Mittelerzgebirge, Erzgebirge Geohistorisches Objekt, eingebrochenes Zinkbergwerk Granit mit steil einfallenden Flanken (schlotartiges Gebilde); durch Erosion freigelegt; Vergreisung von Kluftzonen und Trümerzügen, die sich vergittern ("Zwitterstockwerk"); an Ostseite des Großen Knauers Störung (Roter Fall) mit hydrothermaler Mineralisation                                                       | ND           |
| Gneis Haltepunkt Warmbad (Felsen am Haltepunkt Warmbad)                                                                                 |                                                                                           | 439       | Wolkenstein, Hopfgarten b. Zschopau Westlich vom Haltepunkt Warmbad, 1,3 km nördlich Wolkenstein an der B 101, Abzweig nach Zschopau | Mittelerzgebirge, Erzgebirge Aufschluss, Felswand Auffälliger Gneisfelsen an der Straße; flach einfallende Foliation; Einschaltungen von Kalksilikaten und Metabasiten | ND           |
| Judenstein im Preßnitztal |                                                                                           | 421       | Großrückerswalde 500 m nordwestlich Boden, 150 m westlich der Straße entlang der Prießnitz | Mittelerzgebirge, Erzgebirge Aufschluss, Felsen Hydrothermal durchtrümert; Gestein stark geklüftet, flaseriger Gneis, Absperrung durch Verbotsschild; Altbruch eingezäunt; Steinschlaggefahr |              |
| Felsen am linken Preßnitz-Ufer (Felsen Preßnitztal Großrückerswalde)                                                                    |                                                                                           | 423       | Großrückerswalde Linkes Preßnitztalufer, nördlich Boden, westlich des alten Bahndamms (jetzt Fußweg) | Mittelerzgebirge, Erzgebirge Aufschluss, Felsen Geröllführende Gneise der Preßnitzer Gruppe | LSG          |
| Grube Emilie Niederschmiedeberg (Granat-Pyroxen-Skarn in Niederschmiedeberg)                                                            |                                                                                           | 428       | Großrückerswalde, Niederschmiedeberg Am rechten Talhang in Niederschmiedeberg | Mittelerzgebirge, Erzgebirge Geohistorisches Objekt, mehrere kurze Stollen Grubenbaue und Felswand der ehemaligen Grube Emilie als prävaristische Magnetit-Skarnerzlager; präkinematisch hochtemperatur-infiltrationsmetasomatische Eisenerzbildung | ND           |
| Eklogit-Klippen Streckewalde (Klippe am Sandbach)                                                                                       |                                                                                           | 752       | Großrückerswalde, Streckewalde Unterhalb Straße von Mildenau nach Streckewalde | Mittelerzgebirge, Erzgebirge Aufschluss, Felsklippen Eklogit, sieht aus wie ein Metaquarzit, hellgraugrünlich mit zahlreichen hellrötlichen Einsprenglingen (Granaten); Granate nur mit Lupe erkennbar. Eklogit ist stark verquarzt; im Umfeld finden sich helle Glimmerschiefe, sowie dunkle Feldspatgneise                                                                                                | FND          |
| Lausche |                                                                                           | 726       | Großrückerswalde, Waltersdorf b. Zittau Auf dem Berg Lausche, 800 m südwestlich von Waltersdorf; eventuell identisch mit Geotop 725 | Zittauer Gebirge, Elbezone Relief / Landschaft Lausche als höchster Gipfel des Zittauer Gebirges; känozoische Vulkanite; Phonilithkuppe, plattig verwittert; darunter basaltischer Deckenerguss und Tuffe (braun, mit Bomben); unterlagert von oberturonem Kreidesandstein | NSG          |
| Schaubergwerk "Herkules-Frisch-Glück (Schaubergwerk Waschleithe)                                                                        |                                                                                           | 249       | Grünhain-Beierfeld 1 km südlich Waschleithe; Am Fürstenberg 3a, Beierfeld | Mittelerzgebirge, Erzgebirge Geohistorisches Objekt | LSG          |
| Melaphyr am Steinberg (Steinberg) |                                                                                           | 746       | Jahnsdorf/Erzgeb. 2 km östlich vom nördlichen Ortsausgang Lugau, unmittelbar westlich der A 72 | Erzgebirgsbecken, Mittelsächsische Senke Aufschluss, auflässiger Steinbruch Diabas mit zentimetergroßen, mit Delessit gefüllten Blasenhohlräumen; Aufschlußverhältnisse verschlechtert, ein Profil ist nicht mehr aufnehmbar | unbekannt    |
| Lehr- und Schaubergwerk Frisch Glück "Glöckl"                                                                                           | weitere Bilder                                                                            | 942       | Johanngeorgenstadt Wittigsthaler Straße, Johanngeorgenstadt | Westerzgebirge, Erzgebirge Geohistorisches Objekt | NP           |
| Teufelssteine im Steinbachtal (Teufelsstein bei Johanngeorgenstadt)                                                                     | weitere Bilder                                                                            | 243       | Johanngeorgenstadt Felsgruppe im Steinbachtal, ca. 1 km nordwestlich Johanngeorgenstadt | Westerzgebirge, Erzgebirge Relief / Landschaft, Felsgruppe Wollsackverwitterung am Eibenstocker Granit (Oberkarbon) | ND           |
| Felsenklippen bei Grumbach (Klippen südlich Grumbach)                                                                                   |                                                                                           | 86        | Jöhstadt 800 m südlich Dorfmühle, 700 m südöstlichv om östlichen Ortsausgang Grumbach | Mittelerzgebirge, Erzgebirge Relief / Landschaft, Felsenklippen Klippen am Hang des Schwarzwassergrundes aus "dichten Gneisen", einem feinkörnigen Gestein mit dunklen Flecken und sedimentären Reliktgefügen, das an Fruchtschiefer erinnert | ND           |
| Hirtstein bei Satzung | weitere Bilder                                                                            | 429       | Marienberg, Satzung Aufschluß am Hirtstein, Gipfelbereich unterhalb der Gaststätte; 800 m nordwestlich der Ortsmitte Satzung | Mittelerzgebirge, Erzgebirge Aufschluss, Felsenklippe (ehemaliger Steinbruch) Der Hirtstein ist ein 25 Millionen Jahre altes Basaltvorkommen (Augit-Nephelinit), der zum sogenannten "Palmwedel" erstarrte; die Säulen stehen senkrecht zur Abkühlungsfront, der Begrenzung der ehemaligen Lavakuppel |              |
| Zigeunerfelsen am Conduppelbach (Zigeunerfels)                                                                                          |                                                                                           | 71        | Königswalde Westufer des Conduppelbaches; 3,2 km südlich Königswalde; 1,8 km westlich vom südlichen Ortsausgang Jöhstadt, im Annaberger Ratswald | Mittelerzgebirge, Erzgebirge Aufschluss, einzelner Felsen Massiges, grobkörniges, zum Teil schwach flasriges, metamorphes Gestein |              |
| Kalkbruch am Stümpelweg bei Hammerunterwiesenthal                                                                                       |                                                                                           | 229       | Kurort Oberwiesenthal, Hammerunterwiesenthal In einer Biegung des Stümpelweges, mit Erläuterungstafe;. 1,5 km nördlich der Zettelhäuser von Unterwiesenthal, 300 m nordöstlich der Kreuzung Stümpelweg-Eisenbergstraße                                            | Mittelerzgebirge, Erzgebirge Aufschluss, auflässiger Steinbruch Reginalmetamorph überprägte Marmor- und Amphibolithlagen der Obermittweida-Formation sind spitzwinkelig verfaltet.; dieser Steinbruch ist Ausgangspunkt vieler Diskussionen über den Aufbau des Erzgebirges | ND           |
| Steinbruch "Richter" (Phonolithsteinbruch Richter)                                                                                      |                                                                                           | 403       | Kurort Oberwiesenthal Direkt westlich von Hammerunterwiesenthal, 300 m südwestlichder Siedlung Pragerhaus | Mittelerzgebirge, Erzgebirge Aufschluss, Steinbruch Großer Kesselbruch mit Abbau von Phonolith; nachgewiesene Maarstruktur; zwei Phonolithkörper als jüngere Intrussionen in die Maarfüllungen; graue, sehr feinkörnige und kompakte Grundmasse, stockförmige Lagerung; Gestein frei von Rissen |              |
| Großer Stümpelfelsen (Stümpelfelsen) |                                                                                           | 401       | Kurort Oberwiesenthal 400 m südlich der Kreuzung Stümpelweg-Eisenbegrsrtraße an den Stümpelfelsen, westlich von Hammerunterwiesenthal; 1,2 km nordnordwestlichen der Zettelhäuser von Unterwiesenthal; jetzt teilweise durch Steinbruchbetrieb abgebaut           | Mittelerzgebirge, Erzgebirge Aufschluss, einzelner Felsen Steinbruch und klägliche Reste des Stümpelfelsens; metamorphe, kleinkörnige Gesteine; Eklogite vergesellschaftet (wechselnde Abfolge) mit Amphibolithen, Glimmerschiefern und Glimmergneisen; Eklogite sehr widerstandsfähig |              |
| Basalttuff Hammerunterwiesenthal |                                                                                           | 672       | Kurort Oberwiesenthal Am Zufahrtsweg zu altem Phonolith- und Kalkbruch, 600 m westlich der Siedlung Pragerhaus von Hammeruntherwiesenthal | Mittelerzgebirge, Erzgebirge Aufschluss, Weganschnitt Mehrere Meter mächtiger, gut geschichteter Basalttuff (Kristalltuff, Lapillituff, dünne Lagen von Staubtuff), Wechselfolge aus verschiedenene Tuffgenerationen; enthält zwei markante, massigere Bänke von hellgrau anwitterndem Gestein |              |
| Kalkbruch Schmiedel |                                                                                           | 74        | Kurort Oberwiesenthal Unmittelbar neben der Straße nach Neudorf, unterhalb des Stümpelweges. 600 m nordwestlich der Siedlung Pragerhaus von Hammerunterwiesenthal                                                                                                 | Mittelerzgebirge, Erzgebirge Aufschluss, afgelassener Kalkbruch Ehemaliger Steinbruch Schmiedel (abgesperrt, einsehbar) im eng verfalteten Marmor, mit Amphiboliteinlagerungen; metamorph umkristallisierte Kalkgesteine mit intensiver tektonischer Zerrüttung; Gewinnung von größeren Blöcken nicht möglich                                                                                               | ND           |
| Pinge von Seiffen (Zwei Bingen bei Seiffen)                                                                                             |                                                                                           | 953       | Kurort Seiffen/Erzgeb. | Osterzgebirge, Erzgebirge Geohistorisches Objekt Quarz-Chlorit-Kassiterit-Paragenesen im Gneis mit stockwerkartigen Zinn-Vererzungen des Seiffener Brekzienkörpers (300 x 300 m); Zwitterstockwerk, Gneisbreccie, stark metasomatisch überprägt, unterlagernder Granitkontakt in 521 m unter Geländeoberkante                                                                                               | unbekannt    |
| Ahornberg bei Seiffen (Basaltaufschluß Ahornberg)                                                                                       |                                                                                           | 430       | Kurort Seiffen/Erzgeb. 1,3 km südlich Seiffen, über Wanderweg erreichbar | Osterzgebirge, Erzgebirge Aufschluss, auflässiger Steinbruch Deutlich ist hier die nach unten auffächernde Säulenbildung, die die Gangförderspalte beleg; seitlich kann man auf die polygonalen Säulenköpfe schauen |              |
| Steinbruch Bochmann |                                                                                           | 1186      | Lauter-Bernsbach In Auerhammer, am Steinweg. 100 m südwestlich Eichert | Westerzgebirge, Erzgebirge Aufschluss, Steinbruch Der im Steinbruch anstehende Granit gehört zu den Abarten des Kirchberger Granitmassives; inselartige Vorkommen bei Auerhammer bilden einen mittelkörnigen Biotitgranit | unbekannt    |
| Granitkontakt Aue (ND " Kontaktstelle zwischen Granit und Phyllit" in Lauter)                                                           |                                                                                           | 230       | Lauter-Bernsbach Muldetal (Bockauer Talstraße), 500 m südlich Eichert | Westerzgebirge, Erzgebirge Aufschluss Kontaktbereich Auer Granit (Oberkarbon) zum Phyllit (Ordovizium) | ND           |
| Granitbruch Lauter (Steinbruch Weishorn I)                                                                                              |                                                                                           | 1049      | Lauter-Bernsbach Ca. 1 km südlich des Stadtrandes von Aue, in der Nähe der Zwickauer Mulde, 100 m westlich Eichert | Westerzgebirge, Erzgebirge Aufschluss, Steinbruch Zwei nebeneinander liegende Steinbrüche sind in kleinen inselartigen Vorkommen bei Auerhammer angelegt; sie gehören zu den Abarten des Kirchberger Granitmassivs | unbekannt    |
| Granitbruch Lauter (Steinbruch Weishorn II)                                                                                             |                                                                                           | 1187      | Lauter-Bernsbach Ca. 1 km südlich des Stadtrandes von Aue, in der Nähe der Zwickauer Mulde; 150 m südwestlich Eichert | Westerzgebirge, Erzgebirge Aufschluss, Steinbruch Zwei nebeneinander liegende Steinbrüche sind in kleinen inselartigen Vorkommen bei Auerhammer angelegt; sie gehören zu den Abarten des Kirchberger Granitmassivs; das aufgeschlossene Gestein ist ein mittelkörniger Biotitgranit | unbekannt    |
| Hasenschwanzbruch |                                                                                           | 443       | Lößnitz, Affalter Am östlichen Hang des sich von Lößnitz nach Norden hinziehenden Tälchens ca. 1 km nördlich von Lößnitz, unmittelbar östlich der B 169 | Mittelerzgebirge, Erzgebirge Aufschluss, Steinbruch Ordovizische Phyllite | unbekannt    |
| Ehemaliger Steinbruch Dreihansen |                                                                                           | 440       | Lößnitz Unmittelbar südlich des Ortsteils Dreihansen des Dorfes Dittersdorf ca. 1,5 km östlich von Lößnitz | Mittelerzgebirge, Erzgebirge Aufschluss, aufgelassener Steinbruch |              |
| Graptolithenschiefer des Silur (Graptolithenschiefer)                                                                                   |                                                                                           | 232       | Lößnitz An der ehemaligen Bahnlinie Zwönitz-Stollberg, 250 m nördlich des Waldschlößchen in Affalter | Mittelerzgebirge, Erzgebirge Aufschluss, steile Böschung Silurische Alaun- und Kieselschiefer (Fossilfundpunkt) und ordovizische Phyllite (Lederschiefer) im Bereich der Lößnitz-Zwönitzer Mulde; Streichen der Schichten: Nordost-Südwest und Nordnordost-Südsüdwest; tektonische Störungszonen | FND          |
| Schieferbruch Bartakloch | weitere Bilder                                                                            | 233       | Lößnitz Westlich der Straße Lößnitz-Lenkersdorf, am Westhang Schnepfenberg, 1 km südwestlich Lenkersdorf | Mittelerzgebirge, Erzgebirge Aufschluss Ordovizische Tonschiefer (Lederschiefer?) | FND          |
| Granitporphyr Dittersdorf |                                                                                           | 1214      | Lößnitz Etwa 70 m oberhalb des Aubachs, am Südost-Hang des Mühlbergs | , auflässiger Steinbruch Lagergangartiger Granitporphyr innerhalb phyllitischer Schiefer, gemischter Gang mit divergierender Petrographie zwischen Salbändern und Zentrum | unbekannt    |
| Felsenklippen Arnsfeld |                                                                                           | 85        | Mildenau, Arnsfeld 1,8 km östlich vom nördlichen Ortsausgang Arnsfeld, westlich der Prießnitz | Mittelerzgebirge, Erzgebirge Relief / Landschaft, Felsenklippen | ND           |
| Klippen am westlichen Preßnitzhang |                                                                                           | 399       | Mildenau, Arnsfeld 1,7 km östlich vom nördlichen Ortsausgang Arnsfeld | Mittelerzgebirge, Erzgebirge Aufschluss, Felsklippen |              |
| Gneis im Preßnitztal (Preßnitztal Niederschmiedeberg)                                                                                   |                                                                                           | 398       | Mildenau, Großrückerswalde 2 km östlich vom nördlichen Ortsausgang Arnsfeld; linker Talhang zwischen Niederschmiedeberg und Mittelschmiedeberg | Mittelerzgebirge, Erzgebirge Aufschluss Kalksilikatfelseinlagerungen in Gneis |              |
| Ehemaliger Steinbruch am Tobiashügel |                                                                                           | 419       | Marienberg Osthang Tobiashübel, 1,2 km südsüdöstlich Marienberg, 1 km südlich Dörfel | Mittelerzgebirge, Erzgebirge Aufschluss, aufgelassener Steinbruch |              |
| Nonnenfelsen im Pockautal |                                                                                           | 1051      | Marienberg Felsgruppe am linken Talhang der Pockau, 1,5 km südöstlich Pobershau auf Marienberger Kommunalgebiet | Mittelerzgebirge, Erzgebirge Relief / Landschaft, Felsgruppe Rotgneisfelsen in Fortsetzung des Felsriegels "Teufelsmauer"; von Norden betrachtet an betende Nonnen erinnernd | NSG          |
| Magnetenberg Rittersgrün (Felsen beim Wehr im Pockautal)                                                                                |                                                                                           | 1028      | Marienberg, Pobershau 400 m südwestlichder Hüttstadtmühle am Fuß des rechten Talhanges neben dem Talweg beim Wehr (Pegelstation) | Mittelerzgebirge, Erzgebirge Aufschluss, Felsklippe, leicht überhängend Augengneisfelsen mit eingelagerten Quarzit-Boudins (1,5 m x 20 cm) und Delta-Strukturen | NSG          |
| Schaubergwerk "Tiefer Molchner Stolln"                                                                                                  | weitere Bilder                                                                            | 952       | Marienberg, Pobershau Dorfstraße 67, Pobershau | Mittelerzgebirge, Erzgebirge Geohistorisches Objekt | unbekannt    |
| Katzenstein im Pockautal |                                                                                           | 1050      | Marienberg, Pobershau Felswand 1 km südwestlichder Hüttstadtmühle am nordwestlichen (linken) Prallhang der Pockau; 1,8 km westlich vom südlichen Ortsausgang Pobershau                                                                                            | Mittelerzgebirge, Erzgebirge Relief / Landschaft, Felswand Rotgneis-Felsen mit Aussichtsplatz | NSG          |
| Felsen an der Hüttstadtmühle |                                                                                           | 1017      | Marienberg, Pobershau 80 m südsüdwestlich der Hüttstadtmühle (Ansprung) auf Pobershauer Gemeindegebiet im Wald | Mittelerzgebirge, Erzgebirge Aufschluss, Felsen Felsklippe aus gut erkennbaren Gneisfalten, auf Südseite ist ein Quazitkörper im Faltenkern sichtbar |              |
| Ringmauer im Pockautal |                                                                                           | 1029      | Marienberg, Pobershau Felsgruppe 600 m südwestlichder Hüttstadtmühle am nördlichen (linken) Prallhang der Pockau | Mittelerzgebirge, Erzgebirge Relief / Landschaft, Felswände Felswände aus Gneis | NSG          |
| Serpentinitbruch Zöblitz (Steinbruch Uhlig)                                                                                             |                                                                                           | 939       | Marienberg, Zöblitz Am nördlichen Ortsausgang von Ansprung östlich von Zöblitz, nördlich der Verbindungsstraße Ansprung - Zöblitz | Mittelerzgebirge, Erzgebirge Aufschluss, Steinbruch Abbau von granatführendem Serpentinit mit durchgreifender Foliation; Serpentinit in unterschiedlichen Farbtönungen |              |
| Fritzschotenbüschel (Stbr. am Fritzschotenbüschl)                                                                                       |                                                                                           | 426       | Marienberg, Zöblitz 1,2 km westlich Ansprung (vom südlichen) Ortsausgang; ehemaliger Steinbruch auf Kuppe in Wäldchen | Mittelerzgebirge, Erzgebirge Aufschluss, aufgelassener Steinbruch Zwei Varietäten der erzgebirgischen "Graugneise" sind aufgeschlossen: Paragneise mit sedimentären Reliktgefügen und Geröllhorizonten; im Hängenden ein Zweiglimmergneis (Flammengneise) |              |
| Ehemaliger Steinbruch "Lippmann" (Lippmanns Steinbruch)                                                                                 |                                                                                           | 417       | Marienberg, Zöblitz Auf der Heide 600 m nordöstlich von Ansprung | Mittelerzgebirge, Erzgebirge Aufschluss, aufgelassener Steinbruch Gefaltete Eklogitlagen in Serpentinit angeblich im östlichen Ende des Bruches; Bruch ist abgesoffen und daher nur schlecht zugänglich | unbekannt    |
| Vogeltoffelfelsen (Vogeltoffelfelsen bei Zöblitz, im Tal der Schwarzen Pockau; Vogeltoffelfelsen)                                       |                                                                                           | 425       | Marienberg, Zöblitz 500 m westlich der Hüttstadtmühle, 1 km südwestlich Ansprung, erreichbar zu Fuß über "Pionierweg" von Hüttstadtmühle aus | Mittelerzgebirge, Erzgebirge Aufschluss, Felsen am Steilhang Wechsellagerung von Graugneis und Rotgneis (Orthogneis) mit Xenolithen und kleinkörnigem Gneismylonit mit Pseudotachylit-Schlieren |              |
| Felsengruppe im Pöhlatal bei Geyersdorf (Felsengruppe Geyersdorf)                                                                       |                                                                                           | 76        | Annaberg-Buchholz 2 km südlich Geyersdorf, 1,7 km nördlich Königswalde, zwischen Pöhlbach und Straße von Geyersdorf nach Königswalde | Mittelerzgebirge, Erzgebirge Aufschluss, Felsengruppe Grobflaseriger Gneis, an einer Stelle von einer fast isoklinalen Quarzfalte durchsetzt unter gleichzeitiger Verschieferung des Quarzes; erkennbar nur am leicht ausgewitterten Zustand | ND           |
| Schieferlöcher bei Adorf |                                                                                           | 408       | Neukirchen/Erzgeb., Adorf Auch möglich:R 4562470, H 5624180, hier Höhe 410; diesser Punkt ist wahrscheinlicher. | Mittelerzgebirge, Erzgebirge Aufschluss, aufgelassener Steinbruch |              |
| Kattunporphyr Leukersdorf |                                                                                           | 749       | Neukirchen/Erzgeb. Nordwestlich Jahnsdorf im Neukirchner Wald, in Abbau befindlicher Bruch | Erzgebirgsbecken, Mittelsächsische Senke Aufschluss Leicht schräg gestellte, bankige Porphyre, zum Teil fleckig, daher früher Kattunporphyr genannt | unbekannt    |
| Ehemaliger Steinbruch Bruchberg (Bruchberg Olbernhau-Grünthal, Ullmanns Gut)                                                            |                                                                                           | 422       | Olbernhau Ca. 1 km südsüdwestlich Grünthal | Mittelerzgebirge, Erzgebirge Aufschluss, aufgelassener Steinbruch Augengneis, relativ gut aufgeschlossen; im rechten Teil der Wand deutliche Störung; Feldspataugen können bis 5 cm Durchmesser erreichen (Riesengneis) |              |
| Teufelsmauer an der Schwarzen Pockau |                                                                                           | 754       | Olbernhau 1,5 km südöstlich Pobershau auf Olbernhauer Kommunalgebiet | Mittelerzgebirge, Erzgebirge Relief / Landschaft, Felsriegel quer zum generellen Talverlauf Felsriegel der Teufelsmauer erzwingt Talschleife der Pockau | NSG          |
| Stösserfelsen (Rotgneis-Klippen im Natzschungtal)                                                                                       |                                                                                           | 424       | Olbernhau Felsengebiet im Wald des westlichen Talhanges, ca. 1,3 km südwestlich Rothenthal | Mittelerzgebirge, Erzgebirge Aufschluss, Felsenklippen Dünnflaseriger Biotitgneis mit rötlichen Feldspäten; teilweise rotierte Porphyroklasten ("Augen"); Foliation fällt flach bis mittelsteil ein |              |
| Sophienstein |                                                                                           | 756       | Olbernhau 500 m westlich Rothenthal | Mittelerzgebirge, Erzgebirge Aufschluss Augengneis ähnlich wie am Ullmannsgut bei Olbernhau | unbekannt    |
| Burgberg bei Zöblitz (Granulitgneis bei Zöblitz)                                                                                        |                                                                                           | 418       | Pockau-Lengefeld, Flöhatal Südwest-Hang Burgberg, 700 m nordwestlich Zöblitz, 400 m östlich der Bahnlinie. unterhalb Höhe 597,3 hangseitige Felswand | Mittelerzgebirge, Erzgebirge Aufschluss Granulitgneis aus Flöha-Querzone Lage noch nicht genau bekannt; am Burgberg selbst finden sich nur größere Felsbrocken im Weg- und Waldbereich; einer dieser Brocken zeigte deutliche Isoklinalfaltung und Bänderung (migmatitisches Gefüge); Metatektit |              |
| Kalke des Kalkwerkes in Lengefeld (Weißer Ofen altes Kalkwerk Lengefeld)                                                                |                                                                                           | 1193      | Pockau-Lengefeld Südlich von Lengefeld an der Straße Freiberg - Annaberg (B 101) | Mittelerzgebirge, Erzgebirge Aufschluss, Steinbruch (bis 1997 in Betrieb) Die Lagerstätte Lengefeld besteht aus drei Hauptlagern - dem alten, dem neuen und dem tiefen Lager; alle sind tektonisch getrennte Teile eines ehemals zusammenhängenden Horizontes; das alte Lager ist heute erschöpft | ND           |
| Gneisklippen an Herders Ruhe (Gneisklippen an der Herderhöhe)                                                                           |                                                                                           | 420       | Pockau-Lengefeld Unweit der Burg Rauenstein, 500 m nördöstlich Lengefeld | Mittelerzgebirge, Erzgebirge Aufschluss, Felsenklippen Migmatitischer Zweiglimmergneis; helle Lagen aus Quarz und Plagioglas sind Produkte der partiellen Aufschmelzung |              |
| Quarzitklippe Emmler, Raschau (Raschau, Höhenzug des Emmlers)                                                                           |                                                                                           | 245       | Raschau-Markersbach, Langenberg b. Schwarzenberg Östlich der Straße Raschau-Langenberg, 800 m nördlich Raschau, 300 m südlich Langenberg | Mittelerzgebirge, Erzgebirge Aufschluss, Felsenklippen Kilometerlanger Höhenzug mit der höchsten Kuppe (dem Emmler); Klippen des Quarzitschiefers oder granatführender Muskovit-Quarzglimmerschiefer ("Emmler Quarzit"); gelblichweiß bis gelbgrau; Vergesellschaftung mit Karbonatgesteinen (feinkristalline Dolomite)                                                                                     |              |
| Kalkbruch Langenberg (FND "Kalksteinbruch" Langenberg)                                                                                  |                                                                                           | 247       | Raschau-Markersbach, Langenberg b. Schwarzenberg Westlich der Straße Raschau-Langenberg, 900 m nördlich Raschau | Mittelerzgebirge, Erzgebirge Aufschluss, aufgelassener Steinbruch Kristalline Kalke (Marmor) | FND          |
| Geröllführende Gneise Obermittweida (II)                                                                                                |                                                                                           | 1212      | Raschau-Markersbach Etwa 200 m ostsüdöstlich des Ferienhotels, im Wald, unmittelbar oberhalb Waldweg im mittleren Hangniveau | Mittelerzgebirge, Erzgebirge Geröllhorizont-führende Gneise | NP           |
| Geröllführende Gneise Obermittweida (I)                                                                                                 |                                                                                           | 246       | Raschau-Markersbach Obermittweida, Bruch nördlich des Ferienhotels am Unterbecken Pumpspeicherwerk, 3 km südöstlich Markersbach | Mittelerzgebirge, Erzgebirge Aufschluss, aufgelassener Steinbruch Geröllführende Gneiskonglomerate der Obermittweidaer Folge; Wechsel von groben, polymikten Konglomeraten (bis 30 cm Durchmesser) bis feineren Konglomeraten; als dicht gepackte Geröllagen bis zu einzelne, isoliert auftretenden Geröllen                                                                                                |              |
| Basalt Scheibenberg (Kanzel und Orgelpfeifen am Scheibenberg)                                                                           | weitere Bilder                                                                            | 80        | Scheibenberg Parkplatz, Grillplatz an den Orgelpfeifen. 600 m östlich Scheibenberg | Mittelerzgebirge, Erzgebirge Aufschluss, aufgelassener Steinbruch und Sandgrube Eine tertiäre Basaltdecke liegt auf Flußablagerungen, die unter dem Schutz des Basaltes erhalten blieben; vor über 200 Jahren stritten sich hier bedeutende Gelehrte über die Entstehung von Basalt (Neptunistenstreit) | ND           |
| Sandberg Lindenau |                                                                                           | 239       | Schneeberg, Lindenau b. Aue 500 m südlich Lindenau, 700 m nordwestlich des Filzteiches im Bereich Dreihäuser | Westerzgebirge, Erzgebirge Aufschluss Eibenstocker Granit mit Greisenbildung (Oberkarbon) |              |
| Rockenstein (ND "Felsen mit Schliere")                                                                                                  |                                                                                           | 441       | Eibenstock, Schönheide An der Straße Schönheide-Eibenstock, 1 km östlich Schönheide-Ost | Westerzgebirge, Erzgebirge Aufschluss, Felsen Eibenstocker Turmalingranit mit feinkörniger Schliere (Oberkarbon) | ND           |
| Magnetenberg Rittersgrün |                                                                                           | 248       | Schwarzenberg/Erzgeb., Erla 500 m nordöstlich von Antonshöhe | Westerzgebirge, Erzgebirge Aufschluss, Felsenklippen |              |
| Besucherbergwerk Pöhla | weitere Bilder                                                                            | 943       | Schwarzenberg/Erzgeb., Pöhla | Erzgebirge Geohistorisches Objekt | NP           |
| Eduardstein |                                                                                           | 523       | Schwarzenberg/Erzgeb. 200 m südöstlich Bahnhof Erla | Mittelerzgebirge, Erzgebirge Aufschluss, Felsen Felsen aus grobflasrigen Augengneis | unbekannt    |
| Klippen am Hohen Rad |                                                                                           | 467       | Schwarzenberg/Erzgeb. 900 m westlich Pöhla, 400 m östlich der Verbindungsstraße Crandorf-Grünstädtel | Westerzgebirge, Erzgebirge Aufschluss Skarne, Gneise, Erlane wohl nur am Gipfel (derzeit nicht zugänglich / umzäunt); (geröllführende?) Gneise am Nordhang (Klippen/auflässiger Steinbruch) | NP           |
| Klippen am Paulusknochen (Erlane) |                                                                                           | 241       | Schwarzenberg/Erzgeb. Nordseite der bewaldeten Höhe östlich der Straße Crandorf-Grünstädtel, 800 m südwestlich Grünstädtel, 1,7 km nordöstlich Crandorf | Mittelerzgebirge, Erzgebirge Aufschluss, afgelassene kleine Pingen (Gruben) Kalksilikatskarne (Erlane) in kambrischen Augengneisen der Raschauer Folge |              |
| Kontakt Augengneis-Granit am Haltepunkt (Haltepunkt Schwarzenberg)                                                                      |                                                                                           | 240       | Schwarzenberg/Erzgeb. Felsböschung am Haltepunkt der Bahnlinie Aue-Johanngeorgenstadt. 900 m nördlich Rosenthal, östlich des Schwarzwassers | Westerzgebirge, Erzgebirge Aufschluss, Felsböschung Kontakt kambrischer Augengneise mit Schwarzenberger Granit |              |
| Daneelsteine (Danielsteine, Danessteine)                                                                                                | weitere Bilder                                                                            | 88        | Sehmatal Ca. 500 m nordnordöstlich Neudorf-Obermühle; 250 m südöstlich Bahnübergang Neudorf | Mittelerzgebirge, Erzgebirge Relief / Landschaft, Felsenklippen Metagrauwacke, dunkel-mittelgrau, fein-mittelkörnig, lokal konglomeratisch, stark geklüftet, geschiefert und lokal gestört | ND           |
| Mühlfelsen (Mühlfelsen am Hirtstein) |                                                                                           | 79        | Sehmatal 2,8 km nordwestlich Bärenstein im Kreuzungsbereich Nordlinie-Lange Linie | Mittelerzgebirge, Erzgebirge Aufschluss, Felsengebilde Augengneischarakter ist hier sehr deutlich erkennbar; die Feldspataugen sind klar an Kluftwänden herausgewittert; Augengneis wird von 20 - 30 cm mächtigem Quarzgang durchzogen | ND           |
| Steinbruch am Kalten Muff |                                                                                           | 92        | Thermalbad Wiesenbad, Neundorf b. Annaberg 900 m nordwestlich Neundorf | Mittelerzgebirge, Erzgebirge Aufschluss, Steinbruch Zweiglimmergneise | ND           |
| Blutwurstfelsen in Thermalbad Wiesenbad (Wurstfelsen)                                                                                   |                                                                                           | 75        | Thermalbad Wiesenbad Ortsbereich Wiesenbad | Mittelerzgebirge, Erzgebirge Aufschluss, Schürfgrube Störungsbrekzie in Wiesenbader Störung; Nordwest-Südost-streichende saxonisch mineralisierte Gangspalte; maximale Mächtigkeit 1 m, 7,5 km weit verfolgbar; Mineralisation: Quarz (als Amethyst), Hämatit (gelförmig), Schwerspat (Roteisen-Baryt-Formation)                                                                                            | ND           |
| Steinbruch Herold |                                                                                           | 1230      | Thum, Herold Nordwestlich von Herold, Nordost-Hang des Schafberges | Mittelerzgebirge, Erzgebirge Aufschluss, Steinbruch Der Kalkstein bei Herold tritt hauptsächlich in Form von dicken Linsen auf und ist von Glimmerschiefern und Phylliten umschlossen; die Korngröße der Karbonatkristalle schwankt je nach Kristallinität zwischen 0,1 und 1,0 mm | unbekannt    |
| Wolkensteiner Burgfelsen (Burgfelsen Wolkenstein)                                                                                       |                                                                                           | 460       | Wolkenstein Westlicher Ortsbereich, ca. 100 m östlich der B 171. gegenüber Bahnhof bzw. Eisenbahnrestaurant | Mittelerzgebirge, Erzgebirge Aufschluss, Felsen | unbekannt    |
| Vogesitsteinbruch am Grenzbach (Steinbruch am Grenzbach)                                                                                |                                                                                           | 751       | Zschopau, Scharfenstein 1,2 km nordöstlich Scharfenstein am rechten Zschopauufer, 1,4 km östlich Grießbach | Mittelerzgebirge, Erzgebirge Aufschluss, auflässiger Steinbruch Lamprophyrgänge in Glimmerschiefer | unbekannt    |
| Hoher Felsen (auch Kanzel) (ND "Kanzel")                                                                                                |                                                                                           | 227       | Zschorlau, Albernau Einzelfelsen am Westhang der Zwickauer Mulde, ca. 400 m südlich Albernau | Westerzgebirge, Erzgebirge Relief / Landschaft, Härtling (Einzelfelsen) Kontaktgestein des Eibenstocker Granites (Oberkarbon), Härtling | ND           |
| Steinbruch Zschorlau (Steinbruch Süß)                                                                                                   |                                                                                           | 1175      | Zschorlau Etwa 1 km westlich vom südlichen Ortsauagang Zschorlau | Westerzgebirge, Erzgebirge Aufschluss, Steinbruch Der Steinbruch schließt ein kleines inselartiges Vorkommen des Eibenstocker Granitmassivs auf; als Gemengteile des Gesteins sind Turmalin und Topas zu nennen | unbekannt    |
| St. Anna am Freudenstein | weitere Bilder                                                                            | 941       | Zschorlau IG Historischer Bergbau Zschorlau e.V. 1989, Talstraße 1, Zschorlau | Westerzgebirge, Erzgebirge Geohistorisches Objekt | unbekannt    |
| Steinbruch "Fridola" |                                                                                           | 310       | Bad Lausick Südöstlich von Bad Lausick; Gemarkung Buchheim (?) | Nordsächsisches Platten- und Hügelland, Nordwestsächsische Scholle Aufschluss, aufgelassener Steinbruch | FND          |
| Findling bei Buchheim |                                                                                           | 327       | Bad Lausick, Buchheim Am Bahneinschnitt 1,5 km südwestlich von Buchheim | Nordsächsisches Platten- und Hügelland, Nordwestsächsische Scholle Aufschluss, Findling | ND           |
| Steinbruch Ebersbach |                                                                                           | 309       | Bad Lausick, Ebersbach b. Geithain Südwand des Steinbruches am Ostende des Ortes | Nordsächsisches Platten- und Hügelland, Nordwestsächsische Scholle Aufschluss, aufgelassener Steinbruch | ND           |
| Parthequelle (Parthenquelle) |                                                                                           | 652       | Bad Lausick, Glasten Forstrevier Colditz, Forstabteilung 124a zwischen Ballendorf und Schönbach | Nordsächsisches Platten- und Hügelland, Nordwestsächsische Scholle Quelle |              |
| Steinbruch Lauterbach |                                                                                           | 311       | Bad Lausick, Lauterbach b. Grimma Östlich der S 49, nördlich Lauterbach | Leipziger Land, Nordwestsächsische Scholle Aufschluss, aufgelassener Steinbruch | FND          |
| Mäander und Kiesbänke bei Grubnitz |                                                                                           | 334       | Bennewitz, Grubnitz b. Wurzen Muldeaue zwischen Grubnitz und Nischwitz | Nordsächsisches Platten- und Hügelland, Nordwestsächsische Scholle Relief / Landschaft, Mäander und Kiesbänke | NSG          |
| Verkieselter Baumstamm am Bahnhof Böhlen                                                                                                |                                                                                           | 348       | Böhlen Am Bahnhof, in den Grünanlagen des Bahnhofsvorplatzes | Leipziger Land, Nordwestsächsische Scholle Aufschluss, verkieselter Baumstamm Verkieselter Baumstamm (5 m hoch u. 2,95 m Umfang) aus dem Braunkohlentagebau Böhlen (Stubbenhorizont); die Kieselsäure, die zur Erhaltung führte, stammt aus den Quarzsanden; eine genaue botanische Bestimmung des Stubbens liegt noch nicht vor                                                                            | ND           |
| Findling am Breiten Teich |                                                                                           | 351       | Borna Am Breiten Teich in Borna | Leipziger Land, Nordwestsächsische Scholle Aufschluss, Findling | ND           |
| Findling Flößberg |                                                                                           | 793       | Borna, Flößberg Abzweig der neuen F 176 von der alten F 176 1,5 km westlich Flößberg, 200 m östlich Sackschneise | Leipziger Land, Nordwestsächsische Scholle Aufschluss, Findling |              |
| Findlingsgruppe Haubitz |                                                                                           | 824       | Borna, Haubitz b. Borna Südrand des Tagebaus Witznitz | Leipziger Land, Nordwestsächsische Scholle Aufschluss, Findlingsgruppe |              |
| Steinbruch Hartwig |                                                                                           | 1121      | Brandis, Beucha b. Wurzen 200 m östlich vom Bahnhof Beucha | Leipziger Land, Nordwestsächsische Scholle Aufschluss, Steinbruch Der Granitporphyr besitzt eine feinkörnige Grundmasse, in der größere Quarzkörner und große Feldspatkristalle (bis 2 cm) eingeschlossen sind; außerdem enthält das Gestein feinverteilte, dunkelgrüne Mineralien der Pyroxengruppe | unbekannt    |
| Kirchbruch | weitere Bilder                                                                            | 1132      | Brandis, Beucha b. Wurzen In Beucha, neben der Kirche | Leipziger Land, Nordwestsächsische Scholle Aufschluss, Steinbruch Im Raum Beucha durchdringt der Pyroxengranitporphyr die älteren Rotliegendvulkanite; das Gestein ist weit über die Region Sachsen hinaus als Bau- und Werkstein bekannt; berühmtestes Bauwerk ist das Leipziger Völkerschlachtdenkmal | unbekannt    |
| Steinbruch Sorge |                                                                                           | 1178      | Brandis, Beucha b. Wurzen In Beucha, 400 m südlich der Kirche | Leipziger Land, Nordwestsächsische Scholle Aufschluss, Steinbruch Das Gestein ist von rötlicher bis grünlicher Farbe; die kristalline Grundmasse besteht aus Orthoklas, Plagioklas, Quarz und Biotit; in der Grundmasse sind 1 bis 4 cm große Einsprenglinge von Orthoklas und Erzmineralien verteilt | unbekannt    |
| Steinbruch Dittrich I und II |                                                                                           | 1120      | Brandis, Beucha b. Wurzen Östlich Beucha, am Schnittpunkt der Straße Cämmerei-Kleinsteinberg und der Eisenbahnlinie Beucha-Brandis-Trebsen | Leipziger Land, Nordwestsächsische Scholle Aufschluss, Steinbruch Der im Bruch anstehende Granitporphyr ist durch Klüfte in mächtige Bänke und Pfeiler geteilt | unbekannt    |
| Gletscherschliffe Kleinsteinberg |                                                                                           | 104       | Brandis Ostrand des Steinbruches westlich der Bahn, unmittelbar an der rechten Straßenseite von Beucha nach Kleinsteinberg, etwa 200 m westlich von Kleinsteinberg gelegen                                                                                        | Leipziger Land, Nordwestsächsische Scholle Aufschluss, Steinbruch Zeugnis der Inlandvereisung Mitteldeutschlands; im Bruch an Ostwand Glazialschliffe mit Schrammen auf 5 x 5 m - Steinbruchwand, 140 - 150 ° streichend, auf Pyroxenquarzporphyr; Gletscherschrammen an der Nordwand dem Steinbruchbetrieb zum Opfer gefallen                                                                              | ND           |
| Moor "Der Rothe Bruch" |                                                                                           | 332       | Colditz Im Colditzer Forst, Forstabteilung 48 | Nordsächsisches Platten- und Hügelland, Nordwestsächsische Scholle Relief / Landschaft, Moor | FND          |
| Tertiärquarzit Colditz |                                                                                           | 789       | Colditz Forstrevier Colditz, Cottaplatz, südlich der B 176, 2 km westlich Colditz | Mulde-Lößhügelland, Nordwestsächsische Scholle Aufschluss | NSG          |
| Findling Colditz |                                                                                           | 790       | Colditz Forstrevier Colditz, Forstabt. 6, 1,3 km wesytlich Colditz, nördlich der B 176 | Mulde-Lößhügelland, Nordwestsächsische Scholle Aufschluss, Findling |              |
| Klippen bei Lastau |                                                                                           | 435       | Colditz, Lastau | Nordwestsächsische Scholle Aufschluss, Felsenklippen |              |
| Steinbruch Neu-Ottenhain (Stress) |                                                                                           | 346       | Frohburg, Eulatal 600 m westlich vom Ort Neu-Ottenhain | Mulde-Lößhügelland, Nordwestsächsische Scholle Aufschluss, aufgelassener Steinbruch | FND          |
| Ehemaliger Steinbruch Kalkteich |                                                                                           | 553       | Frohburg 1,2 km vom südwestlichen Ortsausgang Frohburg, 400 m südlich des Ziegelteiches | Leipziger Land, Nordwestsächsische Scholle Aufschluss, aufgelassener Steinbruch | ND           |
| Weganschnitt südlich von Wolftitz |                                                                                           | 343       | Frohburg Rund 0,5 km südlich vom Ort | Altenburg-Zeitzer Lößhügelland, Nordwestsächsische Scholle Aufschluss, anthropogener Hanganschnitt | ND           |
| Steinbruch am Freibad |                                                                                           | 344       | Frohburg Freibad der Stadt Frohburg | Leipziger Land, Nordwestsächsische Scholle Aufschluss, aufgelassener Steinbruch | ND           |
| Verkieselter Baumstamm am Aufgang zur Burg                                                                                              |                                                                                           | 339       | Frohburg, Gnandstein Am Aufgang zur Burg in Gnandstein | Altenburg-Zeitzer Lößhügelland, Nordwestsächsische Scholle Aufschluss, verkieselter Baumstamm | ND           |
| Steinbruch am Eulenberg |                                                                                           | 787       | Frohburg, Gnandstein 1,5 km nordöstlich von Gnandstein, Forstabteilung 14 | Altenburg-Zeitzer Lößhügelland, Nordwestsächsische Scholle Aufschluss, Steinbruch | ND           |
| Steinbruch an der Kastenmühle |                                                                                           | 347       | Frohburg, Hopfgarten b. Geithain 800 m nordwestlich von Tautenhain an der Kastenmühle | Leipziger Land, Nordwestsächsische Scholle Aufschluss, aufgelassener Steinbruch | FND          |
| Felsklippe westlich der Burgruine |                                                                                           | 341       | Frohburg, Kohren-Sahlis Westlich der Burgruine, am Nordwest-Rand von Kohren-Sahlis nahe der Hainmühle | Altenburg-Zeitzer Lößhügelland, Nordwestsächsische Scholle Aufschluss, Felsklippe | ND           |
| Verkieselter Baumstamm an der Mittelmühle                                                                                               |                                                                                           | 340       | Frohburg, Kohren-Sahlis An der Mittelmühle | Altenburg-Zeitzer Lößhügelland, Nordwestsächsische Scholle Aufschluss, verkieselter Baumstamm | ND           |
| Wegeinschnitt an der Straße nach Terpitz                                                                                                |                                                                                           | 785       | Frohburg, Kohren-Sahlis Wegeinschnitt an der Straße nach Terpitz-Kohren-Sahlis. | Altenburg-Zeitzer Lößhügelland, Nordwestsächsische Scholle Aufschluss, Wegeinschnitt | ND           |
| Mausbacheinschnitt am Lindenvorwerk (Diskordanz im Roten Graben)                                                                        |                                                                                           | 337       | Frohburg, Rüdigsdorf 400 m nordöstlich Neuhof, 250 m nördlich Lindenteich, am Lindenvorwerk | Altenburg-Zeitzer Lößhügelland, Nordwestsächsische Scholle Aufschluss, Bacheinschnitt | FND          |
| Steinbruch am Lenkersberg |                                                                                           | 338       | Frohburg, Rüdigsdorf An der Südspitze von Kohren-Sahlis | Altenburg-Zeitzer Lößhügelland, Nordwestsächsische Scholle Aufschluss, aufgelassener Steinbruch | FND          |
| Verkieselter Baumstamm |                                                                                           | 786       | Frohburg, Rüdigsdorf Park südöstlich des Schwind-Pavillons | Altenburg-Zeitzer Lößhügelland, Nordwestsächsische Scholle Aufschluss, verkieselter Baumstamm |              |
| Steinbruch im Forstrevier Streitwald |                                                                                           | 342       | Frohburg, Streitwald Forstrevier Streitwald, Forstabteilung 312; 700 m südöstlich Streitwald, westlich der Verbindungsstraße Streitwald-Kohren-Sahlis | Altenburg-Zeitzer Lößhügelland, Nordwestsächsische Scholle Aufschluss, aufgelassener Steinbruch | FND          |
| Knollensteine in Streitwald |                                                                                           | 350       | Frohburg, Streitwald Forstrevier Streitwald, Forstabteilungen 308, 309 | Altenburg-Zeitzer Lößhügelland, Nordwestsächsische Scholle Aufschluss, Knollensteine | ND           |
| Kirchfelsen von Niedergräfenhain |                                                                                           | 345       | Geithain, Niedergräfenhain Etwa in Ortsmitte unterhalb der Kirche | Altenburg-Zeitzer Lößhügelland, Nordwestsächsische Scholle Aufschluss, einzelner Felsen Zechsteinkonglomerat auf Porphyr | ND           |
| Felswand am Haselberg |                                                                                           | 318       | Grimma, Ammelshain 800 m westlich von Ammelsheim am Haselberg, Einfahrt zum Steinbruch | Leipziger Land, Nordwestsächsische Scholle Aufschluss, Felswand | NSG          |
| Findling "Opferstein" |                                                                                           | 820       | Grimma, Beiersdorf b. Grimma Grimmaer Straße | Nordsächsisches Platten- und Hügelland, Nordwestsächsische Scholle Aufschluss, Findling |              |
| Tertiärquarzit "Der Hohe Stein" |                                                                                           | 321       | Grimma, Döben Am südöstlichen Ortsausgang | Nordsächsisches Platten- und Hügelland, Nordwestsächsische Scholle Aufschluss, Felsenklippen Menhir | ND           |
| Feueresse von Döben |                                                                                           | 315       | Grimma, Döben 0,5 km norwestlich vom Ort | Nordsächsisches Platten- und Hügelland, Nordwestsächsische Scholle Aufschluss, Felsen | ND           |
| Findling "Heidenstein" |                                                                                           | 330       | Grimma, Dorna 0,5 km östlich vom Schomergut; 400 m westlich Dorna | Nordsächsisches Platten- und Hügelland, Nordwestsächsische Scholle Aufschluss, Findling | ND           |
| Findling bei Böhlen |                                                                                           | 329       | Grimma Nordost-Rand von Grimma, 100 m südwestlich Gartenmühle | Nordsächsisches Platten- und Hügelland, Nordwestsächsische Scholle Aufschluss, Findling | ND           |
| Knollenstein in Grimma |                                                                                           | 821       | Grimma 200 m östlich des unteren Bahnhofs (?) | Nordsächsisches Platten- und Hügelland, Nordwestsächsische Scholle Aufschluss, Findling |              |
| Knollensteine am Göschenhaus |                                                                                           | 320       | Grimma Am Göschenhaus, 400 m nordwestlich des Seumeparks | Nordsächsisches Platten- und Hügelland, Nordwestsächsische Scholle Aufschluss, Felsenklippen | ND           |
| Schwemmteichbrüche Grimma |                                                                                           | 308       | Grimma 2 km südwestlich vom Ort Kloster Nimbschen, 1,7 km östlich Großbardau | Nordsächsisches Platten- und Hügelland, Nordwestsächsische Scholle Aufschluss, Steinbruch | FND          |
| Steinbruch am Unteren Bahnhof |                                                                                           | 313       | Grimma Unterer Bahnhof | Nordsächsisches Platten- und Hügelland, Nordwestsächsische Scholle Aufschluss, aufgelassener Steinbruch | FND          |
| Hengstberg (Steinbruch Weishorn) |                                                                                           | 1197      | Grimma 600 m östlich der Straße von Seelingstädt nach Hohnstädt, 3 km nördlich Grimma; über eine 800 m lange Werkstraße von Hohnstädt zu erreichen, 200 m östlich der Eisenbahnlinie Beucha-Trebsen                                                               | Nordsächsisches Platten- und Hügelland, Nordwestsächsische Scholle Aufschluss, Steinbruch Das Gestein des Bruches ist ein durchweg mattschwarzer bis blaugrauer Pyroxenquarzporphyr und stellt einen Deckenerguß dar | unbekannt    |
| Findling am Haselberg |                                                                                           | 613       | Grimma Westhang des Haselberges | Nordsächsisches Platten- und Hügelland, Nordwestsächsische Scholle Aufschluss, Findling | ND           |
| Porphyr der Gattersburg | weitere Bilder                                                                            |           | Grimma Unterhalb der Gattersburg an der Hängebrücke, auf der Seite des Brückenhauses, am Treppenaufgang | Aufschluss Gattersburger Porphyr; nach bisheriger Meinung handelt es sich um die Produkte eines bzw. mehrerer über- und nebeneinander ausgeflossener quarzreicher Lavaergüsse, die vor etwa 290 Millionen Jahren nach Ausbruch und Ablagerung des mächtigen Rochlitzer Porphyrs entstanden | ND           |
| Findling Klosterstraße |                                                                                           | 822       | Grimma Klosterstraße 1 | Nordsächsisches Platten- und Hügelland, Nordwestsächsische Scholle Aufschluss, Findling |              |
| Findling "Der Hohe Stein" |                                                                                           | 328       | Grimma Straße am Hohen Stein | Nordsächsisches Platten- und Hügelland, Nordwestsächsische Scholle Aufschluss, Findling | ND           |
| Bahnanschnitt südlich von Kloster Nimbschen                                                                                             |                                                                                           | 312       | Grimma 0,5 km südlich vom Ort Kloster Nimbschen | Nordsächsisches Platten- und Hügelland, Nordwestsächsische Scholle Aufschluss, anthropogener Anschnitt | ND           |
| Steinbruch an der Windmühle (Steinbruch Rößler & Co.)                                                                                   |                                                                                           | 1180      | Grimma, Großbardau 300 m südlich des Ortsausganges von Großbardau, östlich der Verbindungsstraße Großbardau - Kleinbardau, an der Windmühle | Nordsächsisches Platten- und Hügelland, Nordwestsächsische Scholle Aufschluss, Steinbruch Das im Bruch anstehende Gestein stellt offensichtlich eine felsitische Abart des Rochlitzer Quarzporphyrs dar, die bei Grimma, in den hangenden Teilen der Rochlitzer Porphyrdecke, vorkommt | unbekannt    |
| Altwasser bei Kleinbothen |                                                                                           | 333       | Grimma, Kleinbothen Muldenaue 1 km nördlich vom Ort | Nordsächsisches Platten- und Hügelland, Nordwestsächsische Scholle Relief / Landschaft, Altwasser | FND          |
| Tertiärquarzit am Thümmlitzwald |                                                                                           | 791       | Grimma, Kössern Westrand des Thümmlitzwaldes, 1 km östlich Kössern | Nordsächsisches Platten- und Hügelland, Nordwestsächsische Scholle Aufschluss |              |
| Knollenstein "Teufelsstein" | weitere Bilder                                                                            | 323       | Grimma, Leipnitz Thümmlitzwald, Forstabteilung 419; Hegeweg; 1,2 km westlich Seidewitz | Nordsächsisches Platten- und Hügelland, Nordwestsächsische Scholle Aufschluss, Felsenklippen | ND           |
| Knollenstein "Teufelskanzel" |                                                                                           | 324       | Grimma, Leipnitz Thümmlitzwald, Forstabteilung 351; im Müncherholz (?) | Nordwestsächsische Scholle Aufschluss, Felsenklippen | ND           |
| Knollenstein "Lochstein" |                                                                                           | 325       | Grimma, Leipnitz Thümmlitzwald, Forstabteilung 403, 900 m westlich Bahnhof Tanndorf | Mulde-Lößhügelland, Nordwestsächsische Scholle Aufschluss, Felsenklippen | ND           |
| Tertiärquarzit "Schriftstein" |                                                                                           | 792       | Grimma, Leipnitz Thümmlitzwald, Forstabteilung 412 (?) | Mulde-Lößhügelland, Nordwestsächsische Scholle Aufschluss |              |
| Felspartie an der Neumühle |                                                                                           | 314       | Grimma, Nerchau An der Neumühle 300 m südlich der A 14 am Muldebogen | Nordsächsisches Platten- und Hügelland, Nordwestsächsische Scholle Relief / Landschaft, Felsen | FND          |
| Quelle "Bieleborn" bei Wetteritz |                                                                                           | 650       | Grimma, Wetteritz Südwestlich Wetteritz | Mittelsächsisches Lößgebiet, Nordwestsächsische Scholle Quelle, Quelle | ND           |
| Steinbruch Ostrau |                                                                                           | 316       | Grimma, Zschoppach 300 m westlich Ostrau | Mittelsächsisches Lößgebiet, Nordwestsächsische Scholle Aufschluss, aufgelassener Steinbruch | FND          |
| Altwasser der Elsteraue bei Kobschütz                                                                                                   |                                                                                           | 358       | Groitzsch, Kobschütz Elsteraue 0,8 km westlich von Kobschütz | Leipziger Land, Nordwestsächsische Scholle Relief / Landschaft, Altwasser | FND          |
| Grauwackesteinbruch Hainichen |                                                                                           | 336       | Kitzscher, Hainichen b. Borna Am Südende des Ortes | Leipziger Land, Nordwestsächsische Scholle Aufschluss, aufgelassener Steinbruch | FND          |
| Gletscherschliffe am Gipfel des Kleinen Berges                                                                                          | [[Commons:Category:Naturschutzgebiet Kleiner Berg Hohburg Good pictures\|weitere Bilder]] | 326       | Lossatal, Hohburg Unmittelbar südöstlich (ca. 150 m) vom Gipfel des Kleinen Berges am Naturlehrpfad | Nordsächsisches Platten- und Hügelland, Nordwestsächsische Scholle Aufschluss In den Hohenburger Bergen sind saalezeitliche Gletscher- und Windschliffe sowie Rundhöcker erhalten; sie sind in Nordwestsachsen sehr selten und wurden schon Mitte des 19. Jahrhunderts als Wirkungen von Gletschern erkannt                                                                                                 | ND           |
| Windschliffe am "Naumann-Heim-Felsen"                                                                                                   |                                                                                           | 331       | Lossatal, Hohburg 150 m südöstlich vom Gipfel des Kleinen Berges | Nordsächsisches Platten- und Hügelland, Nordwestsächsische Scholle Aufschluss, Felsklippe | ND           |
| Wolfsberg Lüptitz (Steinbruch Nordwand)                                                                                                 |                                                                                           | 108       | Lossatal, Lüptitz Am Wolfsberg, ca. 2 km westlich der Eisenbahnlinie Wurzen-Eilenburg und 1,4 km südöstlich Großzschepa | Nordsächsisches Platten- und Hügelland, Nordwestsächsische Scholle Aufschluss, aufgelassener Steinbruch Steinbruch 160 x 70 m; Pyroxenquarzporphyr: massig abgesonderter Ignimbrit mit großflächig angelegten Klüften; Pyroxengranitporphyr: oberflächlich stark grusig verwittert (granitähnliche Wollsackverwitterung); stark geklüftet; Vorkommen von Rundhöckern im Süden                               | ND           |
| Weinberg |                                                                                           | 1196      | Lossatal, Lüptitz Südöstlich der Straße von Wurzen nach Lüptitz | Nordsächsisches Platten- und Hügelland, Nordwestsächsische Scholle Aufschluss, Steinbruch Pyroxenquarzporphyr mit Einsprenglingen von grauschwarzem Quarz und glasigklarem Feldspat; in einer dunkelgrauschwarzen bis grünlichschwarzen, dichten Grundmasse ist verhältnismäßig viel Pyroxen zu erkennen | unbekannt    |
| Breiteberg (Breiter Berg) |                                                                                           | 1195      | Lossatal, Lüptitz Westlich der Straße von Wurzen nach Lüptitz, südwestlich von Lüptitz | Nordsächsisches Platten- und Hügelland, Nordwestsächsische Scholle Aufschluss, Steinbruch Pyroxenquarzporphyr mit Einsprenglingen von grauschwarzem Quarz und glasigklarem Feldspat; in einer dunkelgrauschwarzen bis grünlichschwarzen, dichten Grundmasse ist verhältnismäßig viel Pyroxen zu erkennen | unbekannt    |
| Steinbruch Spitzberg | weitere Bilder                                                                            | 317       | Lossatal, Lüptitz Spitzberg, Collmener Straße, nordwestlich Lüptitz | Nordsächsisches Platten- und Hügelland, Nordwestsächsische Scholle Aufschluss, aufgelassener Steinbruch | FND          |
| Steinbruch auf dem Zinkenberg |                                                                                           | 1123      | Lossatal, Röcknitz 2 km südlich Röcknitz auf dem Zinkenberg | Nordsächsisches Platten- und Hügelland, Nordwestsächsische Scholle Aufschluss, Steinbruch Im Steinbruch ist der pyroxenarme bis pyroxenfreie Hohburger Quarzporphyr aufgeschlossen; im nördlichen Teil des Bruches treten kaolinisierte Zonen auf | unbekannt    |
| Findling an der Tongrube "Gottschalk"                                                                                                   |                                                                                           | 397       | Machern, Dögnitz Tongrube Gottschalke | Nordwestsächsische Scholle Aufschluss, Findling |              |
| Findling Machern |                                                                                           | 106       | Machern Mühlenweg, zwischen Mühlteich und Kläranlage | Nordsächsisches Platten- und Hügelland, Nordwestsächsische Scholle Aufschluss, Findling Ca 0,7 m³ | ND           |
| Mäander und Kiesbänke bei Püchau |                                                                                           | 335       | Machern, Püchau Muldenaue zwischen Püchau und Thallwitz | Nordsächsisches Platten- und Hügelland, Nordwestsächsische Scholle Relief / Landschaft, Mäander und Kiesbänke | NSG          |
| Binnendünen am Fuße des Wagenberges (?)                                                                                                 |                                                                                           | 632       | Markkleeberg, Königsbrück 200 m südwestlich Weißbach (?) | Königsbrück-Ruhlander Heide, Lausitz-Riesengebirgsscholle Relief / Landschaft, Binnendünen mit Sicheldünen Binnendüne mit Sicheldüne (?) | ND           |
| Strudelloch am Haselbach |                                                                                           | 653       | Markkleeberg, Reichenbach b. Reichenau 1,3 km östilich vom nördlichen Ortsausgang Reichenbach | Königsbrück-Ruhlander Heide, Lausitz-Riesengebirgsscholle Relief / Landschaft, Strudelloch | ND           |
| Knollensteine in Seebenisch |                                                                                           | 349       | Markranstädt, Seebenisch 0,9 km nördlich vom Haltepunkt | Leipziger Land, Nordwestsächsische Scholle Aufschluss, Knollensteine | ND           |
| Steinbruch bei Otterwisch |                                                                                           | 307       | Otterwisch Großbucher Straße 10 | Leipziger Land, Nordwestsächsische Scholle Aufschluss, aufgelassener Steinbruch | ND           |
| Herrmannwerk |                                                                                           | 1179      | Parthenstein, Großsteinberg Am Südwesthang des Großen Brendberges (?); 1 km östlich Großsteinberg | Leipziger Land, Nordwestsächsische Scholle Aufschluss, Steinbruch Im Steinbruch steht ein Quarzporphyr an; seine Farbe wechselt von rotviolett zu graugrün; im nördlichen Teil herrscht der rote Stein vor, im südlichen der blaue; Einsprenglinge bestehen aus Quarz, Orthoklas, vereinzelt Augit und Biotit                                                                                               | unbekannt    |
| Steinbruch Klinga |                                                                                           | 834       | Parthenstein, Klinga An der Landstraße II. Ordnung: Beiersdorf (Grimma) - Staudnitz, 2 km östlich Klinga | Nordwestsächsische Scholle Aufschluss, Steinbruch Das Gestein ist ein Pyroxenquarzporphyr mit mehr oder weniger rauhem Bruch; an der Südostseite des Bruches wurde ein ca. 0,5 m mächtiger Schwerspatgang unbekannter Länge gefunden, der möglicherweise Spuren sulfidischer Erze enthält | unbekannt    |
| Wunderbrunnen von Seegel |                                                                                           | 651       | Pegau, Seegel 130 m östlich der Straße nach Werben | Leipziger Land, Nordwestsächsische Scholle Quelle, Quelle Gefasste Quelle in einem Brunnenhaus | ND           |
| Findling Espenhain |                                                                                           | 823       | Rötha, Espenhain Grünanlage westlich der B 95 | Leipziger Land, Nordwestsächsische Scholle Aufschluss, Findling |              |
| Gletschertal Köppelscher Berg (Gletschertrogtal)                                                                                        |                                                                                           | 109       | Thallwitz, Böhlitz b. Wurzen Südwestrand des Köppelschen Berges am westlichen Steinbruchrand | Nordsächsisches Platten- und Hügelland, Nordwestsächsische Scholle Relief / Landschaft, Gletschertrogtal | FND          |
| Gletscherschliffe am Spielberg (Gletscherschliffe Collmen)                                                                              | weitere Bilder                                                                            | 105       | Thallwitz, Böhlitz b. Wurzen Paschwitzer Straße (am Spielberg) | Nordsächsisches Platten- und Hügelland, Nordwestsächsische Scholle Aufschluss, Felsklippe | ND           |
| Gaudlitzberg | weitere Bilder                                                                            | 1199      | Thallwitz, Röcknitz 1,5 km südlich Röcknitz, auf dem Gaudlitzberg. 1,3 km östlich vom südlichen Ortsausgang Zwochau | Nordsächsisches Platten- und Hügelland, Nordwestsächsische Scholle Aufschluss, Steinbruch Der Quarzporphyr des Gaudlitzberges gehört zu der pyroxenfreien bzw. pyroxenarmen Abart des Hohburger Quarzporphyrs | unbekannt    |
| Steinbruch auf dem Frauenberg |                                                                                           | 1122      | Thallwitz, Röcknitz Südlich Röcknitz, auf dem Frauenberg, östlich der Bahnlinie Wurzen-Eilenburg | Nordsächsisches Platten- und Hügelland, Nordwestsächsische Scholle Aufschluss, Steinbruch Im Steinbruch steht ein pyroxenarmer Quarzporphyr an; in grünlichgrauer Grundmasse sind zahlreiche Einsprenglinge von grauschwarzem Quarz, glasigklarem Feldspat und schwarzen Biotitschüppchen zu beobachten | unbekannt    |
| Butterberg |                                                                                           | 1200      | Trebsen/Mulde, Altenhain b. Grimma Ca. 1 km südlich der Bahnlinie Beucha-Trebsen, westlich Altenhain | Nordsächsisches Platten- und Hügelland, Nordwestsächsische Scholle Aufschluss, Steinbruch Der Steinbruch liefert einen feinkörnigen, pyroxenarmen Pyroxenquarzporphyr | unbekannt    |
| Gattersburger Quarzporphyr-Steinbruch                                                                                                   |                                                                                           | 396       | Trebsen/Mulde Südlich Weding | Nordsächsisches Platten- und Hügelland, Nordwestsächsische Scholle Aufschluss, aufgelassener Steinbruch | FND          |
| Steinbruch am Wachtelberg |                                                                                           | 319       | Wurzen, Dehnitz 700 m östlich Fährhaus, 400 m nordwestlich Goldenes Tälchen | Nordsächsisches Platten- und Hügelland, Nordwestsächsische Scholle Aufschluss, aufgelassener Steinbruch | NSG          |
| Steinbruch an der Sonnenmühle (Steinbruch Oelschütz, Lorelei)                                                                           |                                                                                           | 107       | Wurzen, Kühren-Burkartshain Nordwestlich der Sonnenmühle | Nordsächsisches Platten- und Hügelland, Nordwestsächsische Scholle Aufschluss, aufgelassener Steinbruch | FND          |
| Tertiärquarzite bei Wäldgen |                                                                                           | 322       | Wurzen, Wäldgen 1 km südwestlich vom Ort | Nordsächsisches Platten- und Hügelland, Nordwestsächsische Scholle Aufschluss | FND          |
| Findling "Riesenstein" |                                                                                           | 608       | Diera-Zehren In kleinem Feldgehölz am Feldweg östlich des Mühlweges, 1,1 km nördlich des Dorfes und 500 m südöstlich der Taschenmühle | Mittelsächsisches Lößgebiet, Elbezone Aufschluss, Findling Riesenstein, isolierter großer Findlingsblock von Gangquarz, daneben zwei kleinere Blöcke, im umgebendebn Feldgehölz weitere Geschiebe aus nordischem Kristallin, Blockumfang des großen Blockes 12 m, Blockhöhe 1,5 bis 2,1 m | ND           |
| Endmoräne der Saalekaltzeit, Niedermuschütz am Eckardsberg                                                                              |                                                                                           | 628       | Diera-Zehren Eckardsberg bei Naundorf nordwestlich Niedermuschütz | Elbezone Relief / Landschaft, Moräne (?), Sander Der Eckardsberg besteht aus Sanden und Kiesen (Quarz, Kieselschiefer, reichlich nordisches Material, Feuersteine, Sandsteine, Basalt); Rest der saalekaltzeitlichen Endmoräne (?), Sanderbildungen vor der Stauchlage Schwochau-Obermuschütz | unbekannt    |
| Buntsandstein von Niedermuschütz (Steinbrüche am Eckardtsberg)                                                                          |                                                                                           | 556       | Diera-Zehren | Elbezone Aufschluss Steinbrüche völlig verrollt und verwachsen; das anstehende Gestein ist nur noch in Form von Lesesteinen zu erkennen | unbekannt    |
| Blockfeld Heidengräber |                                                                                           | 609       | Diera-Zehren Golkwald zwischen Sandweg und Raupenbergweg, 1,0 km südöstlich Löbsal und 0,8 km nordwestlich Taschenmühle | Elbezone Aufschluss, Findlinge Ca. 50 größere Steinblöcke sind über einen Hügel mit der Bezeichnung "Heidengräber" verstreut; Reste herausgewitterten Gangquarzes aus dem Meißner Massiv, historischer Versammlungsort, Blöcke auf 40 x 70 m verteilt, Blockhöhen ca. 1 m | ND           |
| Ehemaliger Steinbruch an der Karpfenschänke (Steinrbruch Reuter)                                                                        |                                                                                           | 493       | Diera-Zehren, Karpfenschänke Südlich der Karpfenschänke, auf der rechten Elbseite, an der Straße Meißen-Nünchritz | Mittelsächsisches Lößgebiet, Elbezone Aufschluss, aufgelassener Steinbruch Im Biotitgranodiorit des Meißner Massivs feinkörniger, dunkler Mikrodiorit-Gang (Lamprophyr: Spessartit), geringe Mächtigkeit; basisches Ganggestein; Biotit fehlt oder nur spurenweise vorhanden; heute existiert der Steinbruch nicht mehr, auf dem Gelände befindet sich eine Kraftfahrzeug-Werkstatt                         | ND           |
| Göhrischfelsen | weitere Bilder                                                                            | 544       | Diera-Zehren, Niederlommatzsch Göhrischgebiet; 1,5 km südöstlich Niederlommatzsch | Großenhainer Pflege, Elbezone Aufschluss, Felsenklippen Besteht hauptsächlich aus Biotitgranodiorit (Biotitmonzogranit); im Südwest-Teil 2 Rhyolith-Gänge; Gesteinsausbildung hier als Säulen; da der Biotitgranodiorit schneller verwitterte, treten die Gänge heute als Felskämme hervor, fallen steil zur Elbe ab                                                                                        | FND          |
| Biotitmonzogranit im Göhrischgebiet |                                                                                           | 781       | Diera-Zehren, Niederlommatzsch Göhrischgebiet; 1,5 km südöstlich Niederlommatzsch. | Großenhainer Pflege, Elbezone Aufschluss Biotitmonzogranit (Meißner Hauptgranit) | FND          |
| Kaolingewinnung Seilitz |                                                                                           | 1032      | Diera-Zehren, Seilitz Nördlich von Seilitz | Mittelsächsisches Lößgebiet, Elbezone Aufschluss Kaolin über Dobritzer Quarzporphyren und Pechstein | unbekannt    |
| Ehemaliger Steinbruch Tummelsberg |                                                                                           | 555       | Diera-Zehren, Wölkisch Unmittelbar südlich von Wölkisch an der B 6 | Mittelsächsisches Lößgebiet, Elbezone Aufschluss, aufgelassener Steinbruch Biotitmonzogranit mit aplitischen Gängen; im Ostteil Auflagerung von rötlichen Sandsteinen mit Konglomeratlagen (Trias/Buntsandstein); Ost-West-streichende Verwerfung als strat. Grenze; Erhaltung des Trias-Sediments durch tektonische Absenkungen südlich der Verwerfung                                                     |              |
| Buntsandstein bei der Karpfenschänke |                                                                                           | 987       | Diera-Zehren, Zadel 750 m westnordwestlich der Karpfenschänke, 1,5 km südöstlich Zadel | Dresdner Elbtalweitung, Elbezone Aufschluss, Steinbruch Granit mit Gang von Zehrener Quarzporphyr, diskordant überlagert von Sandstein, Tonstein, Konglomerat des unteren Buntsandsteins, darauf Löß | unbekannt    |
| Syenodiorit am Heidelberg |                                                                                           | 500       | Ebersbach | Großenhainer Pflege, Elbezone Aufschluss | ND           |
| Ehemaliger Syenitbruch Ebersbach |                                                                                           | 780       | Ebersbach 1,3 km westlich Ebersbach | Großenhainer Pflege, Elbezone Aufschluss | FND          |
| Biotitgneis am Gasthof "Einheit" |                                                                                           | 464       | Großenhain Etwa in Ortsmitte Großenhain | Großenhainer Pflege, Elbezone Aufschluss | ND           |
| Kupferberg |                                                                                           | 466       | Großenhain 1 km nordwestlich Weßnitz und 200 m südlich Bobersberg | Großenhainer Pflege, Elbezone Aufschluss | ND           |
| Biotitgneis-Falten von Wessnitz |                                                                                           | 465       | Großenhain, Weßnitz Unmittelbar westlich von Weßnitz | Großenhainer Pflege, Elbezone Aufschluss | ND           |
| Eisenbahneinschnitt in Zschauitz |                                                                                           | 548       | Großenhain, Zschauitz b. Großenhain 500 m westlich Zschuitz, 300 m südlich des Heiligen Grundes | Großenhainer Pflege, Elbezone Aufschluss, anthropogener Geländeeinschnitt | ND           |
| Steinbruch bei der ehemaligen Fichtenmühle                                                                                              |                                                                                           | 1033      | Klipphausen, Garsebach 700 m nordöstlich Garsebach | Mittelsächsisches Lößgebiet, Elbezone Aufschluss, auflässiger Steinbruch | unbekannt    |
| Pechsteinklippen in Meißen-Garsebach |                                                                                           | 540       | Klipphausen, Garsebach 1,5 km südwestlich Buschbad Meißen nördlich der Mittelmühle Garsebach, Pechsteinklippen | Mittelsächsisches Lößgebiet, Elbezone Aufschluss, Felsenklippen Ausgeprägte Klippenbildung der Garsebacher Schweiz, steile Felsen; entstanden als Schmelze aus Eruptionsspalten und rasche Erstarrung zu glasigen Gestein; hier Pechstein von vorwiegend grüner Farbe; Größe ca. 1,3 ha | ND           |
| Siluraufschluss bei Groitzsch |                                                                                           | 989       | Klipphausen, Groitzsch b. Meißen Am rechten Hang des Triebischtales im Wald, ca. 1 km westlich Groitzsch | Mulde-Lößhügelland, Elbezone Aufschluss, aufgelassener Steinbruch Fossillerer dolomitischer Kalkstein auf dünnbankiger Kieselschiefer-Tonschiefer-Wechsellagerung; in den Aufschluss reicht eine Schutthalde aus Devon-Diabas vom Hang oberhalb hinein | LSG          |
| Ehemaliger Steinbruch Weitzschengrund                                                                                                   |                                                                                           | 475       | Klipphausen, Munzig 300 m südwestlich Weitzschen , kleiner Altsteinbruch fast vollständig verwachsen, in zwei Klippen am Böschungsfuß ist das Gestein noch gut aufgeschlossen                                                                                     | Mittelsächsisches Lößgebiet, Elbezone Aufschluss, aufgelassener Steinbruch |              |
| Steinbruch Perne |                                                                                           | 988       | Klipphausen, Perne (Groitzsch) 1,4 km östlich Rothschönberg und nördlich Groitzsch | Mulde-Lößhügelland, Elbezone Aufschluss, aufgelassener Steinbruch Kontaktmetamorphes Paläozoikum im Kontakthof des Meißener Massivs | unbekannt    |
| Minettegang bei der roten Mühle |                                                                                           | 1025      | Klipphausen, Rothschönberg Bei der Roten Mühle zwischen östlichem Ortsausgang von Deutschenbora und Rothschönberg | Mulde-Lößhügelland, Elbezone Aufschluss | unbekannt    |
| Mundloch des Rothschönberger Stollens                                                                                                   | weitere Bilder                                                                            | 957       | Klipphausen, Rothschönberg Im Triebischtal 400 m nordöstlich Rothschönberg | Mulde-Lößhügelland, Elbezone Geohistorisches Objekt, Stolln-Mundloch | LSG          |
| Röschenmundloch des Rothschönberger Stollens                                                                                            | weitere Bilder                                                                            | 958       | Klipphausen, Rothschönberg Im Triebischtal 400 m nordöstlich Rothschönberg | Mulde-Lößhügelland, Elbezone Geohistorisches Objekt, Stolln-Mundloch | LSG          |
| Steinbruch im Triebischtal am Weinberg bei Rothschönberg                                                                                |                                                                                           | 1026      | Klipphausen, Rothschönberg Zwischen Rothschönberg und Groitzsch | Mulde-Lößhügelland, Elbezone Aufschluss, auflässiger Steinbruch Zwischen phyllitischen Gesteinen und unterkarbonen Sedimenten der Groitzscher Mulde ist Diabastuffscholle freigelegt | unbekannt    |
| Ehemaliger Steinbruch Tännichtbach |                                                                                           | 472       | Klipphausen, Rothschönberg 1,1 km südwestlich Rothschönberg, 500 m südlich der A4 | Mulde-Lößhügelland, Elbezone Aufschluss, aufgelassener Steinbruch Vollständig verwachsen |              |
| Kalkgrauwacken im Triebischtal |                                                                                           | 990       | Klipphausen, Tanneberg b. Meißen Weganschnitt unter der neuen Autobahnbrücke | Mittelsächsisches Lößgebiet, Elbezone Aufschluss Dezimetermächtige Bänke von Kalkgrauwacken mit dünnen Tonschieferzeischenlagen | LSG          |
| Tentakulitenkalk von Tanneberg |                                                                                           | 755       | Klipphausen, Tanneberg b. Meißen Am nördlichen Triebischtalhang (oberes Drittel) zwischen Tanneberg und Groitzsch südlich der neuen (nördlich der alten) Autobahntrasse; neben einem hangaufwärts streichenden morphologischen (Kieselschiefer-)Rücken            | Mulde-Lößhügelland, Elbezone Aufschluss, Felsen und Hanganschnitt im Schiefer Kleiner Kalksteinfelsen aus schichtparallel zerschertem feinkörnigem Marmor, darüber phyllitische Tonschiefer mit nesterartig auftretenden Tentakuliten; dünne quarzitische Lagen |              |
| Halde des Wildemann-Erbstollens |                                                                                           | 524       | Klipphausen, Taubenheim | Elbezone Geohistorisches Objekt, Halde | unbekannt    |
| Hornblendendesyenogranodiorit an der Autobahnbrücke                                                                                     |                                                                                           | 498       | Klipphausen, Wilsdruff An der Autobahnbrücke nördlich Wilsdruff (Aufschluß verfüllt) | Mulde-Lößhügelland, Elbezone Aufschluss, Verfüllter Aufschluss | unbekannt    |
| Lößlehmgrube des VEB Baustoffwerkes Riesa                                                                                               |                                                                                           | 635       | Lommatzsch Nordwest-Böschung der ehemaligen Ziegeleigrube, die mit Wasser gefüllt ist; Böschungshöhe über dem Wasser ca. 3 m | Elbezone Aufschluss, Lößlehmgrube Unter durchschnittlich 1,5 m mächtigem Lößlehm lagert 3,7 bis 6,1 m mächtiger Löß, darunter folgen Geschiebemergel, Bänderton sowie lokal Feinsande; die Grube ist wassererfüllt | unbekannt    |
| Felsen mit Gangbildungen bei Proschwitz                                                                                                 |                                                                                           | 782       | Meißen 0,5 km südlich des Ortsteils Proschwitz | Dresdner Elbtalweitung, Elbezone Aufschluss, Felsen Freistehender Felsen inmitten der Weinberge im LSG "Elbtal nördlich von Meißen"; mit reichem Ganggefolge (Aplit, Pegmatit, Lamprophyr) im Biotit-Hornblende-Monzodiorit des Meißner Massivs; öffentlicher Weg vorhanden; Größe ca. 0.02 ha | ND           |
| Steinbruch Clausmühle (Steinbruch Dobritz)                                                                                              |                                                                                           | 542       | Meißen Südwestlich der ehemaligen Clausmühle, der Fa. Roter Granit Meißen GmbH | Mittelsächsisches Lößgebiet, Elbezone Aufschluss, aufgelassener Steinbruch | unbekannt    |
| Steinbruch Hirschnitz |                                                                                           | 164       | Meißen Im Ostteil der Stadt Meißen | Dresdner Elbtalweitung, Elbezone Aufschluss, Steinbruch Im Steinbruch steht ein grobkörniger quarzreicher Biotitgranit an; seine Farbe ist fleischrot mit grauen Einsprengungen | unbekannt    |
| Steinbruch im Joachimstal |                                                                                           | 759       | Meißen Im Joachimstal in Meißen, Ortsteil Zscheila, Platanenstraße 2 | Dresdner Elbtalweitung, Elbezone Aufschluss |              |
| Ehemaliger Silberbruch Meißen |                                                                                           | 496       | Meißen 1 km südöstlich Siebeneichen, unmittelbar an der B 6, am steilen linken Elbtalhang | Elbezone Aufschluss, aufgelassener Steinbruch Ca. 2 ha großer aufgelassener Steinbruch im Meißner Biotitmonzogranit-Massiv (frühere Bezeichnug: "Meißner Hauptgranit"); 70 m hohe, verwachsene Steinbruchwände | FND          |
| Steinbruch Beck (Werk II) |                                                                                           | 1052      | Meißen Östlich vom Bahnhof Meißen. | Dresdner Elbtalweitung, Elbezone Aufschluss, Steinbruch In den Steinbrüchen ist ein quarzreicher Biotitgranit aufgeschlossen; das Gestein hat fleischrote Farbe |              |
| Steinbruch Lorenz |                                                                                           | 986       | Meißen Granitsteinbruch südlich Zscheila; genaue Lage unsicher | Dresdner Elbtalweitung, Elbezone Aufschluss, Steinbruch Das Gestein besteht aus fleischrotem Feldspat, rauchgrauem oder blutrotem Quarz und schwarzen Biotitschuppen; dunkle feinkörnige Einschlüsse erreichen meist nur eine Größe von einigen Zentimetern, selten bis etwa 20 cm | unbekannt    |
| Steinbruch Roter Meißner Granit (Werk I)                                                                                                |                                                                                           | 497       | Meißen Steinweg, Stadtteil Cölln, in der Nähe der Elbe, gegenüber dem Bahnhof Meißen, an der Bahnlinie Dresden-Meißen | Westlausitzer Hügel- und Bergland, Elbezone Aufschluss, Steinbruch Der anstehende Granit ist grobkörnig, von fleischroter Farbe mit grauen Einsprengungen; mineralogisch besteht das Gestein aus fleischrotem Feldspat, rauchgrauem, seltener rötlichgrauem Quarz und Schuppen vom Biotit | unbekannt    |
| Steinbruch Rottewitz |                                                                                           | 758       | Meißen An der Elbtalstr. 200 m südwestlich Rottewitz | Mittelsächsisches Lößgebiet, Elbezone Aufschluss, aufgelassener Steinbruch |              |
| Steinbruch Schobert (Werk IV) |                                                                                           | 1053      | Meißen Innerhalb der Stadt Meißen, 1 km nordöstlich des Bahnhofs (?), 150 m bis zur Verbindungsstraße Großenhain-Meißen | Dresdner Elbtalweitung, Elbezone Aufschluss, Steinbruch Das aufgeschlossene Gestein ist ein grobkörniger, quarzreicher Riesensteingrant; rote Feldspate verleihen dem Gestein schöne fleischrote Farbe |              |
| Götterfelsen | weitere Bilder                                                                            | 541       | Meißen 600 m östlich Meißen-Dobritz, nördlich der Kreuzung der Eisenbahnlinie mit der Triebisch | Mittelsächsisches Lößgebiet, Elbezone Aufschluss, Felsenklippen Mächtig entwickelte Pechsteinfelsen (schwarze Farbe); 64 m hoch; auf älteren Tuffen; Aufstieg der Schmelze auf Zufuhrspalte und deckenförmig seitlich übergeflossen; rasche Erstarrung der wasserreichen Gesteinsmasse; Größe ca. 3,4 ha | FND          |
| Steinbruch Lange & Wolf (Werk III) |                                                                                           | 1054      | Meißen Innerhalb der Stadt Meißen, 1 km nordöstlich des Bahnhofs (?), 150 m bis zur Verbindungsstraße Großenhain-Meißen | Dresdner Elbtalweitung, Elbezone Aufschluss, Steinbruch Im Steinbruch steht ein grobkörniger, fleischroter Granit an |              |
| Biotitgranodiorit von Winkwitz (Steinbruch Lorenz I)                                                                                    |                                                                                           | 495       | Meißen, Winkwitz Auf der rechten Elbseite, direkt an der Straße Meißen-Nünchritz | Elbezone Aufschluss, Steinbruch Der Bruch liegt im Bereich des Massivkernes, der vorwiegend aus dem Biotitgranit, dem sogenannten Hauptgranit, gebildet ist; in den Hauptgranit drangen mehrere Ganggesteine ein; einige von diesen sind im Steinbruch aufgeschlossen | unbekannt    |
| Ehemaliger Steinbruch an der Knorre |                                                                                           | 492       | Meißen, Winkwitz Gegenüber der Gaststätte Knorre, 300 m vom südlichen Ortsausgang Winkwitz | Dresdner Elbtalweitung, Elbezone Aufschluss, aufgelassener Steinbruch Steiles Felsmassiv aus Hornblendegranodiorit (magmat. Tiefengestein); zahlreiche, beispielhaft entwickelte Ganggesteine (Schmelznachschübe); liegt am Rande des Monzonitvorkommens des Meißner Massivs; ca.50 x 60 m groß und 30 m hoch                                                                                               | FND          |
| Ehemaliger Steinbruch unterhalb des Bergschlößchens                                                                                     |                                                                                           | 1008      | Nossen Nördlich Nossen, 100 m nördlich des Bergschlößchens | Mulde-Lößhügelland, Elbezone Aufschluss | unbekannt    |
| Steilufer der Mulde bei Nossen |                                                                                           | 1007      | Nossen Nördlich Nossen, westlich des Bergschlößchens | Mulde-Lößhügelland, Elbezone Relief / Landschaft, Prallhang Steinlufer (Prallhang), Felsen und Lesesteine aus Quarzitschiefer und Diabastuff-Schiefer | unbekannt    |
| Phyllitklippen beim Sportplatz Nossen                                                                                                   |                                                                                           | 1010      | Nossen Nördlich des Sportplatzes Nossen am rechten Talhang der Mulde | Mulde-Lößhügelland, Elbezone Aufschluss | unbekannt    |
| Ehemaliger Steinbruch an der Bastei Nossen                                                                                              |                                                                                           | 1009      | Nossen Unterhalb der "Bastei" am rechten Hang des Muldetales südöstlich Nossen, 400 m nördlich des Sportplatzes | Mulde-Lößhügelland, Elbezone Aufschluss Serizitgneisbänke in Phyllit | unbekannt    |
| Steinbruch bei der Autobahnbrücke |                                                                                           | 971       | Nossen Aufgelassener Steinbruch am rechten Hang des Muldetales etwa 800 m nordöstlich vom nördlichen Stadtrand Siebenlehn, 400 m nördlich der Autobahnbrücke | Mulde-Lößhügelland, Elbezone Aufschluss, auflässiger Steinbruch Rhyolith, teilweise Kaolinisiert, mit deutlicher Fluidaltextur | unbekannt    |
| Kieselschiefer von Starbach |                                                                                           | 478       | Nossen, Starbach im Ketzerbachtal am Westhang des Hulkenberges | Elbezone Aufschluss, auflässiger Steinbruch |              |
| Ehemaliger Steinbruch "Böser Bruder" | weitere Bilder                                                                            | 494       | Nünchritz, Diesbar-Seußlitz An der Straße zwischen den Ortsteilen Diesbar und Seußlitz unweit der Elbe | Großenhainer Pflege, Elbezone Aufschluss, aufgelassener Steinbruch Steinbruch am rechten Elbtalhang; mittel- bis kleinkörnig, hellbläulicher bis hellrötlicher Biotitgranodiorit; prävarist. Magmatit mit gut entwickeltem Kluftsystem; hier Ausbildung. von aplitischen und pegmatischen Gängen; Fläche: 40 x 70 m, Höhe: 25 - 30 m                                                                        |              |
| Quarzporphyr von Laubach |                                                                                           | 543       | Priestewitz, Laubach Unmittelbar östlich Laubach | Großenhainer Pflege, Elbezone Aufschluss | unbekannt    |
| Himmelsbusch bei Radebeul | weitere Bilder                                                                            | 545       | Radebeul Im Bereich Oberkötzschen | Dresdner Elbtalweitung, Elbezone Aufschluss Hornblendeporphyritgang |              |
| Kleinteich und Flachmoor bei Boden |                                                                                           | 757       | Radeburg, Boden b. Dresden 0,5 km nordöstlich Boden in der Radeburger Heide | Königsbrück-Ruhlander Heide, Lausitz-Riesengebirgsscholle Relief / Landschaft, Kleinteich und Flachmoor | FND          |
| Schieferberg von Strehla |                                                                                           | 477       | Strehla 1,6 km westsüdwestlich des Marktes von Strehla, am Nordhang des Schieferberges | Riesa-Torgauer Elbtal, Elbezone Relief / Landschaft | FND          |
| Ehemaliger Steinbruch Schönfeld |                                                                                           | 452       | Thiendorf, Schönfeld b. Großenhain Östlich Schönfeld, nördlich Kattenbachweg | Königsbrück-Ruhlander Heide, Lausitz-Riesengebirgsscholle Aufschluss, aufgelassener Steinbruch | ND           |
| Binnendünen bei Jacobsthal |                                                                                           | 634       | Zeithain, Jacobsthal | Riesa-Torgauer Elbtal, Elbezone Relief / Landschaft, Binnendünen | unbekannt    |
| Schlossbrunnen Augustusburg |                                                                                           | 963       | Augustusburg Im Brunnenhaus des Schlosshofes | Mittelerzgebirge, Erzgebirge Geohistorisches Objekt, Brunnenschacht 300 m tiefer Brunnenschacht (bis zum lokalen Grundwasserspiegel) im Quarzporphyr | unbekannt    |
| Steinbruch Augustusburg |                                                                                           | 964       | Augustusburg Am Südwesthang des Schlossberges | Mittelerzgebirge, Erzgebirge Aufschluss, Steinbruch | unbekannt    |
| Kunnersteiner Verwerfung |                                                                                           | 98        | Augustusburg 1 km südwestlich des Ortes am östlichen Zschopauhang im Waldgebiet zwischen Erdmannsdorf Pfarrwald und Tiefer Graben, 1 km südwestlich Augustusburg                                                                                                  | Mittelerzgebirge, Erzgebirge Aufschluss, Felsrippen, Aufwölbungen im Gelände. Gangspaltenabschnitt (Verwerfung) zwischen Muskowitgneis und glimmerigem Phyllit, Ausfüllung mit Porphyr- und Quarzbrekzie sowie Quarz-Flußspat-Gangmasse; verstreute Ganggesteinsblöcke; im 18. Jahrhundert fand geringer Eisenerzbergbau statt                                                                              | FND          |
| Liegende Falte bei Erdmannsdorf |                                                                                           | 96        | Augustusburg, Erdmannsdorf 500 m südöstlich Erdmannsdorf im Pfarrholz | Mittelerzgebirge, Erzgebirge Aufschluss, aufgelassener Phyllit-Steinbruch Liegende Isoklinalfalte mit ca. 1,0 m Radius; Hornblendeschiefer in größeren Linsen in glimmerigen Phyllit eingelagert, wittern durch Verwitterungsresistenz vielfach im Wald als Felsaufragungen heraus | FND          |
| Steinbruch in Naundorf (Granitsteinbruch Räntzsch)                                                                                      |                                                                                           | 413       | Bobritzsch-Hilbersdorf, Bobritzsch Ca. 500 m südwestlich vom südöstlichen Ortsausgang Naundorf, nördlich der Claußnitzer Mühle | Osterzgebirge, Erzgebirge Aufschluss, Steinbruch Fein-mittelkristalliner Normalgranit |              |
| Granitbruch Buchberg (Steinbruch Ludwig Clausnitzer)                                                                                    |                                                                                           | 1185      | Bobritzsch-Hilbersdorf, Naundorf b. Freiberg Südlich Naundorf, am nordöstlichen Hang des Buchberges, 800 m vom nördlichen Ortsausgang Niederbobritzsch | Osterzgebirge, Erzgebirge Aufschluss, Steinbruch Der Granit ist im allgemeinen mittelkörnig bis grobkörnig, und wird manchmal porphyrisch durch eingesprenkelte, bis 3 cm große, schwach rötliche Feldspäte; in diesem Bruch wurde ein Schriftgranit gefunden | unbekannt    |
| Granitbruch Niederbobritzsch (Steinbruch Schmieder, Steinbruch Höfer)                                                                   |                                                                                           | 1183      | Bobritzsch-Hilbersdorf, Niederbobritzsch Zwischen Naundorf und Niederbobritzsch, am Westhang des Bobritzschtales und am nördlichen Ortsausgang von Niederbobritzsch                                                                                               | Osterzgebirge, Erzgebirge Aufschluss, Steinbruch Seit alters her galt der Bruch als Molybdänglanzfundstelle; der Granit ist im allgemeinen mittelkörnig bis grobkörnig und wird manchmal porphyrisch durch eingesprenkelte, bis 3 cm große, schwach rötliche Feldspäte | unbekannt    |
| Cordieritgneis im Chemnitztal bei Burgstädt                                                                                             |                                                                                           | 405       | Burgstädt Direkt an der Talstraße am nördlichen Orsteingang Schweitzerthal | Mulde-Lößhügelland, Granulitgebirge Aufschluss Cordieritgneise in massigen Felsblöcken |              |
| Strudellöcher im Cordieritgneis |                                                                                           | 404       | Burgstädt Im Flussbett der Chemnitz östlich von Schweizerthal über eine Strecke von mehreren 100 m verteilt | Mulde-Lößhügelland, Granulitgebirge Relief / Landschaft, Erosionsblöcke Inhomogene schiefrige bis massige Gesteine; hellgrau- bis dunkelblaugraue Farbe; hohe Verwitterungsbeständigkeit; im Flußbett der Chemnitz große reliktische Blöcke (mehrere Kubikmeter), durch fließendes Wasser stark kantengerundet und ausgekolkt                                                                               | LSG          |
| Steinbruch bei Mohsdorf (Granulitsteinbrüche Diethensdorf)                                                                              |                                                                                           | 982       | Claußnitz, Claußnitz b. Chemnitz Am rechten Hang des Chemnitztales zwischen Diethensdorf und Mohsdorf; 700 m westlich Diethensdorf | Mulde-Lößhügelland, Granulitgebirge Aufschluss, Steinbruch Aktiver Steinbruch, helle und dunkle Granulite, Pyroxengranulite | unbekannt    |
| Steinbrüche Markersdorf |                                                                                           | 983       | Claußnitz, Markersdorf (Claußnitz) Am rechten Chemnitztalhang südwestlich Markersdorf, zwischen Taura und Markersdorf | Mulde-Lößhügelland, Granulitgebirge Aufschluss, Steinbruch | unbekannt    |
| Steinbruch an der Geyersbergstraße |                                                                                           | 391       | Döbeln Geyersbergstraße | Mulde-Lößhügelland, Nordwestsächsische Scholle Aufschluss, aufgelassener Steinbruch | ND           |
| Ehemaliger Steinbruch östlich Kleinlimmritz                                                                                             |                                                                                           | 788       | Döbeln, Limmritz Unmittelbar südlich Limmritz an der Bahn | Mulde-Lößhügelland, Nordwestsächsische Scholle Aufschluss, Steinbruch |              |
| Bahneinschnitt Limmritz |                                                                                           | 980       | Döbeln, Limmritz Am Bornberg südlich Limmritz | Mulde-Lößhügelland, Granulitgebirge Aufschluss, Bahneinschnitt Profil durch den nordöstlichen Schiefermantel des Granulitgebirges | unbekannt    |
| Eklogit-Felsgruppe |                                                                                           | 95        | Eppendorf Großwaltersdorf, südöstlich Eppendorf; Bergkuppe; Südostecke des Gemeindebezirks | Osterzgebirge, Erzgebirge Aufschluss, aufgelassener Eklogit-Steinbruch Eklogit umgeben von Granatglimmerfelsen, gehört zum flächenmäßig größten Eklogitvorkommen im Erzgebirge | FND          |
| Alter Steinbruch Erlau (Erlauer Steinberg)                                                                                              |                                                                                           | 431       | Erlau Steinberg 400 m nördlich Erlau. Vom Ort über Feldweg gut erreichbar, an Kirche vorbei nach Norden, Flurstück-Nr. 357 | Mulde-Lößhügelland, Granulitgebirge Aufschluss, aufgelassener Steinbruch An Ostwand im Steinbruch ist ein gut massiger, dunkelgrauer Pyroxengranulit aufgeschlossen; er enthält hochmetamorphen Orthopyroxen (Hypersthen) | FND          |
| Mühlbacher Silurberg |                                                                                           | 409       | Frankenberg/Sa. Im oberen Teil von Obermühlbach, nördlich der Dorfstraße | Osterzgebirge, Mittelsächsische Senke Aufschluss, Weganschnitt Profil entlang eines Weganschnittes; Schichtenfolge vom obersten Ordovizium bis Unterdevon; stratigraphisch wichtige Fossilfunde; zwischen den einzelnen Wechsellagerungen Störungszonen | ND           |
| Unterkarbonkonglomerat bei Ortelsdorf                                                                                                   |                                                                                           | 744       | Frankenberg/Sa. 600 m nordöstlich Lichtenwalde, unmittelbar an Zufahrtsweg nach Oertelsdorf | Erzgebirgsbecken, Mittelsächsische Senke Aufschluss, Weganschnitt Straßenböschung, Profil beginnend im Norden der Ortschaft mit groben Konglomeraten, darunter unterschiedlich gekörnte Sandsteine, mit dünnen Kohle- und Brandschieferlagen; Kohle ist reich an Pflanzenhäckseln und -stengeln | unbekannt    |
| Alte Steinbrüche am Wachtelberg |                                                                                           | 196       | Frankenberg/Sa., Langenstriegis 1,2 km westlich Langenstriegis | Osterzgebirge, Mittelsächsische Senke Aufschluss, mehrere aufgelassener Steinbrüche Alte Schiefergruben, militärisches Übungsgelände, Festsetzung geplant | ND           |
| Ehemaliger Steinbruch Obermühlbach |                                                                                           | 410       | Frankenberg/Sa., Mühlbach b. Flöha Etwa 300 m südöstlich des ehemaligen Gasthofes Obermühlbach | Osterzgebirge, Mittelsächsische Senke Aufschluss, aufgelassener Steinbruch Inmitten altpaläozoischer Schiefer des Frankenberger Zwischenmassives; Steinbruch mit ca. 1 km Durchmesser; 3 Varietäten: 1. "einsprenglingsarmer Rhyolith" in horizontal liegenden Säulen, 2. "Bandporphyr" mit dünnplattiger Teilbarkeit, 3. einsprenglingsreicher Rhyolit                                                     | ND           |
| Krumbacher Fähre |                                                                                           | 736       | Frankenberg/Sa., Sachsenburg 500 m nordöstlich Krumbach, am Westufer der Zschopau | Mulde-Lößhügelland, Granulitgebirge Aufschluss Deformierter Randgranulit in Wechselfolge mit diversen metamorphen Schiefern | ND           |
| Steinbruch am Turmberg |                                                                                           | 101       | Frauenstein, Burkersdorf/Erzgeb. 2 km westlich Kleinbobritzsch, 2 km nordwestlich Frauenstein | Osterzgebirge, Erzgebirge Aufschluss, aufgelassener Steinbruch Quarzporphyr-Explosionsbrekzie; in nordost-südwest-gerichtetem Spaltensystem gangartige rhyolithische Gesteine; als Bobritzscher Gangzug 25 km lang; im ehemaligen Steinbruch Turmberg ist ein 200 m mächtiger Rhyolith-Quarzporphyr-Gang angeschnitten; horizontale Säulen                                                                  | ND           |
| Wäldchen am Beerhübel bei Burkersdorf                                                                                                   |                                                                                           | 94        | Frauenstein, Burkersdorf/Erzgeb. 1,5 km westlich Burkersdorf; Beerhübel, Waldstück in der Abzäunung der Bodenverwertungsgesellschaft | Osterzgebirge, Erzgebirge Aufschluss, Quarzitklippe Quarzitfalte mit evt. sedimentäre Strukturen, ursprüngliches Sedimentgestein | FND          |
| Granitporphyr Burgruine Frauenstein (Felsen am Schloss Frauenstein)                                                                     |                                                                                           | 938       | Frauenstein Unter dem Fundament der nördlichen Burgmauer in Frauenstein | Osterzgebirge, Erzgebirge Aufschluss, Felsen Granitporphyr, grobkristallin, rotbraun, Feldspäte bis über 3 cm groß, idiomorph,(zum Teil Karlsbader Zwillinge) Gangintrusion während des Permokarbons im Zuge der Berggießhübeler Gangschwärme; im Gelände deutlich als Rippe herausgewittert | LSG          |
| Quarzit "Weisser Stein" |                                                                                           | 103       | Frauenstein 1 km westlich Frauenstein im Wald, 100 m südlich der Straße Frauenstein-Freiberg | Osterzgebirge, Erzgebirge Aufschluss, Felsrücken Größere Klippe aus massigen, bankigen Quarzit (grauweiß); linsenförmiger Quarzitkomplex im Freiberger Gneis, von Frauenstein (Buttertöpfe) bis Umgebung von Freiberg; Entstehung nicht eindeutig geklärt | ND           |
| Buttertöpfe |                                                                                           | 102       | Frauenstein 500 m westlich Frauenstein, 50 m südlich der Straße Frauenstein-Freiberg | Osterzgebirge, Erzgebirge Aufschluss, Felsen Mehrzackiger Quarzit-Felsen mit quaderförmigen Blöcken; streicht linsenförmig (im Gneis) von Frauenstein bis Richtung Freiberg; abgebaut in mehreren Steinbrüchen; Entstehung bis heute ungeklärt; Gewinnung von Schottern und später Ferrosilicium | ND           |
| Familienschacht Freiberg |                                                                                           |           | Frauenstein | Hier wurden über 800 Jahre lang hydrothermale Erzlagerstätten abgebaut und zuerst Silber, später Blei, Zink und Arsen gewonnen; der Schachtkopf des Familienschachtes wurde bei Bauarbeiten auf dem Untermarkt 2018 entdeckt und ist nicht zugänglich | ND           |
| Mooreiche am Brennstoffinstitut |                                                                                           | 962       | Freiberg An der Halsbrücker Straße in Freiberg, kurz vor der Ortsausfahrt in Richtung Halsbrücke | Osterzgebirge, Erzgebirge Geohistorisches Objekt, Naturkundiches Schauobjekt Ca. 10 m langer liegender Baumstamm, schwarz, Wurzelansatz ca. 1,3 m im Durchmesser, Stammdurchmesser ca. 80 cm | unbekannt    |
| Freilichtobjekte am Humboldt-Bau Freiberg                                                                                               |                                                                                           | 961       | Freiberg Vor und hinter dem Geologischen Institut der TU Bergakademie, Bernhard-von-Cotta-Str. 2 (Humboldt-Bau) | Osterzgebirge, Erzgebirge Geohistorisches Objekt, Naturkundliche Schauobjekte Findlingsgruppe, Säulensandstein, Bändereisenerz-Geschiebe vor dem Haus, Mammutbaum-Xylit hinter dem Haus, jeweils mit Beschriftungstafeln | unbekannt    |
| Himmelfahrt Fundgrube ("Reiche Zeche", "Alte Elisabeth", "Abrahamschacht")                                                              | weitere Bilder                                                                            | 951       | Freiberg Fuchsmühlenweg 9 | Osterzgebirge, Erzgebirge Geohistorisches Objekt | unbekannt    |
| Steinbruch Münzbachtal |                                                                                           | 93        | Freiberg Im Münzbachtal nordwestlich von Freiberg | Osterzgebirge, Erzgebirge Aufschluss, aufgelassener Steinbruch Aufschluß der "Inneren Freiberger Gneise" (höhere Metamorphose als andere Gneise); homogene, grob- bis mittelkörnige, schuppige Biotitgneise; durch Glimmerregelung Spaltbarkeit gut; an Nordost-Wand Rhyolithgang | FND          |
| Alter Steinbruch an der Arrasmühle |                                                                                           | 432       | Geringswalde An der Arrasmühle, 1 km südwestlich Arras, über geschotterten Feldweg von Milkau zu erreichen | Mulde-Lößhügelland, Granulitgebirge Aufschluss, aufgelassener Steinbruch Typischer Weißstein, sehr schlecht aufgeschlossen, Steinbruchwände sind stark zugewachsen und nur schwer zugänglich |              |
| Ehemaliger Steinbruch im Auenbachtal |                                                                                           | 433       | Geringswalde 1,2 km westlich Geringswalde, unmittelbar an asphaltierter Straße | Mulde-Lößhügelland, Granulitgebirge Aufschluss, aufgelassener Steinbruch Intrusion in den Grenzbereich zwischen Granulit und Schieferhülle, tektonisch stark deformiert (Deformationsgrad wechselt innerhalb weniger Meter zwischen stark gneisigen Varietäten bis zu reliktisch-granitischen Gefügen); Kristallisationsschieferung                                                                         |              |
| Metafelsite Großschirma |                                                                                           | 412       | Großschirma Muldental, Waldhang. 1 km nordwestlich Rothenfurt, 800 m nördlich vom östlichen Ortsausgang Großschirma | Osterzgebirge, Erzgebirge Aufschluss Gneise; dichtes, körniges und festes Gestein |              |
| Konglomerat an der Heumühle |                                                                                           | 977       | Großschirma, Mobendorf Nördlich der Heumühle, 100 m nördlich der Fahrstraßen-Brücke; 1,3 km südlich Goßberg | Mulde-Lößhügelland, Mittelsächsische Senke Aufschluss, Weganschnitt am Felsen Block-Konglomerat mit bis 50 cm großen gerundeten Blöcken aus Diabas, Quarzit, Gneis, Kalkstein | unbekannt    |
| Steinbruch Großweitzschen | weitere Bilder                                                                            | 64        | Großweitzschen Rund 1 km westsüdwestlich von Großweitzschen | Mulde-Lößhügelland, Nordwestsächsische Scholle Aufschluss, aufgelassener Steinbruch | FND          |
| Muldebogen an der Fuchsmühle |                                                                                           | 966       | Halsbrücke, Conradsdorf Muldebogen zwischen Conradsdorf und Fuchsmühle | Osterzgebirge, Erzgebirge Relief / Landschaft, Mittelgebirgs-Flusstal Talform und Sedimente eines Mittelgebirgsflusslaufs, steiler Prallhang, flacherer Innenbogen; grobkiesig-blockkiesige flache Flussrinne, darauf mit plötzlichem Korngrößenwechsel schluffig-sandige Mudde der Aue | unbekannt    |
| Felsen am Muldeprallhang |                                                                                           | 968       | Halsbrücke Am Prallhang nördlich Halsbrücke, nördlich des Umlaufberges | Osterzgebirge, Erzgebirge Aufschluss, Felsen | unbekannt    |
| Umlaufberg bei Halsbrücke |                                                                                           | 967       | Halsbrücke Umlaufberg der Mulde nordwestlich Halsbrücke (am Lehngut Hals) | Osterzgebirge, Erzgebirge Relief / Landschaft, Umlaufberg Umlaufberg der Mulde mit Lichtloch des Rothschönberger Stollns; besteht an seiner Spitze aus grobstückigem Haldenmaterial |              |
| Isaak-Spat im Muldental |                                                                                           | 415       | Halsbrücke Muldental zwischen Halsbrücke und Rothenfurth; Muldental (nord-?)westlich Halsbrücke | Osterzgebirge, Erzgebirge Geohistorisches Objekt Gang ca. 20^- 50 cm mächtig, steil einfallend, durchschlägt das s-Gefüge der Gneise diskordant, verjüngt nach oben und verschmiert zu Fe-Mulm |              |
| Achatvorkommen bei Halsbach |                                                                                           | 414       | Halsbrücke Rechter Hang der Freiberger Mulde, gegenüber Halde des ehemaligen Ludwigschachtes, zwischen Tuttendorf und Halsbach | Osterzgebirge, Erzgebirge Aufschluss, Mineralisation Hydrothermaler Gang innerhalb der fba-Formation des Freiberger Gangreviers; auf den eingebrochenen Halden oberhalb wird zeitweise noch nach Vorkommen gesucht; an den benachbarten Teichen sollen bei niedrigem Wasserstand noch Funde möglich sein | ND           |
| Forsthausbruch Niederschöna |                                                                                           | 99        | Halsbrücke, Niederschöna | Osterzgebirge, Erzgebirge Aufschluss, aufgelassener Steinbruch Auflässige Steinbrüche mit fluviatiilen Sandsteinen und sandigen Tonsteinen (mit Paläoböden); Typuslokalität der Niederschönaer Schichten, überlagert von marinen Sandsteinen der Oberhäslicher Schichten; vorzüglicher Bildhauersandstein                                                                                                   | FND          |
| Alter und Tiefer Fürstenstolln | weitere Bilder                                                                            | 1001      | Halsbrücke, Tuttendorf Am Muldentalweg zur Fuchsmühle, 300 m östlich der Straßenbrücke nach Conradsdorf unterhalb der Neubausiedlung | Osterzgebirge, Erzgebirge Geohistorisches Objekt, Stollnmundloch Entwässerungsstolln aus dem 17. Jahrhundert | unbekannt    |
| Zschopau-Steilhang bei Diedenhain |                                                                                           | 389       | Hartha, Diedenhain Lage unklar, wahrscheinlich östlich oder südöstlich von Diedenhain | Mulde-Lößhügelland, Nordwestsächsische Scholle Relief / Landschaft, Steilhang über Fluß | FND          |
| Steinbruch Gersdorf |                                                                                           | 69        | Hartha, Gersdorf b.Leisnig An der Straße nach "Drei Lilien", nördlich von Gersdorf | Mulde-Lößhügelland, Nordwestsächsische Scholle Aufschluss, aufgelassener Steinbruch | FND          |
| Bahneinschnitt unterhalb Saalbach |                                                                                           | 981       | Hartha, Saalbach Südlich des Ortes | Mulde-Lößhügelland, Granulitgebirge Aufschluss, Felsböschung im Bahneinschnitt Nördlicher Rand-Granulit mit gefalteter Foliation und subhorizontalen extensiven Scherzonen | unbekannt    |
| Steinbruch am Wolfsberg |                                                                                           | 66        | Hartha, Wendishain Am Wolfsberg ca. 1,5 km südwestlich Wendishain | Mulde-Lößhügelland, Nordwestsächsische Scholle Aufschluss, aufgelassener Steinbruch | FND          |
| Muldensteilhang "May´s Lust" |                                                                                           | 393       | Hartha, Wendishain Gegenüber Klosterbuch | Mulde-Lößhügelland, Nordwestsächsische Scholle Relief / Landschaft, Steilhang | NSG          |
| Verkieselter Baumstamm am Töpferloch |                                                                                           | 392       | Hartha, Wendishain Rund 2 km südwestlich von Wendishain | Mulde-Lößhügelland, Nordwestsächsische Scholle Aufschluss, verkieselter Baumstamm | ND           |
| Staupenbachtal |                                                                                           | 462       | Hartha, Wendishain 1 km nördlich Nauhain | Mulde-Lößhügelland, Nordwestsächsische Scholle Aufschluss | NSG          |
| Zschochauer Steinbruch |                                                                                           | 394       | Jahnatal, Zschochau Ostrau Ortsteil Zschochau,, ca. 1 km südwestlich vom Ort | Mittelsächsisches Lößgebiet, Nordwestsächsische Scholle Aufschluss, aufgelassener Steinbruch | FND          |
| Dolomitwand (Ehemaliger Steinbruch Ostrau-Münchhof, Alter Steinbruch am Eichberg)                                                       |                                                                                           | 62        | Jahnatal, Zschochau 1 km westlich von Zschochau | Mittelsächsisches Lößgebiet, Nordwestsächsische Scholle Aufschluss, aufgelassener Steinbruch | FND          |
| Granulit der Burg Kriebstein | weitere Bilder                                                                            |           | Jahnatal, Zschochau | Hier sind an der Straßenbrücke und am Wehr der Zschopau große Felswände aus Granulit aufgeschlossen, die dunklen Gemengteile sind vollständig wasserfreie Pyroxene; das Gestein ist teilweise massig mit einem richtungslosen Gefüge, teilweise durch eine parallele Foliation gekennzeichnet; einzelne Gesteinsblöcke werden durch spröd-duktile Deformationszonen oder durch Klüfte getrennt              | FND          |
| Rote Porphyrwand der Burg Mildenstein                                                                                                   |                                                                                           |           | Jahnatal, Zschochau | Porphyritische Quarzporphyre; der Porphyr zeigt hier ein etwa horizontal verlaufendes Fließgefüge des einstigen Magmas, das durch die unterschiedlich herausgewitterte Oberfläche gut erkennbar ist | FND          |
| Fossilgrabung Börtewitz | weitere Bilder                                                                            | 1202      | Leisnig, Börtewitz 600 m nordöstlich der Ortsmitte Börtewitz, nordöstlich des Kemmlitzbaches auf der östlichen Bachseite, 50 m hinter Brücke | Mittelsächsisches Lößgebiet, Nordwestsächsische Scholle Aufschluss, Schurf Wechsellagerung unterschiedlich silifizierter Pyroklastite mit lakustr. Ablagerungen, reiche Fossilführung | unbekannt    |
| Ehemalige Kiesgrube Clennen |                                                                                           | 1203      | Leisnig, Clennen Ortsausgang Clennen an der Straße nach Bockelwitz; als Bodensenke zu erkennen | Nordwestsächsische Scholle Aufschluss, aufgelassene Kiesgrube Quartäre Schmelzwasser- und Flusskiese mit fossilführenden Rotliegend-Geröllen | unbekannt    |
| Galgenberg |                                                                                           | 61        | Leisnig, Fischendorf (Leisnig) 1,2 km nördlich Leisnig, 600 m östlich der Freiberger Mulde | Mulde-Lößhügelland, Nordwestsächsische Scholle Aufschluss, Quarzporphyr-Hang | FND          |
| Bacheinschnitt Klosterbuch |                                                                                           | 395       | Leisnig, Klosterbuch Südlich Klosterbuch an der Freiberger Mulde | Mulde-Lößhügelland, Nordwestsächsische Scholle Relief / Landschaft, Steilhang, Bacheinschnitt (?) | NSG          |
| Kirstenmühle |                                                                                           | 816       | Leisnig 400 m nördlich Tautendorf | Mulde-Lößhügelland, Nordwestsächsische Scholle Aufschluss, Talanschnitte | NSG          |
| Eichberg |                                                                                           | 775       | Leisnig, Minkwitz Im Wallbachtal südlich des Eichbergs, 1,8 km westsüdwestlich Klosterbuch | Mulde-Lößhügelland, Nordwestsächsische Scholle Aufschluss | NSG          |
| Quarzporphyr Metzdorf |                                                                                           | 97        | Leubsdorf Bei der Straßenkehre Neumühle, am Südostrand der linken Talseite der Großen Lößnitz | Mittelerzgebirge, Erzgebirge Aufschluss, aufgelassener Steinbruch Ganggestein aus grobkristallinem Quarzporphyr, rötliche bis bräunlichgrüne Grundmasse mit 2 - 3 cm großen Feldspäten (Plagioklas, Orthoklas letzterer in Karlsbader Zwillingen, Quarzdihexaeder | FND          |
| Ehemaliger Kalkbruch Draisdorf |                                                                                           | 209       | Lichtenau, Chemnitz 800 m nördlich von Draisdorf, rechts der B 107 und der Chemnitz | Mulde-Lößhügelland, Granulitgebirge Aufschluss, Steinbruch Kristalliner Kalkstein, vergesellschaftet mit Hornblendeschiefern und extrem deformierten Phylliten im südlichen Randbereich des Granulitgebirges (Schiefermantel) | FND          |
| Mittweidaer Granitwerk |                                                                                           | 194       | Mittweida Am Südostufer der Zschopau, 2 km nordwestlich vom Schloß Sachsenburg, südlich von Kockisch direkt an der Zschopaubrücke | Mulde-Lößhügelland, Granulitgebirge Aufschluss, Steinbruch Schiefrig-plattiger Granit, gleichmäßig mittelkörnig; rötliche Ausbildung; enthält häufig größere und kleinere Fragmente des granulitischen Nebengesteins; das Gestein zeigt bank- und pfeilerförmige Absonderung |              |
| Cordieritgneisblöcke von Mittweida (Kuppe Technikumsberg Mittweida)                                                                     |                                                                                           | 193       | Mittweida Annähernd Stadtmitte | Mulde-Lößhügelland, Granulitgebirge Aufschluss, Blockanhäufung | ND           |
| Silbersee bei Mittweida-Weinsdorf |                                                                                           | 198       | Mittweida, Rossau 1,5 km südöstlich Weinsdorf, 700 m nordwestlich Seifersbach, an der Verbindungsstraße zwischen beiden Orten | Mulde-Lößhügelland, Granulitgebirge Aufschluss, aufgelassener Steinbruch mit Grundwasser |              |
| Quarzitsteinbruch Oberschöna (Mittelbruch)                                                                                              |                                                                                           | 100       | Oberschöna Ca. 500 m nordöstlich Opitzmühle am rechten Hang der Striegis | Osterzgebirge, Erzgebirge Aufschluss, aufgelassener Steinbruch Quarzit und Quarzitschiefer im Freiberger Graugneis, Genese umstritten; Stutzer: extremes Endglied eines Pegmatits; Reinisch: sauerstes Glied des aplitischen Gefolges des unteren Graugneises; Huebscher: metamorpher, äußerst quarzreicher Pegmatit                                                                                        | ND           |
| Gneisbruch Mondscheinmühle |                                                                                           | 745       | Oederan, Breitenau b. Flöha An der Mondscheinmühle, Straßenkehre 1,7 km von Hohenfichte | Osterzgebirge, Erzgebirge Aufschluss Fleckenführender dichter Gneis, feinkörnige Zweiglimmer bis Biotitgneise mit reliktischem Sedimentärgefüge (Schrägschichtung, Konglomeratlagen), Ähnlichkeit mit Grauwacken = Metagrauwacken | unbekannt    |
| Alte Kalkbrüche in Memmendorf |                                                                                           | 411       | Oederan, Memmendorf Nordöstlich Memmendorf | Osterzgebirge, Erzgebirge Aufschluss, aufgelassene Steinbrüche Ehemals alte Kalkabbaue, Kontakt zu Glimmerschiefern ist aufgeschlossen; große Tagebaulöcher mit Halden, stark überwachsen | ND           |
| Granitfindling Niedersteinbach |                                                                                           | 734       | Penig, Langensteinbach Unmittelbar im Zentrum von Niedersteinbach an Hauptstraßenkreuzung | Mulde-Lößhügelland, Granulitgebirge Geohistorisches Objekt Großer Granitfindling, wahrscheinlich Växjö-Granit aus Mittelschweden, stammt aus Kiessandgrube der Firma Viehweg in Niedersteinbach; vom Betreiber gestiftet; platziert im Januar 1997 |              |
| Klippen an der Höllmühle |                                                                                           | 436       | Penig Gegenüber Gasthof Höllmühle im Bachverlauf | Mulde-Lößhügelland, Granulitgebirge Aufschluss, Bachanschnitt und Felsrippen im Bachlauf Tektonische Position im Dachbereich des Granulitgebirges; eventuell Teil einer größeren Faltenstruktur durch das linsenartige Auftreten in Verbindung mit weiteren Gabbrovorkommen bei Elsdorf | LSG          |
| Steinbruch Bieberstein |                                                                                           | 970       | Reinsberg, Bieberstein Am Bahnhof Obergruna/Bieberstein auf der Nordseite der Mulde | Mulde-Lößhügelland, Erzgebirge Aufschluss, Steinbruch Auflässiger Steinbruch mit Biotitgneis; unterste Sohle enthält weitgehend frisches Material, die beiden oberen Sohlen weisen dagegen unterschiedlich starken Zersatz des Gesteins auf; Wände von mehreren, rot abgesetzten Störungszonen durchzogen                                                                                                   |              |
| Ehemaliger Steinbruch bei der Papierfabrik                                                                                              |                                                                                           | 1012      | Reinsberg, Bieberstein Am rechten Muldetalhang gegenüber Bahnhof Bieberstein-Obergruna, nördlich der Papierfabrik und der Bobritzschmündung | Mulde-Lößhügelland, Erzgebirge Aufschluss Zugewachsener Gneissteinbruch mit links des Steinbruches sich direkt am Weg fortsetzenden, ca. 30 m hohen Wandabschnitten, hier sehr gut aufgeschlossen | unbekannt    |
| Porzellanfelsen |                                                                                           | 1013      | Reinsberg, Krummenhennersdorf 1000 m nordwestlich der Krummenhennersdorfer Mühle; 1,2 km nördlich Krummenhennersdorf | Mulde-Lößhügelland, Erzgebirge Aufschluss, Felsen und Stollen Abbaustollen in Quarzgang, Gang ist tonnlägig bis ca. 2 m mächtig, sehr rein, hellrosa bis weißgelblich | unbekannt    |
| Grabentour |                                                                                           | 956       | Reinsberg, Krummenhennersdorf Am Fußweg entlang dem Bobritzschtal, 1,2 km nordwestlich Krummenhennersdorf | Osterzgebirge, Erzgebirge Geohistorisches Objekt, Stollnmundlöcher und Talform Tief eingeschnittenes antezedentes Tal der Bobritzsch in eng meandrierendem Verlauf, zahlreiche Stollenmundlöcher und Lichtlöcher des Rothschönberger Stollens (1844-77), Gneis, alte Hochwassermarken in den Felsen gehauen                                                                                                 | unbekannt    |
| Beiers Ruhe |                                                                                           | 1014      | Reinsberg, Krummenhennersdorf Am Fußweg im Bobritzschtal 1,5 km nordwestlich Krummenhennersdorfer Mühle; 1,5 km nördlich Krummenhennersdorf | Mulde-Lößhügelland, Erzgebirge Aufschluss, Felsen Biotitgneis, Augengneischarakter, Name "Beiers Ruhe" an Spitze des Felsens auf dem Wanderweg der Grabentour eingeschlagen | unbekannt    |
| Felsen und Steinbruch an der Beiermühle                                                                                                 |                                                                                           | 1011      | Reinsberg, Siebenlehn Am rechten Muldetalhang, 300 m südlich der Autobahnbrücke | Mulde-Lößhügelland, Elbezone Aufschluss Gabbro, richtungslos und tektonisch gestreckt | unbekannt    |
| Mühlsteinbruch |                                                                                           | 730       | Rochlitz Südwestlicher Randbereich auf dem Rochlitzer Berg im Staatsforstrevier Colditz südlich von Noßwitz, 1 km östlich von Carsdorf | Mulde-Lößhügelland, Nordwestsächsische Scholle Aufschluss, Steinbruch Rochlitzer Tuff (Kristall-Aschetuff); poröses, hellrotbraunes Gestein; gute Widerstandsfähigkeit gegenüber Witterungseinflüssen und chemischen Einwirkungen; unregelmäßige geschlossene Klüfte, zum Teil mit Quarz, Achat und "Steinmark" (Natrit-Kaolinit-Gemisch)                                                                   | LSG          |
| Porphyrbruch Meeresauge | weitere Bilder                                                                            | 729       | Rochlitz Südwesthang des Rochlitzer Bergs, 1.2 km nordöstlich Carsdorf; Zuwegung über Weg zum Mühlsteinbruch | Mulde-Lößhügelland, Nordwestsächsische Scholle Aufschluss, Steinbruch Auflässiger Altbruch im Wald, wassergefüllt, Anstehendes nur an wenigen Stellen im Eingangsbereich zugänglich; Gestein rotbraun, flachlagernd, porös-grobkörnig mit typischen helleren, geflammten Kluftrissen | LSG          |
| Gleisbergbruch Rochlitz (Gleisberg) | weitere Bilder                                                                            | 437       | Rochlitz Ca. 1,5 km südlich von Noßwitz, auf dem Rochlitzer Berg, im Staatsforstrevier, östlich des Friedrich-August-Turmes | Mulde-Lößhügelland, Nordwestsächsische Scholle Aufschluss, Steinbruch In den fast 100 m tiefen Steinbrüchen am Rochlitzer Berg wird der „Rochlitzer Porphyrtuff“ abgebaut, der ein wichtiger Baustein in der Region ist | LSG          |
| Steinbruch am Rubinberg in Greifendorf                                                                                                  |                                                                                           | 191       | Rossau, Greifendorf Am Rubinberg im nordöstlichen Teil von Greifendorf | Mulde-Lößhügelland, Granulitgebirge Aufschluss, aufgelassener Steinbruch In den Granuliten eingepreßter Peridodit wurde bei Hebung des Granulitmassivs in Serpentinit umgewandelt; die Granate blieben reliktisch erhalten ; "Rubinberg" abgeleitet vom rubinroten Granat | ND           |
| "Alte Hoffnung Erbstolln" | weitere Bilder                                                                            | 950       | Rossau, Schönborn-Dreiwerden Feldstraße 15 | Mulde-Lößhügelland, Granulitgebirge Geohistorisches Objekt | unbekannt    |
| Troischaufelsen |                                                                                           | 63        | Roßwein Am Nordwest-Rand von Roßwein, Ortsteil Troischau | Mulde-Lößhügelland, Granulitgebirge Aufschluss, Straßenanschnitt, einzelner Felsen Der Troischaufelsen zeigt anschaulich die Durchbewegung der Gesteine am Rand des Granulitgebirges; Schollen unterschiedlicher Gesteine wurden beim Aufstieg des Granulits aus großer Tiefe mit nach oben gerissen | FND          |
| Gabbrofelsen (Steinbruch Roßwein) | weitere Bilder                                                                            | 67        | Roßwein Äußere Wehrstraße | Mulde-Lößhügelland, Granulitgebirge Aufschluss, aufgelassener Steinbruch Innerhalb der Randzone Granulitgebirge/Schiefermantel; Aufpreessung des Granulitmassivs, Intrusion von Peridotiten und Gabbros; starke Deformation und Umwandlung zu Flasergabbros, Amphibolen, Amphibolite und Grünschiefer | FND          |
| Alter Steinbruch bei Groß-Städten |                                                                                           | 732       | Seelitz, Seelitz b. Rochlitz 400 m südöstlich Klein-Städten | Mulde-Lößhügelland, Granulitgebirge Aufschluss Granulit massig bis bankig. stark geklüftet, weist über sich kreuzende Kluftsysteme eine Pseudofaltung auf, führt kleine Granate |              |
| Berbersdorfer Granit (Steinbruch nördlich Berbersdorf)                                                                                  |                                                                                           | 978       | Striegistal, Berbersdorf 2 km nördlich Berbersdorf, 200 m östlich der Straße nach Roßwein | Mulde-Lößhügelland, Granulitgebirge Aufschluss, aufgelassener Steinbruch | unbekannt    |
| Granitsteinbruch im Striegistal (Granit von Berbersdorf)                                                                                |                                                                                           | 979       | Striegistal, Böhrigen Am rechten Hang des Striegistales 1 km nordwestlich Berbersdorf | Mulde-Lößhügelland, Granulitgebirge Aufschluss, Steinbruch Granit mit Einlagerungen größerer Glimmerschieferlinsen | unbekannt    |
| Quarzitkonglomerat bei Goßberg |                                                                                           | 975       | Striegistal, Goßberg Am Fußweg von Goßberg zur Heumühle | Mulde-Lößhügelland, Mittelsächsische Senke Aufschluss, Weganschnitt Quarizt-Kieselschiefer-Konglomerat mit Schichtbänken wechselnder Korngröße (Mittelkies-Grobkies-Bänke, Grobkies-Blockkies-Bänke) | unbekannt    |
| Konglomeratfelsen Lichtenstein |                                                                                           | 974       | Striegistal, Goßberg Im Wald nordöstlich des Weilers Lichtenstein; 1 km nordwestlich vom nördlichen Ortsausgang Seifersdorf | Mulde-Lößhügelland, Mittelsächsische Senke Aufschluss, Felsen Den Felsen bilden fast saiger gestellte Schichtflächen des Quarzit-Kieselschiefer-Konglomerates mit Grobkies-Blockkies-Geröllen von sehr guter Rundung; bruchtektonisch zerscherte Gerölle häufig | unbekannt    |
| Grünschiefer des Steinbruchs bei Schlegel                                                                                               |                                                                                           | 195       | Striegistal, Hainichen An der Autobahnbrücke, 400 m östlich Schlegel | Mulde-Lößhügelland, Granulitgebirge Aufschluss, aufgelassener Steinbruch Gesteine des Frankenberg-Hainichener Zwischengebirges; feinkörnige, stark gebänderte basische Gesteine; aus bas. Magmatiten (Diabase) und deren Tuffen entstanden; Regionalmetamorphose und starke tektonische Bewegung; einfallende Schieferung nach Südost                                                                       | ND           |
| Kalkbrüche Kaltofen | weitere Bilder                                                                            | 192       | Striegistal 1,4 km östlich Arnsdorf, 300 m südöstlich des Eichberges, 900 m südwestlich Bahnhof Berbersdorf | Mulde-Lößhügelland, Granulitgebirge Aufschluss, mehrere aufgelassene Steinbrüche | ND           |
| Kalkbrüche Berbersdorf-Kaltofen |                                                                                           | 733       | Striegistal 520 m südöstlich Arnsdorf, 400 m südöstlich vom Eichberg | Mulde-Lößhügelland, Mittelsächsische Senke Aufschluss Einlagerung in Muskowitglimmerschiefer und Andalusitglimmerschiefer, untertägiger Kammerpfeilerabbau, Stolleneingänge relativ ungesichert, Handstücke nicht mehr auffindbar, nur noch im Altbergbau zugänglich, zu gefährlich | FND          |
| Prasinit am Berzebach (Klippen südlich Goßberg)                                                                                         |                                                                                           | 1015      | Striegistal Südlich Goßberg am Berzebach | Mulde-Lößhügelland, Mittelsächsische Senke Aufschluss | unbekannt    |
| Liegende Falte im Serpentinit am Bohrberg                                                                                               |                                                                                           | 190       | Striegistal, Tiefenbach Am Bohrberg, unmittelbar an der Straße | Mulde-Lößhügelland, Granulitgebirge Aufschluss, Straßenanschnitt Straßenböschung, Falten im Granatserpentinit, besonders gegenüber Häuschen an Bahn fast isoklinal (Faltenschenkel liegen parallel) | ND           |
| Trockenhang Gebersbach |                                                                                           | 65        | Waldheim, Gebersbach 1,5 km westlich Budelsdorf, 700 m südöstlich vom Scheibenberg | Mulde-Lößhügelland, Granulitgebirge Relief / Landschaft | FND          |
| Steinbruch von Reinsdorf |                                                                                           | 390       | Waldheim, Reinsdorf b. Döbeln Am östlichen Ortsausgang; genaue Lage unklar | Mulde-Lößhügelland, Nordwestsächsische Scholle Aufschluss, Steinbruch | ND           |
| Felsklippe Waldheim |                                                                                           | 70        | Waldheim Güterbahnhofstraße | Mulde-Lößhügelland, Granulitgebirge Aufschluss, Kalksilikatklippe Kalksilikatgestein | ND           |
| Kornerupinfelsen Waldheim (Bahneinschnitt)                                                                                              |                                                                                           | 68        | Waldheim Ladestraße am Güterbahnhof | Mulde-Lößhügelland, Granulitgebirge Aufschluss, künstlicher Geländeanschnitt Fundort des sehr seltenen Borminerals Kornerupin (Entstehung noch nicht abschließend geklärt; wohl durch Eindringen granitischer Schmelzen umgewandelter Granulit) | ND           |
| Felsen am Burgstall |                                                                                           | 438       | Wechselburg Am Burgstall. 400 m nordöstlich Wechselburg | Mulde-Lößhügelland, Nordwestsächsische Scholle Aufschluss, Felsen Felswand weist eine undeutliche, grobe Säulenbildung auf; lateral wird der Vitrophyr als Porphyr erkennbar |              |
| Eulenkluft Wechselburg | weitere Bilder                                                                            | 731       | Wechselburg An der Mündung des Söllichau-Baches in die Mulde, 500 m nordwestlich Wechselburg | Mulde-Lößhügelland, Granulitgebirge Aufschluss, Steilhang / Felsrippe Garbenschiefer, Cordieritschiefer, Andalusitschiefer der Schieferhülle des Granulitgebirges; kontaktmetamorphe Überprägung wahrscheinlich in Zusammenhang mit der Intrusion paläozoischer granitischer Gesteine in die Schieferhülle                                                                                                  | FND          |
| Bendelstein |                                                                                           | 673       | Auerbach/Vogtl. Zwischen oberer und unterer Bahnlinie, ca. 1,5 km südwestlich der Ortsmitte Auerbach | Vogtland, Vogtländisches Schiefergebirge Aufschluss Grauwackenquarzit des Tremadoc / Ordovizium (Schönecker Schichten der Weißelstergruppe) | FND          |
| Röthelstein | weitere Bilder                                                                            | 10        | Auerbach/Vogtl. Am nördlichen Talhang der Roten Göltzsch, ca. 300 m südwestlich vom südlichen Ortsausgang Beerheide | Westerzgebirge, Vogtländisches Schiefergebirge Aufschluss, einzelner Felsen Grauwackenquarzit des Tremadoc / Ordovizium (Schönecker Schichten der Weißelstergruppe) | FND          |
| Katzenstein |                                                                                           | 681       | Auerbach/Vogtl. Ca. 500 m nördlich vom unteren Bahnhof | Vogtland, Vogtländisches Schiefergebirge Aufschluss, Felsgruppe Grauwackenquarzit des Tremadoc / Ordovizium (Schönecker Schichten der Weißelstergruppe) | FND          |
| Steinbruchrestloch am Frohnberg |                                                                                           | 715       | Auerbach/Vogtl., Reumtengrün 150 m NW des Frohnberggipfels; 1,3 km westlich vom südlichen Ortsausgang Reumtengrün | Vogtland, Vogtländisches Schiefergebirge Aufschluss, Steinbruchrestloch Mittelkörniger Zweiglimmergranit; schneller Übergang von vergrusten in frischen Granit (innerhalb 3 m) |              |
| Ehemaliger Steinbruch Sandwerk Brambach                                                                                                 |                                                                                           | 219       | Bad Brambach Am Nordhang des Sorgberges, südlich der Bahnlinie Schönberg-Plauen, 350 m südlich Bad Brambach | Vogtland, Vogtländisches Schiefergebirge Aufschluss, aufgelassener Steinbruch Fichtelgebirgsgranit (Zweiglimmergranit) in unterschiedlichen Stadien der Verwitterung |              |
| Hirschberg |                                                                                           | 218       | Bad Brambach Auf dem Gipfel des Hirschberges südlich Wirtshaus Bärenteich, 2 km nordöstlich von Schönberg an der Grenze zu Tschechien | Vogtland, Vogtländisches Schiefergebirge Relief / Landschaft, Felsengruppe Fichtelgebirgsgranit mit Wollsackverwitterung | FND          |
| Säuerling (Quelle) |                                                                                           | 224       | Bad Brambach Ca. 2 km ostsüdöstlich Schönberg, an der Grenze zu Tschechien | Vogtland, Vogtländisches Schiefergebirge Quelle, Mineralquelle, Säuerling Mineralquelle: Na-Hydrogenkarbonat - Sulfat - Säuerling | FND          |
| Radonquellen von Bad Brambach |                                                                                           | 444       | Bad Brambach Im Kurgebiet, ca. 700 m westlich vom Ortskern | Vogtland, Vogtländisches Schiefergebirge Quelle, Radonquelle, Mineralquellen Radonquelle |              |
| Deckersteinbruch |                                                                                           | 223       | Bad Brambach, Hohendorf 500 m südsüdwestlich Hohendorf, westlich der Deckerhäuser | Vogtland, Vogtländisches Schiefergebirge Aufschluss, aufgelassener Steinbruch Intrusion von Granit in Gneis; Quarz- und Pegmatitgänge | FND          |
| Granitgrusgrube am NE-Hang des Kapellenbergs                                                                                            |                                                                                           | 1209      | Bad Brambach, Schönberg b. Adorf/Vogtl. Ca. 300 m nordöstlich vom Gipfel des Kapellenberges | Vogtland, Vogtländisches Schiefergebirge Aufschluss Stark vergruster grobkörniger Granit mit qudratmetergroßen corestones; Pegmatitgängchen | unbekannt    |
| Steinbruch Engelhardt |                                                                                           | 1067      | Bad Brambach, Schönberg b. Adorf/Vogtl. 2 km nordöstlich Schönberg, 250 m östlich der Straße nach Tschechien | Vogtland, Vogtländisches Schiefergebirge Aufschluss, Steinbruch Anfang dieses Jahrhunderts, in der Nähe des Ortes Schönberg, wurden zwei Steinbrüche angelegt; Bruch Einsiedel und Hahnfalz; der anstehende Granit gehört zum Fichtelgebirgischen Granitmassiv |              |
| Felsgruppe an der Schwedenschanze |                                                                                           | 1204      | Bad Elster Ca. 100 m südöstlich Paracelsiusklinik, 50 m nördlich der Dr.-Richard-Schmincke-Straße | Vogtland, Vogtländisches Schiefergebirge Aufschluss Quarzitschiefer, silifiziert, weißgrau, hellbraun bis rotbraun, feinkörnig bis dicht, heteroklastisch,bankig, 0,2 -1,0 m, FR./FW: 290 / 5-10°,mittel-bis weitständig geklüftet,FR./FW. ca.230 / 80°,unterschiedlich starke Hämatitisierug | unbekannt    |
| Granitsteinbruch Bergen |                                                                                           | 1048      | Bergen Steinbruch am westlichen Ortsausgang von Bergen, südlich der Straße. nach Theuma | Vogtland, Vogtländisches Schiefergebirge Aufschluss, Steinbruch | unbekannt    |
| Restloch 209 |                                                                                           | 1218      | Bergen Östlich der Eisenbahnstrecke und 150 m nördlich des Geigenbaches im Wald, unmittelbar an der Straße Werda-Bergen | Vogtland, Vogtländisches Schiefergebirge Aufschluss Bruch durch Ablösungen aus der Steilwand teilweise mit Bruchmaterial gefüllt; an der Steilwand Granit gut aufgeschlossen. | unbekannt    |
| "Ludwig-Fundgrube" |                                                                                           | 220       | Bösenbrunn, Lauterbach b. Oelsnitz/Vogtl. Pinge am Steigerhaus, 1 km westlich Lauterbach | Vogtland, Vogtländisches Schiefergebirge Geohistorisches Objekt, aufgelassener Tagebau Linsen von Magnetit/Thuringit in metasomatisch überprägten ordovizischen Schiefern |              |
| Waldbrücke |                                                                                           | 1237      | Ellefeld Am südwestlichen Rand des Ellefelder Parks, nördlich der Otto-Schüler-Grundschule | Die Kinder der Grundschule „Otto Schüler“ in Ellefeld wählten, wie die alten Griechen mit weißen und schwarzen Steinen für eine Felsformation am Ellefelder Park den Namen „Waldbrücke“ aus |              |
| Katzenstein |                                                                                           | 12        | Falkenstein/Vogtl. Brandstraße in Falkenstein, südliches Stadtgebiet | Vogtland, Vogtländisches Schiefergebirge Aufschluss, einzelner Felsen Vermutlich Grauwackenquarzit des Tremadoc / Ordovizium (Schönecker Schichten der Weißelstergruppe) | ND           |
| Schloßfelsen in Falkenstein | weitere Bilder                                                                            | 7         | Falkenstein/Vogtl. Im Stadtzentrum, ca. 100 m westlich der Kirche | Vogtland, Vogtländisches Schiefergebirge Aufschluss, einzelner Felsen Grauwackenquarzit des Tremadoc / Ordovizium (Schönecker Schichten der Weißelstergruppe) | ND           |
| Schulfelsen in Falkenstein |                                                                                           | 5         | Falkenstein/Vogtl. Im Zentrum, ca. 200 m nördlich der Kirche | Vogtland, Vogtländisches Schiefergebirge Aufschluss, einzelner Felsen Grauwackenquarzit des Tremadoc / Ordovizium (Schönecker Schichten der Weißelstergruppe) | ND           |
| Lochstein in Falkenstein | weitere Bilder                                                                            | 8         | Falkenstein/Vogtl. Südwestlich des Wasserhochbehälters Falkenstein, südlich Falkenstein, westlicher Ortsrand von Grünbach | Vogtland, Vogtländisches Schiefergebirge Aufschluss, einzelner Felsen Gehört zum langgestreckten Felsriff des Wendelsteins; ungeschichteter dunkelgrauer Quarzit (auch "Hoher Stein-Quarzit" genannt); verwitterungsbeständiger als umgebende Phyllite; Auftreten von kleinen Kiesel- und Tonschiefergeröllen                                                                                               | ND           |
| Restloch 237 |                                                                                           | 1219      | Falkenstein/Vogtl. Ca. 300 m nördlich der F 169 | Vogtland, Vogtländisches Schiefergebirge Aufschluss Restloch ist bewachsen, Geologie (Granit) gut erkennbar | unbekannt    |
| Zwei Felsen nahe Elsenfelsen |                                                                                           | 9         | Falkenstein/Vogtl. Am Nordhang des Tales der Weißen Göltzsch, unterhalb der Rißfälle, 1,2 km südöstlich Grünbach | Westerzgebirge, Vogtländisches Schiefergebirge Aufschluss, zwei einzelne Felsen Grauwackenquarzit des Tremadoc / Ordovizium (Schönecker Schichten der Weißelstergruppe) | FND          |
| Restlöcher westlich Siebenhitz/Schönau                                                                                                  |                                                                                           | 1211      | Falkenstein/Vogtl., Trieb b. Plauen Ca. 200 m westlich Siebenhitz, unmittelbar nördlich der Waldstraße nach Zobes | Vogtland, Vogtländisches Schiefergebirge Aufschluss Vermutlich ehemals mittelkörnige Granite abgebaut; jetzt stark vergrust, mittel- und grobkörnig; am westlichsten Ende Hornfels anstehend | unbekannt    |
| Steinbruch Zöphel (Steinbruch Trieb) |                                                                                           | 1231      | Falkenstein/Vogtl., Trieb/Vogtl. Auf einer Anhöhe, 600 m westlich der Straße Trieb-Schönau, 600 m südsüdwestlich Schönau | Vogtland, Vogtländisches Schiefergebirge Aufschluss, Steinbruch Weißlichgrauer bis schwachgelblicher Zweiglimmergranit | unbekannt    |
| Steinbruchrestloch nordwestlich Mausoleum                                                                                               |                                                                                           | 710       | Falkenstein/Vogtl., Unterlauterbach Ca. 200 m nordwestlich der ehemaligen Gruft (Familie Adler) am Sparkassenweg östlich Unterlauterbach; Restloch 700 m nordöstlich Unterlauterbach (?)                                                                          | Vogtland, Vogtländisches Schiefergebirge Aufschluss Mittelkörniger Zweiglimmergranit, vereinzelt Feldspat-Einsprenglinge, waagerechte Lagerklüfte im Dezimeter-Abstand |              |
| Steinbruchrestloch nordöstlich der ehemaligen Gerichtslinde                                                                             |                                                                                           | 711       | Falkenstein/Vogtl., Unterlauterbach Ca. 100 m nordöstlich der ehemaligen Gerichtslinde; ca. 300 m nordwestlich Mausoleum östlich Unterlauterbach; 750 m nordöstlich Lauterbach (?)                                                                                | Vogtland, Vogtländisches Schiefergebirge Aufschluss Mittelkörniger Zweiglimmergranit; stark vergrust; im Südostteil Engkluftzone |              |
| Wendelstein |                                                                                           | 2         | Grünbach 400 m westlich der Straße Grünbach-Falkenstein, 500 m nördlich Grünbach | Vogtland, Vogtländisches Schiefergebirge Aufschluss, Felsen Grauwackenquarzit des Tremadoc / Ordovizium (Schönecker Schichten der Weißelstergruppe) | FND          |
| Rehhübel |                                                                                           | 4         | Grünbach Im Wald ca. 2 km südlich Grünbach, 800 m südwestlich der Straße Grünbach-Muldenberg | Westerzgebirge, Vogtländisches Schiefergebirge Aufschluss, einzelner Felsen Über 1 km hintereinander liegende, nord-süd-streichende Felsriffe (Affensteinzug); südlichster ist der Rehhübel; auch "Hoher-Stein-Quarzit" genannt; große Faltenmulde erkennbar | FND          |
| Rinnelstein |                                                                                           | 1         | Grünbach Am Musikantensteig, 1,5 km südsüdwestlich vom südlichen Ortsausgang Grünbach | Lausitz-Riesengebirgsscholle Aufschluss, einzelner Felsen Grauwackenquarzit des Tremadoc / Ordovizium (Schönecker Schichten der Weißelstergruppe) |              |
| Saubachbruch |                                                                                           | 254       | Grünbach Am Floßgrabenweg, östlich der Straße Muldenberg-Kingenthal, 2 km südöstlich Muldental, 1 km östlich Talsperre Muldenberg | Westerzgebirge, Vogtländisches Schiefergebirge Aufschluss, aufgelassener Steinbruch Topasierter Quarzporphyrgang (Oberkarbon) | FND          |
| Kleiner Affenstein |                                                                                           | 3         | Grünbach Ca. 100 m westlich der Straße Grünbach-Muldenberg, ca. 700 m südlich Grünbach | Westerzgebirge, Vogtländisches Schiefergebirge Aufschluss, einzelner Felsen Grauwackenquarzit des Tremadoc / Ordovizium (Schönecker Schichten der Weißelstergruppe) | FND          |
| Bastei |                                                                                           | 6         | Grünbach Am westlichen Göltzschtalhang, 650 m östlich Grünbach | Vogtland, Vogtländisches Schiefergebirge Aufschluss, einzelner Felsen Grauwackenquarzit des Tremadoc / Ordovizium (Schönecker Schichten der Weißelstergruppe) | FND          |
| Hirschenstein |                                                                                           | 252       | Klingenthal Nördlich des ehemaligen Anlaufturmes der Aschbergschanze, 300 m nordnordwestlich vom nördlichen Ortsausgang Sachsenburg | Westerzgebirge, Vogtländisches Schiefergebirge Aufschluss, Felsgruppe Ganggranit und Kontaktgestein des Eibenstocker Granites | FND          |
| Felsen am Goldberg (Wettinstein bei Brunndöbra)                                                                                         |                                                                                           | 253       | Klingenthal Zwischen Brunndöbrabach und Tannenbach, am Südhang des Goldberges, 700 m nordnordwestlich vom nördlichen Ortsausgang Brunndöbra | Westerzgebirge, Vogtländisches Schiefergebirge Aufschluss, einzelner Felsen Chlorit- und Hornblendegesteine aus dem Kontakt des Eibenstocker Granites | NSG          |
| Sandsteinbruch Waldkirchen |                                                                                           | 690       | Lengenfeld Unmittelbar westlich der B 94, nördlich der GVV Lengenfeld, 2 km nordwestlich der Ortsmitte Lengefeld | Vogtland, Erzgebirge Aufschluss Porphyrische / pegmatitische Ausbildungen | FND          |
| Säulendiabas Limbach (Alter Diabasbruch)                                                                                                |                                                                                           | 266       | Limbach, Limbach b. Reichenbach/Vogtl. Nord- und Nordwest-Wand im Diabasbruch Limbach; ca. 400 m westlich vom südlichen Ortsausgang Limbach, ca. 500 m nördlich vom Steinbruch ‘Staatliches Hartsteinwerk’                                                        | Vogtland, Vogtländisches Schiefergebirge Aufschluss, aufgelassener Steinbruch Säulig abgesonderter Diabas (Oberdevon) | ND           |
| Steinbruch Limbach |                                                                                           | 1182      | Limbach, Limbach b. Reichenbach/Vogtl. Ca. 500 m westlich vom südlichen Ortsausgang Limbach | Vogtland, Vogtländisches Schiefergebirge Aufschluss, Steinbruch Bemerkenswert ist, dass die Diabase hier vielfach von überaus reichlich auftretenden Tuffen und Tuffbreccien des Mittel- und Oberdevons begleitet werden | unbekannt    |
| Nord-Böschung am Hedwigsruhweg |                                                                                           | 687       | Markneukirchen, Erlbach Ca. 500 m nordöstlich vom Vorderen Floßteich (Skiwanderweg), 2,3 km nordöstlich Erlbach | Westerzgebirge, Vogtländisches Schiefergebirge Aufschluss, Weganschnitt Profil aus stengelig zerfallenden Phylliten und Quarzphylliten mit einzelnen massigen Quarziten | LSG          |
| Bruch Landesgemeinde |                                                                                           | 251       | Markneukirchen, Erlbach Ca. 3,2 km nordöstlich Erlbach | Westerzgebirge, Vogtländisches Schiefergebirge Aufschluss, aufgelassener Steinbruch | ND           |
| Basaltbruch Erlbach |                                                                                           | 250       | Markneukirchen, Erlbach Am Osthang des Hinteren Langebachtals, ca. 500 m östlich vom Hinteren Floßteich, 3,7 km südwestlich der Ortsmitte Klingenthal | Westerzgebirge, Vogtländisches Schiefergebirge Aufschluss, aufgelassener Steinbruch Kontakt ordovizischer Phyllite (Phycoden-Gruppe) mit Melilithbasalt ( Tertiär) | ND           |
| Ehemaliger Steinbruch bei Erlbach |                                                                                           | 688       | Markneukirchen, Erlbach Ca. 800 m südöstlich vom "Hohen Brand"; 1 km nordnostöstlich vom Vorderen Floßteich; 3 km nordöstlich Erlbach | Westerzgebirge, Vogtländisches Schiefergebirge Aufschluss, auflässiger Steinbruch Metamorphe Kiesel-/Alaunschiefer | LSG          |
| Basaltvorkommen bei Erlbach |                                                                                           | 689       | Markneukirchen, Erlbach Ca. 1200 m südöstlich vom "Hohen Brand" am Hallerweg. 2,9 km nordöstlich von Erlbach | Westerzgebirge, Vogtländisches Schiefergebirge Aufschluss Nephelin-Melilithbasalt, olivinreich | unbekannt    |
| Steinbruch Schönlind (Steinbruch am Kaffeehügel)                                                                                        |                                                                                           | 260       | Markneukirchen, Schönlind b. Klingenthal 200 m östlich der Straße nach Markneukirchen, hinter den letzten Häusern "Am Kaffeehügel", unmittelbar nördlich Schönlind                                                                                                | Vogtland, Vogtländisches Schiefergebirge Aufschluss, aufgelassener Steinbruch Gunzener Quarzit - unteres Ordovizium (Gunzener Schichten - Weißelster-Gruppe) |              |
| Restloch 279 |                                                                                           | 1220      | Mühlental 500 m nördlich von Zaulsdorf am Waldrand | Vogtland, Vogtländisches Schiefergebirge Aufschluss Die Sohle vom Restloch ist wassergefüllt, Höhe der Steilwand ca. 20 m | unbekannt    |
| Ehemaliger Quarzitbruch Saalig |                                                                                           | 222       | Mühlental, Saalig 1,2 km vom südwestlich Ortsausgang Saalig, 1,6 km nordöstlich Leubetha | Vogtland, Vogtländisches Schiefergebirge Aufschluss, aufgelassener Steinbruch |              |
| Steinpöhl |                                                                                           | 695       | Mühlental, Tirschendorf 1 km nordöstlich Tirschendorf; Westrand vom Steinpöhl | Vogtland, Vogtländisches Schiefergebirge Aufschluss "Proterobas" bzw. Trachybasalt; Lesesteine und unauffällige Felsklippen | unbekannt    |
| Quarzit am Pfaffenstein |                                                                                           |           | Mühlental, Tirschendorf | Der Pfaffenstein entstand durch maritime Sedimente im Ordovizium (Tremadoc) vor 477 bis 485 Millionen Jahren; die Schelfsedimente wurden während der variszischen Gebirgsbildung zu Beginn des Karbons in Schiefer umgewandelt und gehen auf verunreinigte Quarzsandsteine zurück; der Pfaffenstein ist dem Typus Hoher–Stein–Quarzit (Vysoký kámen) zuzuordnen                                             | unbekannt    |
| Butterbächel |                                                                                           | 693       | Muldenhammer Ca. 2 km ostsüdöstlich Sachsengrund, direkt am Ggoßen Pyraweg | Westerzgebirge, Erzgebirge Aufschluss Jaspis-Blöcke führender Bach im Eibenstocker Granit | NSG          |
| Schneckenstein (Topasfelsen) | weitere Bilder                                                                            | 259       | Muldenhammer, Tannenbergsthal/Vogtl. 250 m östlich der Schneckensteinsiedlung an der Straße, ca. 1,3 km nördlich des Goldberges | Westerzgebirge, Vogtländisches Schiefergebirge Aufschluss, Felsen Der Schneckenstein im Vogtländischen Schiefergebirge ist aus einer vulkanischen Explosionsröhre entstanden; namensgebend ist die auffällige Morphologie; das ca. 24 m hohe Felsgebilde wurde vor allem wegen seiner Topasführung berühmt                                                                                                  | ND           |
| Gottesberger Pinge (Pinge Geyerin, Dreikönigspinge, Waschbleipinge)                                                                     |                                                                                           | 258       | Muldenhammer, Tannenbergsthal/Vogtl. 500 m westlich Gottesberg, 300 m südlich Hahnewald | Westerzgebirge, Erzgebirge Geohistorisches Objekt, Pingenzug | ND           |
| Porphyroidaufschluß Netzschkau (Fabrikgelände an Göltzschtalbrücke)                                                                     |                                                                                           | 264       | Netzschkau Am Osthang der Göltzsch, im Gelände NEMA Netzschkau, 200 m westlich der Bahnlinie Plauen-Reichenbach | Vogtland, Vogtländisches Schiefergebirge Aufschluss, aufgelassener Steinbruch Vermutlich devonisches Granitporphyrvorkommen in unterordovizischen Tonschiefern (Phycoden-Gruppe / Tremadoc bis Arenig) | ND           |
| Steinbruch Neuensalz |                                                                                           | 1233      | Neuensalz 250 m nordwestlich der Straße Plauen-Reichenbach, etwa 500 m westlich der Autobahnstrecke Plauen-Dresden, 200 m nördlich Neuensalz | Vogtland, Vogtländisches Schiefergebirge Aufschluss, Steinbruch Der Diabas ist mineralogisch hauptsächlich aus Augit, Plagioklas, Illmenit, Chlorit, Biotit und Apatit zusammengesetzt; im Gestein sind 2 - 3mm große Augite und 5 mm große Feldspatleisten zu beobachten | unbekannt    |
| Restloch 676 |                                                                                           | 1225      | Neuensalz Ca. 120 m nördlich vom Abzweig der Straße nach Zobes von der B 169 direkt an der Straße | Vogtland, Vogtländisches Schiefergebirge Aufschluss Sohle durch Hangrutsch teilweise gefüllt, stark bewachsen | unbekannt    |
| Pflanzenbruch Neumark |                                                                                           | 263       | Neumark An der B 173, 500 m östlich Neumark | Vogtland, Vogtländisches Schiefergebirge Aufschluss, aufgelassener Steinbruch Ehemaliger Diabasbruch (Diabasvulkanismus); über den Diabasen 2 bis 3 m mächtige, gelbliche bis grünlichgraue Tonschieferlagen; Pflanzenfunde (stark geplättet) | ND           |
| Restloch 318 |                                                                                           | 1221      | Neustadt/Vogtl. 300 m nordwestlich der Staumauer von der Talsperre Werda im Wald | Vogtland, Vogtländisches Schiefergebirge Aufschluss Die Steilwände sind zum Teil bewachsen, auf der Sohle sind Grillplatz und Ruheplätze eingerichtet; der anstehende Kontaktschiefer wurde zum Talsperrenbau gewonnen und verarbeitet | unbekannt    |
| Griffelschiefer (Hangaufschluß) Oberhermsgrün                                                                                           |                                                                                           | 212       | Oelsnitz/Vogtl., Hermsgrün 100 m nördlich vom westlichen Ortsausgang Oberhermsgrün | Vogtland, Vogtländisches Schiefergebirge Aufschluss, aufgelassener Steinbruch |              |
| Ehemaliger Kalkbruch Bahnwärterhaus Magwitz                                                                                             |                                                                                           | 215       | Oelsnitz/Vogtl., Magwitz Am Bahnwärterhaus der alten Bahnlinie Plauen, am nördlichen Elsterhang. 500 m nordwestlich Magwitz | Vogtland, Vogtländisches Schiefergebirge Aufschluss, aufgelassener Kalkbruch Oberdevonische Grauwacken (mit Fossilien), Diabastuffe und Flaserkalke des unteren Oberdevon; gneisführende Kieselschieferkonglomerate des Unterkarbon; starke tektonische Beanspruchung des Gebietes (mehrere unterkarbonische und devonische Schuppen)                                                                       |              |
| Magwitz, Schieferaufschluss am ehemaligen Bahnwärterhäuschen                                                                            |                                                                                           | 717       | Oelsnitz/Vogtl., Magwitz Nahe dem Fußweg und unterhalb des Kalkbruches (Geotop 215), 500 m nordwestlich Magwitz | Vogtland, Vogtländisches Schiefergebirge Aufschluss Fossilführende tuffitische Tonschiefer der Planschwitzer Schichten im Liegenden des Knollenkalkes | ND           |
| Granitkonglomerat von Oelsnitz-Raschau                                                                                                  |                                                                                           | 217       | Oelsnitz/Vogtl. Böschung gegenüber Bahnwärterhaus der ehemaligen Bahnlinie Oelsnitz-Falkenstein | Vogtland, Vogtländisches Schiefergebirge Aufschluss, steile Böschung Grauwacke mit Granitgeröllen - tiefstes Oberdevon |              |
| Keratophyrtuff und Diabase bei Schloß Voigtsberg (Schloßfelsen Voigtsberg)                                                              |                                                                                           | 216       | Oelsnitz/Vogtl. Südlicher Steilhang des Schloßfelsens im Bereich Voigtsberg | Vogtland, Vogtländisches Schiefergebirge Aufschluss, südexponierter Steilhang Polymikte Konglomerate und Quarzkeratophyr auf Diabastuffen bzw. Diabasen des Oberdevon | NSG          |
| Kieselschiefer Engelspöhl |                                                                                           | 213       | Oelsnitz/Vogtl. Unmittelbar südlich der Straße Oelsnitz-Raasdorf, 1,2 km östlich Oelsnitz | Vogtland, Vogtländisches Schiefergebirge Aufschluss, mehrere aufgelassene Steinbbrüche Kiesel- und Alaunschiefer, unteres Llandovery / Silur; Schichtgrenze Ordovizium - Silur |              |
| Felsklippen bei Taltitz |                                                                                           | 692       | Oelsnitz/Vogtl. An der Straße nach Oelsnitz vor der Autobahnunterführung, 200 m südlich Taltitz | Vogtland, Vogtländisches Schiefergebirge Aufschluss Assoziation oberdevonischer bis unterkarbonischer Gesteine (Vulkanite, Kalke, Brekzien) | unbekannt    |
| Granitkonglomerat Raschau |                                                                                           | 1206      | Oelsnitz/Vogtl. Böschung gegenüber Bahnwärterhaus der ehemaligen Bahnlinie Oelsnitz-Falkenstein (?) | Vogtland, Vogtländisches Schiefergebirge Grauwacke mit Granitgeröllen - tiefstes Oberdevon | unbekannt    |
| Hangaufschluß Unterhermsgrün |                                                                                           | 682       | Oelsnitz/Vogtl. Ca. 500 m nördlich Unterhermsgrün am Talhang | Vogtland, Vogtländisches Schiefergebirge Aufschluss Fossilführende Griffelschiefer, Ordovizium / Arenig | unbekannt    |
| Ehemaliger Tagebau "Ludwig-Vereingt-Feld"                                                                                               |                                                                                           | 221       | Oelsnitz/Vogtl., Schönbrunn 1 km nordwestlich Schönbrunn, westlich der Straße Schönbrunn-Planschwitz, Betriebsgelände | Vogtland, Vogtländisches Schiefergebirge Aufschluss Vererzungszyklus im Zusammenhang mit tektonoschen Bewegungen; Gangmineralisation der Schönbrunner Spalte; mehrere Abscheidungsphasen; umfangreiche Fluoritkonzentrationen; in Oxidationszone Limonit und Kupferminerale beachtlicher Größe |              |
| Katzenstein |                                                                                           | 1213      | Pausa-Mühltroff | | unbekannt    |
| Diabas und Kalkstein in Plauen |                                                                                           |           | Pausa-Mühltroff | Einer der wichtigsten Aufschlüsse des vogtländischen Devons; in ihm ist mustergültig der Übergang der Eruptiv-Formation in die kalkreiche Fazis des Oberdevon aufgeschlossen; so leitet hier innerhalb des Adorf das Frasne in das Famenne über, im Hangenden finden sich unter ca. 1 bis 2 pleistozänen Gehängelehm Kiffkalke des Cheiloceras (IIa)                                                        | unbekannt    |
| Diabassäulen-Bruch am Tannenhof (Kneiselpöhl)                                                                                           |                                                                                           | 273       | Plauen, Kauschwitz 300 m nördlich vom Tannenhof, 100 m östlich der B 92, 1,3 km nordöstlich Kauschwitz | Vogtland, Vogtländisches Schiefergebirge Aufschluss, aufgelassener Steinbruch Säulenartige Absonderung oberdevonischer Diabase | ND           |
| Felswand Sportplatz Rhänisberg |                                                                                           | 595       | Plauen In Nordwestecke des Sportplatzes am Rhänisberg (?) | Vogtland, Vogtländisches Schiefergebirge Aufschluss Diabaskonglomerate und -brekzien des Oberdevons | unbekannt    |
| Bärenstein |                                                                                           | 709       | Plauen 400 m südöstlich vom Stadtteich, 200 m westlich der B 92 | Vogtland, Vogtländisches Schiefergebirge Aufschluss | unbekannt    |
| Kalkbruch am Elsterwehr (Steinbruchwand Uferstraße)                                                                                     |                                                                                           | 279       | Plauen Im Betriebsgelände der ehem. VOWETEX Plauen, am Nordwesthang des Elstertals | Vogtland, Vogtländisches Schiefergebirge Aufschluss, mehrere aufgelassene Steinbrüche Auflagerung oberdevonischer Korallenkalke und Diabastuffe auf Diabas; Fossilfunde; darüber Kalksteine des Famenne mit Goniatiten und Mikrofossilien; im Hangenden pleistozäne Sedimente mit Säugetierresten | ND           |
| Bruch an der Hammerbrauerei |                                                                                           | 278       | Plauen Südlich der Hofer Straße, ca. 150 m östlich der Bahnunterführung | Vogtland, Vogtländisches Schiefergebirge Aufschluss, aufgelassener Steinbruch Quarzitschiefer (Phycodes-Serie), bunte Tonschiefer gefaltet (Tremadoc / Ordovizium) | unbekannt    |
| Restloch 158 südöstlich der Ferbigmühle                                                                                                 |                                                                                           | 1216      | Plauen Ca. 100 m östlich der Ferbigsmühle im Wald | Vogtland, Vogtländisches Schiefergebirge Aufschluss Geologie noch gut erkennbar (Tonschiefer) | unbekannt    |
| Restloch 174 unterhalb des Kemmlers |                                                                                           | 1217      | Plauen Südöstlich vom Kinderheim Kemmler im Wald | Vogtland, Vogtländisches Schiefergebirge Aufschluss Restloch noch relativ gut erhalten, Geologie gut erkennbar (Diabas), an der Nordseite werden Müll und Gartenabfälle verkippt, teilweise kugliger Verwitterungsformen des Diabas | unbekannt    |
| Diabasbruch Plauen-Reinsdorf |                                                                                           | 277       | Plauen An der B 92, Ortsausgang Plauen in Richtung Oelsnitz. 150 m südlich Reinsdorf | Vogtland, Vogtländisches Schiefergebirge Aufschluss, aufgelassener Steinbruch 2 Diabasergüsse, getrennt durch Tufflage erkennbar; kissenartige Polster (Pillowlava) von seltener Schönheit, Durchmesser 1 - 1,5 m; Kern feinkörniger Diabas, nach außen konzentrisch Diabasmandelstein (Kalkspat, Quarz); Außensaum Chloritmande                                                                            | unbekannt    |
| Dobenaufelsen |                                                                                           | 527       | Plauen Im Stadtpark / Syratal, 150 m südlich vom Teich | Vogtland, Vogtländisches Schiefergebirge Aufschluss Diabase | unbekannt    |
| Diabasrosen Straßberg |                                                                                           | 686       | Plauen Ca. 500 m nordwestlich des Ortszentrums am Südhang des Warthübels | Vogtland, Vogtländisches Schiefergebirge Aufschluss Schalig verwitterte Diabase des Oberdevon | ND           |
| Rentzschmühle |                                                                                           | 1234      | Pöhl, Görschnitz 750 m nordöstlich vom Bahnhof Rentzschmühle, an der Bahnlinie Greiz-Plauen, am linken Talhang der Weißen Elster; Länge mehr als 300 m | Vogtland, Vogtländisches Schiefergebirge Aufschluss, Steinbruch Drei verschiedene Tuffvarietäten des Diabases aufgeschlossen, zwei Varianten Lapilli-/Bombentuff und eine Diabasbrekzie | unbekannt    |
| Staatliches Hartsteinwerk (Alter Staatsbruch oder Steinbruch Herlasgrün)                                                                |                                                                                           | 1235      | Pöhl, Herlasgrün Ca. 1 km nördlich von Herlasgrün, westlich der Verbindungsstraße Fichtenhäuser-Reimersgrün | Vogtland, Vogtländisches Schiefergebirge Aufschluss, Steinbruch Im Westen und Norden des Bruchgebietes kommen kleinkörnige Diabase mit deutlich ophitischer Struktur vor; im Süden und Osten Diabasmandelsteine und sogenannte Wulstdiabase | unbekannt    |
| Ockerkalkfalte Neudörfel |                                                                                           | 268       | Pöhl, Jocketa in der Bungalowsiedlung Neudörfel, östlich der ehemaligen Straße Neudörfel. 1,5 km östlich Jocketa, nördlich der Talsperre Pöhl | Vogtland, Vogtländisches Schiefergebirge Aufschluss Kleines gefaltetes Ockerkalkvorkommen - Ludlow bis Prídolí / Silur | ND           |
| Ehemaliger Steinbruch Möschwitz |                                                                                           | 694       | Pöhl, Möschwitz Ca. 700 m nordnostöstlich Möschwitz | Vogtland, Vogtländisches Schiefergebirge Aufschluss, Steinbruch Diabas | unbekannt    |
| Schöpferstein |                                                                                           | 269       | Pöhl Ca. 500 m westlich der ehemaligenGaststätte "Gansmühle", am Südwesthang der Talsperre | Vogtland, Vogtländisches Schiefergebirge Aufschluss, Felsenklippe Diabasbrekzie / Oberdevon | ND           |
| Ehemaliger Steinbruch am Rohrholz |                                                                                           | 684       | Pöhl Nördlich der Straße Möschwitz-Neudörfel, 300 m östlich Alt-Jocketa | Vogtland, Vogtländisches Schiefergebirge Aufschluss, Steinbruch Oberdevonische Diabase | FND          |
| Ockerkalkbruch an der Turnhalle |                                                                                           | 267       | Pöhl Östlich der Straße Möschwitz-Talsperre Pöhl, an "Dolly`s Cafe", 600 m nördlich Möschwitz | Vogtland, Vogtländisches Schiefergebirge Aufschluss, aufgelassener Steinbruch Verfaltete, silurische Schiefer und Kalke; mehrere Diabaslagergänge; im Ostteil steil gelagert; anschauliches Bild der Kleintektonik von Sätteln, Fossilfunde | ND           |
| Bücherfelsen unterhalb der Ruine Liebau                                                                                                 |                                                                                           | 270       | Pöhl, Ruppertsgrün b. Plauen Unterhalb der Burgruine, am nordöstlichen Hang des Elstertals, 200 m südwestlich Liebau | Vogtland, Vogtländisches Schiefergebirge Aufschluss, Felsenklippe Steilstehende Tentakulitenkalke (Siegen / Ems - Unterdevon); stark flasrig und mehrfach verschuppt, Mächtigkeit ca. 10 m; durch Diabasintrusion kontaktmetamorph umgewandelt | ND           |
| Ehemaliger Steinbruch Mylau (Weinleithe)                                                                                                |                                                                                           | 691       | Reichenbach im Vogtland, Mylau Unmittelbar nördlich Mylau, ca. 300 m westlich Obermylau | Vogtland, Vogtländisches Schiefergebirge Aufschluss, Steinbruch Kontakt Diabas/Schiefer;im West- und Zentralteil des Bruches stehen oberdevonische Vulkanite an (u. a. Diabase); an zwei Stellen ist der unmittelbare Kontakt aufgeschlossen | unbekannt    |
| Paläopikrit Cunsdorf |                                                                                           | 685       | Reichenbach im Vogtland Am Ostrand von Cunsdorf, Grundstück Jahn | Vogtland, Vogtländisches Schiefergebirge Aufschluss Paläopikritvorkommen (Oberdevon) | unbekannt    |
| Ehemaliger Steinbruch bei Rotschau |                                                                                           | 718       | Reichenbach im Vogtland Zwischen Rotschau und Mühlwand, unmittelbar nördlich Mühlwand | Vogtland, Vogtländisches Schiefergebirge Aufschluss, Steinbruch Griffelschiefer (?) | unbekannt    |
| Griffelschieferbruch Rotschau |                                                                                           | 265       | Reichenbach im Vogtland, Rotschau Östlich der Straße Mühlwand-Rotschau, 200 m nördlich Alaunwerk. 1,2 km südlich Rotschau | Vogtland, Vogtländisches Schiefergebirge Aufschluss, aufgelassener Steinbruch Griffelschiefer (Gräfenthaler Serie / Arenig - Llanvirn), Hauptquarzit (Llandeilo / Ordovizium) | ND           |
| Hauptquarzit Rotschau |                                                                                           | 261       | Reichenbach im Vogtland, Rotschau An der Straße Rotschau-Mühlwand, ca. 100 m südöstlich der ehemaligen Spinnerei; 1,8 km südöstlich Mylau | Vogtland, Vogtländisches Schiefergebirge Aufschluss, aufgelassener Steinbruch Hauptquarzit-Folge des Ordoviziums; Wechsellagerung von sericitischen Sandsteinen und graugrünen Schiefern; Vorkommen liegt im Kern einer Mulde; im nördlichen Teil liegende Falte aufgeschlossen | ND           |
| Alaunschieferbruch Mühlwand |                                                                                           | 262       | Reichenbach im Vogtland, Rotschau An der Straße Mühlwand-Reichenbach, ca. 300 m nordöstlich ehemaligen Alaunwerk. 1,2 km südlich Rotschau | Vogtland, Vogtländisches Schiefergebirge Aufschluss, aufgelassener Steinbruch Alaun- und Kieselschiefer (Llandovery bis unteres Wenlock-Silur) | ND           |
| Steinbruch nördlich Fröbersgrün |                                                                                           | 1210      | Rosenbach/Vogtl., Syrau Ca. 300 m nördlich Fröbersgrün am Ostrand der Straße nach Elsterberg | Vogtland, Vogtländisches Schiefergebirge Aufschluss Vorwiegend Grauwackenbänke (ca. 5 m mächtig); im Hangenden und Liegenden Tonschiefer vorherrschend | unbekannt    |
| Drachenhöhle Syrau |                                                                                           | 271       | Rosenbach/Vogtl., Syrau Am Ostrand von Syrau, zwischen Bahnhof und B 282 | Vogtland, Vogtländisches Schiefergebirge Höhle, Höhle Größte Karsthöhle Sachsens; Auslaugung im oberdevonischen Flaserkalk, starke tektonische Zerklüftung; Kalksinter und allochthone Lehmbildungen; unterirdische Seen; Stalaktiten und Stalakmiten; über Tage 15 m mächtiger Flaserkalk | ND           |
| Alter Söll | weitere Bilder                                                                            | 256       | Schöneck/Vogtl. Im Stadtzentrum von Schöneck, ca. 100 m südlich des Rathauses | Westerzgebirge, Vogtländisches Schiefergebirge Aufschluss, einzelner Felsen Grauwackenquarzit des Tremadoc / Ordovizium (Schönecker Schichten der Weißelstergruppe) | FND          |
| Königstein |                                                                                           | 257       | Schöneck/Vogtl. Am südwestlichen Stadtrand, ca. 50 m westlich der Straße nach Saalig | Westerzgebirge, Vogtländisches Schiefergebirge Aufschluss, einzelner Felsen Grauwackenquarzit des Tremadoc / Ordovizium (Schönecker Schichten der Weißelstergruppe) | ND           |
| Gerbetstein (Gerbethstein) |                                                                                           | 255       | Schöneck/Vogtl. Ca. 300 m südlich der Straße Schilbach-Schöneck, 1 km südöstlich Schillbach, 800 m südwestlich Schöneck | Westerzgebirge, Vogtländisches Schiefergebirge Aufschluss, einzelner Felsen Grauwackenquarzit des Tremadoc / Ordovizium (Schönecker Schichten der Weißelstergruppe) | FND          |
| Felsklippen an der Hohen Reuth |                                                                                           | 1226      | Theuma Ca. 360 m nördlich der "Hohen Reuth" mitten im Wald auf der Flur Theuma | Vogtland, Vogtländisches Schiefergebirge Aufschluss Felsgruppe mit großen einzelnen Blöcken, ca. 200 m südwestlich befindet sich das Restloch 415, hier wurde Granitgrus abgebaut | unbekannt    |
| Kontaktschiefer von Theuma (Theumaer Plattenbrüche)                                                                                     |                                                                                           | 1047      | Theuma 2 km südöstlich der Ortsmitte Theuma; südlich der ehem. Bahnlinie Plauen-Falkenstein, westlich der Verbindungsstraße Theuma-Lottengrün, 1 km nordwestlich Lottengrün                                                                                       | Vogtland, Vogtländisches Schiefergebirge Aufschluss, Steinbruch Der Fruchtschiefer der Theumaer Plattenbrüche gehört zum Schiefermantel des Bergener Granits | unbekannt    |
| Alter Steinbruch bei Tirpersdorf (Steinbruch Leksa)                                                                                     |                                                                                           | 225       | Tirpersdorf Nordöstlich von Tirpersdorf, unmittelbar 200 nördlich der Verbindungsstraße Tirpersdorf-Pillmannsgrün, etwa 750 m nordöstlich der Kirche Tirpersdorf                                                                                                  | Vogtland, Vogtländisches Schiefergebirge Aufschluss, aufgelassener Steinbruch Das im Steinbruch abgebaute Gestein bildet, wie auch das Gestein bei Theuma, die äußere Zone vom Kontakthof des Bergener Granits |              |
| Graptolithenschiefer im Steinbruch am Steinpöhl (Kieselschieferbrüche Altmannsgrün)                                                     |                                                                                           | 214       | Tirpersdorf Am Jägerhaus, westlich der Straße Oelsnitz-Theuma; 1,8 km nordöstlich Untermarksgrün; 1 km südlich Juchhöh | Vogtland, Vogtländisches Schiefergebirge Aufschluss, aufgelassener Steinbruch Kiesel- und Alaunschiefer des Silur (Unteres Llandovery), Fossilfundpunkt |              |
| Restloch 412 |                                                                                           | 1222      | Tirpersdorf 800 m nordöstlich von Droßdorf an der Straße von Lottengrün nach Schloditz | Vogtland, Vogtländisches Schiefergebirge Aufschluss Restloch gut erhalten, Sohle mit Wasser gefüllt | unbekannt    |
| Seidels-Loch am Südrand von Schreiersgrün                                                                                               |                                                                                           | 680       | Treuen, Schreiersgrün Am Ostrand von Schreiersgrün, zwischen Schreiersgrün und Kuxenberghäusern | Vogtland, Vogtländisches Schiefergebirge Aufschluss Lateral und vertikal augenscheinlich sehr homogener Granit; keine auffälligen Varietäts-Änderungen, Gänge etc.; geringmächtige Lockergesteinsdecke (max. 1 - 2 m) |              |
| Steinbruchrestloch westlich Schreiersgrün                                                                                               |                                                                                           | 678       | Treuen, Schreiersgrün Ca. 500 m nordwestlich Ortslage Schreiersgrün, unmittelbar südlich der Straße Treuen-Schreiersgrün; 300 m nördlich Schreiersgrün | Vogtland, Vogtländisches Schiefergebirge Aufschluss, Steinbruchrestloch Hornfels, meist kompakt; gefaltet; mit Quarzit |              |
| Steinbruchrestloch Nr. 3 bei "Ehrhards Löcher"                                                                                          |                                                                                           | 676       | Treuen, Schreiersgrün im Gelände der "Ehrhards Löcher", 1,5 km westlich vom nördlichen Ortsausgang Reumtengrün | Vogtland, Vogtländisches Schiefergebirge Aufschluss, Steinbruchrestloch Mittelkörniger Zweiglimmergranit; an Nordostböschung Quarzgang ca. 70° ostnordöstlich fallend |              |
| Ehrhardts Loch am Südrand von Schreiersgrün                                                                                             |                                                                                           | 679       | Treuen, Schreiersgrün Am Südostrand von Schreiersgrün, östlich "Kuxenberghäuser" | Vogtland, Vogtländisches Schiefergebirge Aufschluss, Steinbruchrestloch Lateral und vertikal augenscheinlich sehr homogener Granit; keine auffälligen Varietäts-Änderungen, Gänge etc.; geringmächtige Lockergesteinsdecke (max. 1 - 2 m) | ND           |
| Steinbruchrestloch Nr. 2 bei "Ehrhards Löcher"                                                                                          |                                                                                           | 675       | Treuen, Schreiersgrün Im Gelände der "Ehrhards Löcher", 1 km südwestlich vom westlichen Ortsausgang Rebesgrün | Vogtland, Vogtländisches Schiefergebirge Aufschluss, Steinbruchrestloch Mittelkörniger Zweiglimmergranit; an Nordost-Böschung Quarzgang ca. 70-80° südwestlich fallend |              |
| Steinbruchrestloch Nr. 1 bei "Ehrhards Löcher"                                                                                          |                                                                                           | 674       | Treuen, Schreiersgrün Im Gelände der "Ehrhards Löcher", 1 km westlich vom nördlichen Ortsausgang Reumtengrün | Vogtland, Vogtländisches Schiefergebirge Aufschluss, Steinbruchrestloch |              |
| Steinbruchrestloch Johannhöhe |                                                                                           | 677       | Treuen Ca. 100 m nordwestlich des Johannberg-Gipfels, 1,2 km westlich Schreiersgrün | Vogtland, Vogtländisches Schiefergebirge Aufschluss, Steinbruchrestloch Kontaktgesteine (Hornfelse) |              |
| Steinbruchrestloch am Bächel |                                                                                           | 714       | Treuen, Unterlauterbach Ca. 500 m nördlich Straße Altmannsgrün-Schreiersgrün am Westrand des Bächel, 1,3 km nordnostöstlich Unterlauterbach | Vogtland, Vogtländisches Schiefergebirge Aufschluss, Steinbruch Mittelkörniger Zweiglimmergranit; stark vergrust; vereinzelt Mini-Turmalinsonnen |              |
| Steinbruchrestloch 2 nördlich Straße Altmannsgrün-Schreiersgrün                                                                         |                                                                                           | 713       | Treuen, Unterlauterbach Ca. 200 m nördlich Straße Altmannsgrün-Schreiersgrün westlich des Bächel. 1,3 km nordnostöstlich Unterlauterbach | Vogtland, Vogtländisches Schiefergebirge Aufschluss Mittelkörniger Zweiglimmergranit; Klüftung (Entfestigungsklüfte) gut erkennbar |              |
| Steinbruchrestloch 1 nördlich Straße Altmannsgrün-Schreiersgrün                                                                         |                                                                                           | 712       | Treuen, Unterlauterbach Ca. 100 m nördlich Straße Altmannsgrün-Schreiersgrün westlich des Bächel, 1,2 km östlich Altmannsgrün | Vogtland, Vogtländisches Schiefergebirge Aufschluss Mittelkörniger Zweiglimmergranit; Klüftung (Entfestigungsklüfte) gut erkennbar |              |
| Mineralquelle Neumühle | weitere Bilder                                                                            | 276       | Weischlitz, Burgstein im Hof hinter der ehemaligen Gaststätte "Neumühle", 20 m westlich der Kemnitz | Vogtland, Vogtländisches Schiefergebirge Quelle, artesische Quellschüttung, Mineralquellen Artesische Quellschüttung aus Tiefbohrlöchern der SDAG Wismut (700 m Tiefe), Mineralwasser Typ "Bad Elster", zur Zeit kein Wasseraustritt | ND           |
| Felsböschung Feilebachtal |                                                                                           | 696       | Weischlitz, Dröda Ca. 600 m nördlich Dröda am Ostrand der Straße nach Pirk | Vogtland, Vogtländisches Schiefergebirge Aufschluss Pillowlaven mit interner Differentiation | unbekannt    |
| Kalkaufschluß am Nordwesthang Koßberg                                                                                                   |                                                                                           | 272       | Weischlitz, Kürbitz 300 m östlich Kürbitz | Vogtland, Vogtländisches Schiefergebirge Aufschluss, Steilhang Oolithische und bankige Kalke (Vise / Unterkarbon), fossilführend | ND           |
| Pflanzenfundort auf dem Koßberg |                                                                                           | 274       | Weischlitz, Kürbitz Auf dem Gipfel des Koßberges, 750 m östlich Kürbitz | Vogtland, Vogtländisches Schiefergebirge Aufschluss, Gipfelfelsen mit Steinbruch Grauwackenschiefer mit Konglomerateinlagerungen, Pflanzenabdrücke (Vise / Unterkarbon) | ND           |
| Konglomeratbruch auf dem Koßberg |                                                                                           | 275       | Weischlitz, Kürbitz Im westlich Gipfelbereich, ca. 200 m östlich Kürbitz | Vogtland, Vogtländisches Schiefergebirge Aufschluss, aufgelassener Steinbruch Ca. 10 m mächtige Konglomerate mit Grauwackenbindemittel; lagern Diabas auf; fossilführende Schichten mit wertvollem Pflanzenmaterial als Schlüselstellung in der stratigrafischen Gliederung des vogtländischen Unterkarbons; in der Nähe Kalkbrüche auch mit marinen Fossilien                                              | ND           |
| Elsterhang bei Pirk |                                                                                           | 445       | Weischlitz Ca. 250 m östlich vom Bahnhof Pirk; 700 m südlich Rosenberg, 200 m nordöstlich Türbel | Vogtland, Vogtländisches Schiefergebirge Aufschluss, Steilhang Diabaskonglomerate und -brekzien des Oberdevons | ND           |
| Restloch 664 |                                                                                           | 1224      | Werda Zwischen dem Geigenbach und der Straße Werda-Bergen, von der Versorgungsstraße zur Sperrmauer gut zu erreichen | Vogtland, Vogtländisches Schiefergebirge Aufschluss Restloch liegt am Hang im Wald, bewachsen, Geologie gut erkennbar | unbekannt    |
| Restloch 445 |                                                                                           | 1223      | Werda In Pittmannsgrün ca. 300 m nördlich der Straße Werda-Tirpersdorf im Wald | Vogtland, Vogtländisches Schiefergebirge Aufschluss Sohle ist mit Wasser gefüllt, dadurch kein Zugang zur hohen Steilwand | unbekannt    |

| ID | Name                                      | Gemeinde / Lage    | Bild           |
| -- | ----------------------------------------- | ------------------ | -------------- |
| 62 | Porphyr im Mühlsteinbruch Sornzig         | Mügeln Position    |                |
| 59 | Grauwacke am Collmberg                    | Wermsdorf Position | weitere Bilder |
| 5  | Altenberger Pinge                         | Altenberg Position | weitere Bilder |
| 20 | Georgenfelder Hochmoor                    | Altenberg Position | weitere Bilder |
| 42 | Sandsteinbruch Karrasch                   | Bannewitz Position |                |
| 52 | Aurora Erbstolln                          | Dorfhain Position  |                |
| 12 | Fanglomerat am Backofenfelsen             | Freital Position   | weitere Bilder |
| 40 | Gneis der Teufelskanzel                   | Freital Position   | weitere Bilder |
| 54 | Tagesstrecke Steinkohle                   | Freital Position   | weitere Bilder |
| 9  | Lausitzer Überschiebung am Hockstein      | Hohnstein Position |                |
| 25 | Hornstein-Tonschiefer im Seidewitztal     | Liebstadt Position |                |
| 45 | Sandstein vom Götzenbusch                 | Rabenau Position   | weitere Bilder |
| 47 | Sandstein vom Einsiedlerstein             | Rabenau Position   | weitere Bilder |
| 2  | Basalt der Burg Stolpen                   | Stolpen Position   | weitere Bilder |
| 46 | Sandstein am Flügel Jägerhorn             | Tharandt Position  |                |
| 50 | Rhyolith vom Porphyrfächer Mohorn-Grund   | Tharandt Position  |                |
| 44 | Kugelpechstein von Spechtshausen          | Tharandt Position  |                |
| 53 | Gneis vom Burgfelsen Tharandt             | Tharandt Position  | weitere Bilder |
| 48 | Basalt vom Ascherhübel                    | Tharandt Position  | weitere Bilder |
| 43 | Rhyolith vom Lips Tullian Felsen          | Tharandt Position  |                |
| 49 | Warnsdorfer Quelle                        | Tharandt Position  | weitere Bilder |
| 38 | Phyllit und Chloritgneis vom Grauen Bruch | Wilsdruff Position |                |
| 41 | Rhyolith vom Weißen Bruch                 | Wilsdruff Position |                |
| 55 | Kalkofen Blankenstein                     | Wilsdruff Position |                |
| 37 | Diabas-Phyllit bei Mohorn                 | Wilsdruff Position |                |